# Архитектура Беларуси

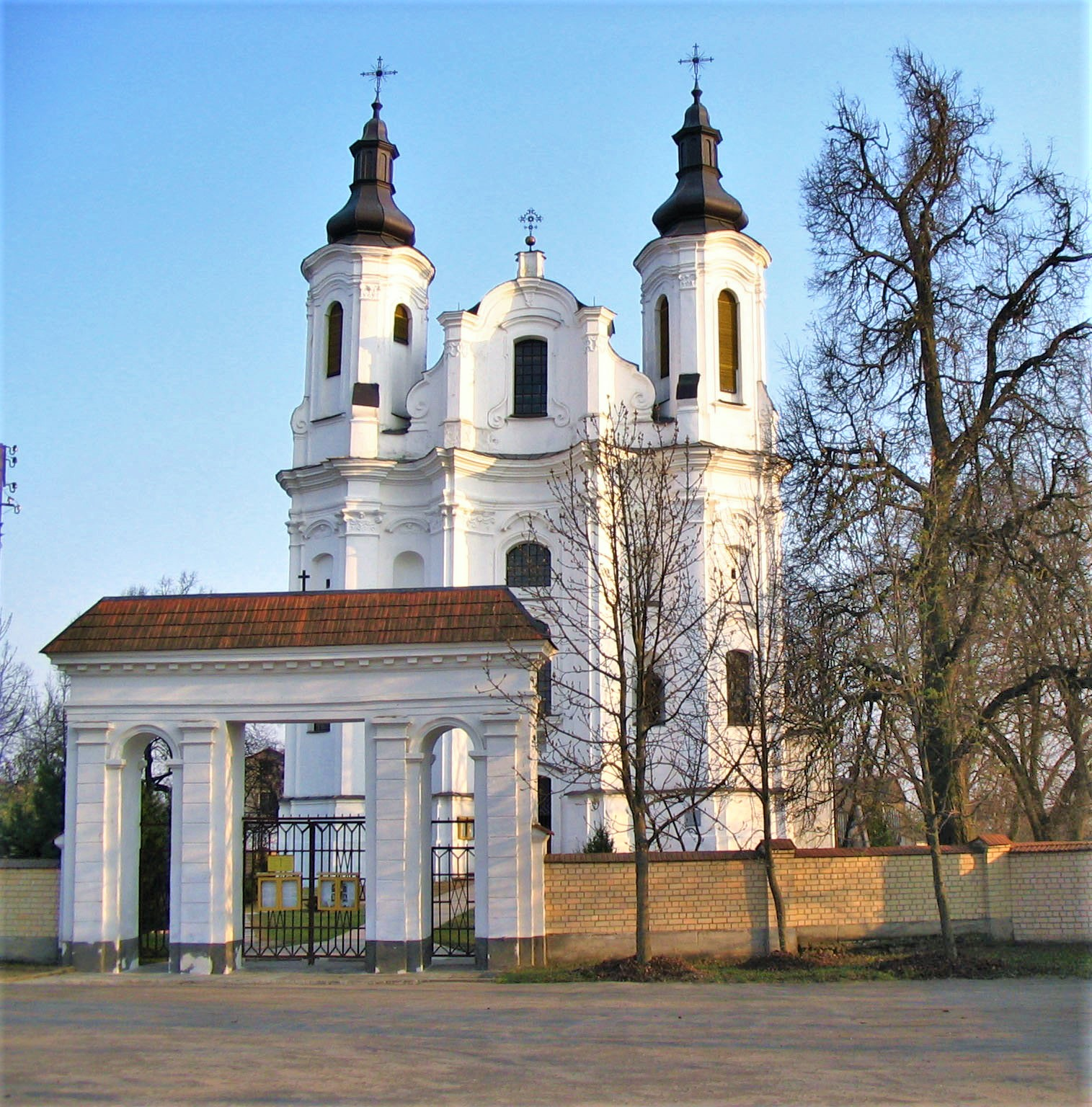
Церковь Святого Апостола Андрея в Слониме (1775)

## Общая характеристика

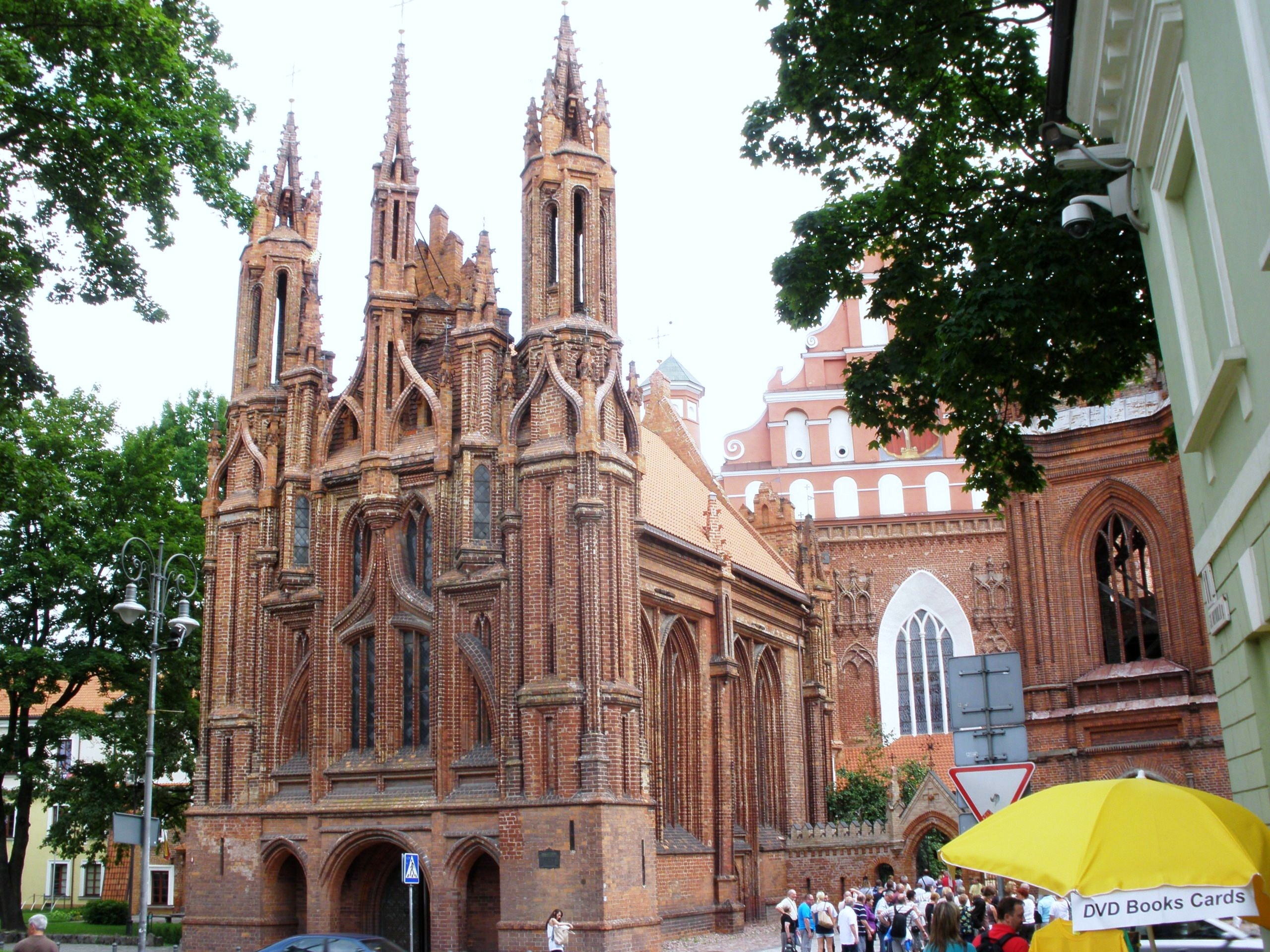
Костёл Св. Анны в Вильнюсе

С начала IX века княжества, образованные на белорусских землях, были частью Древнерусского государства.
С XIII по XIV века белорусские земли присоединяются к новообразованному в Новогрудке Великому княжеству Литовскому, затем входят в состав Речи Посполитой.
В конце XVIII века Российская империя захватила часть Речи Посполитой и в результате раздела получила Волынское, Новогрудское, Виленское, часть Жемайтии и Брестского, Гродненского, Трокского воеводств с городами Брест, Новогрудок, Гродно, Вильна, Ковно.
Отмечено два мощных воздействия на художественно-стилистическую ситуацию в стране:
- древнерусское влияние (IX до XIII века);
- западноевропейское влияние (с XIII до XIX века).

Решение Сталина отдать часть земель Беларуси с городом Вильно в состав Литвы лишило страну значительной доли архитектурного достояния, относящегося к готике и ренессансу, которые были общим культурным достоянием литовского и белорусского народов.

## Зарождение зодчества
Неполнота сведений о наиболее древнем периоде в архитектуре Беларуси обусловлено отсутствием письменных источников и недолговечностью материалов, который использовались в то время. Тем не менее в самых общих чертах можно проследить ход развития зодчества древнейших времён.
Наиболее ранний период развития зодчества связан с возникновением городищ и селищ, что обусловлено, в свою очередь, развитием земледелия и животноводства.

### Возникновение городищ
Большинство городищ, укрепленных поселений, располагалось на берегах рек, на мысах или других малодоступных местах. Кроме естественных препятствий городища обычно имели искусственные укрепления, например, рвы, валы и деревянные стены — частокол. Таким образом городище со рвами и валами, которые могли достигать в высоту 2,5—3,0 м, представляли собой настоящие крепости.
Конфигурация городищ была разнообразной и зависела прежде всего от рельефа местности и очертания площадки, однако наиболее распространённой является форма, близкая к овалу. Если в ранних городищах хозяйственные постройки располагались в центре, а вокруг них группировались жилые дома, то во II—III веках жилая застройка занимает уже всю территорию городища.

### Жильё
В архитектуре жилища этого периода прослеживается связь с материальными потребностями и природными условиями. Изначально единственными материалами для возведения жилья у восточных славян были земля, глина и дерево, использование таких материалов, как камень и кирпич, относится к более позднему периоду и связано с развитием техники. Жилье в это время имеет чисто утилитарный характер, поднимаясь до уровня произведений искусства значительно позже.
Характер жилых построек также зависел от природных условий и местных видов строительных материалов. В южных районах, где было мало строительного леса, широко использовалась глина при создании землянок и полуземлянок. В северных районах наоборот определяющую роль играло дерево. В центральной части встречаются жилые постройки обоих типов.
В ранних поселениях преобладает однокамерное жилье типа полуземлянки, углубленное в грунт на 0,3—0,6 м, их площадь составляла около 12—16 м². Встречаются квадратные, прямоугольные, круглые и овальные в плане постройки. Вход имел вид выступа возле одной из стен или в углу. Подобный вид имела открытое в Моховском городище (Речицкий район) жилье колонной конструкции с очагом, размещённым в специальном углублении, которое прилегает к одному из углов постройки.
Позже жилье типа полуземлянок сменяется надземными сооружениями столбовой конструкции. Характерным примером подобного строительства является Чаплинское городище зарубинецкой культуры (Лоевский район), которое состояло из 25—30 жилых сооружений надземного типа размерами 16—25 м², сгруппированных в центральной и западной части, и хозяйственных построек, располагавшихся на юге и восточных окраинах городища. Территория городища 75×65 м была обнесена частоколом из массивных бревен. Столбы были поставлены на расстоянии 1—2 м друг от друга и имели пазы, через которые пропускались горизонтальные шесты. Такая конструкция использовалась и позже, сплетенные из прутьев стены между столбами обмазывались глиной, как это было сделано в Горошковском городище (Речицкий район). Стены, возможно, затем белились. Крыши зарубинецкого жилья были двускатными, сложенными из жердей, соломы, камыша и глины. Для обогрева жилья в одном из углов или у стены, либо посередине жилья, располагались огнища, которые представляли собой участок пола диаметром около 0,5 м, огороженный невысокой каменной или глиняной стеной, позже — глинобитные печи. В теплое время года огонь разводили под открытым небом в очагах, которые были вымощены камнями или черепками, обмазанны глиной и располагались непосредственно около самого жилья. Рядом с жильём также располагались хозяйственные и производственные постройки, ямы-погребы цилиндрической или колоколоподобной формы и сложные подвалы с земляными сводами и ступеньками. Размеры жилья и наличие очага свидетельствуют о том, что постройки предназначались для проживания большой семьи, которая вела самостоятельное хозяйство.
В III—II веках до н. э. в Центральной Беларуси жилище представляло собой крупные и вытянутые в плане дома, расчлененные на помещения площадью 20—25 м². Подобные многокамерные постройки найдены в городищах культуры штрихованной керамики возле деревень Збаровичи и Лабенщина (Минская область).
В II—III веках н. э. появляются многокамерные дома меньших размеров, которые, по-видимому, принадлежали большой патриархальной семье, внутри которой начался процесс разделения и выделения меньших по количеству семей.
Характерные примеры срубного жилья найдены в деревнях Вязынка (Молодечненский район), где большая изба состояла из трёх неодинаковых помещений площадью 48, 32 и 26 м², которые образовывали компактный план, и Малышки (Вилейский район), где сохранились следы четырёх надземных домов размерами 18×7 м, которые делились на четыре одиночные помещения с собственными очагами. Застройка городища в Малышках характеризуется точностью и определённой регулярностью планировки.

### Возникновение селищ
В IV—V веках н. э. с развитием плужного земледелия продолжается процесс распада патриархально-родовых отношений, который характеризуется возникновением сельских общин и переходом от родовых связей к территориальным. Новые социально-экономические условия способствуют изменению характера поселений. Так, вместо городищ развиваются открытые, неукрепленные селища. Вместе с тем, городища сохраняют роль крепости-убежища на случай военных действий. Позже городища, которые чаще всего располагались внутри крупных селищ, начали заселяться знатью, жрецами, воинами и отдельными ремесленниками.
Открытое селище вокруг стен городища у деревни Хотомель занимало площадь около одного гектара и было плотно застроена рядами полуземлянок, расположенных вдоль внешнего вала в 1—5 м друг от друга. В VIII—X веках городище превратилось в поселение для дружинников с мощными круговыми деревянными укреплениями, что фактически является переходом к раннему феодальному укреплению.
Особенностью селищ являются большие размеры, до 5—7 га и более, и большое количество жилых построек. Так, в селище Замковая гора возле Бегомля найдено свыше 300 четырёхугольных в плане полуземлянок площадью не более 15 м², каждая из которых была рассчитана на одну семью. Дальнейшее развитие получает однокамерная хата, которая в VIII—IX веках становится наиболее распространенной на территории Беларуси.

### Культовые сооружения
Среди культовых сооружений этого периода выделяются погребальные курганы разнообразных форм и размеров, которые первоначально играли роль коллективной родовой усыпальницы, но с образованием классового общества стали местом захоронения исключительно князей и дружинников. В отдельных районах Подвинья, Поднепровья, Понеманья и Побужья в середине и во второй половине I тысячелетия н. э. возникают длинные и удлинённые курганы, первые из которых имели вид вала длиной до 80—100 м, шириной около 20 м и высотой 2 м, другие не превышали 20 м в длину, 10 м в ширину и 1,5 м в высоту. В IX веке этот тип курганов был вытеснен круглыми.
Получить сведения о других культовых сооружениях, например, языческих храмах и святилищах, пока не представляется возможным, но можно предположить, что они идентичны сооружениям подобного типа, которые были найдены на территории Украины и России.

## Древнерусский период
Социально-экономические изменения и рост сил феодального общества в IX—XII веках способствуют строительству и развитию городов. На западе восточнославянских земель возникают новые города: Полоцк, Витебск, Минск, Гродно, Орша, Пинск, Берестье, Туров, Браслав, Волковыск. Обычно они возводились в местах слияния рек, которые служили естественными оборонительными укреплениями.
В городах наибольшее развитие получают кроме укреплений культовые постройки и жилье — все преимущественно из дерева. Центральное место в городе занимал детинец (кремль), вокруг которого располагались ремесленно-торговые ряды — этот прием был традиционным для древнерусского градостроительства.

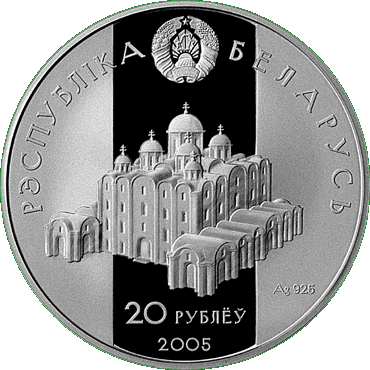
Изображение Софийского собора на аверсе монеты «Всеслав Полоцкий», 20 рублей

С возникновением Древнерусского государства со столицей в Киеве земли современной Беларуси вошли в её состав.
В конце X века на Руси было принято христианство, которое способствовало укреплению феодальных отношений, развитию государственности, взаимной торговле с соседними странами. Связь с Византией, откуда и пришло христианство, оставила значительный след в древнерусском зодчестве. Создание монументальных храмов способствовало развитию строительной техники, художественной отделки, что, наряду с развитием городов, стало первопричиной формирования новых направлений в зодчестве, появился такой тип сооружений как каменный крестово-купольный храм, построенный из тонкого квадратного кирпича — плинфы. В X—XI веках храмы на белорусских землях строили преимущественно мастера, приглашенные из Византии. Заложеный между 1044 и 1066 годами и построенный из плинфы Софийский собор в Полоцке можно считать первым из числа выдающихся культовых сооружений на территории современной Беларуси. В этом памятнике были заложены основополагающие принципы местной архитектурной школы, проявившиеся в центрично-пирамидальной композиции архитектурных форм. Скорее всего, такие принципы появились под воздействием местных строительных традиций, сложившихся ещё в деревянном народном зодчестве.
Для каменной культовой архитектуры этого периода характерна кладка стен со скрытым рядом, который замазывался широкой белой полосой раствора так, чтобы фасадные стены получали полосатую двухцветную расцветку. Подобная кладка также встречается и позже, в период феодальной раздробленности.
Интерьеры храмов богато украшались росписями, которые до нашего времени почти не сохранились.

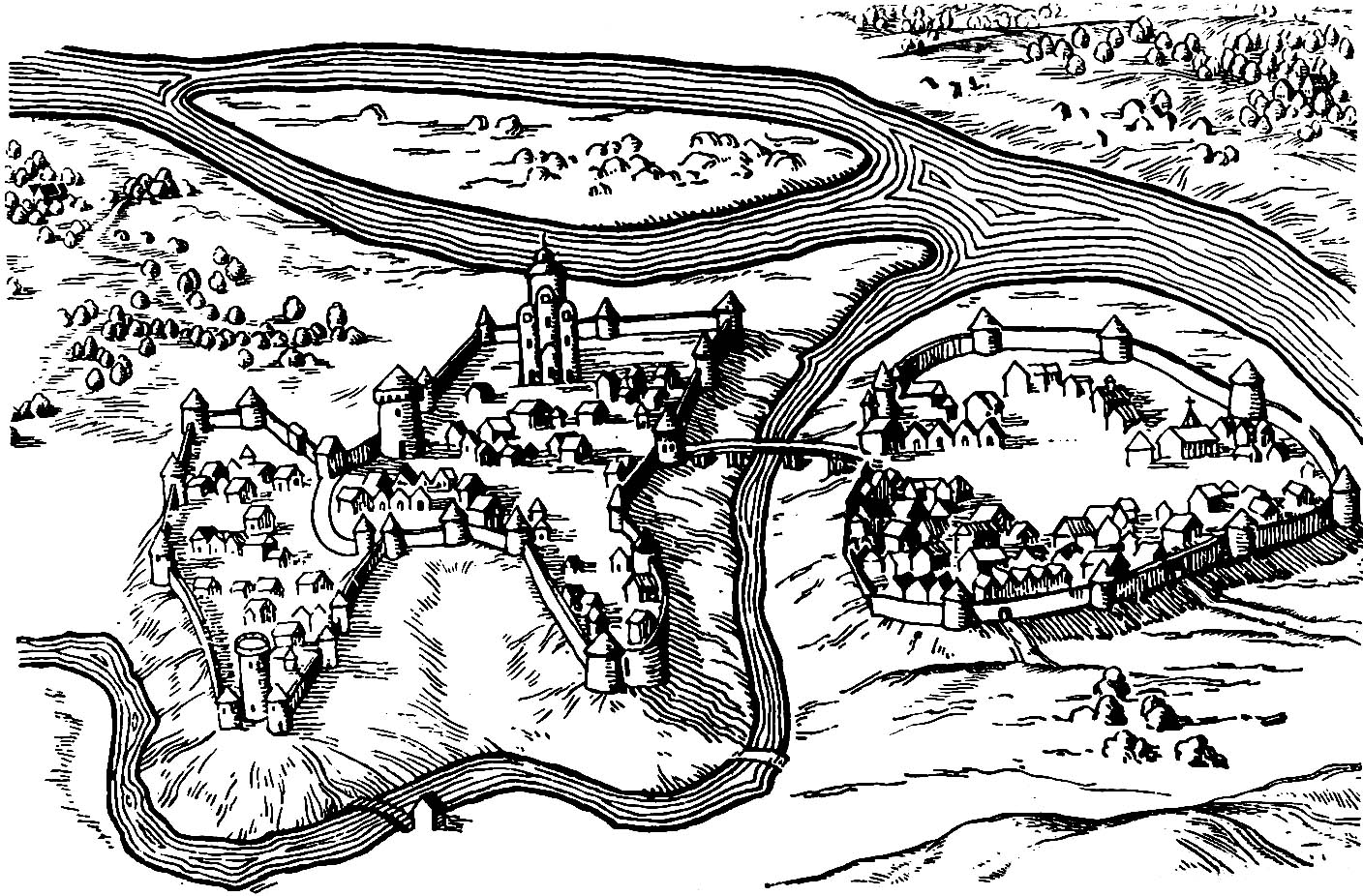
Полоцк на гравюре XVI века

На рубеже X—XI веков укрепленный центр Полоцка — детинец — был перенесен на юг к месту впадения Полоты в Западную Двину. Детинец площадью 7 га получил название Верхний замок. Внешний посад, который назывался Нижним городом, сформировался между детинцем и старым городищем. Заполотье, или Старый город, развивалось как посад. Таким образом в Полоцке образовалась трёхчастная структура плана, где доминирующее положение занял детинец. Вдоль Двины позже начала развиваться наиболее крупная часть города — Большой посад. К XII веку площадь города возросла до 70-80 га.
Кроме основного укрепления вокруг детинца, каждая часть Полоцка имела свои оборонительные сооружения. В детинце размещались Софийский собор, дворец князя, жилища феодалов, дружины, зажиточных ремесленников. Жилищная застройка формировалась стихийно и бессистемно. Улицы прокладывались между домами и были вымощены бревнами на лагах.
Во время раскопок в Бресте была обнаружена древнейшая часть города — Берестье. Среди прочего сохранились остатки жилых и хозяйственных построек, дворовые настилы и палисады, которые являются характерными для поселений XI—XIII веков. Жилье однакамерное, срубной конструкции «обло с остатком», в плане квадратное, длина стен составляет от 3,2 до 4,4 м, в качестве материала использованы сосна и дуб. Постройки сохранились на высоту 7—12 венцов, что позволяет судить об объемно-пространственной композиции, форме и размерах дверных и оконных проемов, деталях дощатой крыши и других особенностях.

### Полоцкая школа зодчества

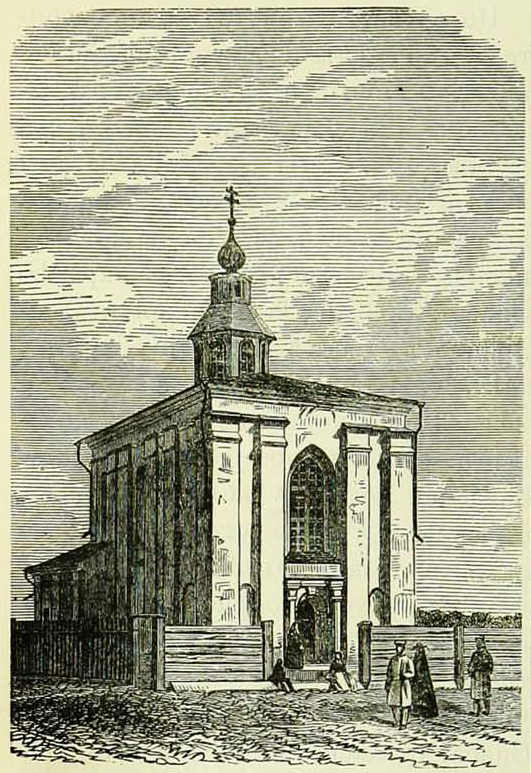
Борисоглебская церковь

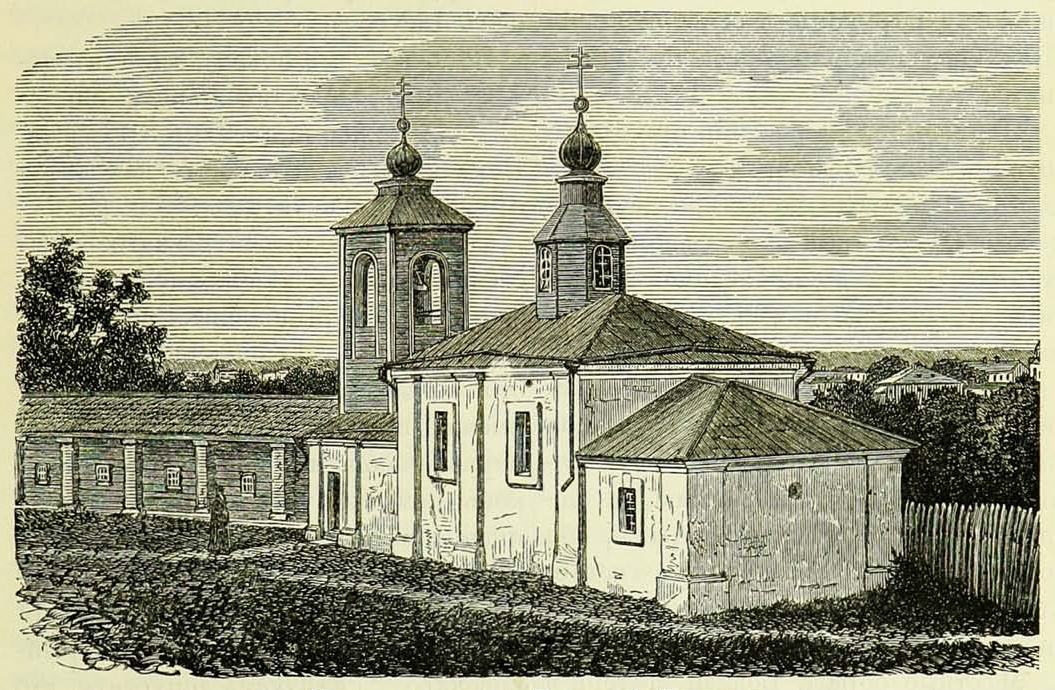
Пятницкая церковь

На основе традиций византийской архитектуры и под влиянием форм полоцкого Софийского собора в XII в. сформировалась самобытная Полоцкая школа зодчества. В отличие от Киева, Полоцкая школа сохранила архитектурные традиции (использование кладки «со скрытым рядом», каменных блоков, плоских лопаток, обходных галерей) и решительно пересмотрела систему крестово-купольных зданий, приближая их к башнеподобным композициям, создавая четкие силуэты внешних объёмов. Подкупольные пространства переносятся над западные пары столбов. Получают распространение бесстолпные церкви с одной апсидой и притвором на западе, трёхнефные четырёх- или шестистолпные храмы, в которых своими размерами преобладает главный неф, а два боковые делаются узкими в сравнении с ним, так что снаружи выделялись три апсиды или только одна, та, что завершала главный неф. Апсиды в концах боковых нефов имели вид ниш и помещались в толще восточной стены. Внутреннее пространство храмов отделывается фресками.
Наиболее значительные сооружения полоцкой школы представляли Пятницкая и Борисоглебская церкви Борисоглебского монастыря в пригороде Полоцка, Спасо-Преображенская церковь Полоцкого Спасо-Ефросиниевского монастыря, Благовещенская церковь в Витебске. Представлены также храмы в Минске, Новгороде, Смоленске.

Памятники Полоцкой школы зодчества
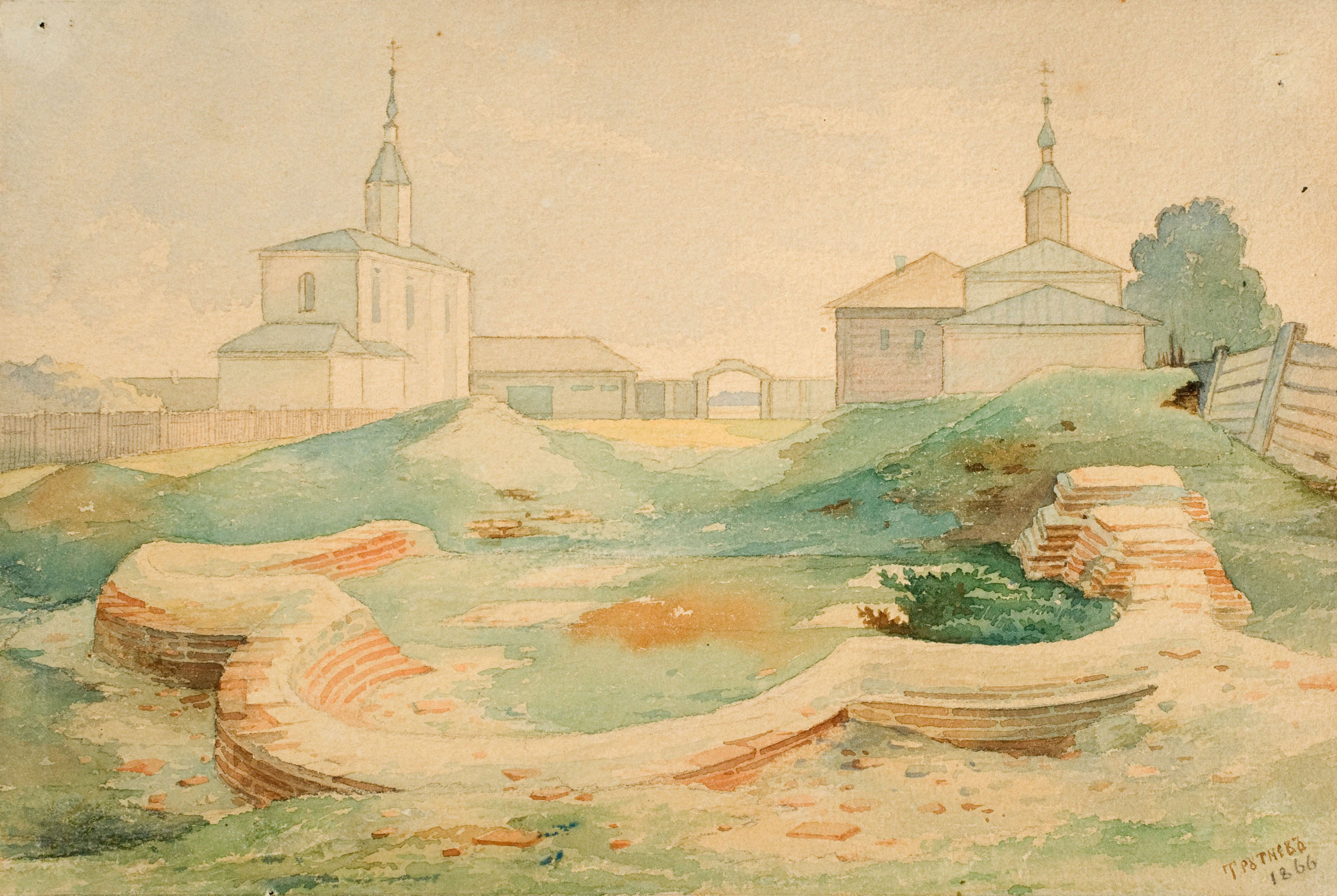
Бельчицкий монастырь. (И. Трутнев, 1866). Слева — Борисоглебская церковь, справа — Пятницкая церковь, на переднем плане руины Великого собора
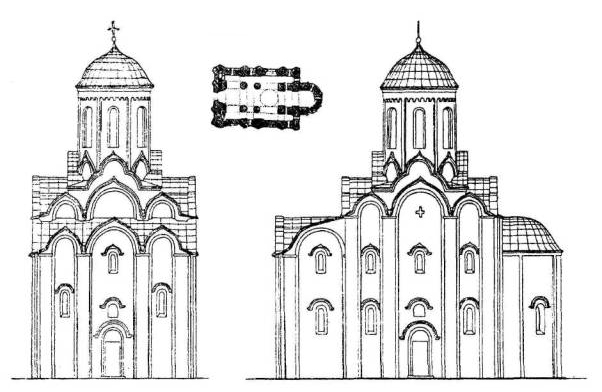
Реконструкция первоначального вида Спасо-Ефросиниевской церкви
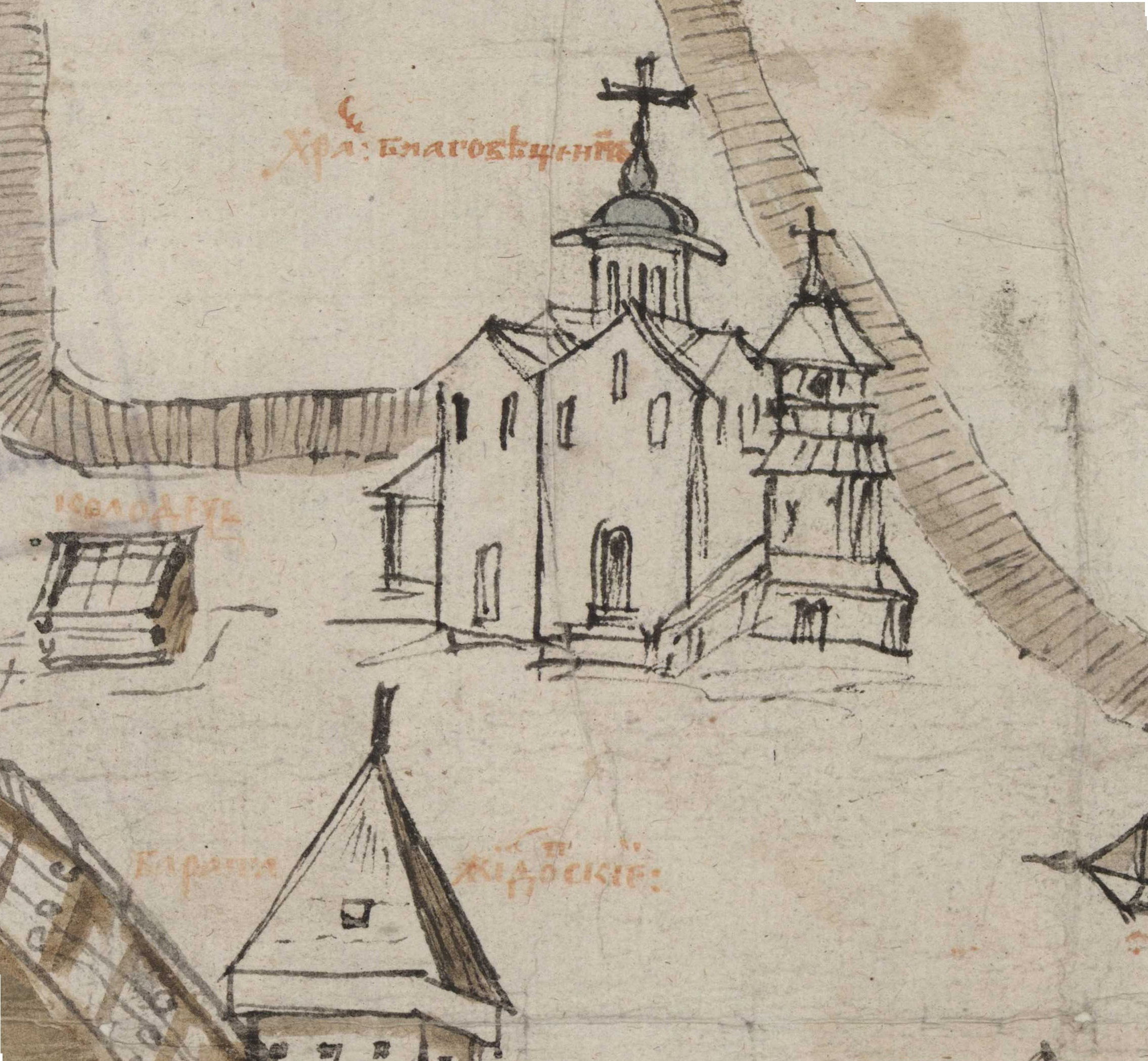
Благовещенская церковь в Витебске (с «Чертежа города Витебска», 1664)

### Гродненская школа зодчества

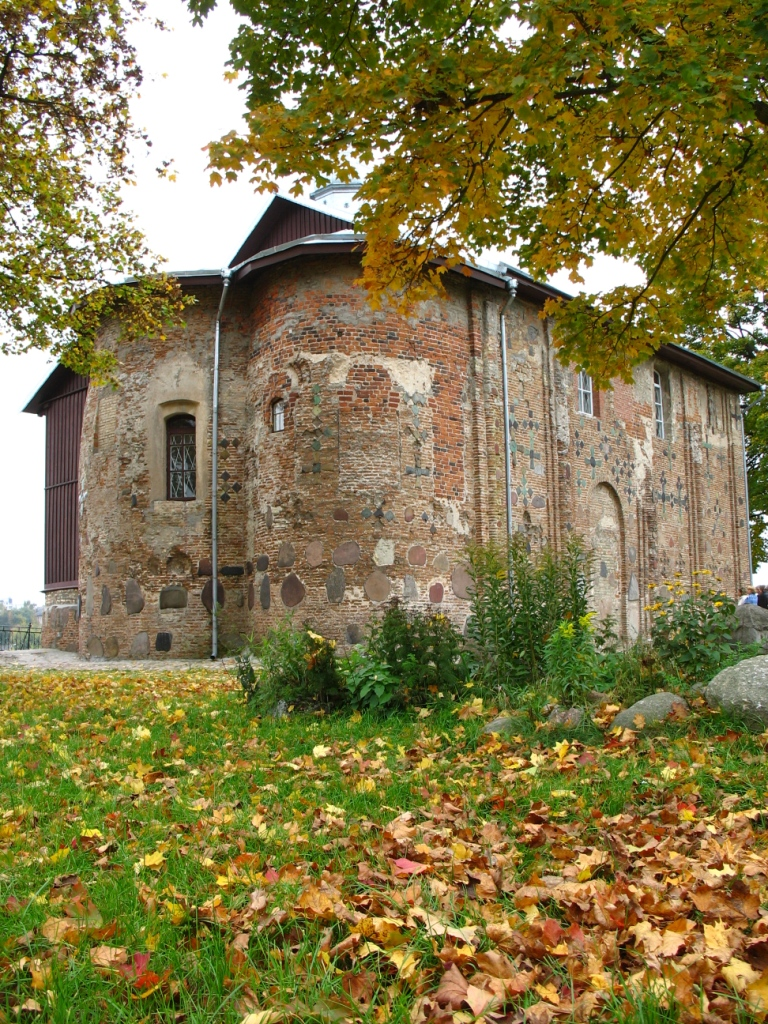
Коложская церковь — единственный сохранившийся памятник Гродненской школы зодчества.

Кроме полоцкой выделялась Гродненская школа зодчества, которая сложилась в XII веке в пределах Гродненского княжества. Постройки гродненской школы отличались использованием ровнослойной кладки из плинфы со вставками из обтёсанных, полированных валунов, геометрических композиций из цветных глазурованной керамической плитки, наборного майоликового пола из плиток разнообразных форм. Для объемно-пространственных композиций характерна относительно небольшая круглая и граненая форма внутренних столбов. Чтобы содействовать акустике, в верхние части стен вмуровывалось большое количество голосников — полых керамических сосудов. Структурно школа является продолжением полоцкого зодчества, но в части полихромного декора отличается большим своеобразием и может сравниваться разве что с памятниками европейской романской архитектуры. В строительно-техническом отношении Гродненская школа ближе всего к памятникам Киева и Волыни, где также использовалась техника ровнаслоевой кладки.
Ярким образцом гродненской школы зодчества является Борисоглебская церковь (Коложа), в ней единственной, несмотря на значительные потери, сохранились архитектурно-строительные конструкции до уровня сводов. Также к этой школе в Гродно принадлежат Нижняя церковь на площади Старого замка, Пречистенская церковь, княжеский дворец, церковь в Волковыске (середина XII века), храмами в Новогрудке, Минске и других местах. Среди зодчих выделяется единственный Пётр Милонег.

Памятники Гродненской школы зодчества
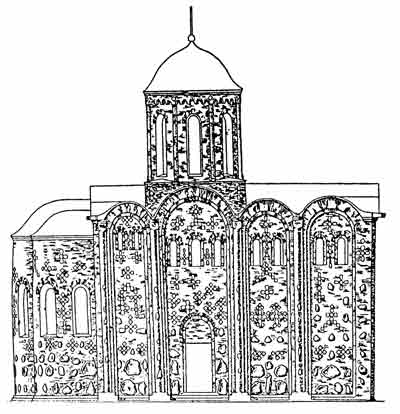
Вариант реконструкции Борисоглебской (Каложской) церкви; северный фасад
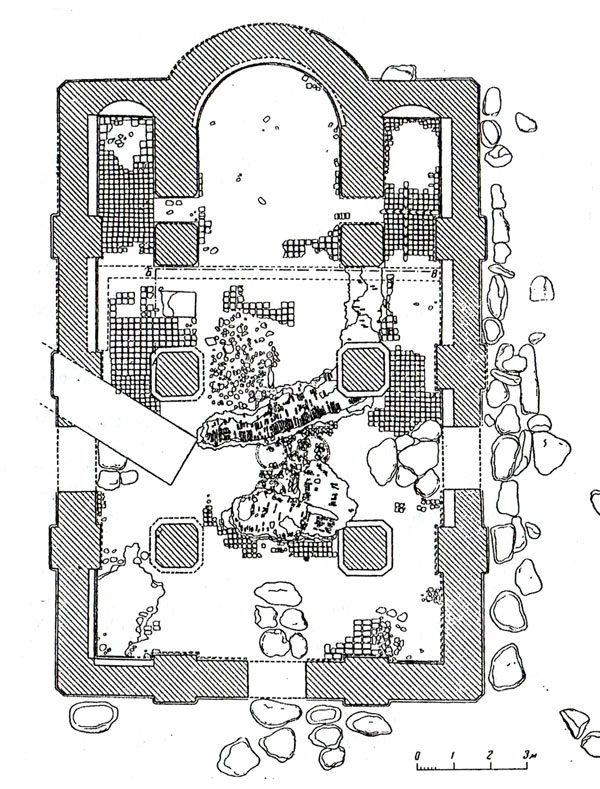
План Нижней церкви
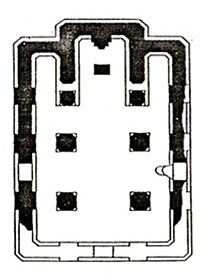
План Пречистенской церкви

### Оборонительное строительство

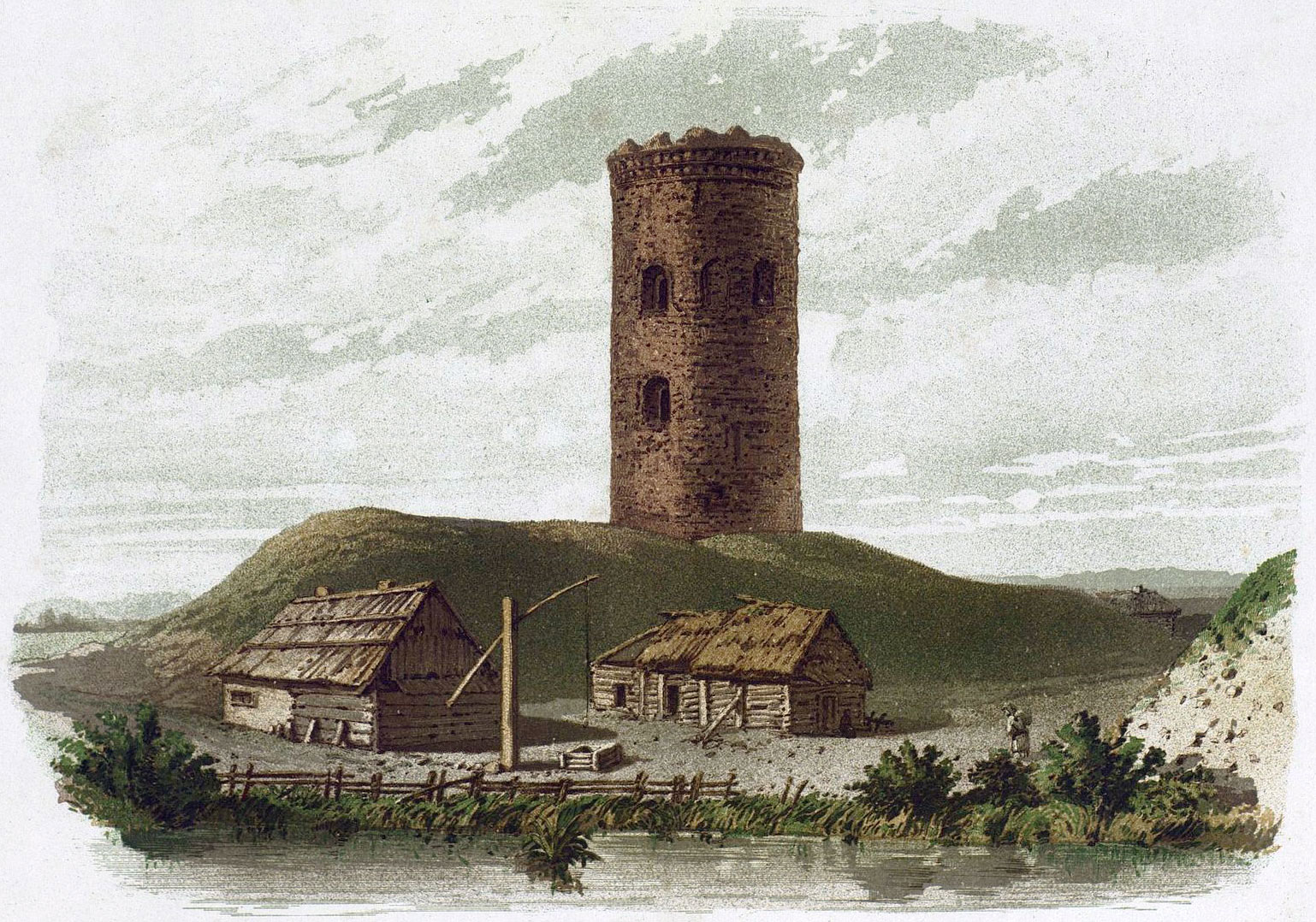
Каменецкая башня. В. Грязнов, 1-я половина XIX века

С конца XII — начала XIII века развитие монументального культового зодчества отходит в сторону, на первый план выходят оборонительные сооружения, что обусловлено увеличением угрозы со стороны крестоносцев и монголов. Получают распространение башни-донжоны, в XIII веке они появляются в Каменце, Турове, Новогрудке, на территории Старого замка в Гродно, в Берестье.
До нашего времени сохранилась только Каменецкая башня, выложенная из брускового кирпича. В плане она представляет собой круг диаметром 13,6 м, толщина стен 2,5 м. При высоте 29,4 м башня имеет 5 этажей, соединённых лестницами. Исключительно оборонительное назначение обусловило отсутствие каких-либо архитектурных украшений.

## Эпоха Великого Княжества Литовского (XIV—XVI вв.)
Со второй половины XIII — начала XIV века начался новый этап в развитии белорусского зодчества, состоялась творческая переработка восточнославянских и византийских традиций. Особенности архитектуры этого времени определялись социально-экономическими, политическими и культурно-религиозными условиями, в которых находилась Беларусь в составе Великого княжества Литовского. Распространение и развитие новых традиций продолжалась на территории Беларуси и Украины, также они интенсивно проникали на земли, заселенные балтами, где бурно развивались города и возник феномен новой городской культуры. На православных и языческих землях княжества кроме храмов возникают многочисленные православные и католические монастыри. Важнейшим и наиболее доступным материалом для строительства оставалось дерево. Из него возводились не только жилые сооружения, но и замки, дворцы, храмы, монастыри. Наряду с этим развивалось и каменное зодчество.

### Гражданская архитектура
После исчезновения угрозы со стороны крестоносцев в результате их поражения в Грюнвальдской битве, городская культура окончательно стала формироваться как неотъемлемая часть западноевропейской цивилизации. В это время распространялось магдебургское право, поэтому административный центр города постепенно переместился на рыночную площадь, где ставили ратушу (Витебск, Чечерск, Слоним, Минск и др.), иногда в комплексе с торговыми рядами, как в Несвиже. Для этого времени характерно появление местечек как промежуточной формы поселений между городом и большой деревней. При городках строились каменные замки, например, в Крево и Лиде.

### Культовая архитектура
В XIV—XV веках на территории Беларуси сохранились важнейшие черты зодчества западных земель Руси XI—XIII веков, но после Кревской унии 1385 года на территорию Великого княжества Литовского стали проникать и распространяться традиции католической культуры, центром которой в XIV — начале XVII века становятся Витебск, Мстиславль, Орша и Смоленск. Меняется направление развития архитектуры, что было связано с достижениями в технике строительства и определённым переосмыслением форм западноевропейской архитектуры — готики и ренессанса, а начиная с конца XIV века, и барокко. Храмы Беларуси XIV—XV веков отличались от крестово-купольных древнерусских сооружений в конструктивном отношении, а также тем, что в большинстве случаев представляли собой тип зальной базилики. На территории современной Западной и Центральной Беларуси в местах компактного расселения евреев и татар в XIV—XV веках появляются первые деревянные синагоги и мечети.

Оборонительные храмы
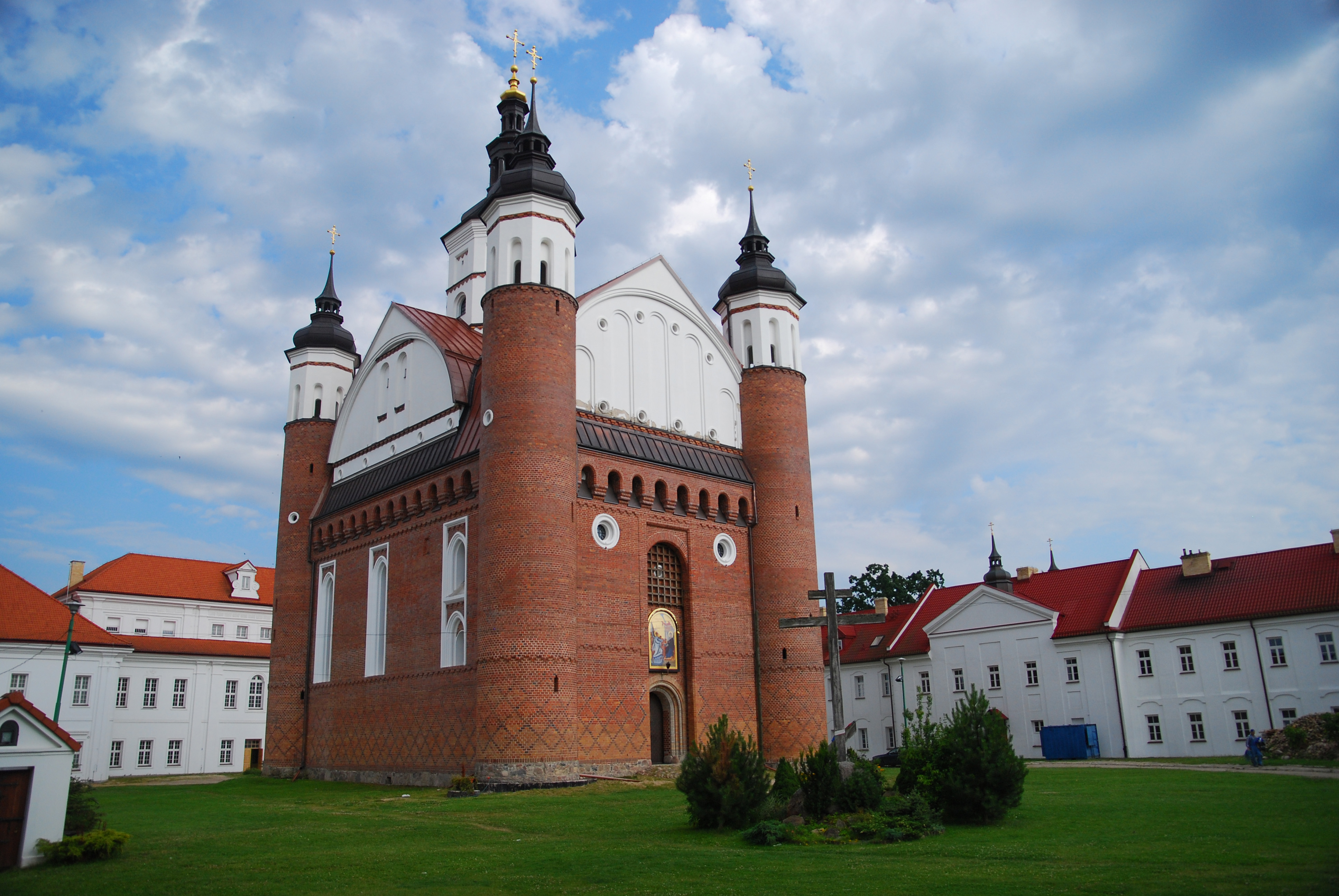
Благовещенский собор, Супрасль
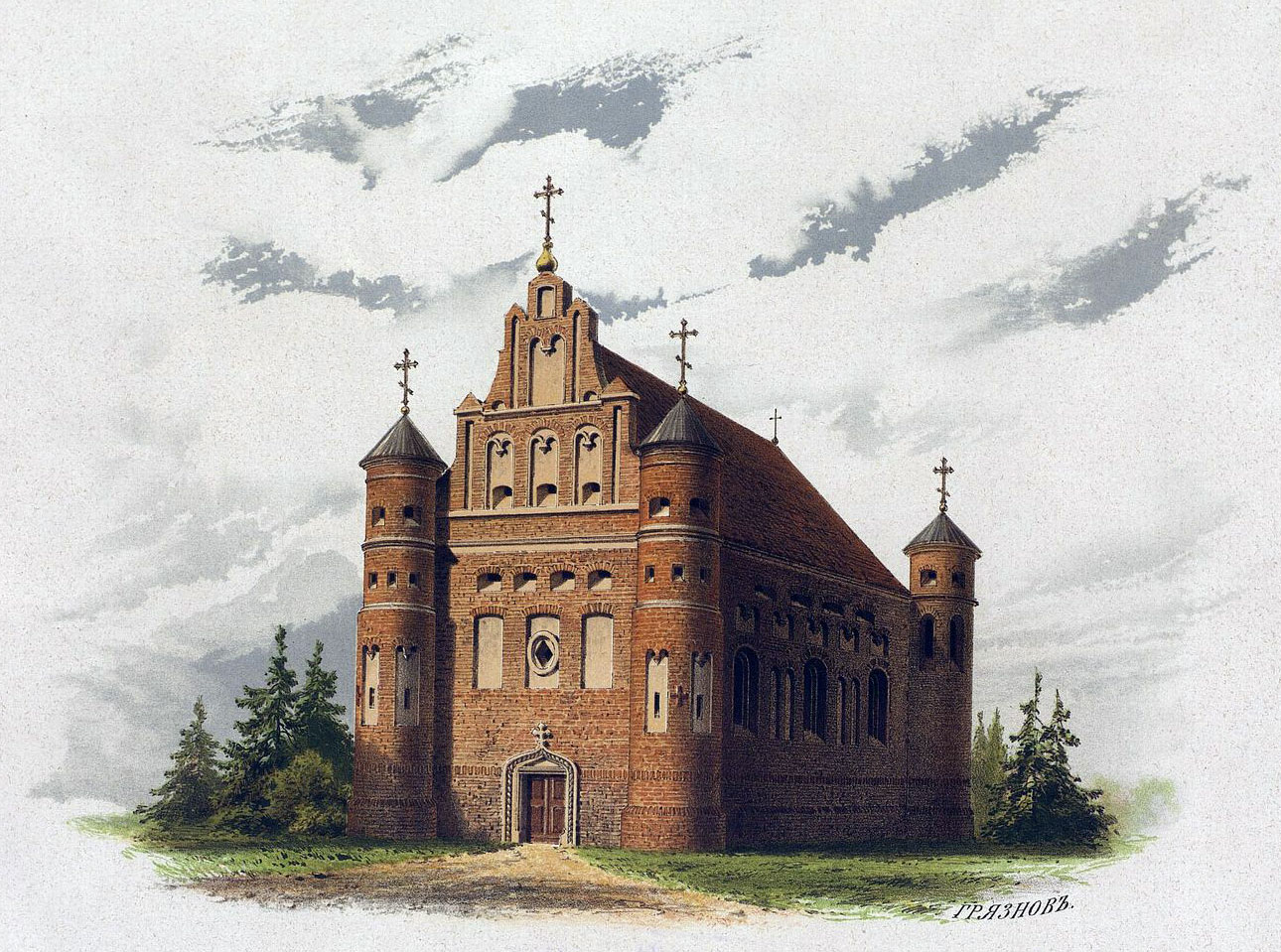
Церковь Рождества Богородицы в Мурованке. (В. Грязнов, 1874)
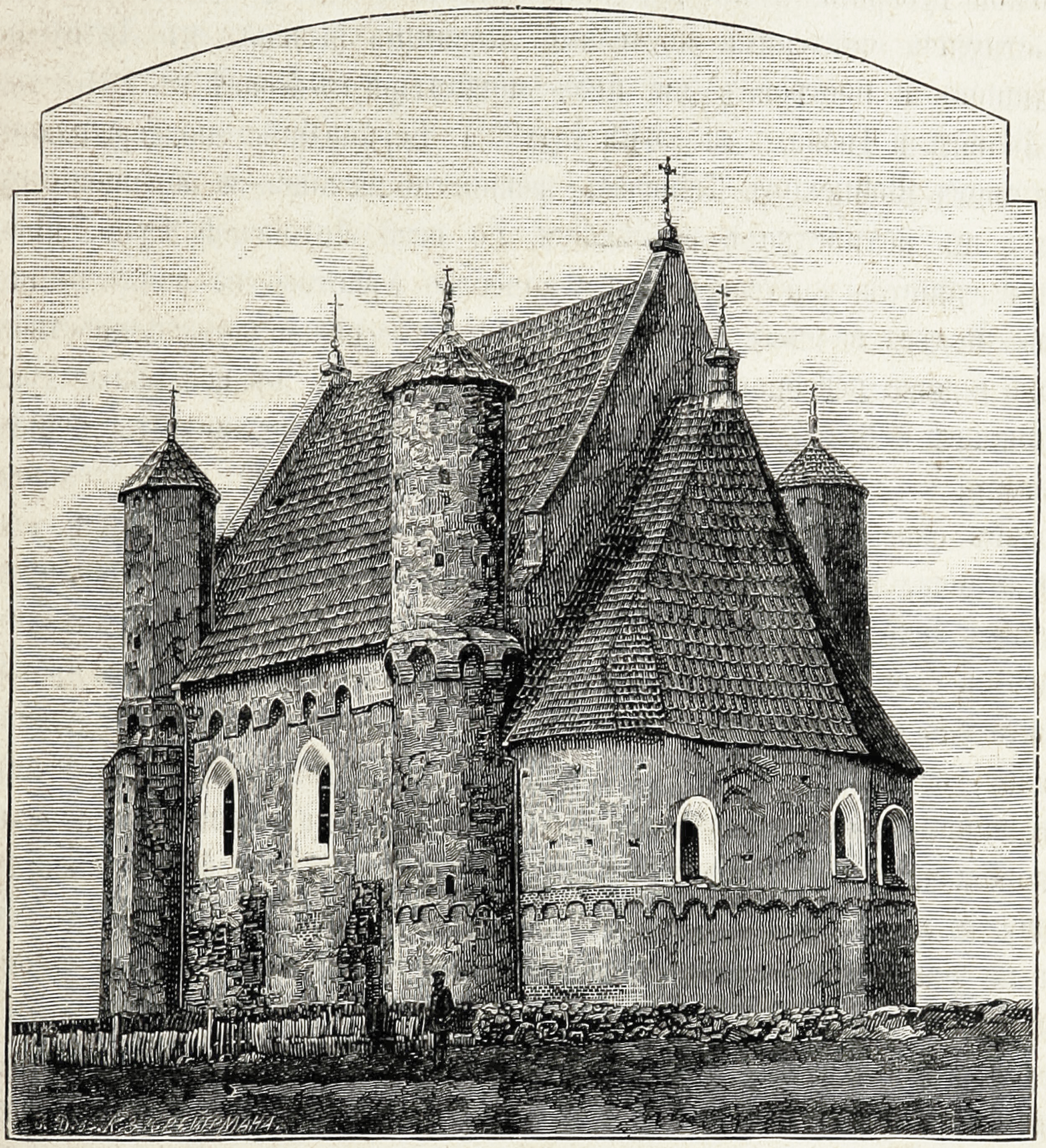
Церковь Святого Михаила в Сынковичах (XIX век)

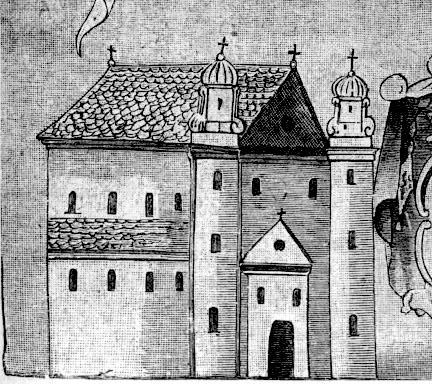
Рисунок церкви Святого Николая, XVIII век

При сочетании традиций местного оборонного зодчества с византийским и западноевропейским влиянием в первой половине XVI века сформировался самобытный четырёхбашенный тип православного храма с оборонительной функцией, который представлен Мурованковской, Сынковичской, Супрасльской церквями-крепостями и Николаевским собором в Бресте. Их стиль, который вобрал в себя черты центральноевропейской готики, определяется как белорусская готика. Кроме крестово-купольных, в этот период возводятся базиікальные здания, наблюдается также сочетание этих двух типов храмов. К белорусской готике также относится несколько древнейших каменные безбашенных культовых сооружений конца XV—начала XVI века: Вселюбская церковь, Троицкий костел в Ишкольди, новогрудская Борисоглебская церковь.
Массивный объём одного из наиболее ранних храмов, Троицкого костела в Ишкольди, состоит из двух частей: основного пространства, разделенного на три нефа гранеными столбами, и большой пятигранной апсиды. Церковь, в отличие от более поздних примеров, ещё безбашенная, экстерьер определяется лаконизмом и сдержанностью, храм создает впечатление цельного монолита, со слитыми воедино различными архитектурными элементами: щипцом, контрфорсом, вытянутыми окнами, крутой двухскатной крышей. Отделка также отличается своей скромностью, причудливый рисунок перекрытий придает внутреннему пространству легкость и движение вверх.

Белорусская готика
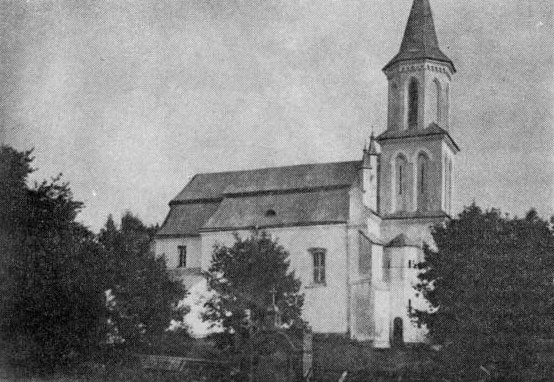
Церковь Святого Казимира во Вселюбе
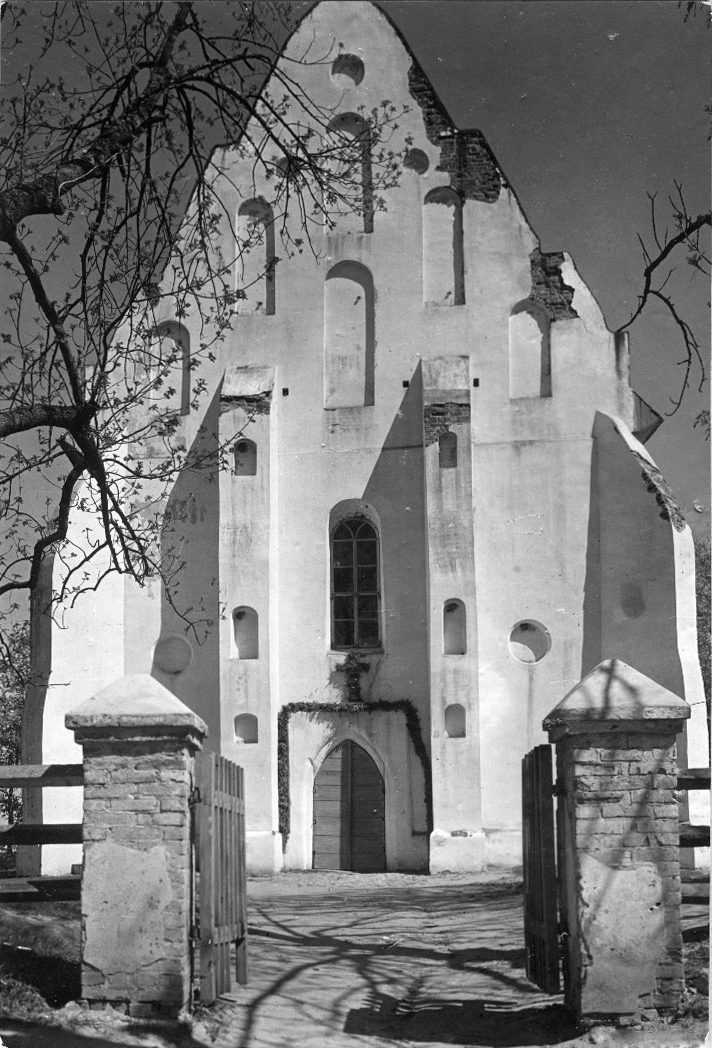
Троицкий костел в Ишкольди. (Ян Булгак, XX век)
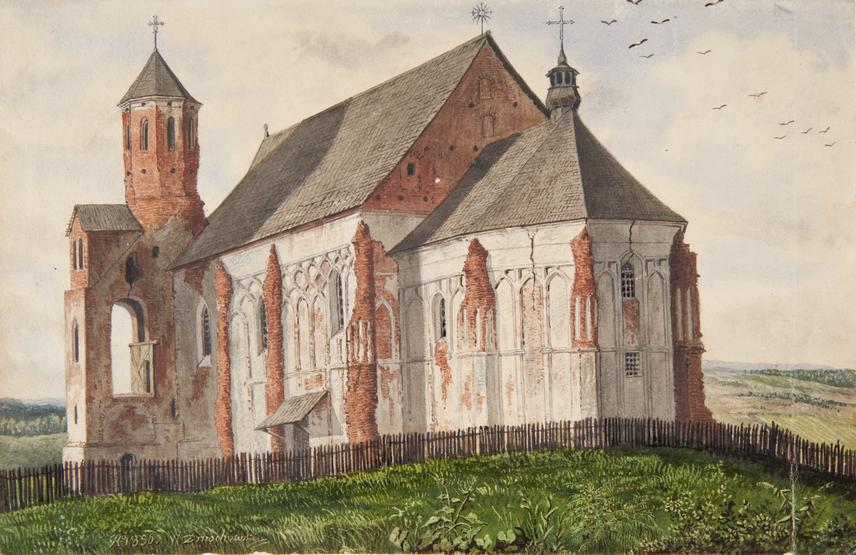
Борисоглебская церковь в Новогрудке (В. Дмаховский XIX век)

В середине XVI века с распространением идей Реформации началось активное строительство протестантских храмов, так называемых кальвинистских сборов, которые также были приспособлены для оборонных нужд. Хорошим примером такого храма является Спасо-Преображенская церковь в Заславле, возведенная в середине XVI века.
Реформатские храмы имеют своеобразную архитектуру и значительно отличаются от костёлов и православных церквей. С последними их роднят некоторые черты планов и общий оборонный характер. Для соборов характерен один неф, башня над главным входом, отдельные укрепления: земляные валы и бастионы.
Во второй половине XVI века в белорусской архитектуре все больше начинают проявляться черты ренессанса. Примером сочетания готической и ренессансной архитектуры является Троицкий костел в Чернавчицах.

Ренессансные здания
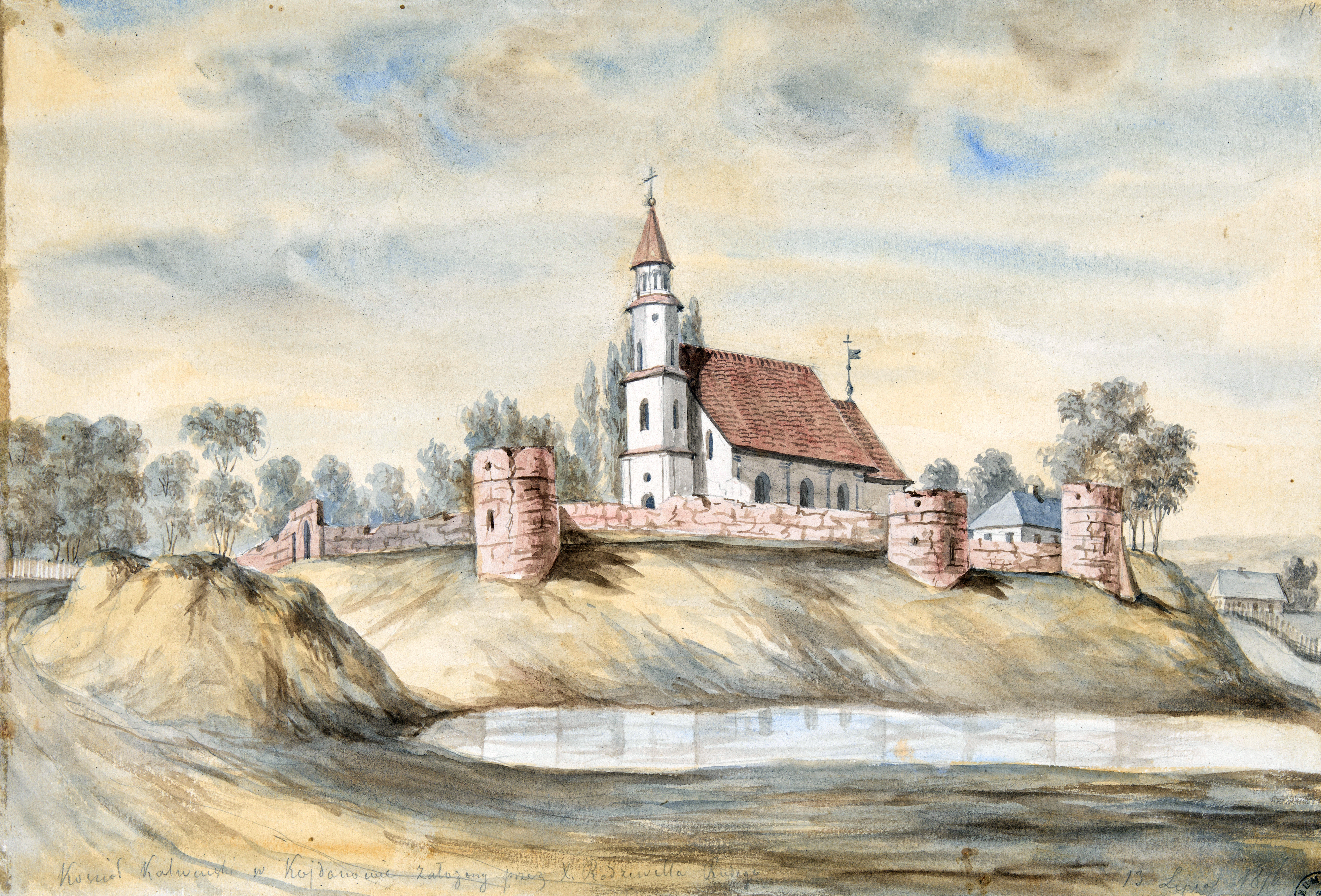
Кальвинистская кирха и замок. (Н. Орда, XIX век)
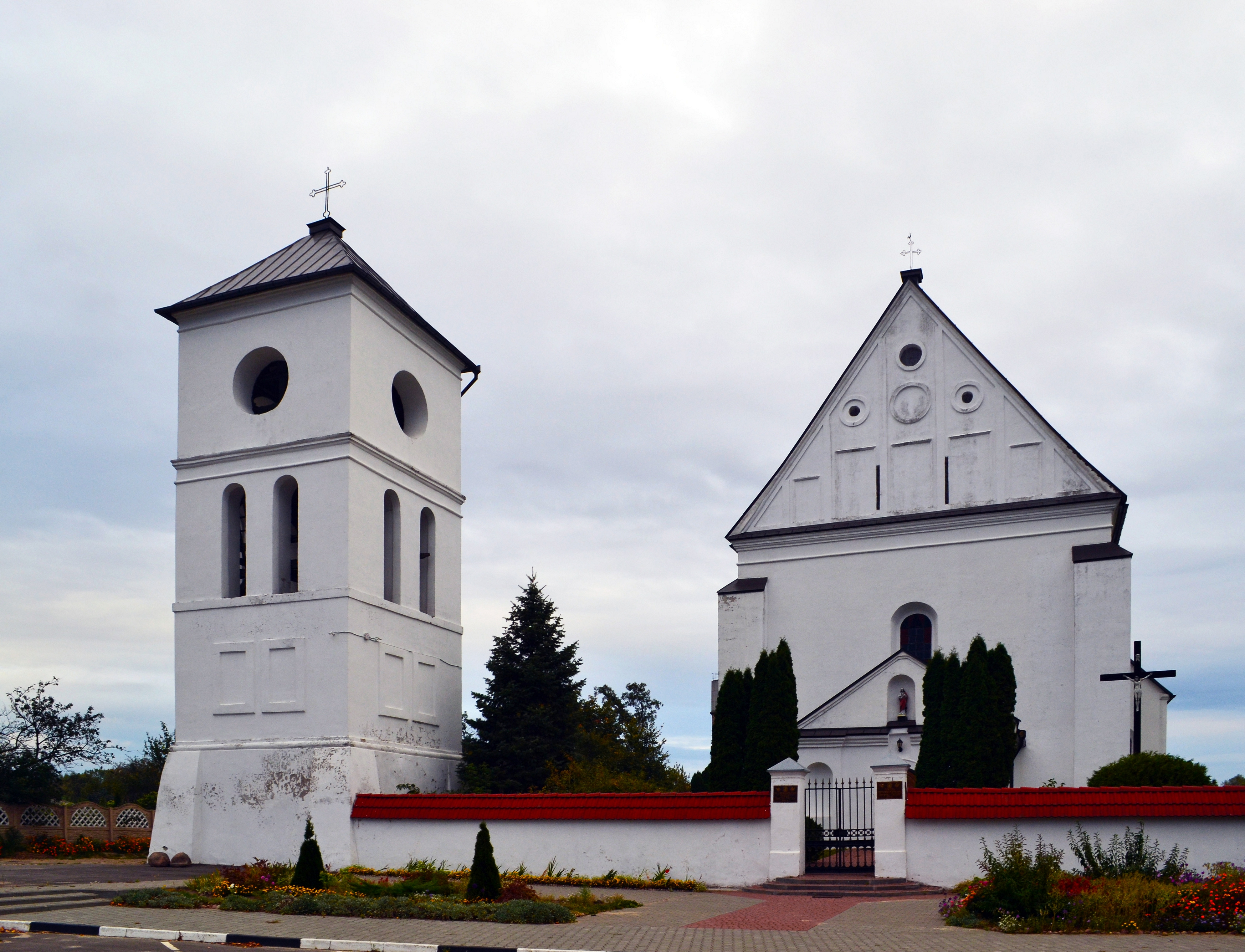
Троицкий костёл в Чернавчицах
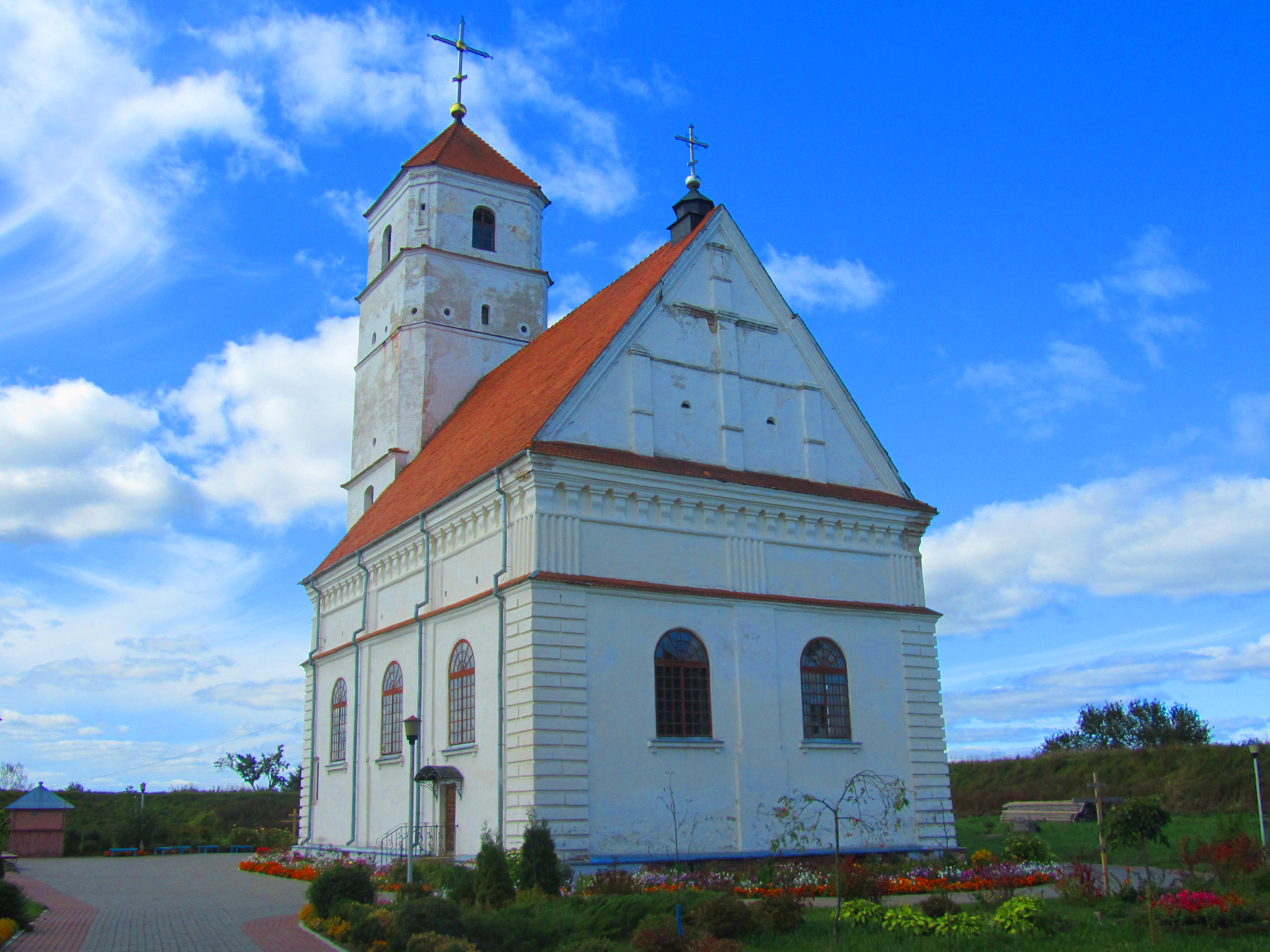
Кальвинистская кирха (Спасо-Преображенская церковь) в Заславле

### Оборонительные сооружения
В зависимости от типа материалов замковое зодчество можно разделить на деревянное и каменное, часто камень и дерево дополняли друг друга в одном укреплении. Деревянные крепостные сооружения до нашего времени не сохранились. Некоторое представление о них дают описи имущества — инвентари и старые изображения.

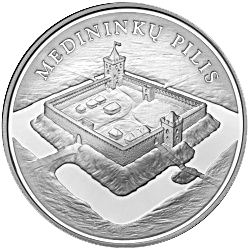
Медницкий замок на литовской монете (2006)

Интенсивное замковое строительство в XIV—XVI веков было продиктовано внешним и внутренним положением в Великом княжестве Литовском. Центры крупных удельных княжеств, такие как Полоцк, Минск, Витебск, Гродно, Новогрудок, уже имели хорошие укрепления, восстановление и реконструкция которых возлагалась на всех жителей города (так называемая замковая повинность). Вокруг детинца с жилыми, хозяйственными и культовыми сооружениями располагались укреплённые окольные города и неукреплённые посады. Для частнособственнических городов характерно вынесение замка за пределы поселения. Укрепления возводились на искусственных площадках с учётом стратегической необходимости защитить от нападений врагов не только отдельный город, но и государство в общем.

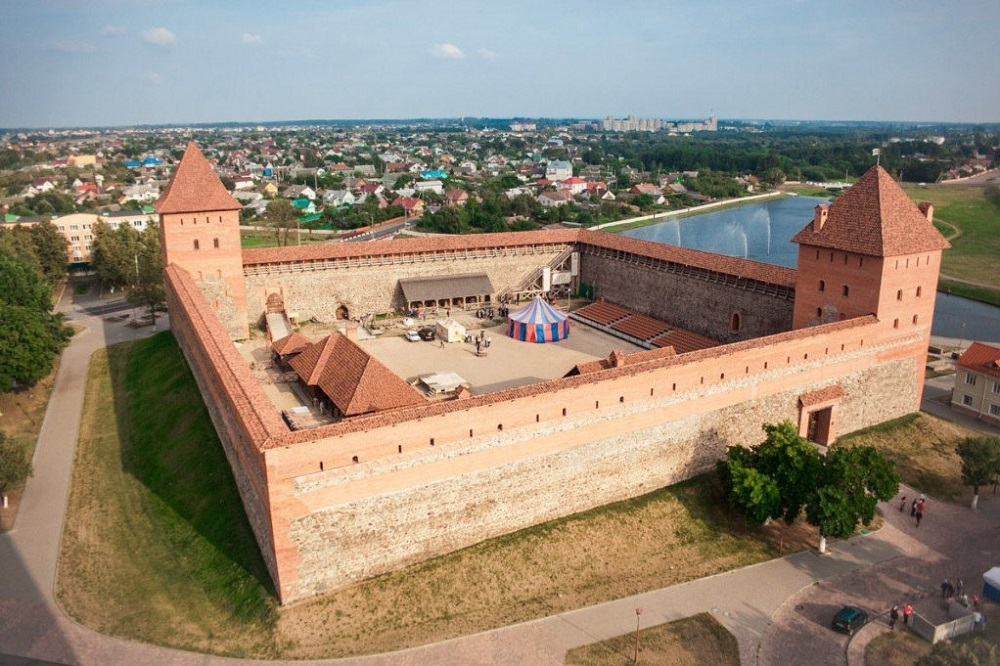
Вид на Лидский замок сверху

В XIV веке появились полностью каменные замки, квадратные в плане с башней-донжоном (Крево, Лида, Троки, Медники). Для Лидского замка, возведенного в 1320-е годы на насыпи у слияния Лидеи и Каменки, характерно диагональное расположение башен и высокие стены, который образовывали немного скошенный четырёхугольный двор. Кревский замок, возведенный в 1330-е на искусственной пойме в долине реки Кревлянки, повторял конструкционное решение Лидского, но отличался тем, что одна из башен выступала за периметр стены, что придавало укреплению больше фортификационных возможностей.

Белорусские замки
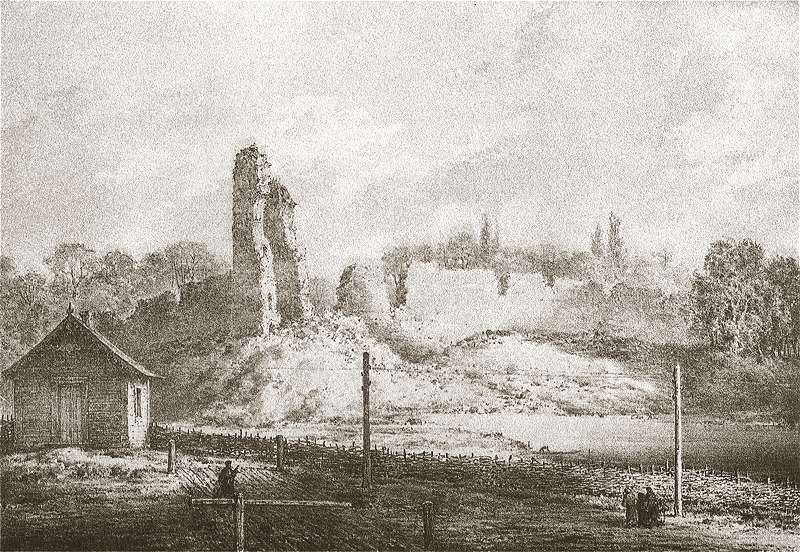
Медницкий замок (Н. Орда, XIX век)
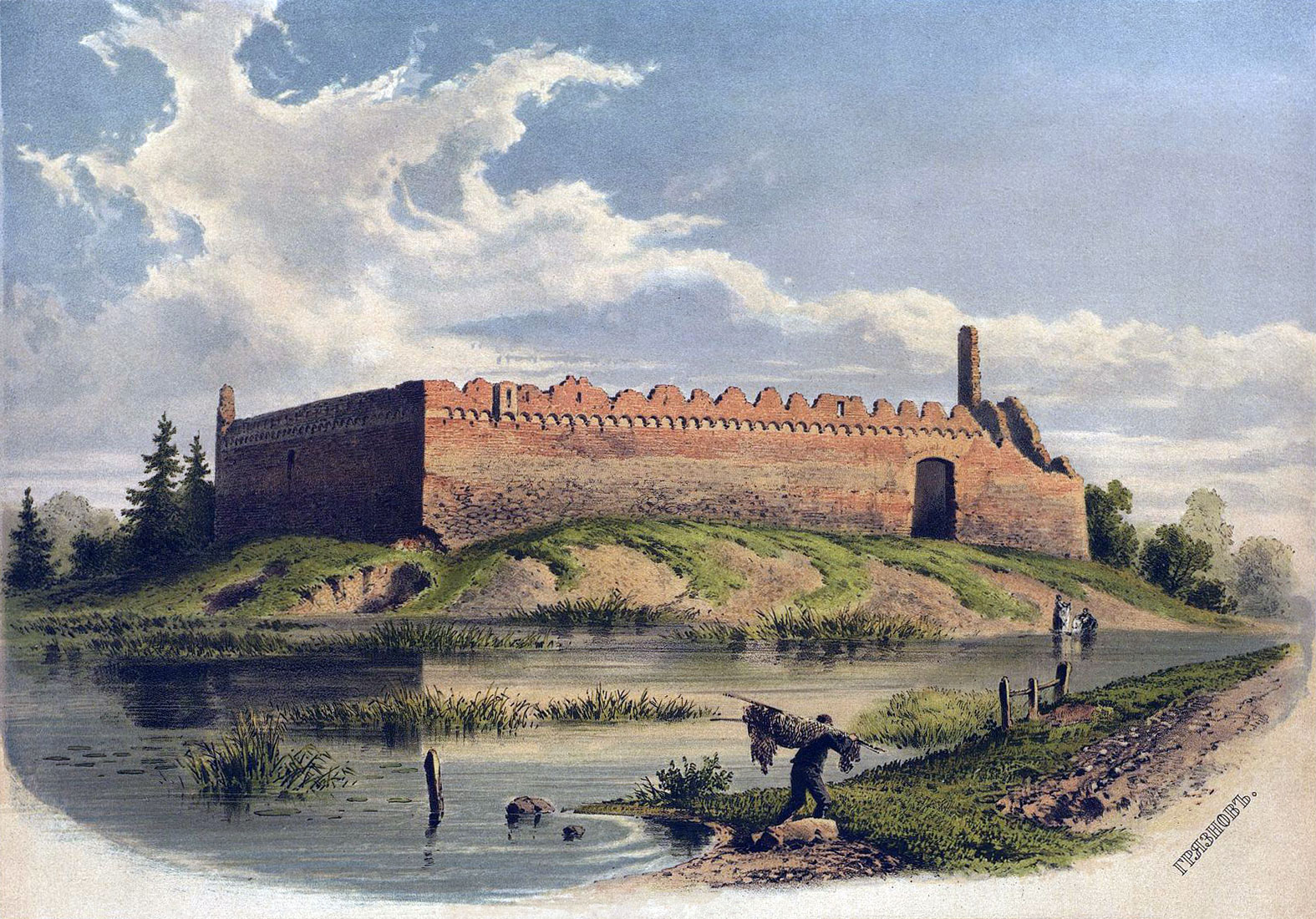
Лидский замок (В. Грязнов, первая половина XIX века)
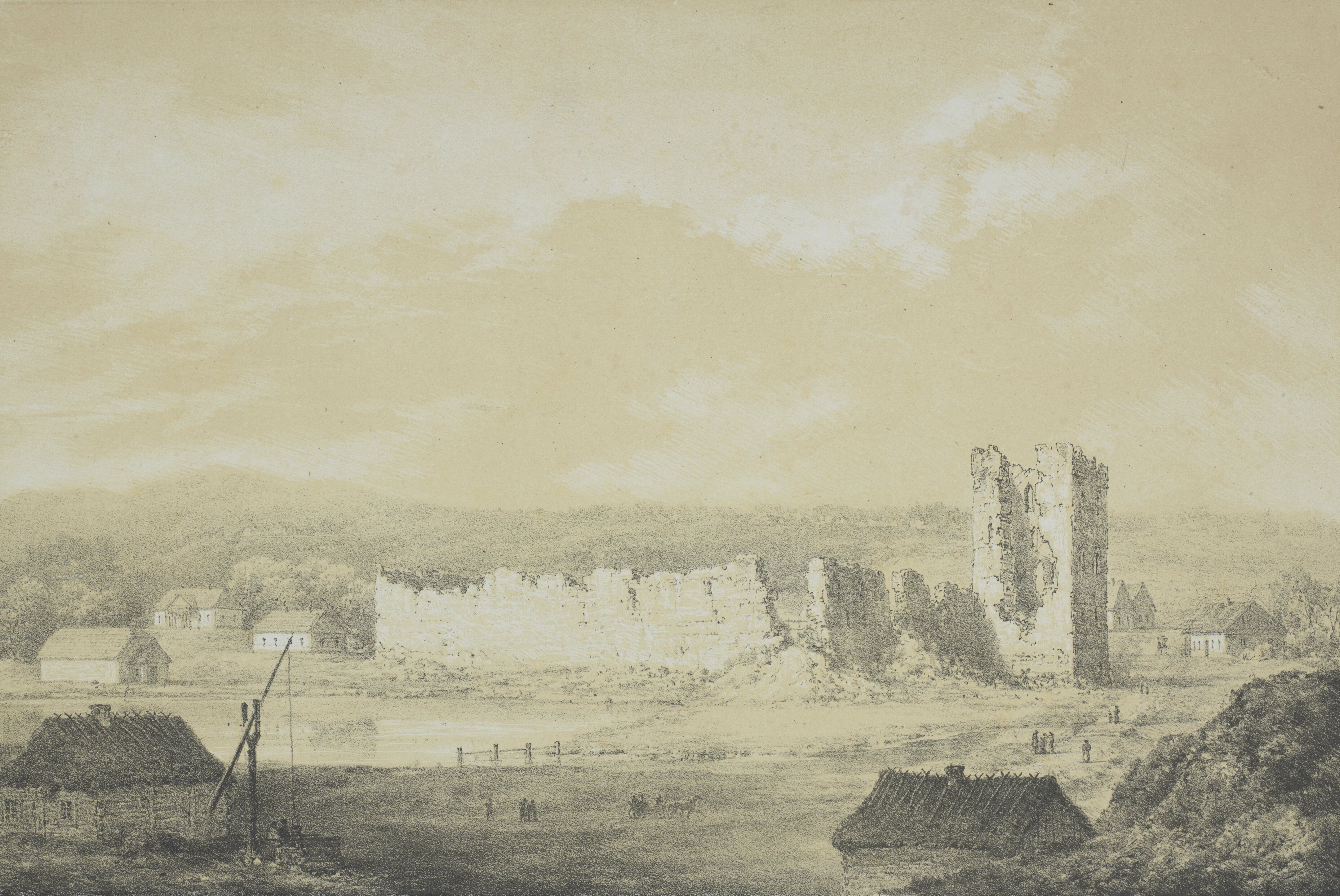
Кревский замок, справа — мощная башня-донжон, известная как Княжеская башня (Н. Орда, XIX век)

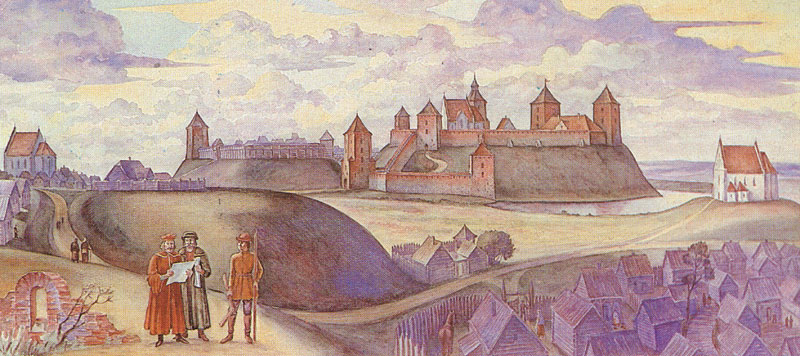
Новогрудский замок. Реконструкция В. Стащенюка

В XIV—XVI веках ведется строительство укреплений на труднодоступных для врага местах: холмах, возвышенностях, в местах слияния рек. Возведение дополнительных препятствий, вроде валов и рвов, обеспечивало неприступность замка.
Одним из самых крупных и древних комплексов подобного рода является Новогрудский замок, который имел семь башен — Щитовка, Костёльная, Малая надвратная, Посадская, Дозорная, Колодезная, Мещанская. С юго-западной стороны замок окружала система рвов и валов. За стенами находился ряд жилых и хозяйственных построек, храм и княжеский дворец, что объясняется использованием комплекса как резиденции.
Гродненский замок Витовта — ещё один значительный комплекс того времени. Состоял из пяти башен и дворца, которые располагались по периметру треугольной площадки Замковой горы, высота которой достигала 30 м, что делало её естественным укреплением. Самая большая башня-донжон была круглая в плане, а остальные четыре — квадратные. Дворец сливался со стеной, окна были похожи на бойницы. Постепенно его оборонительная роль уменьшается и в XVI веке он был перестроен итальянским архитектором Скотто в ренессансную королевскую резиденцию Стефана Батория. Во время реконструкции разобран ряд построек и башен, в том числе старый донжон.

Замковые комплексы
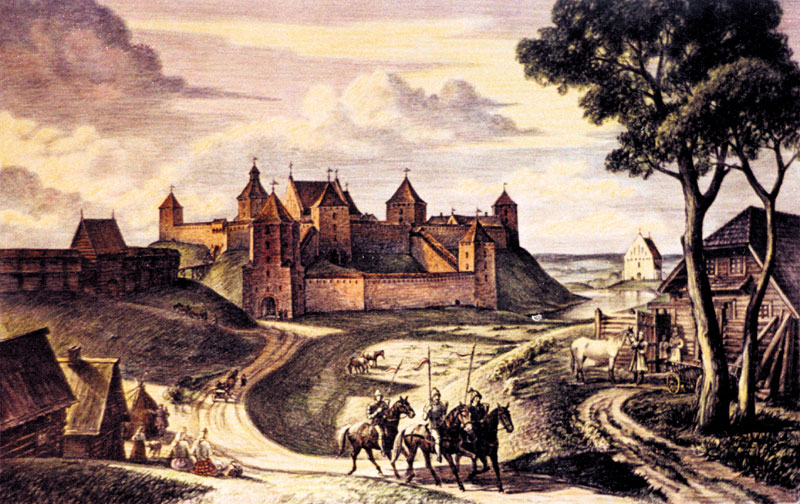
Реконструкция Новогрудского замка (В. Стащенюк)
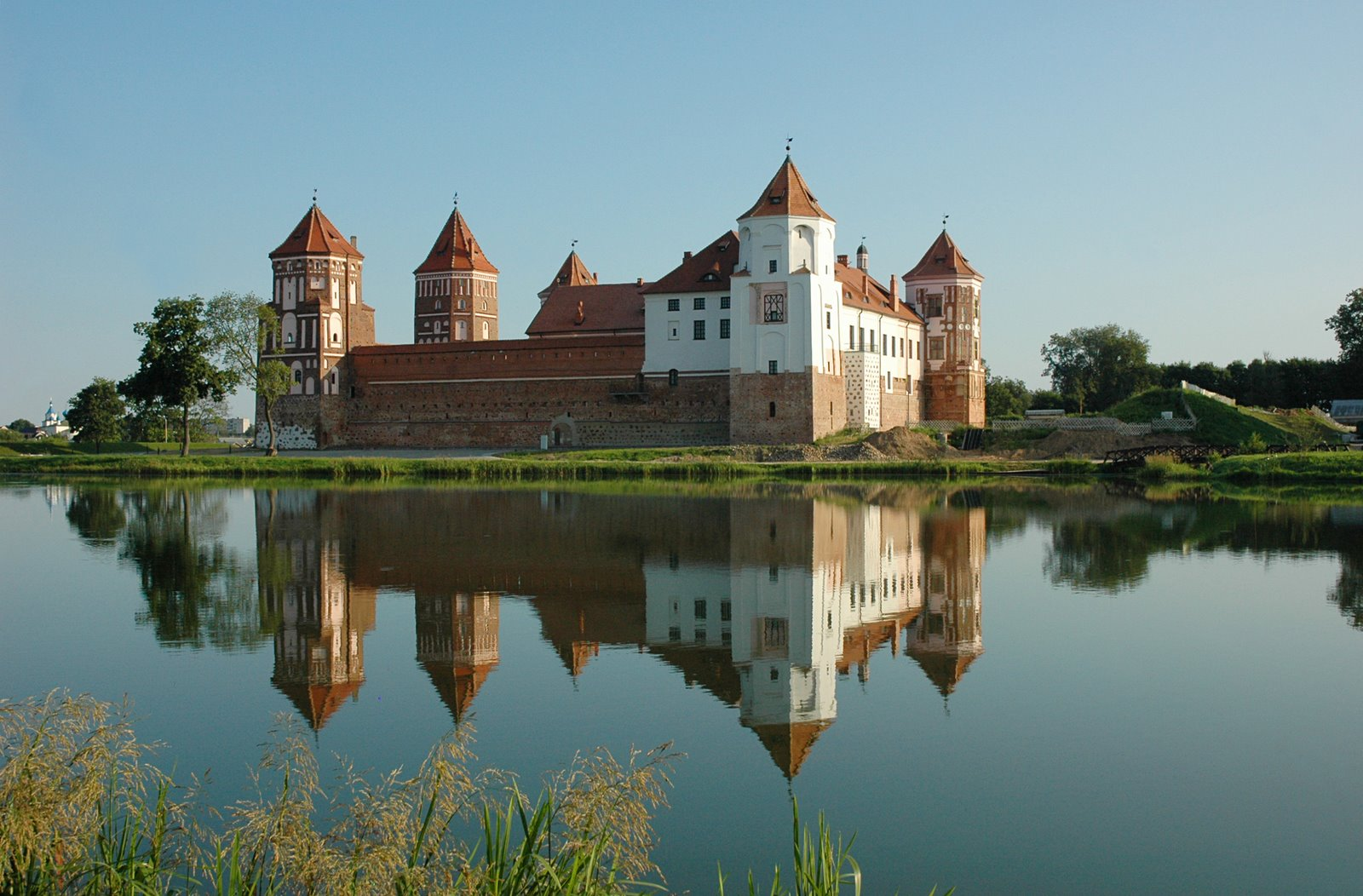
Мирский замок
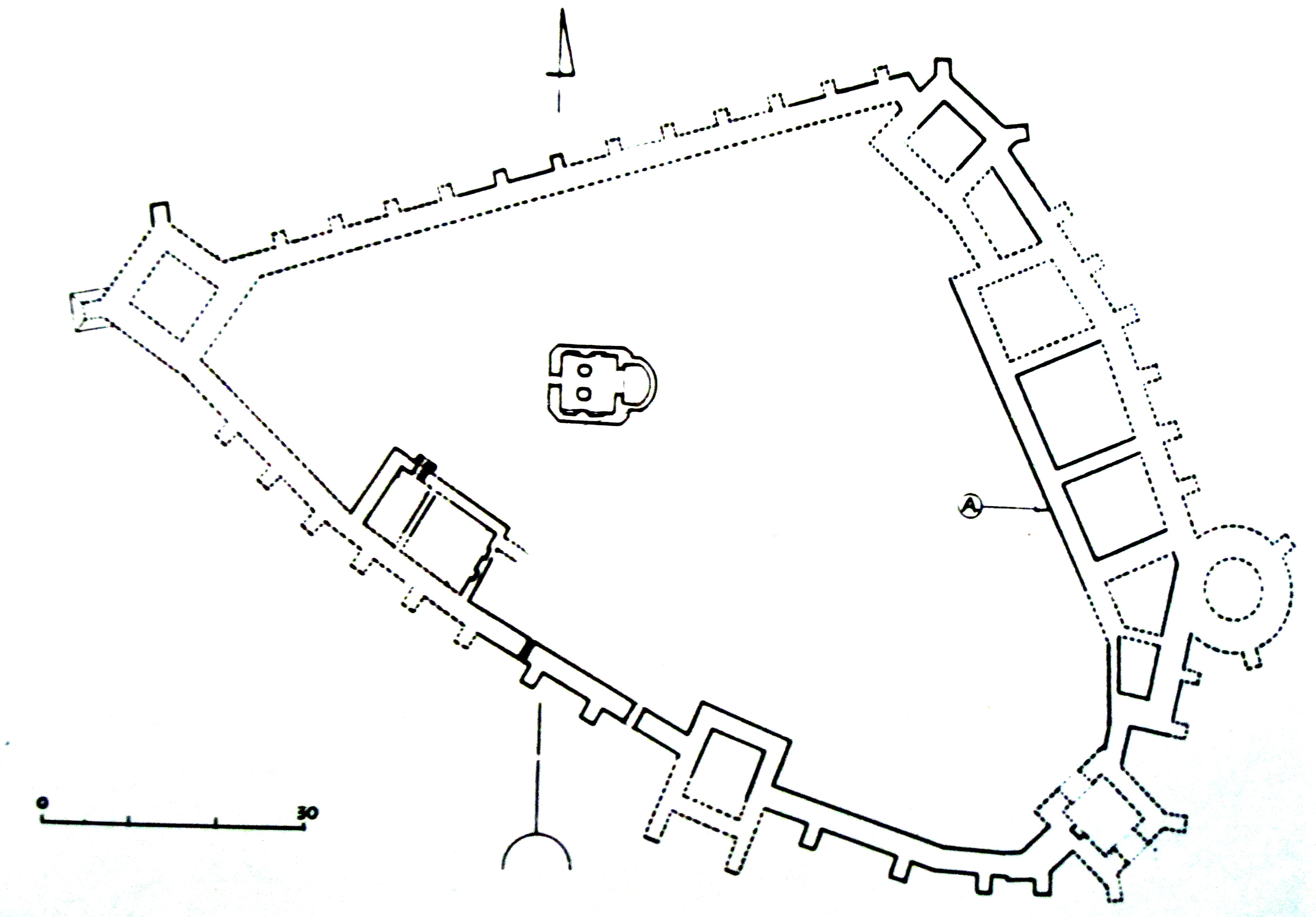
Реконструкция Гродненского замка, конец XIV — начало XVI века (Я. Войцеховский[пол.])

## Эпоха Речи Посполитой
Развитие белорусского зодчества в XVII веке происходит под воздействием стиля барокко, что обусловлено политическими и экономическими процессами в Речи Посполитой, расширением общения со странами Западной Европы. Новый стиль соответствовал общему процессу усложнения представлений человека о природе, его собственном месте и роли. Для барокко характерно слияние западноевропейских и национальных традиций. Особый подъём барочного строительства приходится на середину XVII — середину XVIII века.
В XVII веке продолжается развитие и рост белорусских городов, но меняется характер их застройки. Значительными городами с населением свыше 10 тысяч человек являются Брест, Слуцк, Полоцк, Витебск, Могилев, а также Новогрудок, Минск, Гродно, Орша, Быхов и Мстиславль. Одновременно возводятся и городские укрепления, главным образом земляные валы с куртинами и бастионами. Основным архитектурно-планировочным ядром городов становятся торговые площади, на которых располагаются ратуши — символы городского самоуправления, торговые ряды, культовые сооружения.

### Оборонительное строительство
Оборонительное строительство в XVII веке по-прежнему сохраняет важное место. Работа на территории некоторых голландских мастеров, например, Ван Лаера, Нонхарта, Ван Дадэна, Голанда, Валона, обусловило значительное влияние нидерландской ренессансной архитектуры на замковое строительство в Речи Посполитой. Привычные для них приемы и средства, в частности использование земляных валов и рвов, позволили сконцентрировать основное внимание на самих здания, частично избавив их от суровых черт, присущих крепостям.
Гольшанский замок был возведен в первой половине XVII века. По своей композиции напоминал Мирский замок: прямоугольный двор размерами 88,6×95,6 м был окружен жилыми корпусами и шестью башнями, где кроме жилых размещались и хозяйственные помещения. Несмотря на скромность, отделка отличала замок от подобных, но более простых в художественном плане построек XIV—XVI веков.
Примерно в то же время возник и Смолянский замок (Белый Ковель), возведённый в низком, заболоченном месте на высокой земляном насыпи, которую окружал ров. Внутренний прямоугольный двор размерами 100×200 м образован трёх — и четырёхэтажными корпусами и многоярусными гранеными башнями. Отделка похожа на комплекс в Гольшанах и приближает замок к дворцовым постройкам.
Любчанский замок также первой половины XVII века располагался на холме возле Немана, квадратная в плане площадку, окруженная каменными стенами, с трёх сторон защищал искусственный канал. Замок имел четыре башни: три четырёхгранные, завершены шатрами, и проезжую башню-ворота. Со стороны реки между двумя башнями располагался дворец. В формах композиции башен заметное влияние деревянного оборонительного зодчества, но сам замок уже потерял монументальный вид крепости.

Замковые комплексы
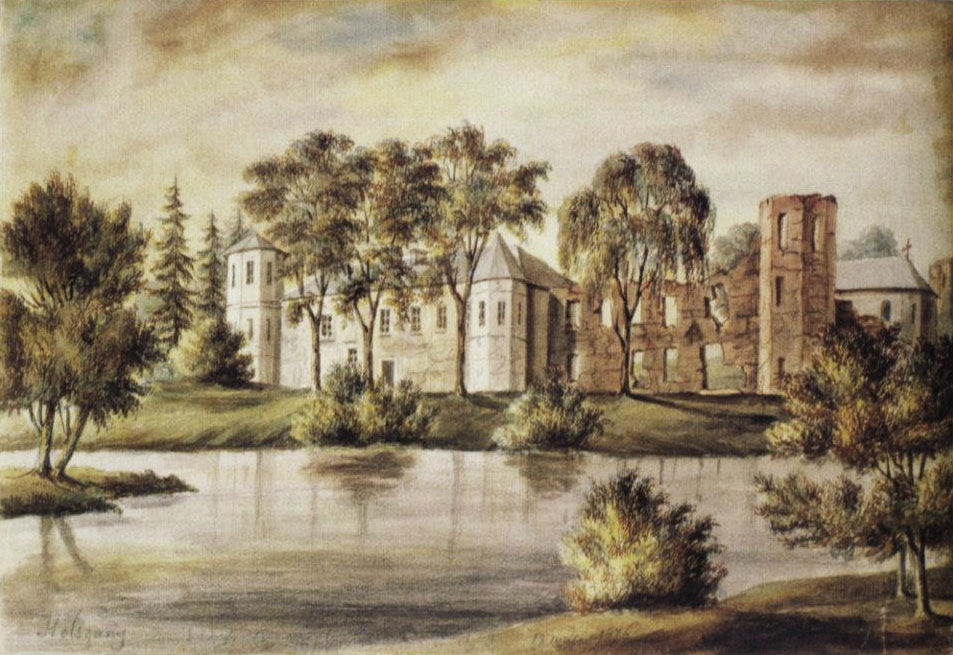
Гольшанский замок на картине Н. Орды
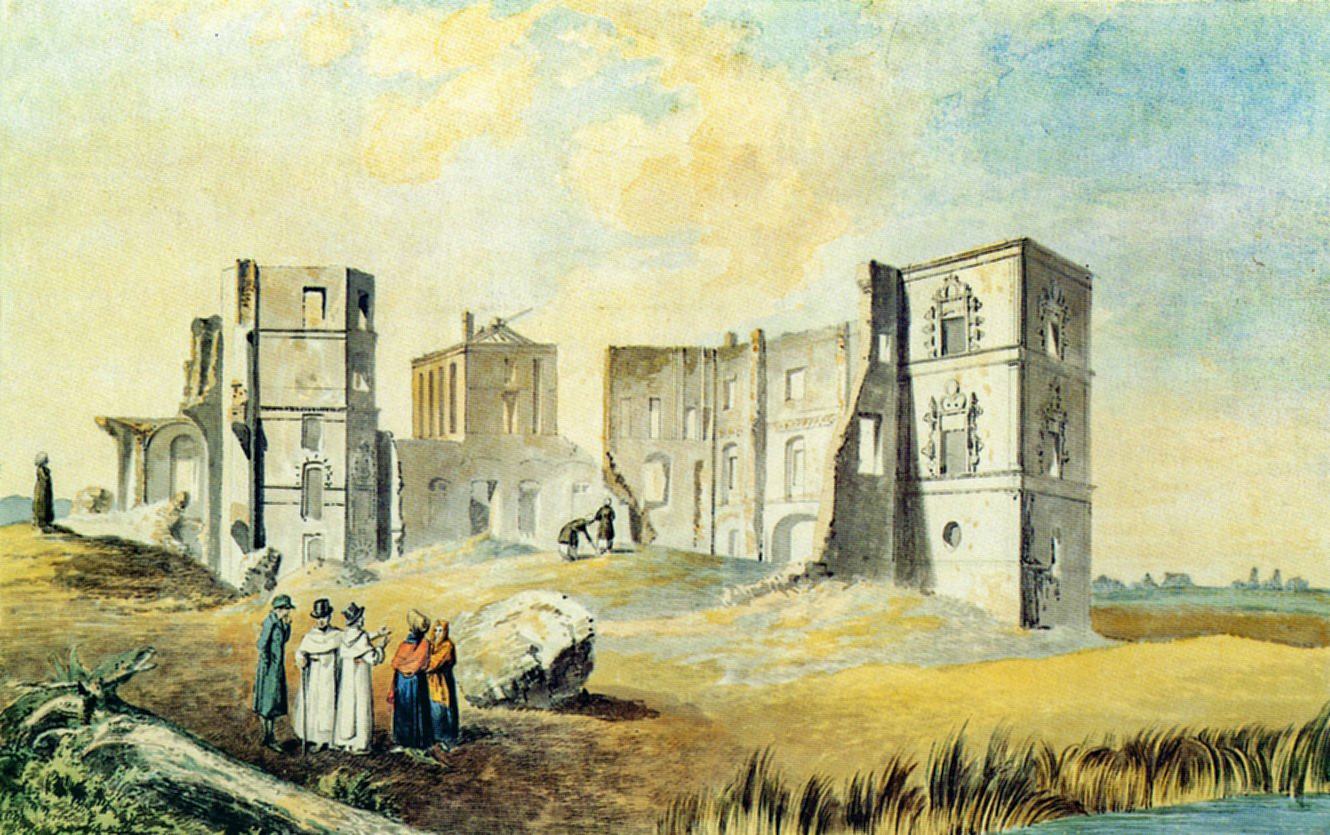
Замок «Белый Ковель» (Ю. Пешка, конец XVIII века)
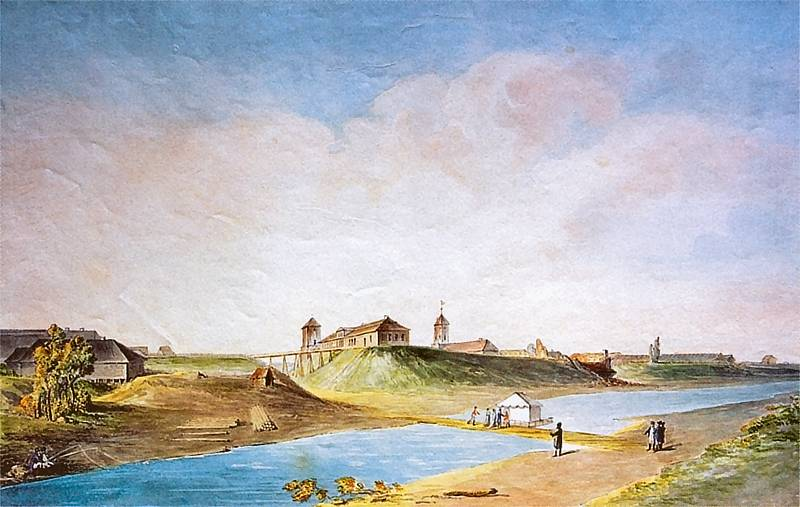
Любчанский замок (Ю. Пешка, конец XVIII века)

### Частнособственнические резиденции

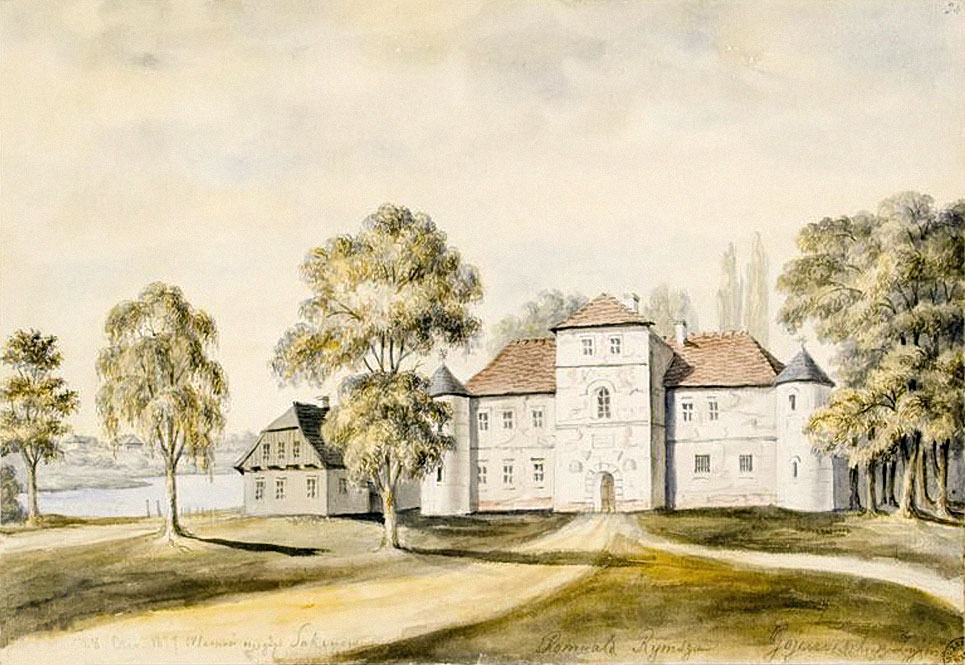
Дом-замок в Гайтюнишках. Н. Орда, 1877

Магнатские резиденции и фольварки, которые возникали в этот период, являлись одновременно и крупными градостроительными комплексами, и располагались в живописных местах у водоемов, а вокруг усадьбы разбивались парки и сады. Имение состояло из двора с жилыми и хозяйственными постройками и фольварка, который включал дома управляющего, прислуги и ремесленников, складские постройки, например, амбары и лямусы, пивоварни, сыроварни, гумна, стойла, токи, сараи.
Дом-крепость в Гайтюнішках возведен в 1613 году (архитектор Нонхарт) и является примером органического сочетания жилых и оборонительных функций в данный период. Двухэтажное здание покрыто вальмовой крышей, четыре угла фланкированы круглыми оборонительными башнями с шатровыми крышами. Архитектурное решение строится на контрасте отдельных объёмов и больших плоскостей, снаружи декор отсутствует.

### Культовое строительство

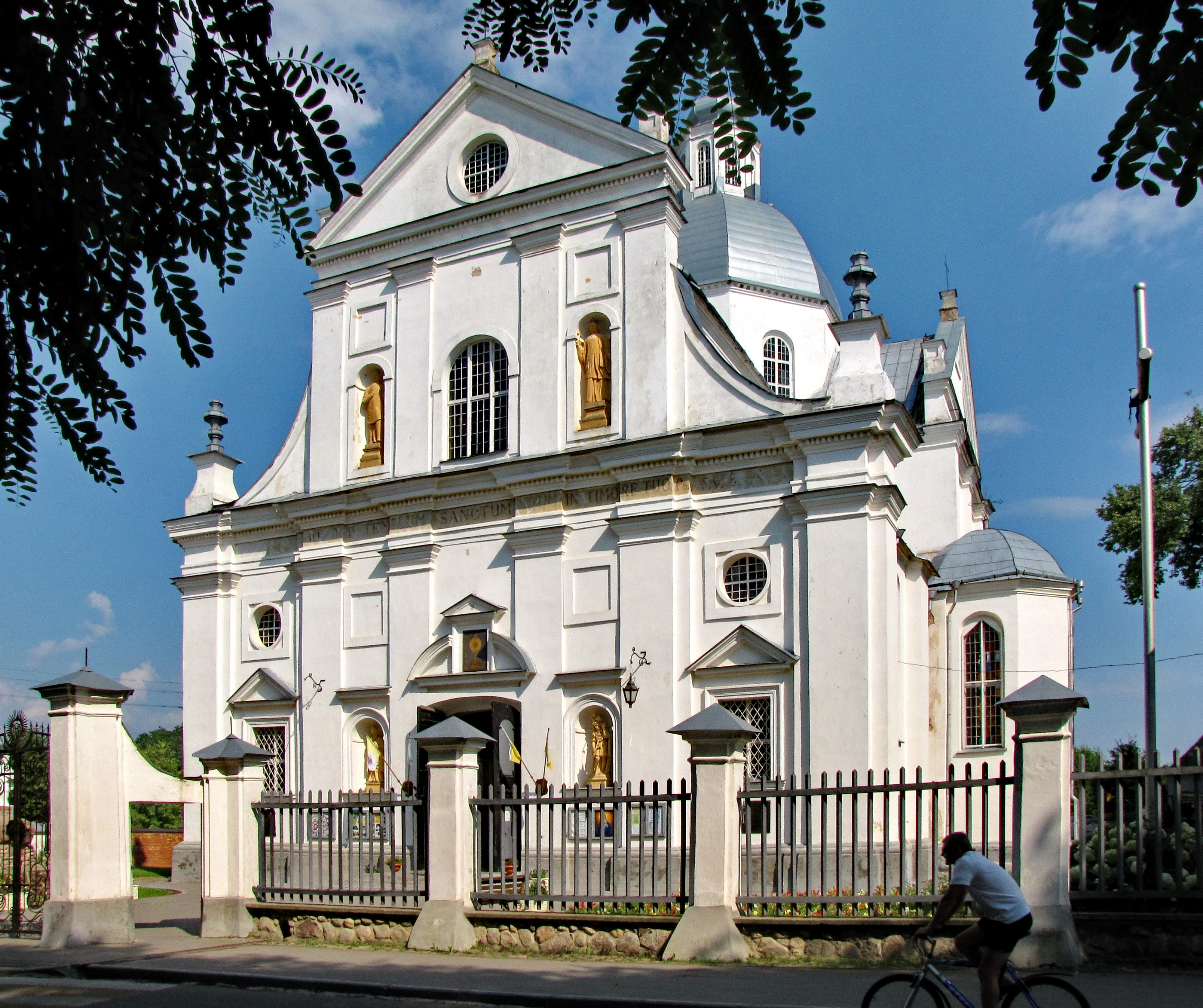
Костел Тела Господня в Несвиже

Несмотря на свою специфику, культовое строительство в этот период непосредственно связано с гражданской архитектурой, что проявилось в строительстве монастырей, аббатств и коллегиумов, для которых ещё характерны оборонительные черты. Корпуса образовывали замкнутый внутренний двор, вокруг которого группировались различные по назначению помещения: кельи, библиотека, классы, лаборатории, трапезная, кухня, аптека, больница. С одной стороны могла примыкать церковь. Именно так был решен Несвижский иезуитский коллегиум и Костел Тела Господня при нём (архитектор Я. М. Бернардони, 1587—1593) — первое сооружение в стиле барокко, которое в общих чертах повторяло римский храм Иль-Джезу (архитекторы Д. Виньела и Д. Порта, 1568—1854). Несвижский костёл представлял собой трёхнефную базилику с одной полуциркульной вытянутой апсидой. Средний неф перекрыт цилиндрическими сводами с люнетами, боковые нефы — крестовыми. Нагрузку стен центрального нефа принимают шесть массивных столбов с арками. Иезуитский костёл имел свойственный для итальянского барокко безбашенный главный фасад, на котором концентрировались основные средства выразительности. Двухъярусная композиция имеет четкое членение по вертикали и горизонтали.

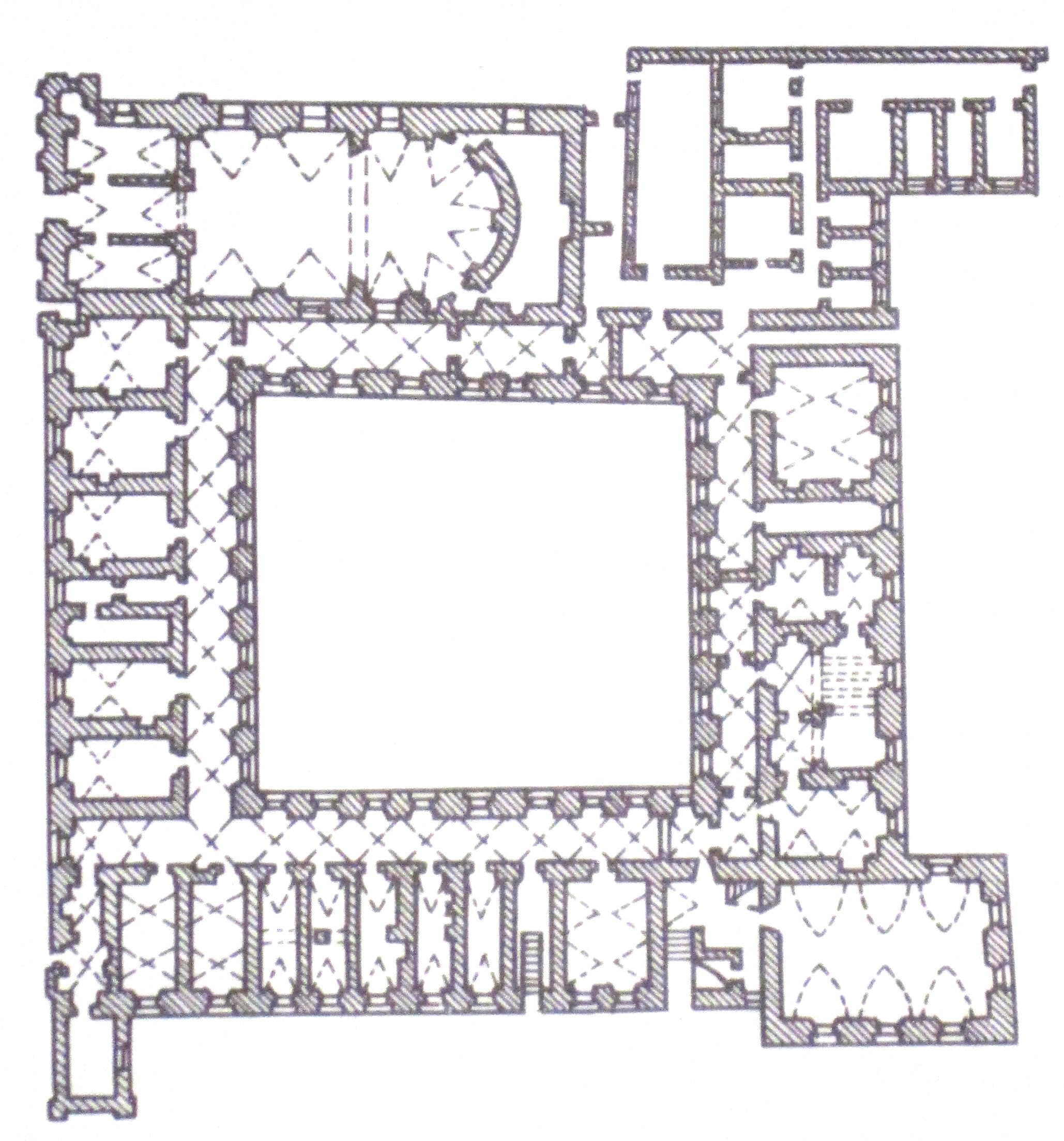
План бригитского монастыря в Гродно

Подобные принципы планировки были заложены в Пинском (1631—1639) и Бобруйском иезуитских коллегиумах. Они же были повторены в гродненских монастырских комплексах бернардинцев, бригиток и францисканцев.
Культовое строительство начала XVII века отличается стилевой разнохарактерностью с преобладанием того или иного архитектурного стиля. В Костеле святого Николая в Мире (1599—1605) соединились черты итальянского барокко, что обусловило вытянутость плана и наличие трансепта, и самобытное решение фасада массивной многоярусной готико-ренессансной башней, с двух сторон к которой примыкают небольшие круглые боковые башни, которые композиционно завершают боковые нефы. Подобное решение ранее было использовано в однонефном фарном костёле в Гродно, так называемой. Фаре Витовта (архитектор. А. Дигреп, 1579—1856).
Заимствованные из Италии архитектурные формы ещё долго сочетались в местном зодчестве с элементами готики и ренессанса. Так, в начале XVII века продолжается строительство храмов готико-ренессансного типа, например, костёл бернардинцев в Слониме (1645—1671) или костёл кармелитов в Ружанах (1615—1617), который представляет собой однонефную базилику с более низкой в сравнении с основным объёмом полукруглой апсидой, а над входом возвышается четырёхъярусная восьмигранная башня.

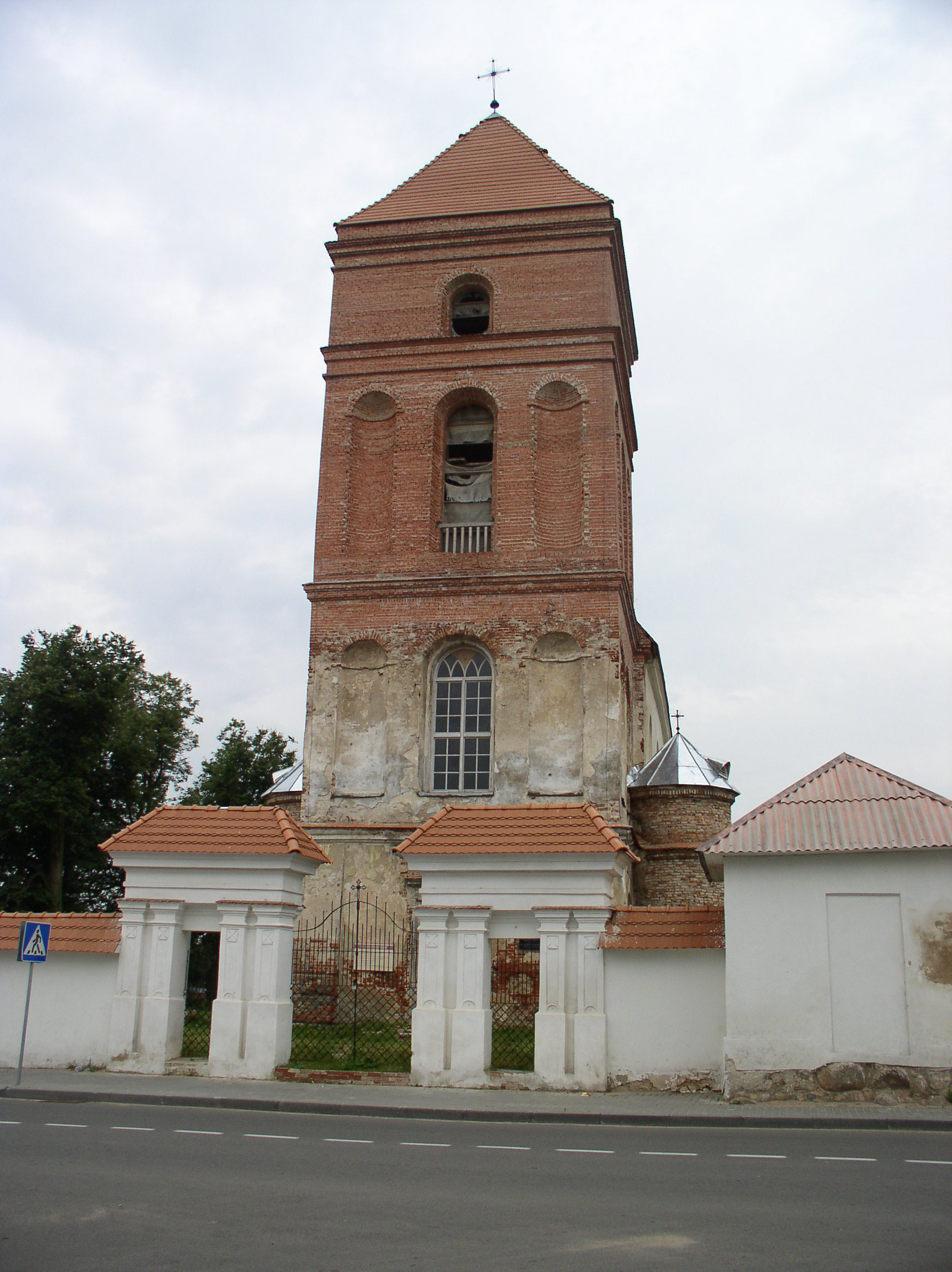
Костёл святого Николая в Мире
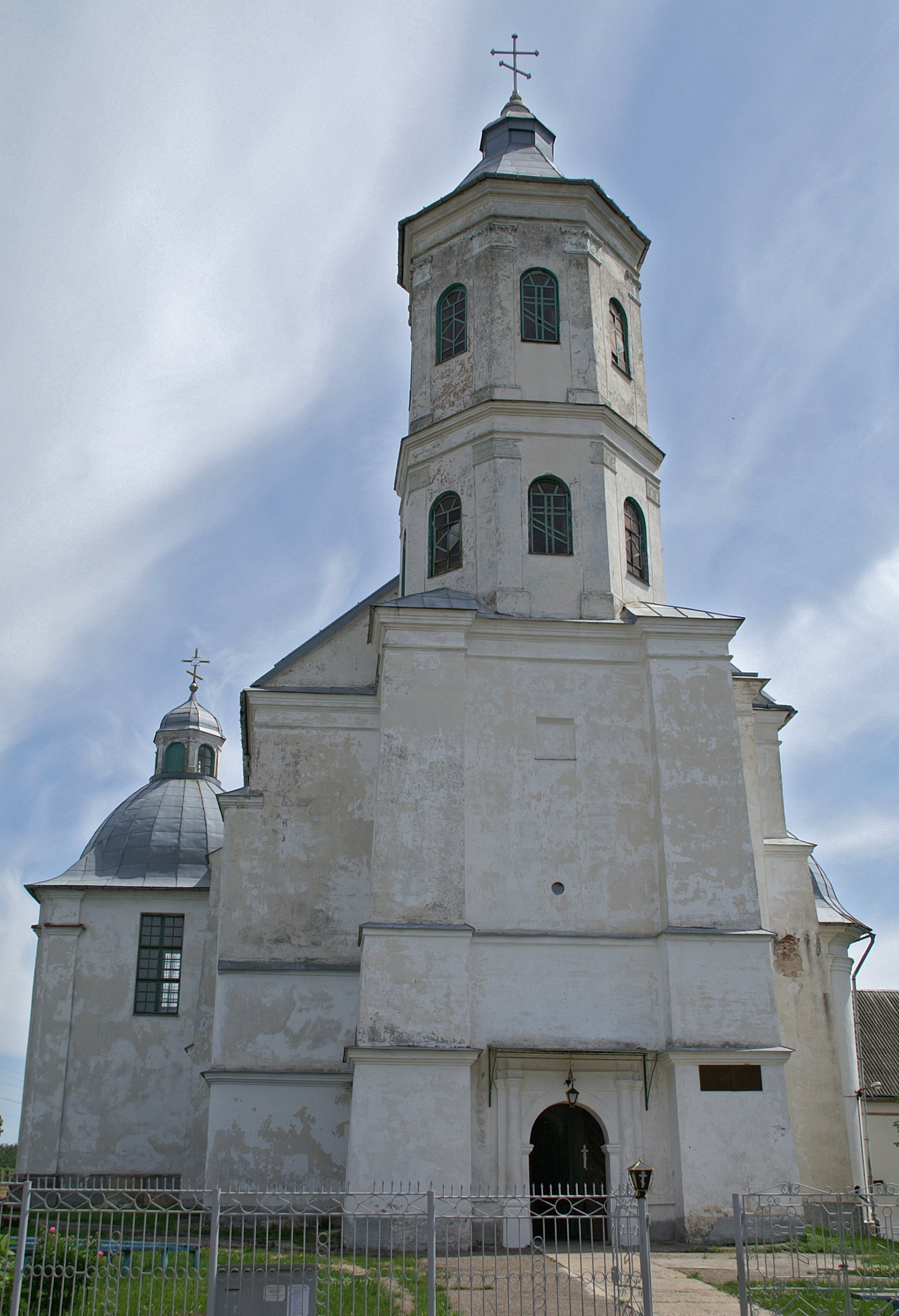
Костёл бернардинцев в Слониме
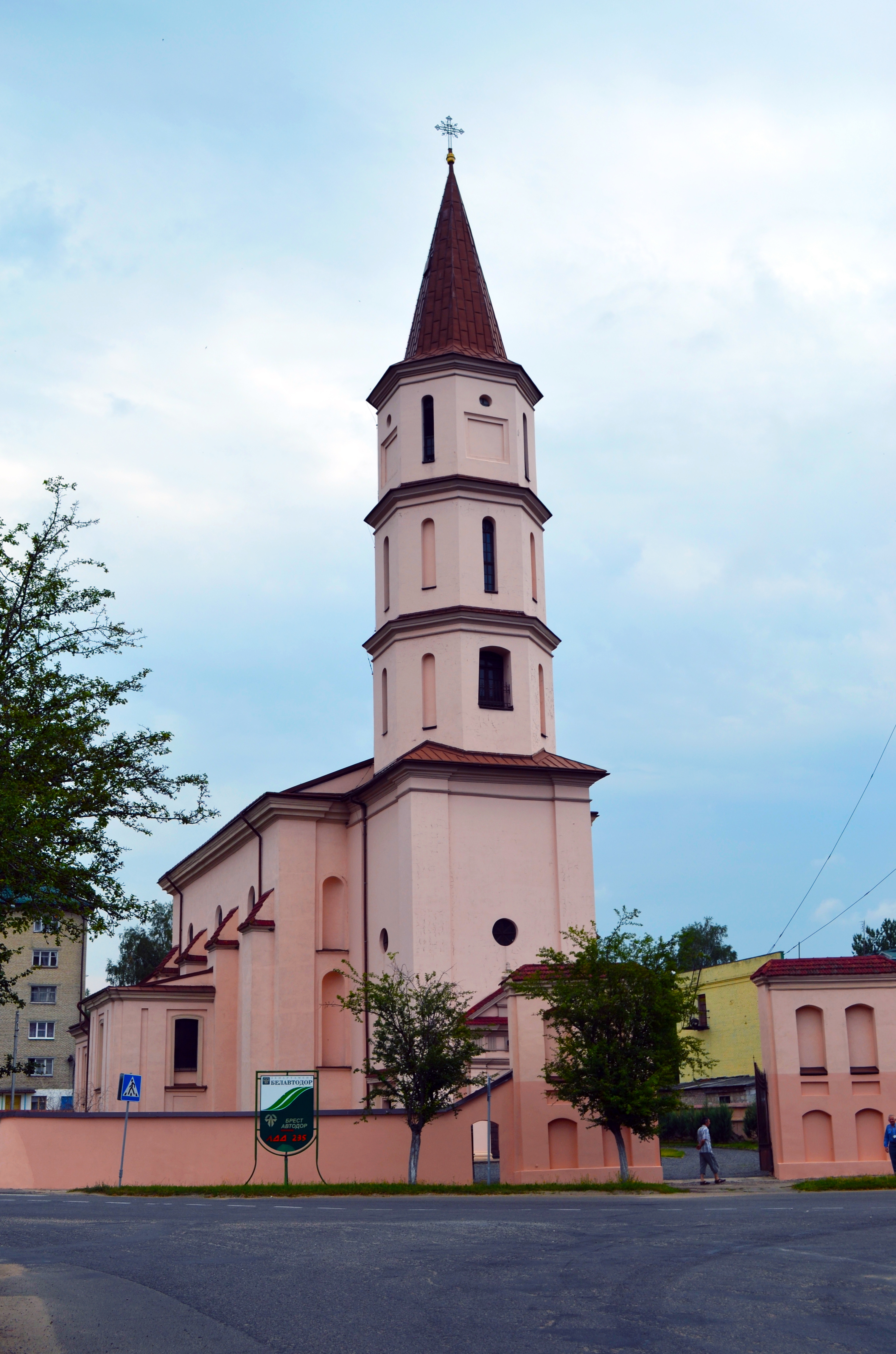
Костёл кармелитов в Ружанах

Обострение религиозно-политической борьбы в первой половине XVII века, соперничество между униатами, католиками и православными привело в сфере культового строительства к использованию наиболее выразительных архитектурных средств барокко и синтезу их с местными строительными приемами. Как результат на протяжении XVII—XVIII веков сформировалась своеобразная архитектурно-художественная система белорусского барокко, основной базой для развития которого явилась культовая архитектура.

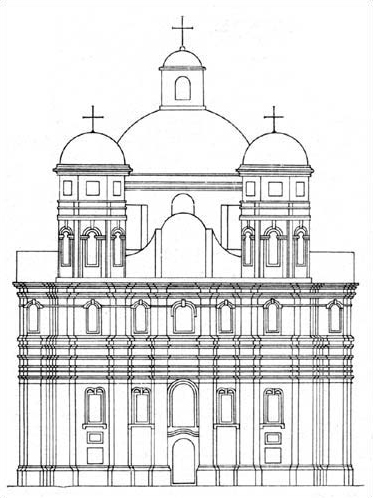
Чертёж иезуитского костёла в Витебске до перестройки в церковь

В первой половине XVII века, в период раннего барокко, архитектура фасадов культовых зданий имела небольшой набор декоративных элементов. В это время много строится безбашенных трёхнефных базилик, которые в отличие от несвижского Фарного костёла не имеют трансепта: костел доминиканцев в Минске (1605), францисканцев в Гольшанах (1618), доминиканцев в Новогрудке (1617—1624), францисканцев в Гродно (1635), бернардинцев в Друе (1643).

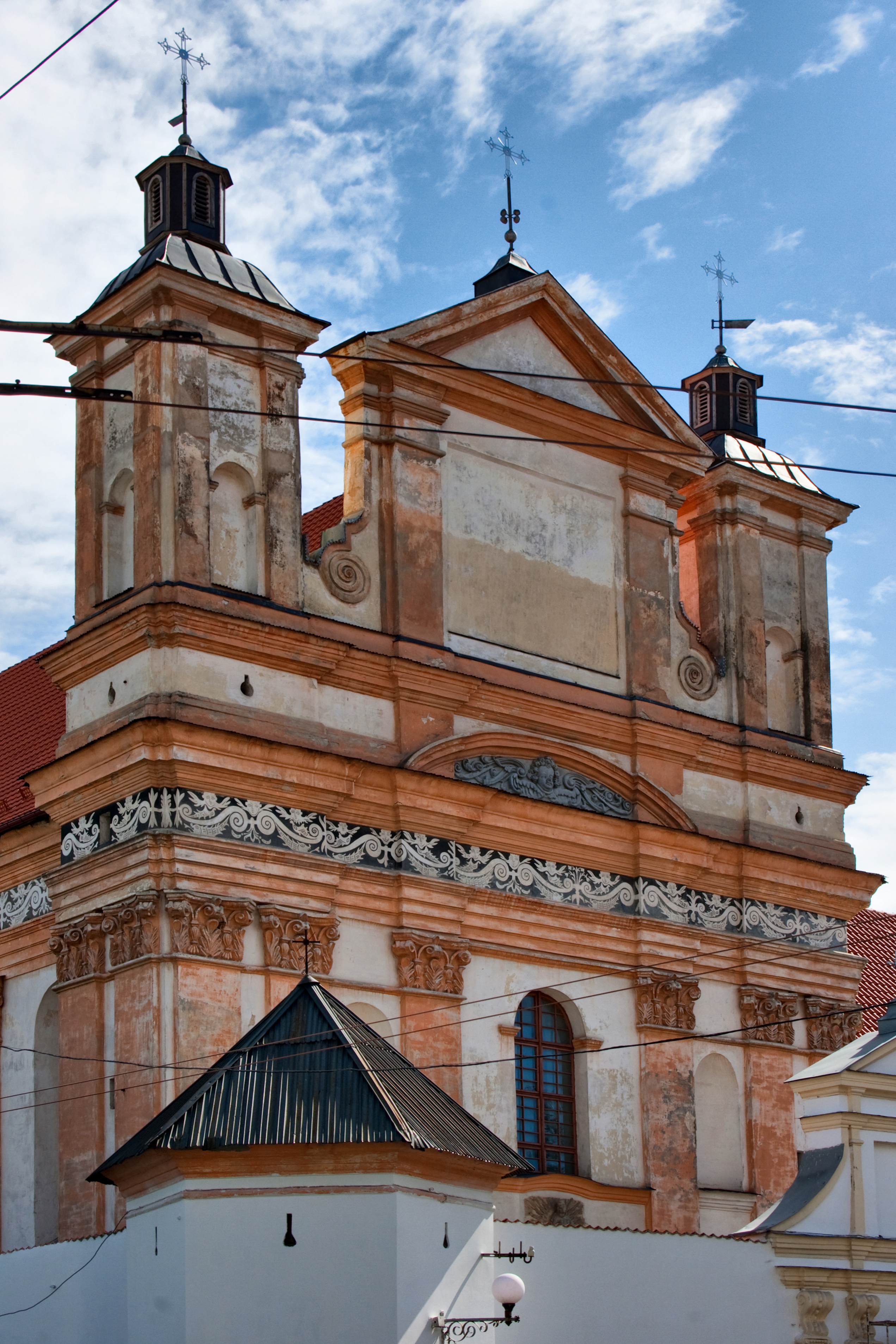
Бригитский костёл в Гродно

Эпоха зрелого и позднего барокко, которая приходится на вторую половину XVII — 80-е годы XVIII века, отмечается членение фасадов, введением лепнины, архитектурные детали становятся легкими и изящными, безбашенные базилики сменяют двухбашенные, которые становятся наиболее характерными для белорусского барокко. Подобный вариант также широко использовался в культовой архитектуре Венгрии, Словакии и Польши, но истоки двухбашенных храмов в Беларуси восходят к оборонительным сооружениям белорусской готики. Башни поддерживали динамику масс, свойственную новому стилю, и акцентировал внимание зрителей на главном фасаде. Постепенно двухбашенный фасад-кулиса, как самостоятельный трёхмерный объём, заслонил собой общую композицию сооружения. Подобное решение видно и в архитектуре бригитского костела в Гродно (1642—1651), где полукруглая апсида сливается в единый объём с нефом. Фасад решён в виде узкого двухбашенного объёма с пятичастным членением, свойственным барочной архитектуре. Башни имеют один ярус и не возвышаются над фронтоном. Подобное решение имеют и костёлы доминиканцев в Столбцах (1612—1640), бернардинок в Минске (1633—1642).
Одним из культовых сооружений этого периода является, например, костел Святого Иосифа при коллегиуме иезуитов в Витебске (1716). Широко используются в середине XVIII века декоративные мотивы рококо.

#### Униатские храмы
Архитектурно-художественная система позднего барокко в монументальном зодчестве Великого княжества Литовского получила в искусствоведении название виленского барокко. Его черты наиболее ярко отразились в культовых сооружениях униатов, например, в построенных на фундаментах разрушенного православного храма полоцком Софийском соборе (архитектор И. К. Глаубиц, 1738—1760), Петропавловских церквях и монастырях базилиан в Березвечье (1756—1779) и Борунах (1747—1754), Свято-Покровской церкви и монастыре базилиан в Толочине (1769—1779), Богоявленской и Крестовоздвиженской церкви в Жировичах (1769), Воскресенской церкви в Витебске (1772).

Виленское барокко
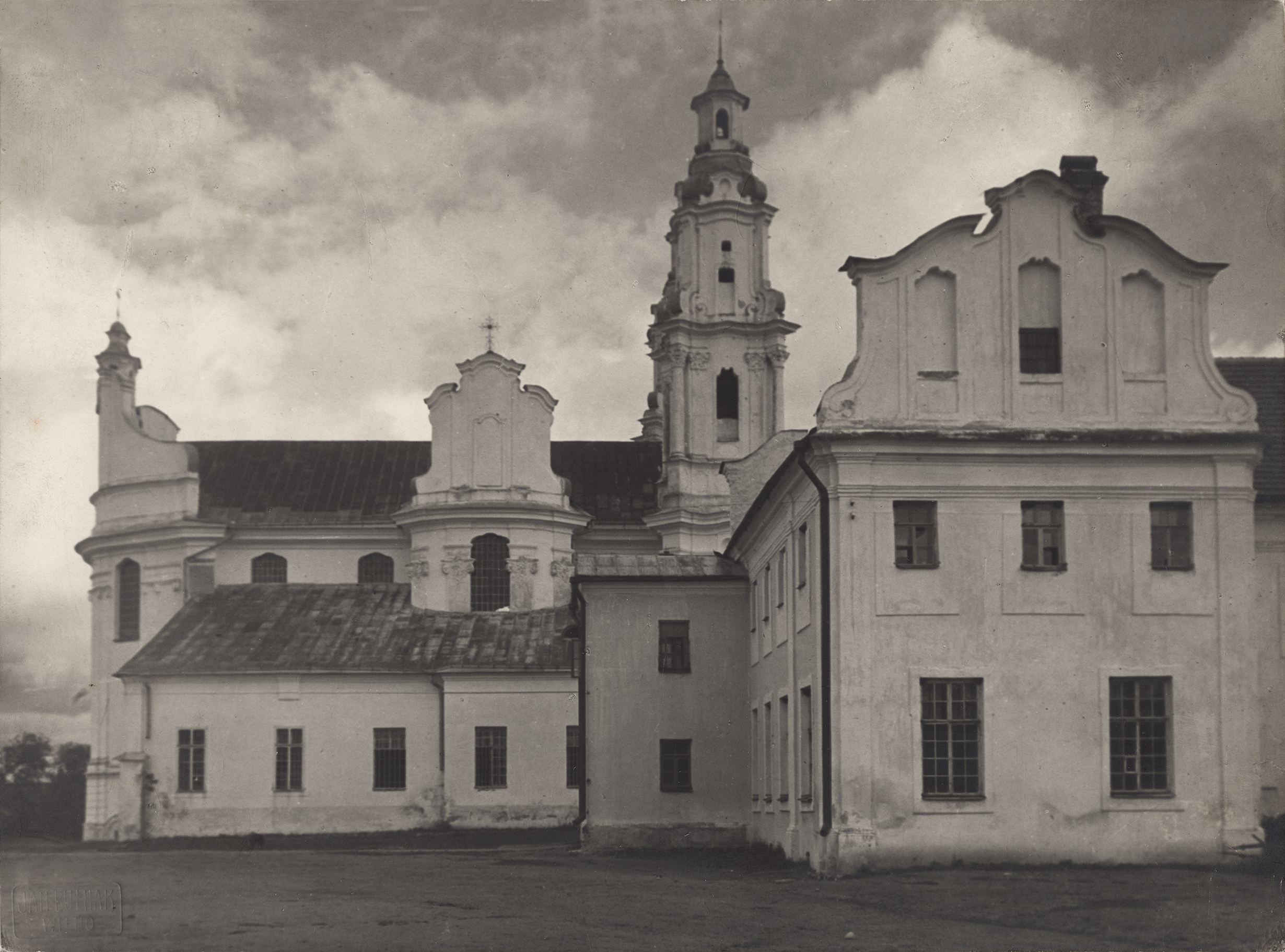
Березвечский базилианский монастырь в Березвичах (Я. Булгак, 1830-е)
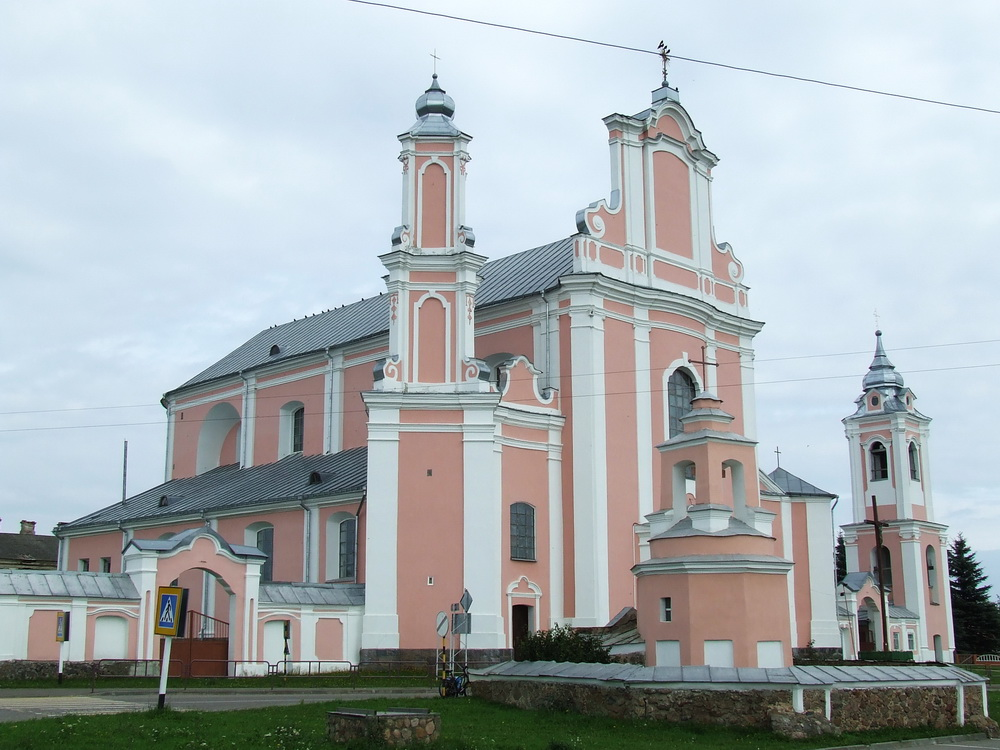
Монастырь базилиан в Борунах в Борунах
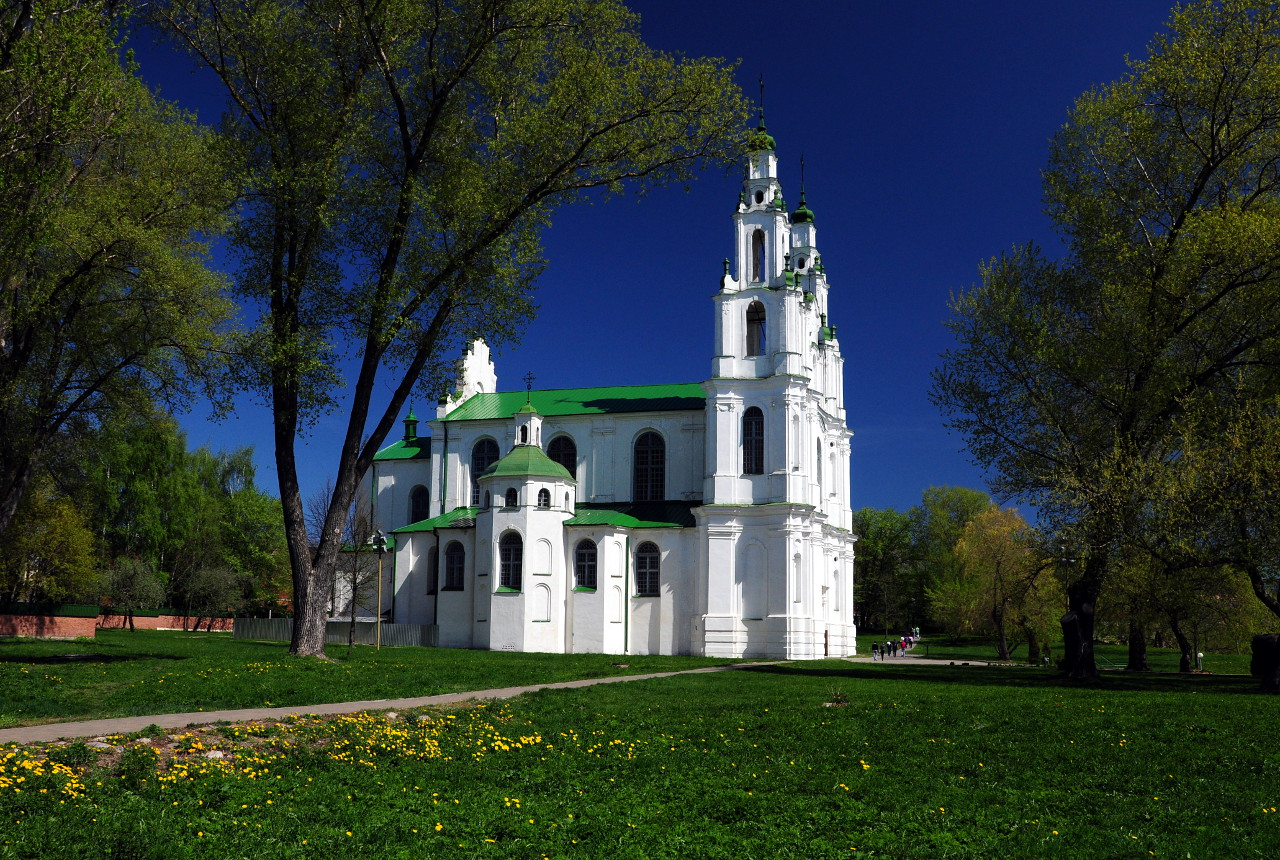
Софийский собор в Полоцке
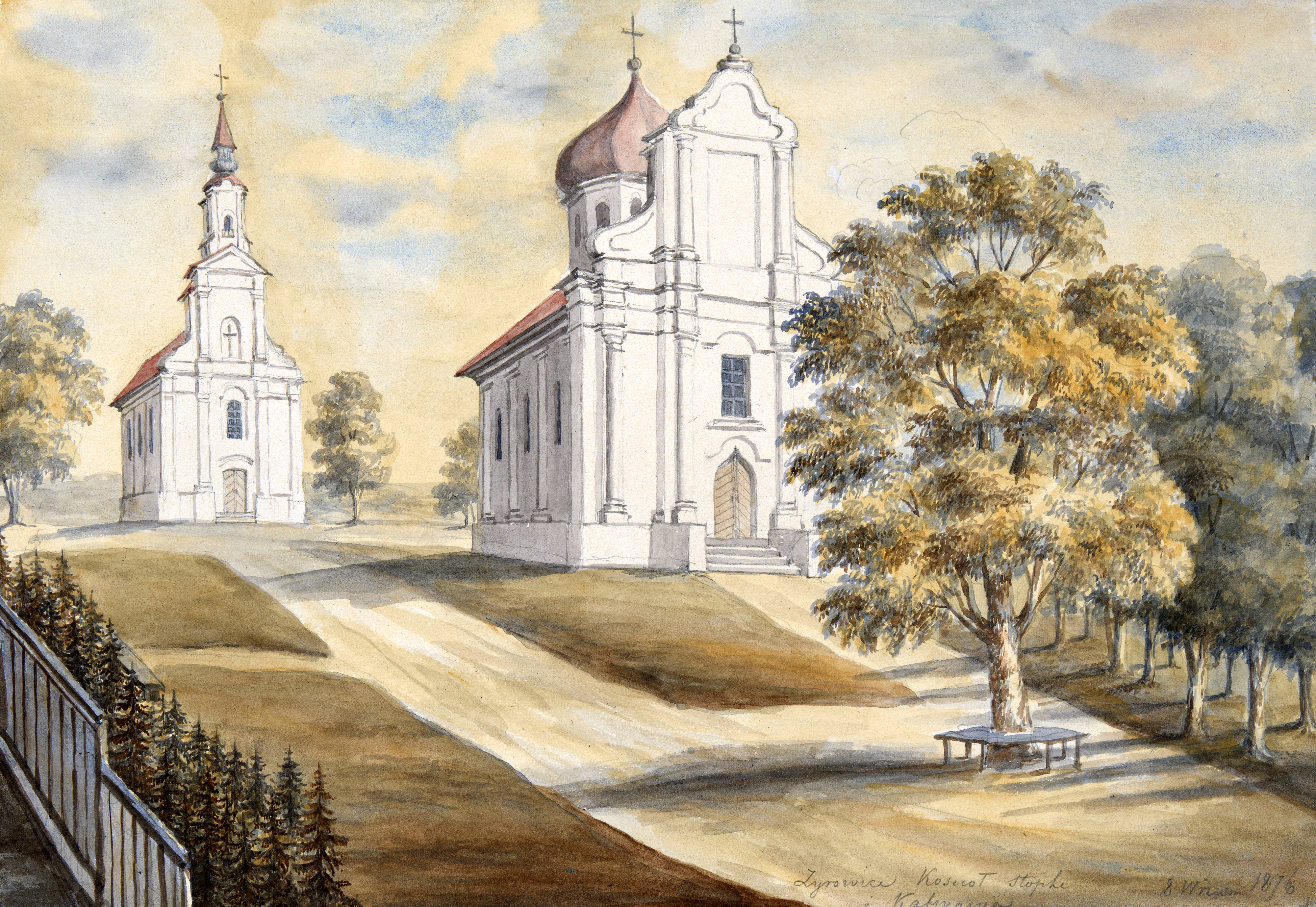
Богоявленская церковь[бел.] (на переднем плане) и Крестовоздвиженская церковь[бел.] (позади) в Жировичах (Н. Орда, XIX век)
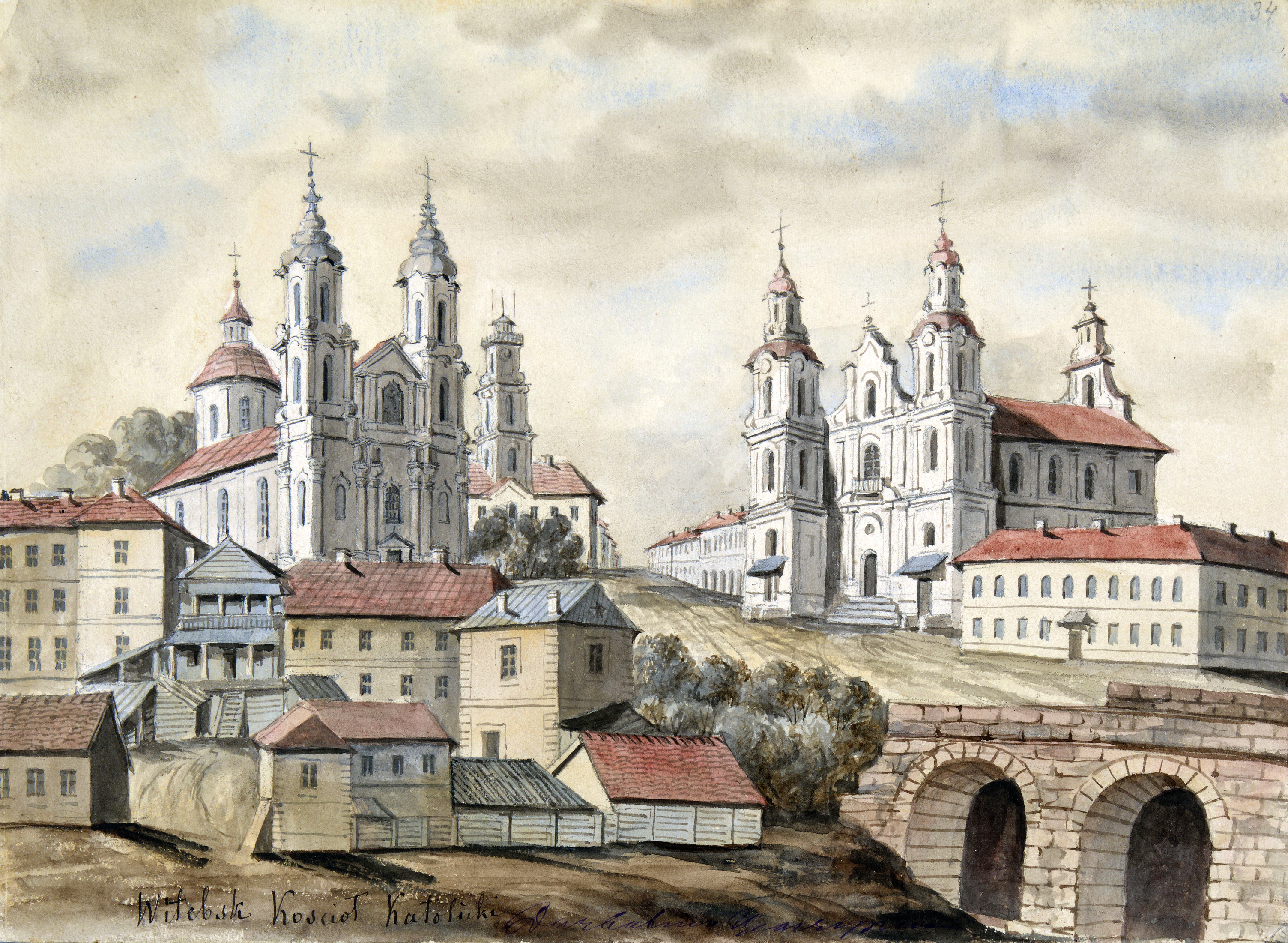
Воскресенская церковь и Костёл святого Антония[бел.] в Витебске (Н. Орда, XIX век)
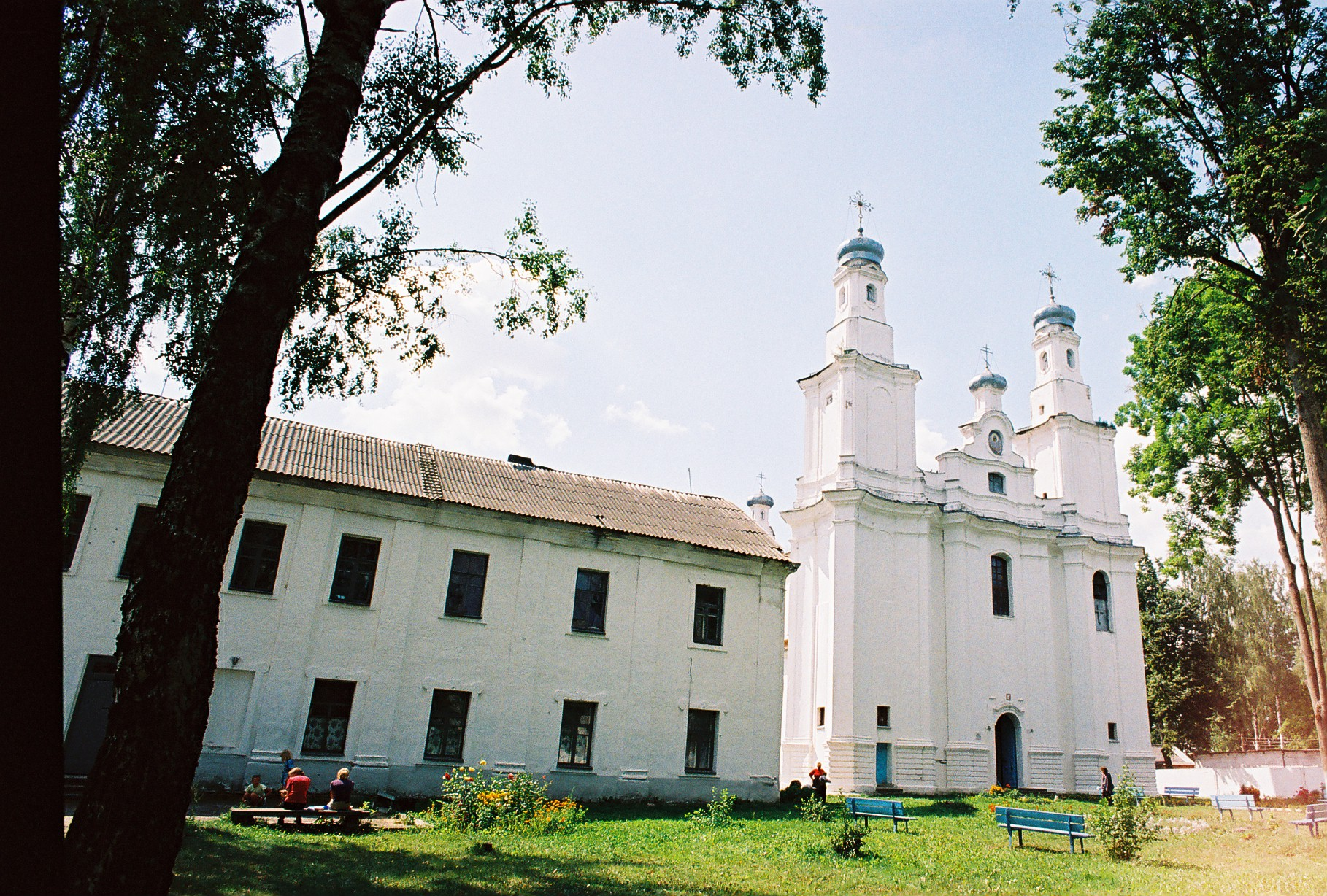
Покровская церковь и монастырь базилиан в Толочине

#### Православные храмы

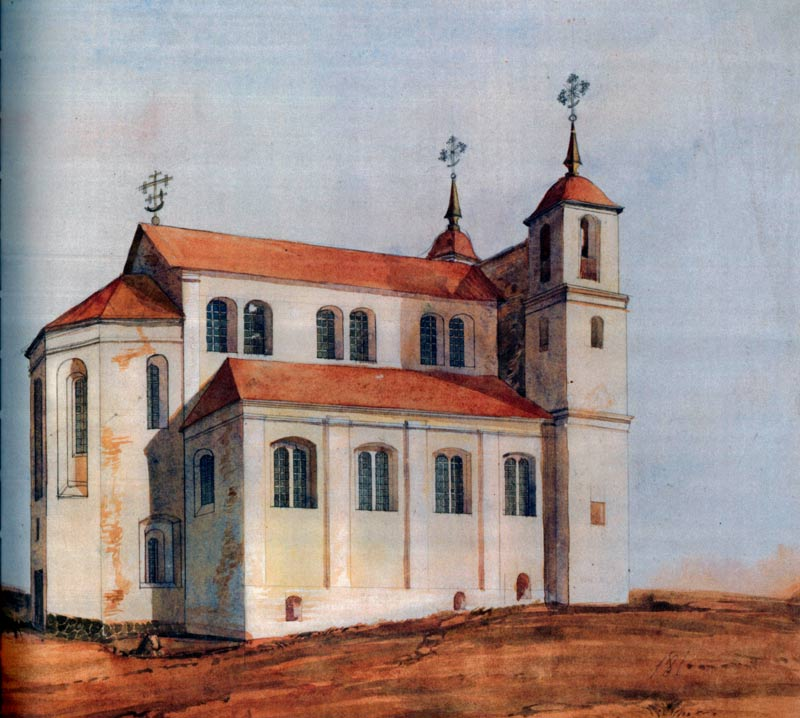
Петропавловская церковь в Минске. Д. Струков, XIX век

Православные храмы XVII—XVIII веков очень разнообразны по своей архитектуре, при этом как каменным, так и деревянным их образцам свойственны общие плановые и композиционные решения. Крестово-купольные каменные церкви были основным типом монументальных православных храмов Беларуси XVII—XVIII веков. Наряду с ними строились и церкви бескупольные, которые представляли собой базилику. Построенная в 1612 году Петропавловская, или Екатерининская церковь в Минске является наиболее ранней постройкой этого типа.

##### Деревянные храмы
Белорусская традиция строительства деревянных церквей в XVII—XVIII веков отличалась от традиции, например, Русского Севера.
Для последней характерны сооружения со срубами разной высоты и отдельным покрытием каждого сруба, чаще всего в виде высокого шатра. В Великом княжестве Литовском чаще ставили храмы базиликального типа — с удлиненной компоновкой частей-срубов одинаковой высоты под общей высокой стропильной крышей. Художественную выразительность храму придавали башни и купола, заимствованные у барочного каменного зодчества, что царило в то время в западном христианском мире. Такой перенос стиля в традиционное деревянное зодчество придавало храмам этнический колорит, составлявший национальную белорусскую разновидность барокко.

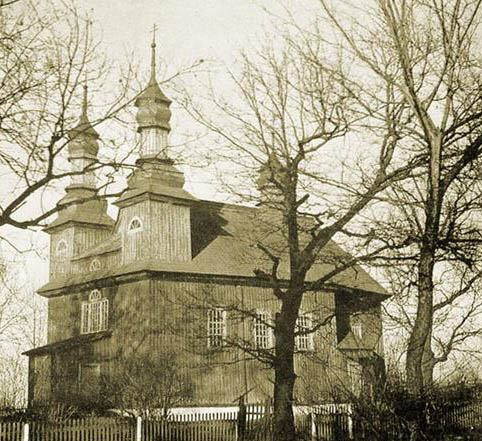
Деревянная Юрьевская церковь в деревне Валавель представляет собой образец белорусского барокко XVII—XVIII веков. Снимок начала XX века

На главном фасаде белорусского деревянного храма обычно ставили две башни, вроде каменных барочных базилик. Наиболее распространёнными были башни квадратной формы (четверики), крытые невысокими, по сравнению с русскими, шатрами, которые назывались «колпаками». Их высота была обычно равна половине диагонали основания, что делало их визуально статическими.
Более поздней формой завершения башен храмов эпохи барокко, начиная с середины XVIII века, стали фигурные грушевидные граненые купола-луковки. Луковки делали многоярусными, на восьмигранных и шестигранных шейках, что создавало контрастные световые эффекты.

#### Синагоги
Большую группу культовых зданий Беларуси составляют синагоги, которые строились преимущественно в XVII—XVIII веках. В то время Речь Посполитая в силу ряда исторических причин стала одной из наиболее населённых евреями стран Европы, большинство из которых иммигрировали на белорусские территории с запада.
Поскольку евреи составляли значительную часть населения городов и местечек Великого княжества Литовского, синагоги являлись довольно распространенным типом религиозных зданий. Размер и расположение синагог, которые являлись центрами религиозной и общественной жизни еврейских общин, были различными. В королевских городах, например, Гродно, католическое духовенство ради снижения «конкуренции» между храмами разных конфессий предписывало возведение синагог не очень высокими и без башен. В малых городах подобных запретов обычно не придерживались, поэтому там синагоги могли возвышаться над обычной жилой застройкой наряду с христианскими храмами или ратушей.
Синагоги, как и храмы других конфессий, отличаются разнообразием планировочных и объёмно-пространственных решений. Однако наиболее популярной и рациональной, учитывая функцию синагог не только как культового сооружения, но и как места дискуссий и судебных заседаний, являлась центричная композиция с бимой. Последнюю окружали четыре столба, которые одновременно являлись конструктивной частью сооружения, на которые опирались цилиндрические и крестовые своды, образовывали девятистолпную систему сводов.
В каменном синагогальном зодчестве XVII века встречаются исключительно центрические сооружения, которые повторяются и XVIII веке, приобретая вычурную декоративную отделка (Друя). Каменные синагоги в Пинске (1640), Слониме (1642) и Новогрудке (1648) представляют собой довольно высокие, но компактные центральные объёмы с залами, к которым с трёх или четырёх сторон примыкают низкие помещения. Пинская синагога имела характерный для светских построек аттик, который окружала невысокая четырёхскатная крыша, Слонимская наоборот имела высокую крыша с высокими барочными щипцами по торцам.
Вид крепости придает синагоге в Старом Быхове (начало XVII века) круглая угловая башня. Об оборонительном характере постройки свидетельствуют разбивка окон на значительной высоте и наличие бойниц на ярусе аттика. Можно предположить, что ей в системе укреплений города отводилась определённая роль.

Синагоги
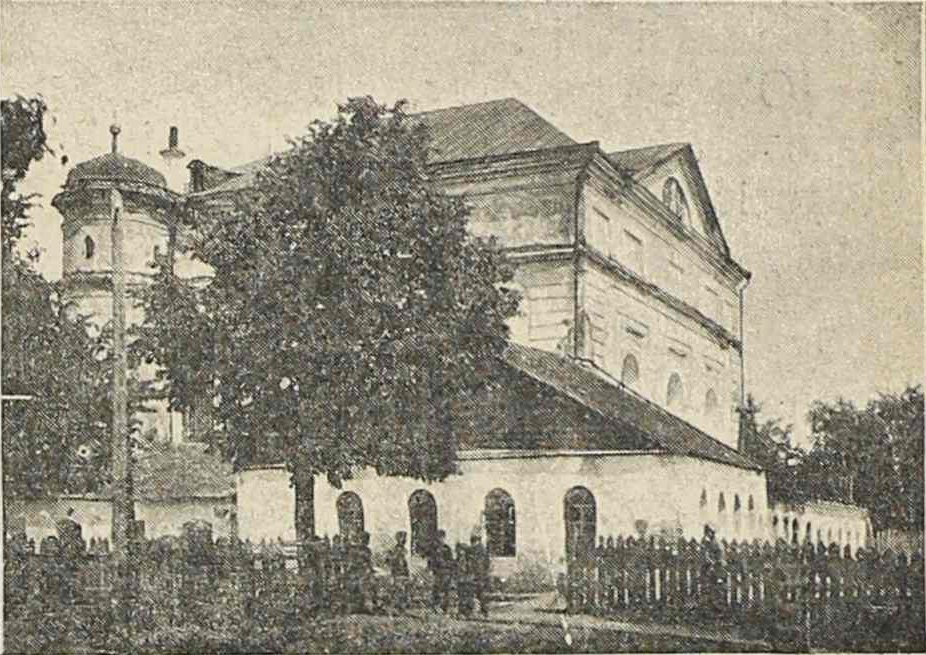
Быховская синагога (начало XX века)
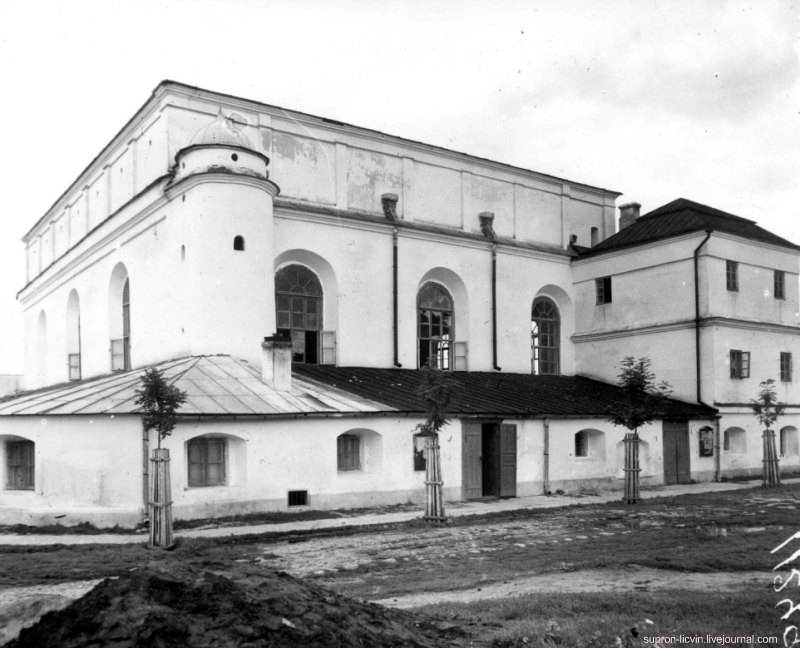
Великая синагога в Пинске (начало XX века)
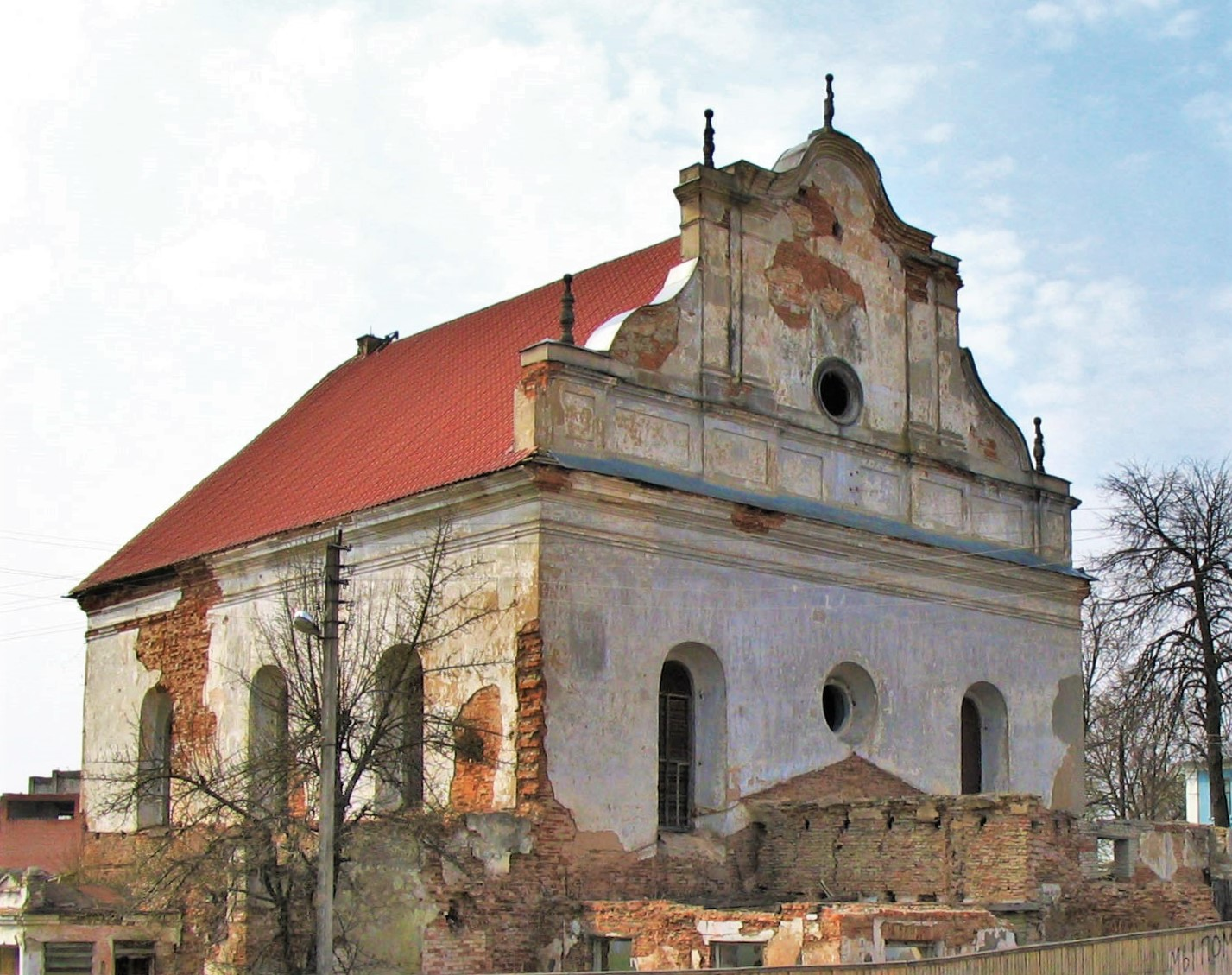
Слонимская синагога

В конце XVIII века наблюдается отход от традиционного типа каменных синагог. Внешний облик приобретает черты, присущие светским постройкам, в планировке теряются отличительные черты, характерные для этого типа построек. Так, в Столинской синагоге (конец XVII века) отсутствует бима, пропадает выраженная центричность композиции. Фасад разделен на два яруса, верхний украшен пилястрами и завершён треугольным фронтоном, благодаря чему архитектура храма перекликается с дворцовыми постройками того времени.
Каменная синагога в Клецке конца XVIII века архитектурой своего фасада уже напоминает дома зажиточного мещанства.

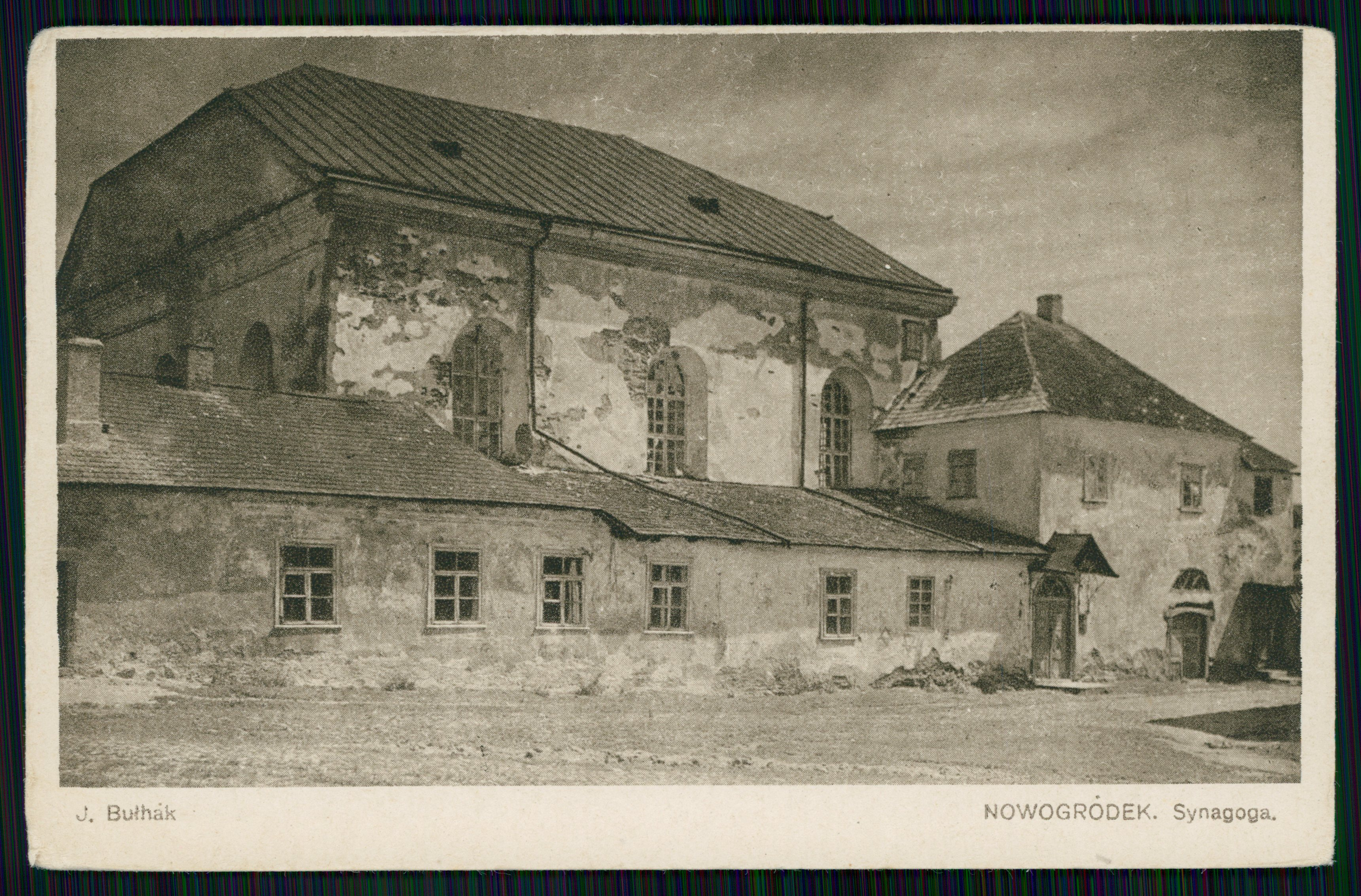
Новогрудская синагога (начало XX века)
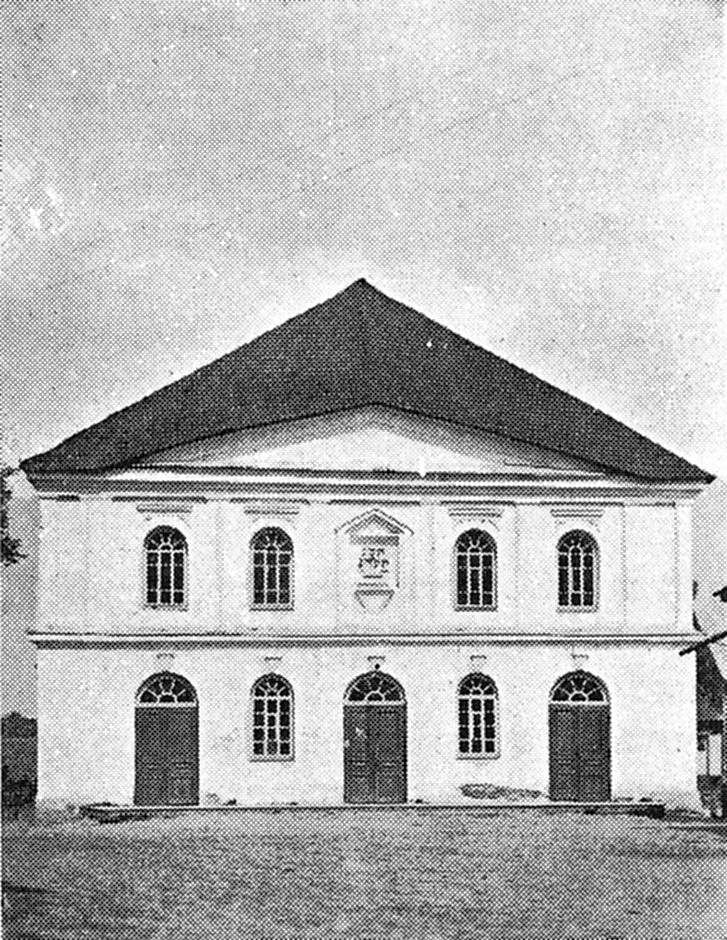
Столинская синагога
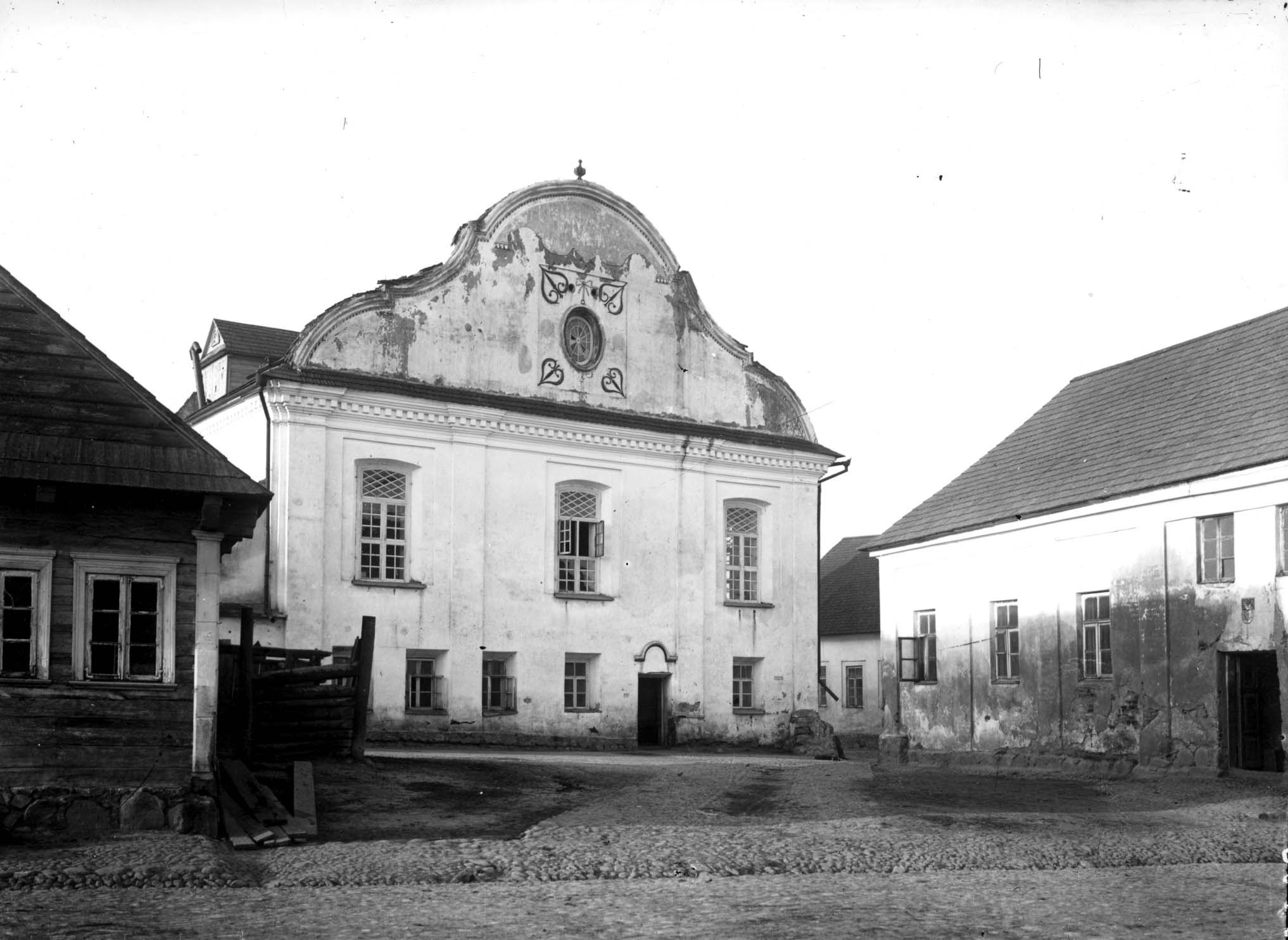
Клецкая синагога (1930)

Особенно развито было строительство деревянных синагог, например, в Высоком, Кожан-Городке, Гродно, Волпе, Сопоцкине, Наровле. Примеров деревянных синагог, которые, в отличие от каменных, были более традиционными и консервативными, не сохранилось.

Деревянные синагоги
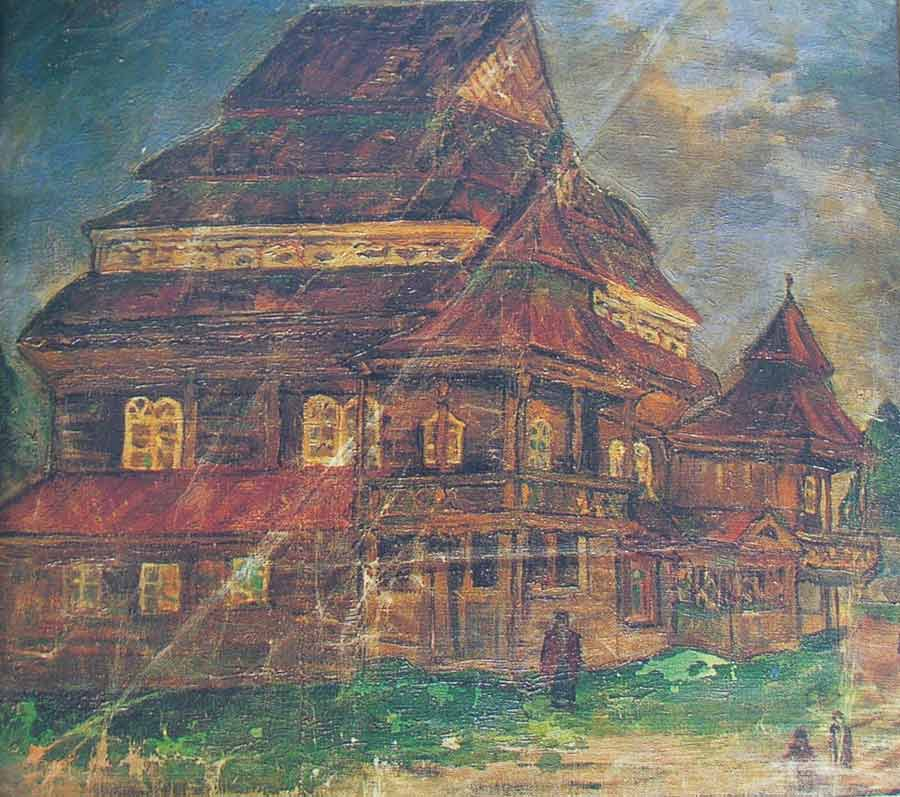
Синагога в Наровле
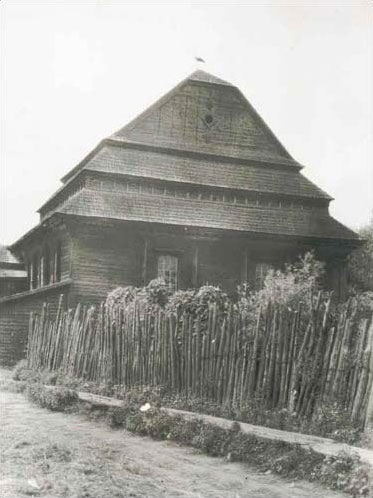
Сінагога в Кожан-Городке
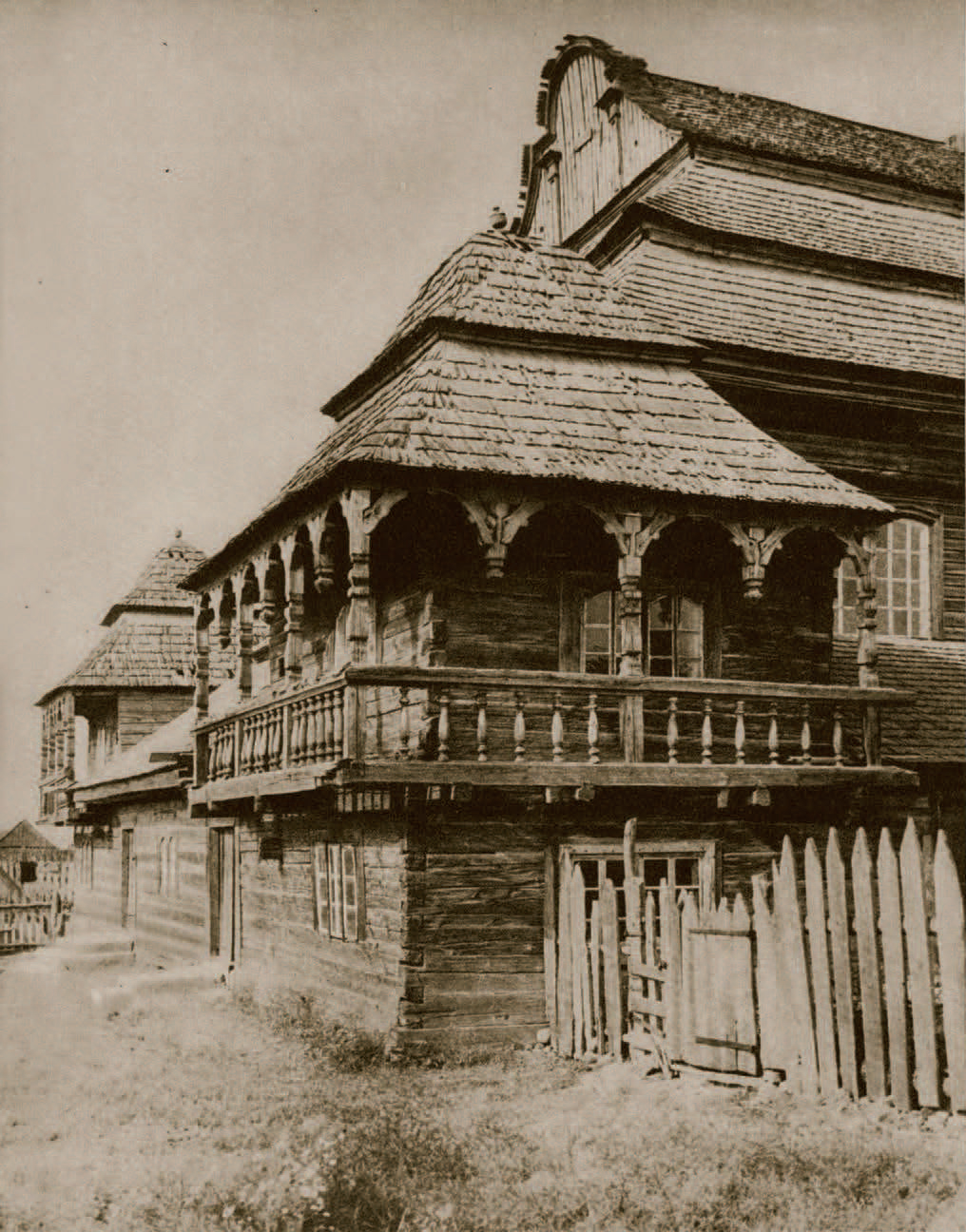
Синагога в Волпе (С. Зайчик, начало XX века)

#### Мечети
В многочисленных городках центрального и северо-западного регионов Беларуси среди культовых сооружений имелись также татарские мечети. К 1795 году на территории Великого княжества Литовского насчитывалось 23 мечети и 65 татарских мусульманских молельных домов.

## В составе Российской империи
В конце XVIII века стиль барокко сменился классицизмом. Для его развития в Беларуси характерно объединение как западноевропейского, так и русского направлений с местными художественными традициями. Главную роль в формировании архитектурного облика белорусских городов сыграли Вильнюсская архитектурная школа, творчество русских архитекторов Н. Львова, В. Стасова, А. Мельникова, англичанина Дж. Кларка.
Классицизм не был единственным архитектурным направлением Беларуси первой половины XIX века. Наряду с ним развивается неоготика — архитектурный аналог эпохи сентиментализма и романтизма. Увлечение среднедневековым готическим стилем в Беларуси начинается на рубеже веков. Неоготика к 1830—1840 годам сосуществовала с классицизмом, применение она нашла в культовых сооружениях и английском пейзажно-парковом искусстве, загородных приусадебных комплексах.

### Градостроительства
В отличие от средневековой хаотичной застройки, город стал рассматриваться как целостная, строго спланированная система, основанная на принципах рационализма и классических идеалов. В это время застройка городов и местечек Беларуси принимает регулярный и типовой характер. В старых городах Беларуси: Минске, Витебске, Полоцке и других — велось упорядочение уличной сети, разбивались кварталы, создавались новые площади. В этих городах проекционный центр обычно совмещался с исторически сложившимся ансамблем города. Архитектура центра белорусских городов определялось как новой застройкой, так и монументальной архитектурой XVII—XVIII веков, главным образом монастырями, костёлами, коллегиумами, что придавало центру некоторую своеобразность. Принципы прямоугольной планировки наиболее последовательно применены в Климовичах, Сураже, Мстиславле, Чаусах.

Регулярные планы белорусских городов в составе Российской империи
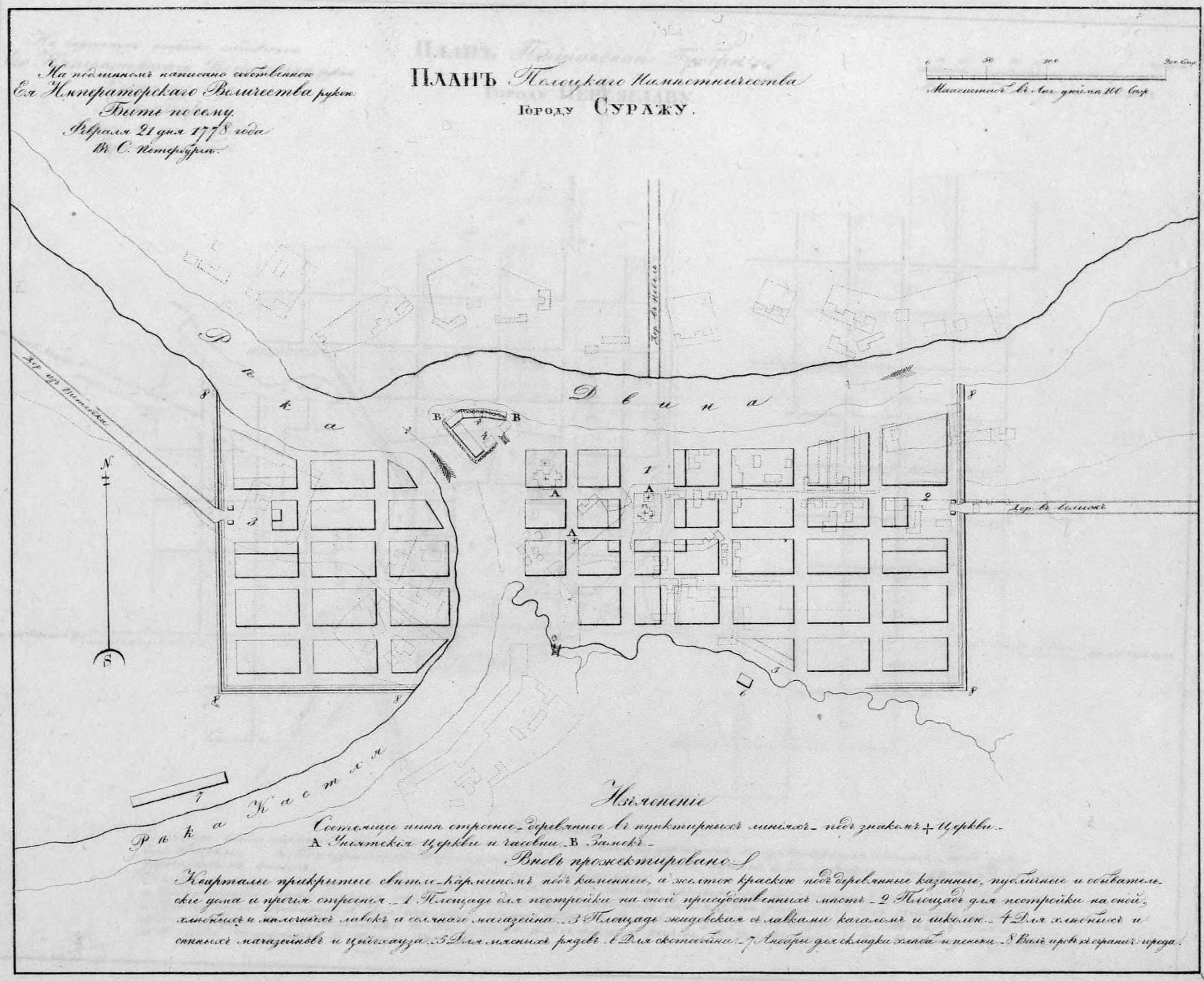
План Суража (1839)
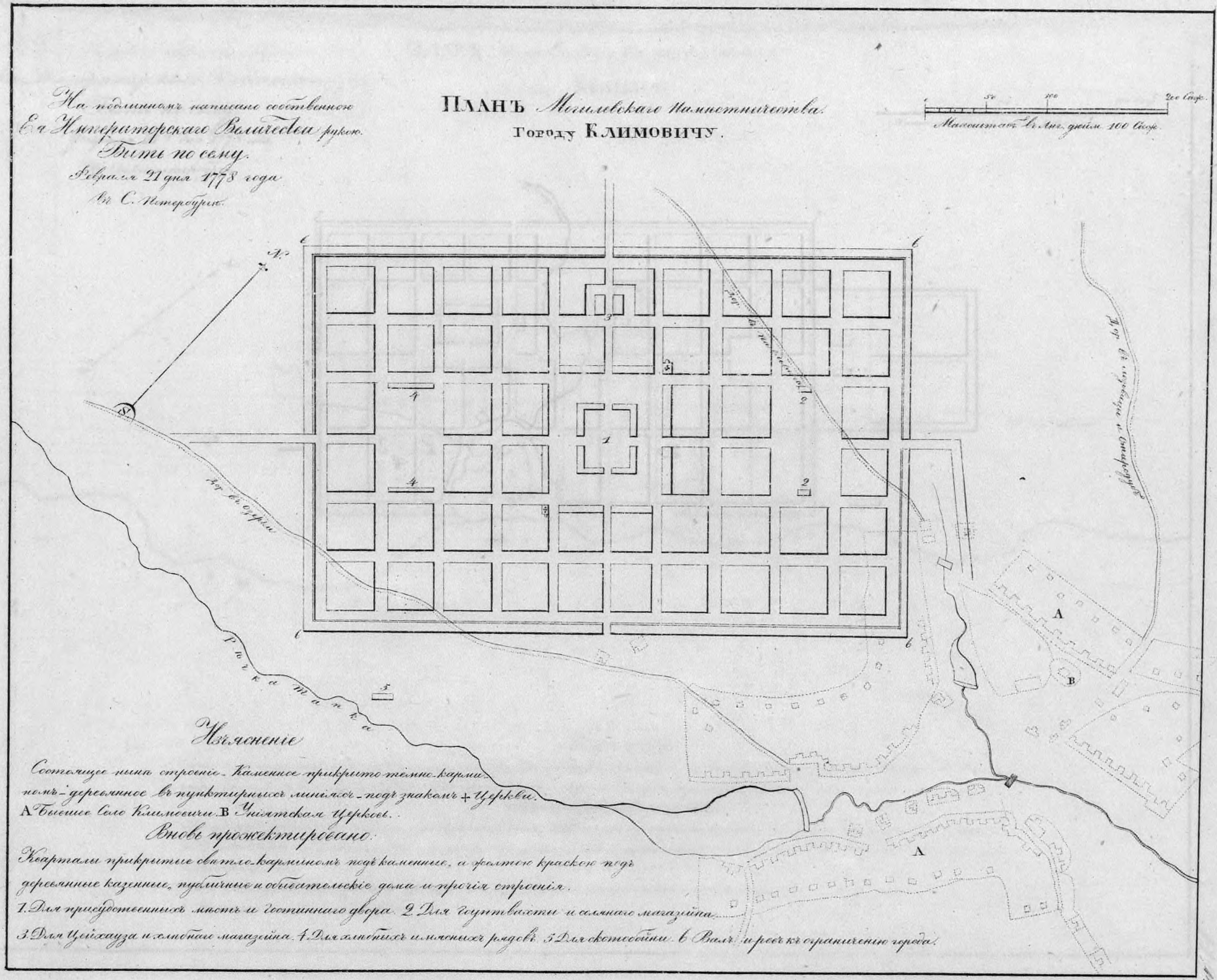
План Климовичей (1839)
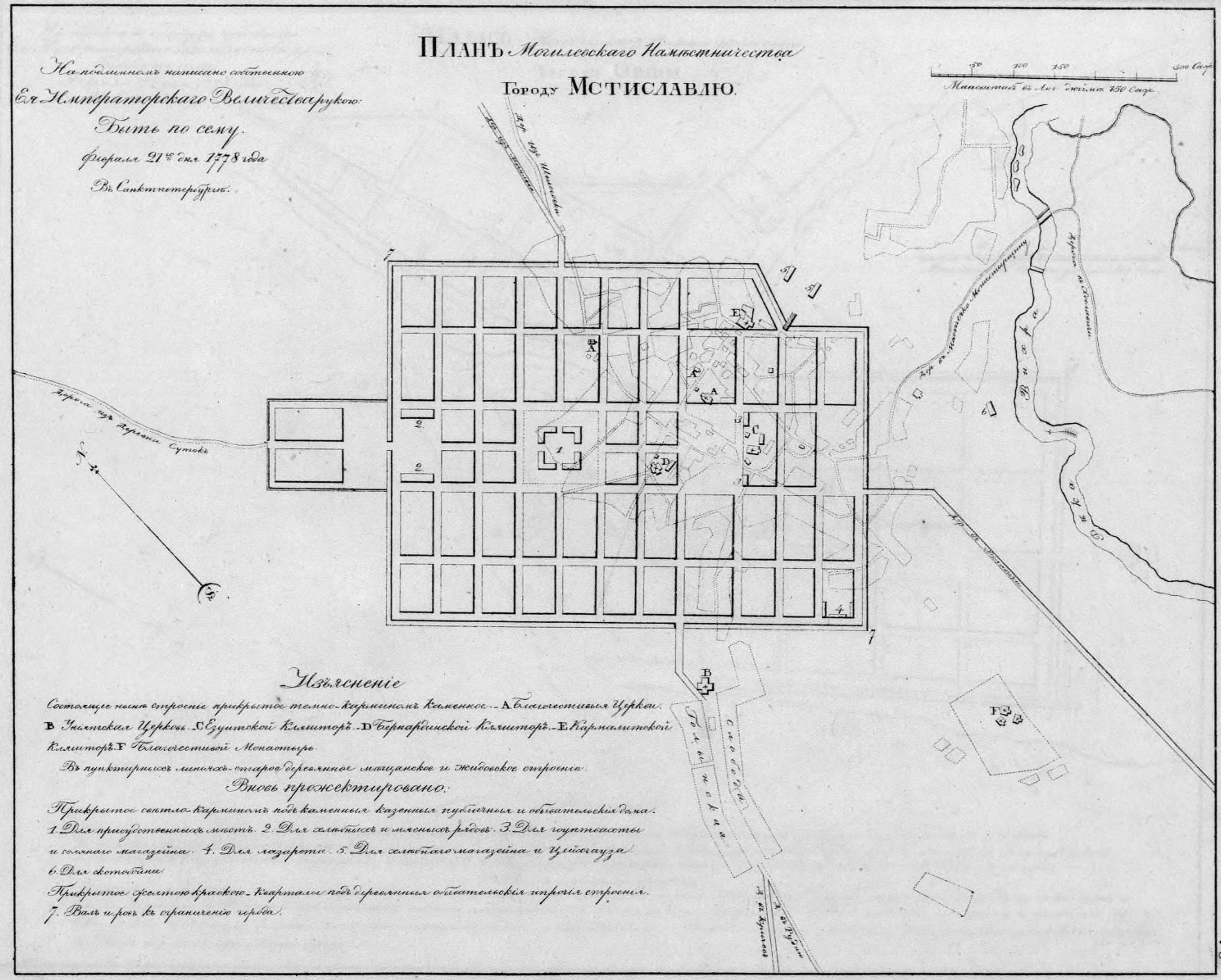
План Мстиславля (1839)
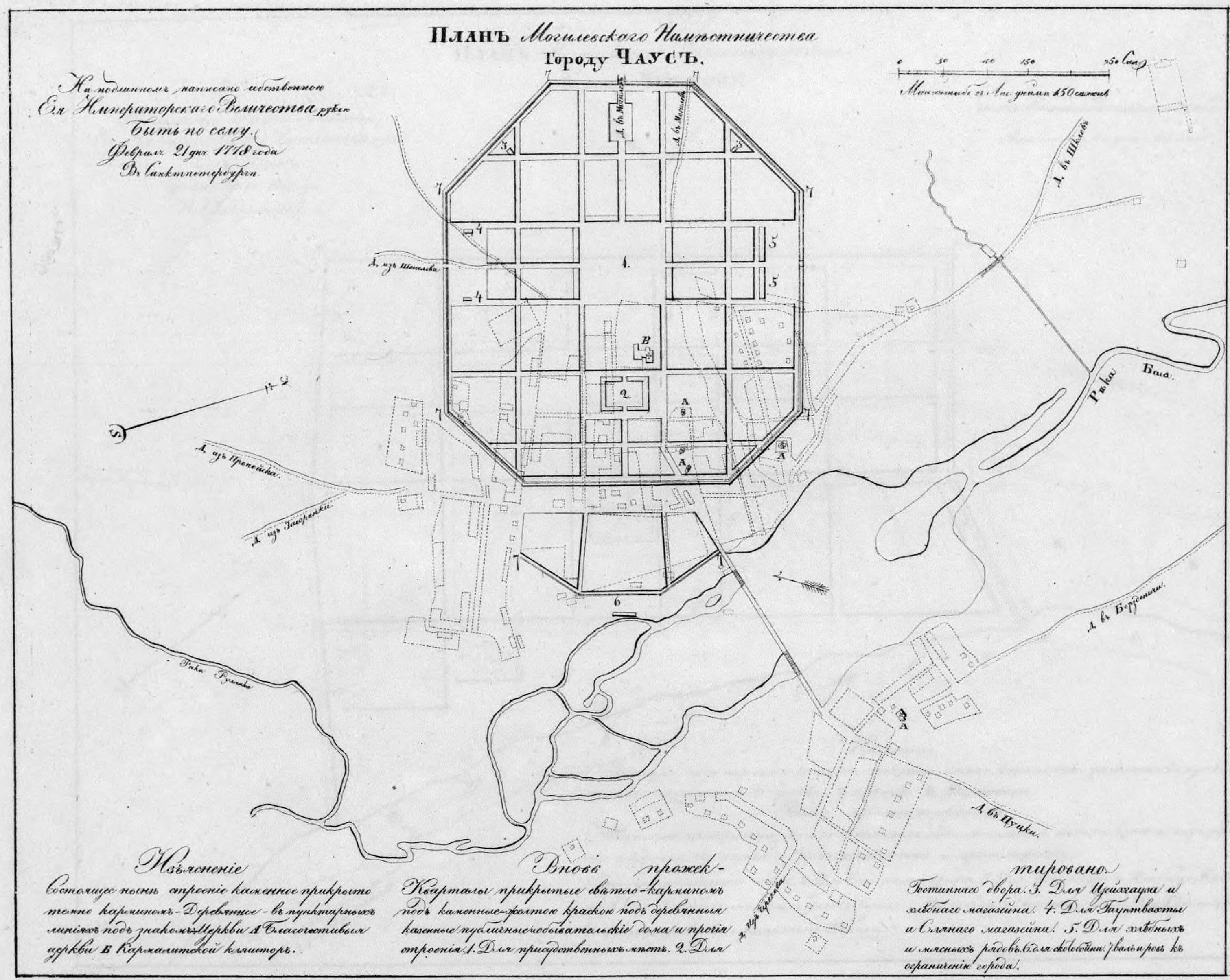
План Чаусов (1839)

### Гражданская архитектура
Особенностью градостроительства этого времени было развитие ансамблевой застройки, возведение зданий специального государственного и общественного назначения (административные и учебные здания, больницы). В каждом губернском городе на центральной площади кроме соборов возводились государственные учреждения и торговые ряды, которые стали предметами новой общественно-политической и экономической жизни. Здесь возникали школы, музеи, библиотеки.

### Дворцовое строительство
В дворцово-усадебном строительстве Беларуси классицизм обусловил геометричность планировки территории. Появился новый тип дворца — центричное компактное сооружение с куполом, в композиции с которым часто построены галереи-колоннады, расположенные полукругом или фронтально. Главным композиционным акцентом приусадебного дома был монументальный портик. Среди выдающихся памятников этого типа — Гомельский дворец графа М. Румянцева, дворец витебского генерал-губернатора и вице-губернатора в Гродно.

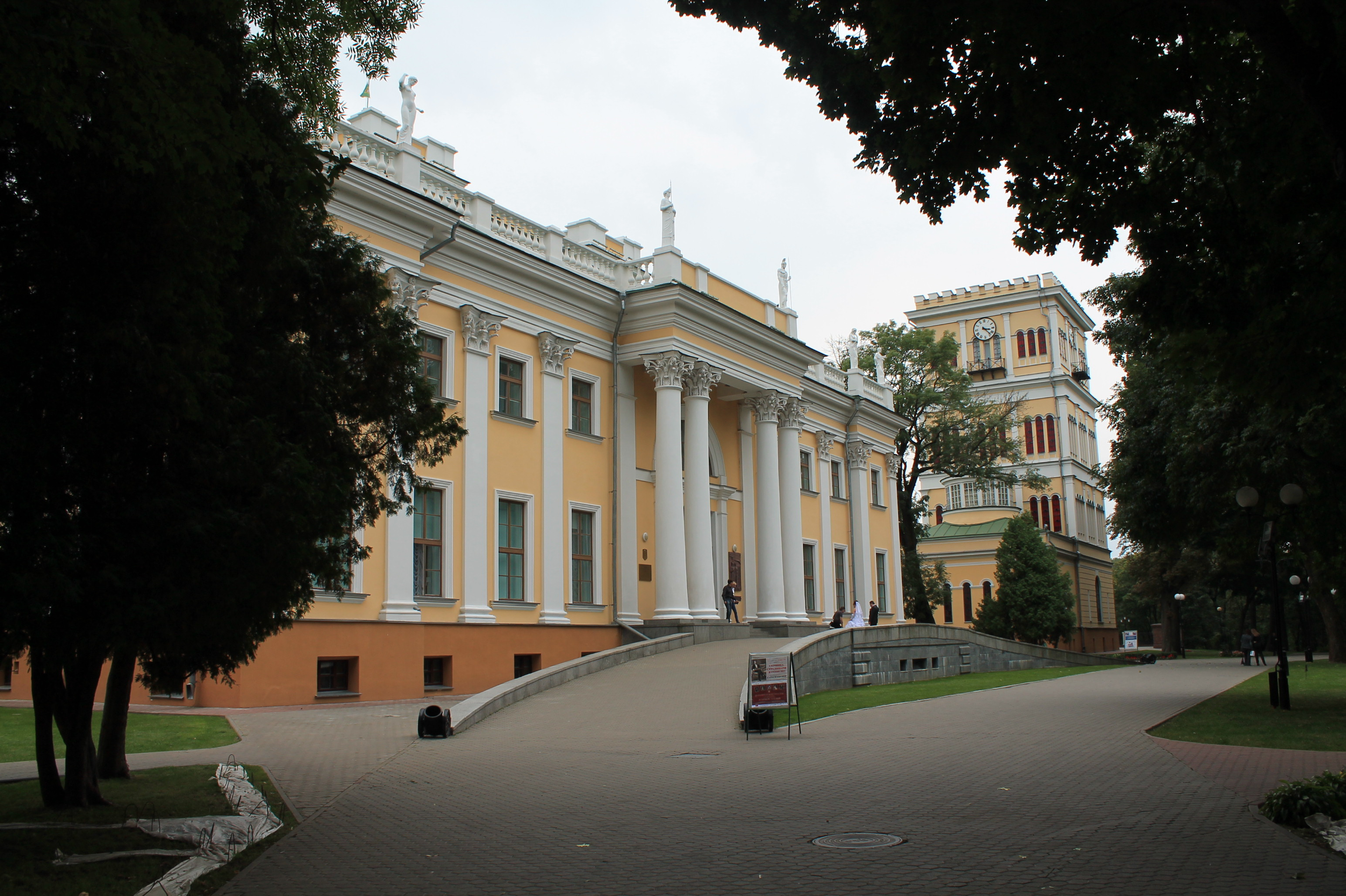
Дворец М. Румянцева в Гомеле
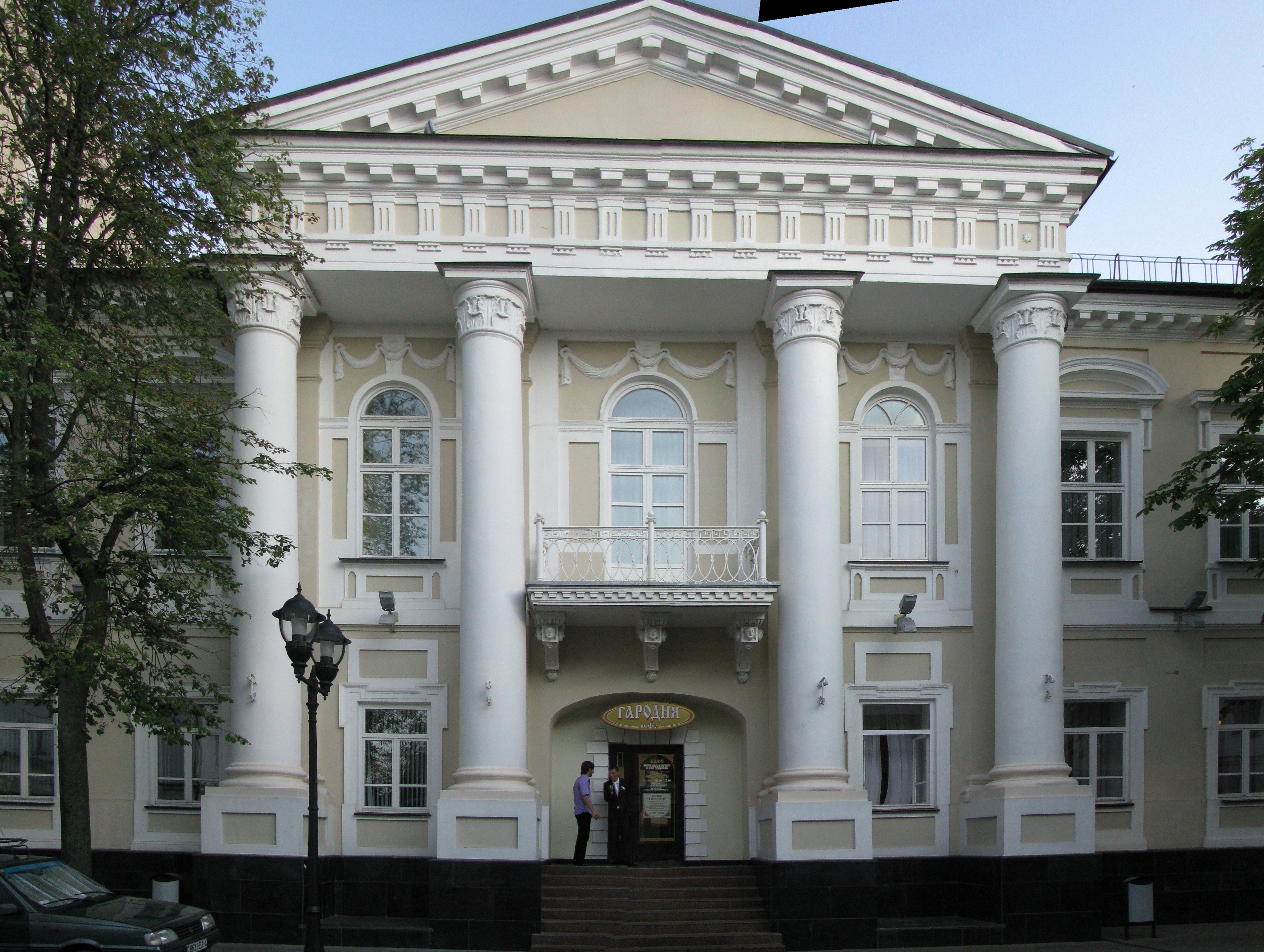
Дворец вице-губернатора Максимовича в Гродно
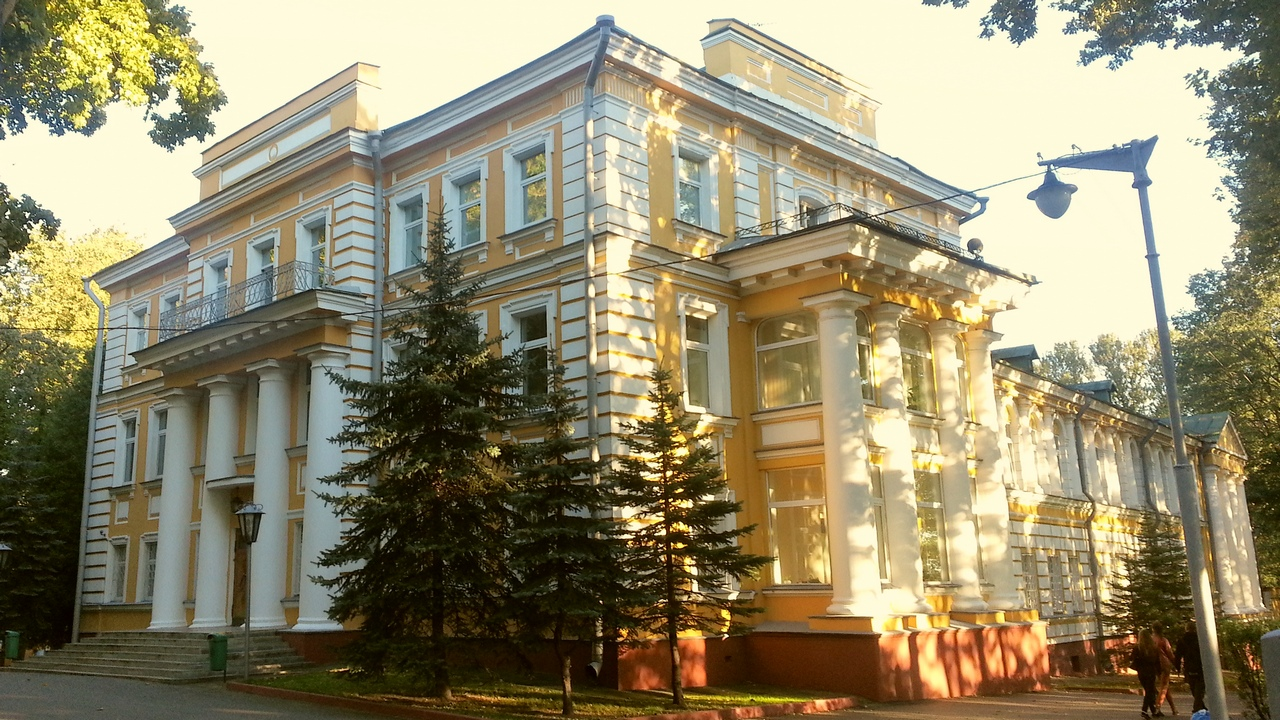
Дворец генерал-губернатора в Витебске

### Культовое строительство
К выдающимся памятникам этого периода относятся культовые застройки: Петропавловский собор в Гомеле, Преображенская церковь в Чечерске, Покровская церковь в Стрешневе, костёлы в Лиде и Щучине.
В первой половине XIX века в культовых постройках православной церкви прослеживается влияние древнерусской архитектурной культуры. Началом развития русско-византийского стиля считаются 1830-е годы. Развитие этого стиля происходило в двух направлениях: перестройка существующих католических и униатских храмов и возведение новых церквей по проекту Синода и частных лиц. Наибольшего расцвета стиль достиг во второй половине XIX — начале XX века, когда началось массовое строительство церквей-«муравьёвок» за государственный счет.

## Архитектура второй половины XVIII — середины XIX века
Этот период примечателен появлением в Беларуси стиля классицизма, который возник и развивался под влиянием идей Просвещения, а с XIX века — и под влиянием романтизма. Он распространён практически во всех сферах архитектуры и градостроительства и характеризуется использованием достижений античной классики Греции и Рима. Основной вклад в архитектуру классицизма сделали зодчие-профессионалы, выпускники высших научных учреждений искусств Вильнюса, Варшавы, Полоцка, Петербурга, Рима, Парижа. Заказчиками были преимущественно императорские и королевские дворы, а также государство, дворянство и шляхта. Выделяют несколько направлений классицизма: барочный, строгий стиль, палладианство, ампир, рациональный и неоренессанс. Отдельные элементы этого стиля проявились уже в позднебарочном зодчестве начала XVIII века под влиянием идеологии просветительного сарматизма, когда в архитектуру дворцов Радзивиллов в Несвиже и Сапегов в Высоком включались античные портики как знак римского происхождения их владельцев.
Становление классицизма относится к 1760—1790 годам, когда его стилистика развивалась от барочного классицизма до строгого стиля. На белорусских землях, входивших в состав Речи Посполитой, постройки барочного классицизма связаны с заказами королевского двора и магнатов, влиянием Берлина и Варшавы, деятельностью архитекторов Дж. Саки, Я. С. Беккера и К. Шильдгауза. К ним относятся комплексы мануфактур в Лососно (около Гродно), королевские дворцы в Станиславово, Августово и Панямони (в окрестности Гродно); перестройка А. Сапегой своего дворца, строительство униатской церкви, монастыря и таверны в Ружанах; «Академия» в Деречине, дворец И. Хрептовича и костел в Щорсах, дворец Ю. Воловича в Святске, ратуша в Витебске (1775).

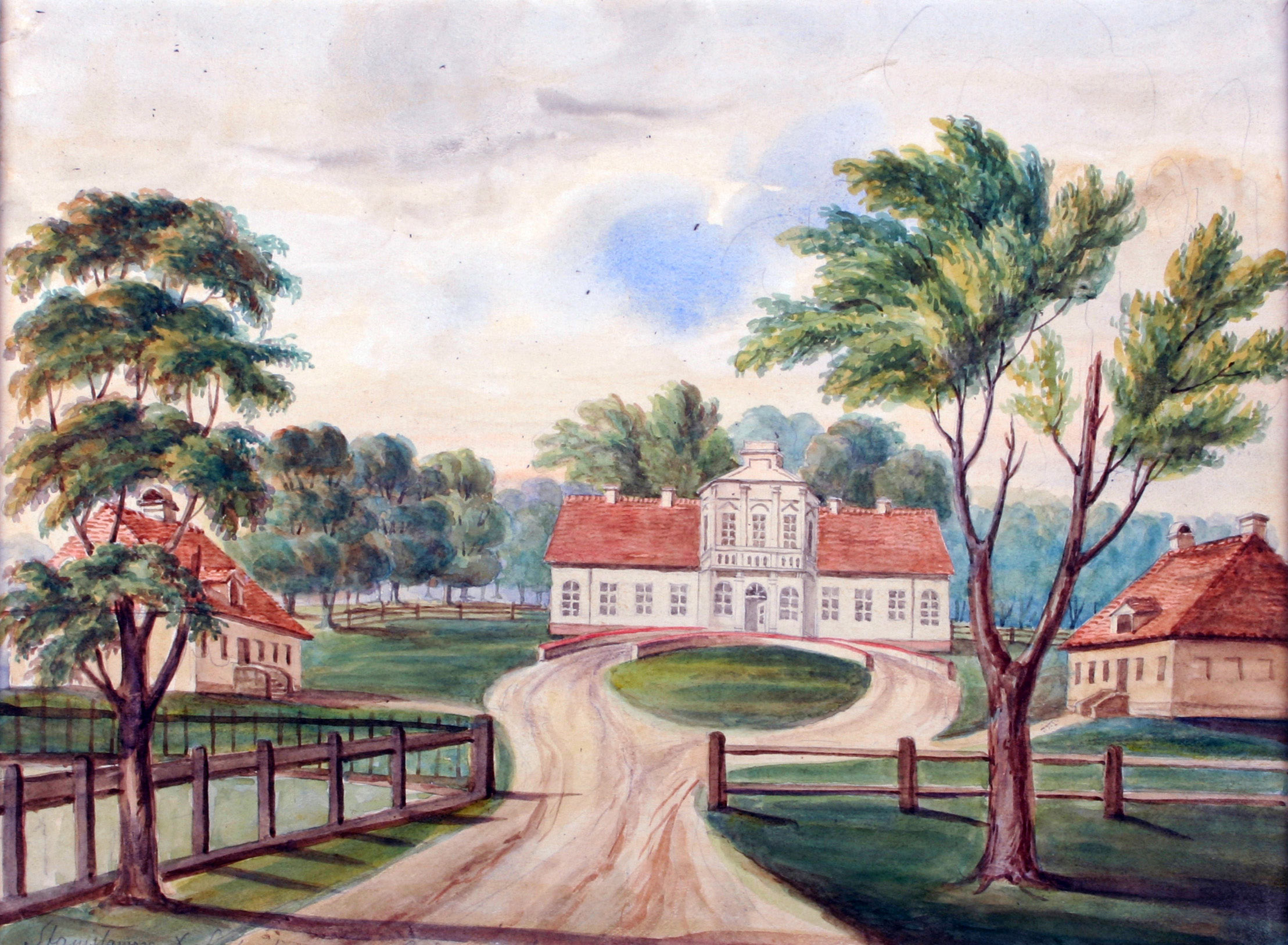
Усадьба Станиславово (Н. Орда)
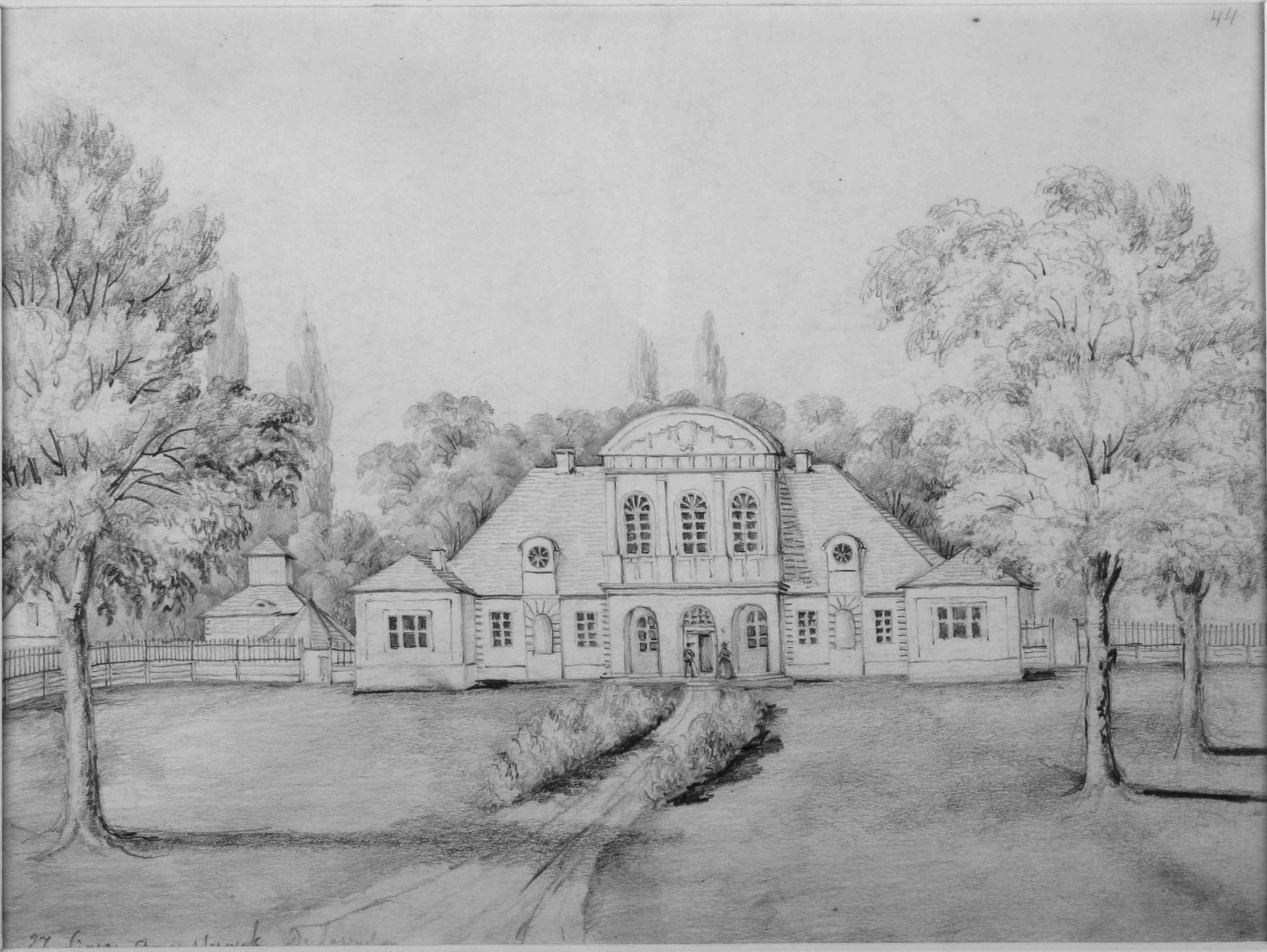
Усадьба Августово (Н. Орда)
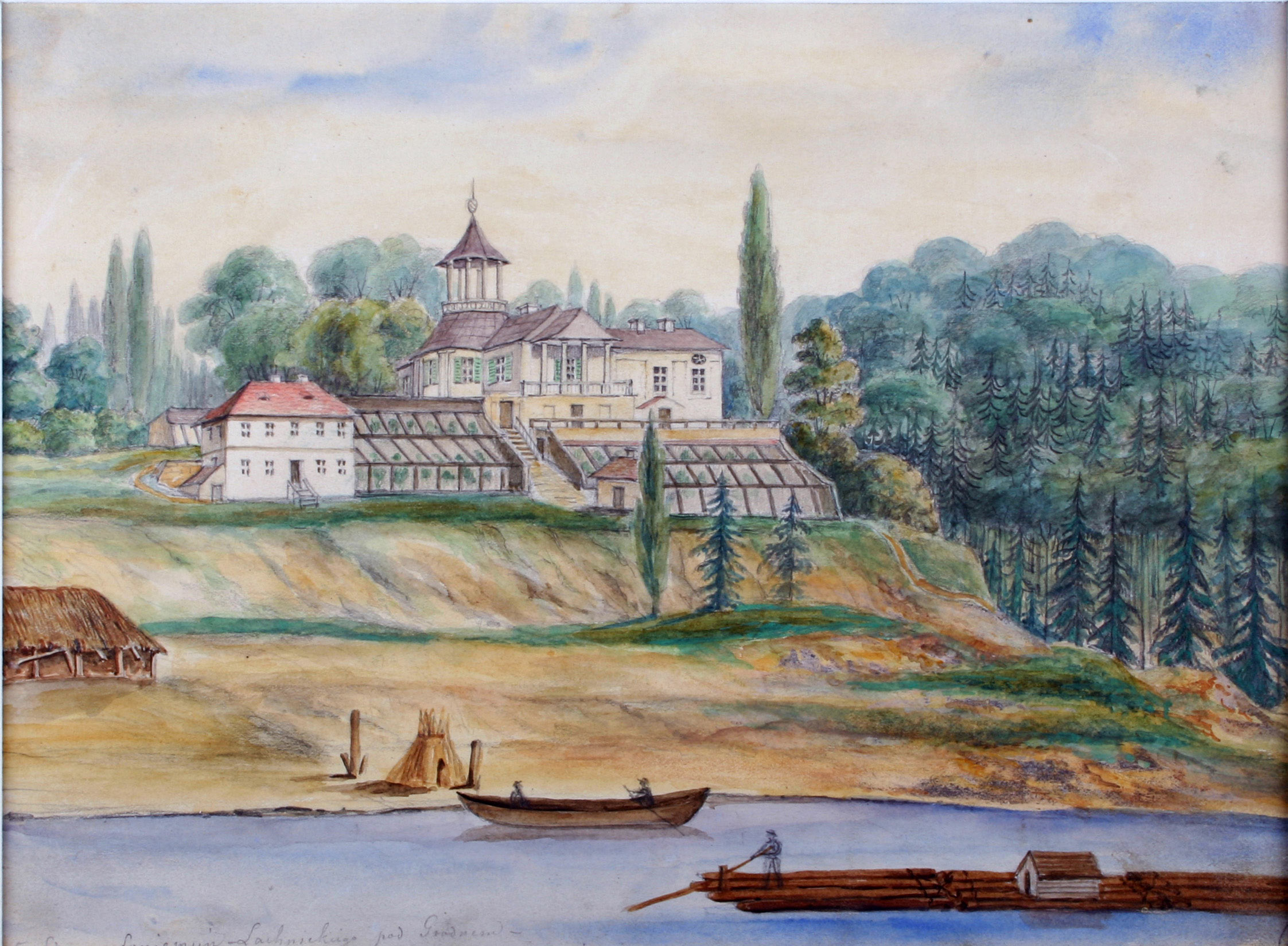
Усадьба Понемунь (Н. Орда)
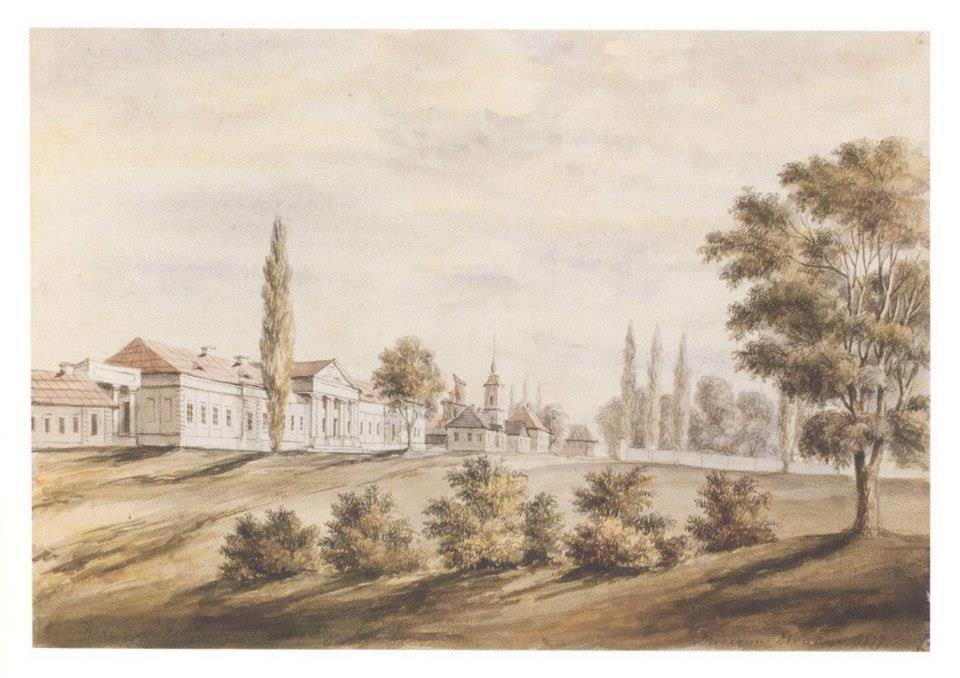
«Академия» в Деречине (Н. Орда)
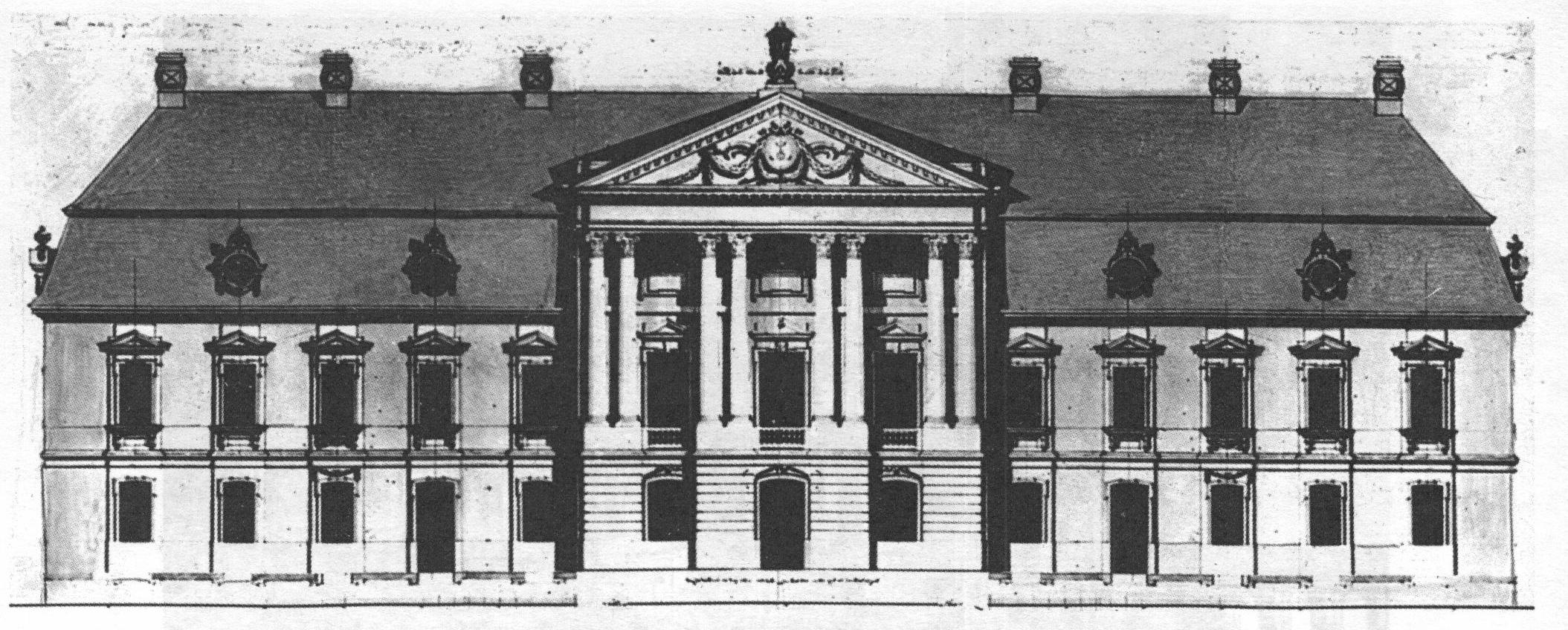
Проект главного фасада Ружанского дворца Сапегов
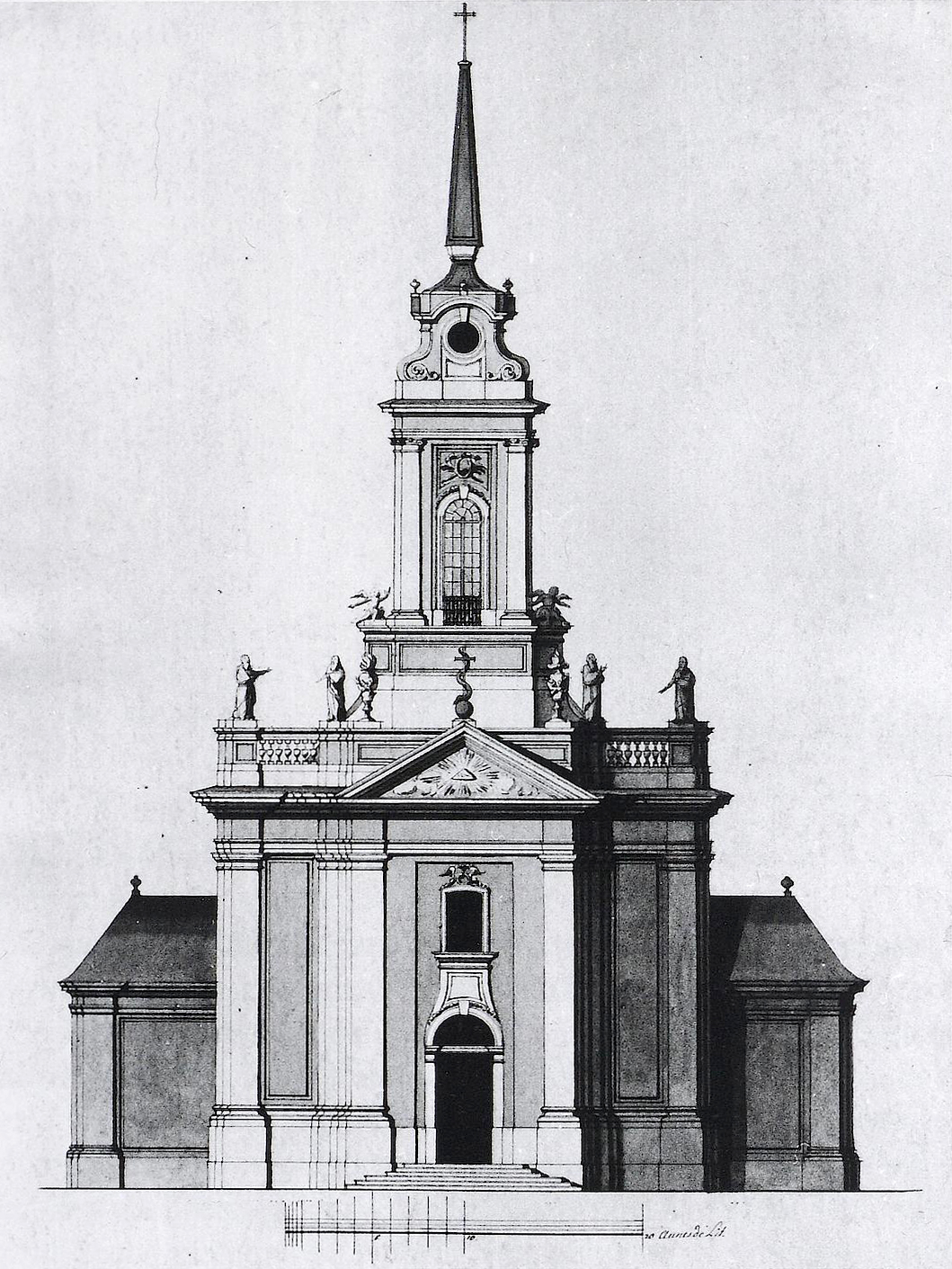
Проект главного фасада униатской церкви в Ружанах
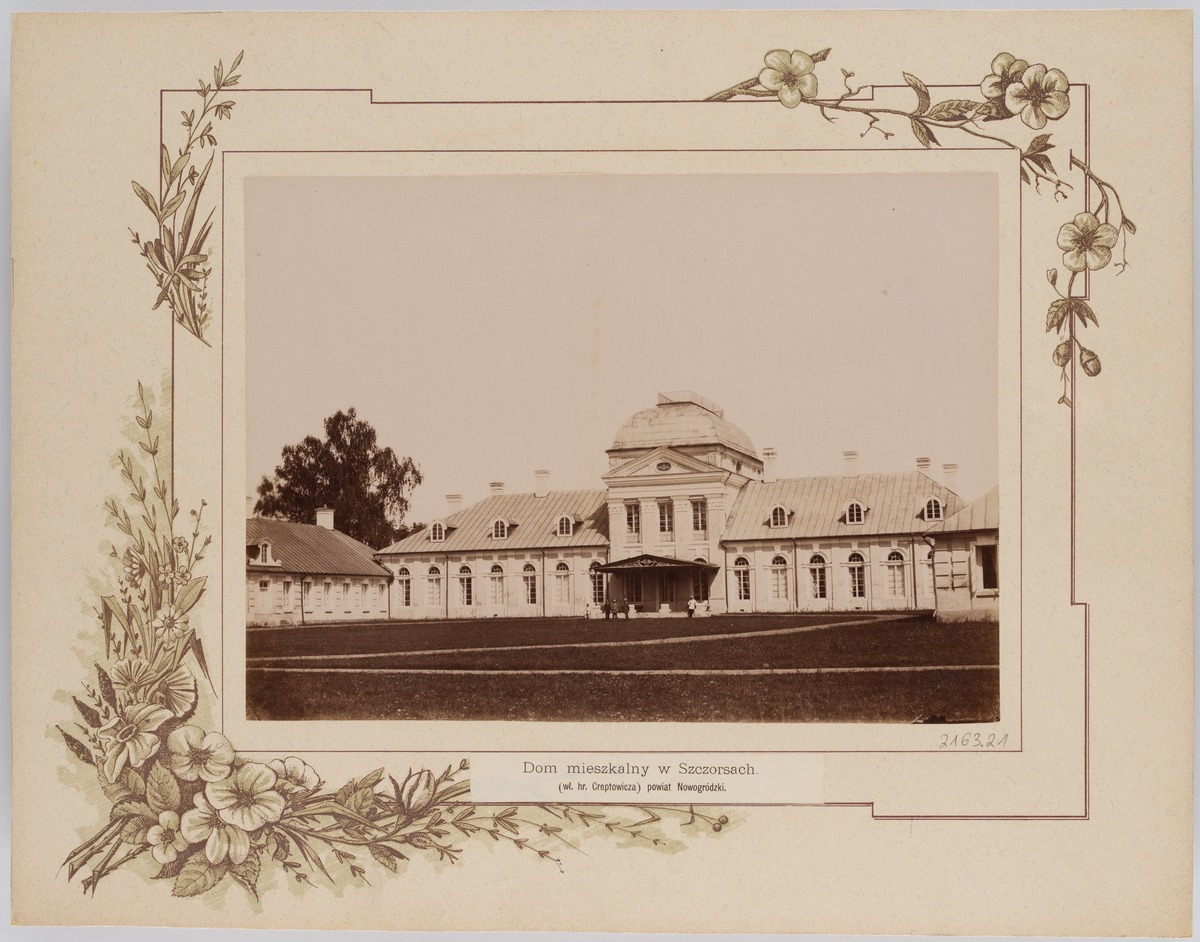
Щорсовский дворец (1894)
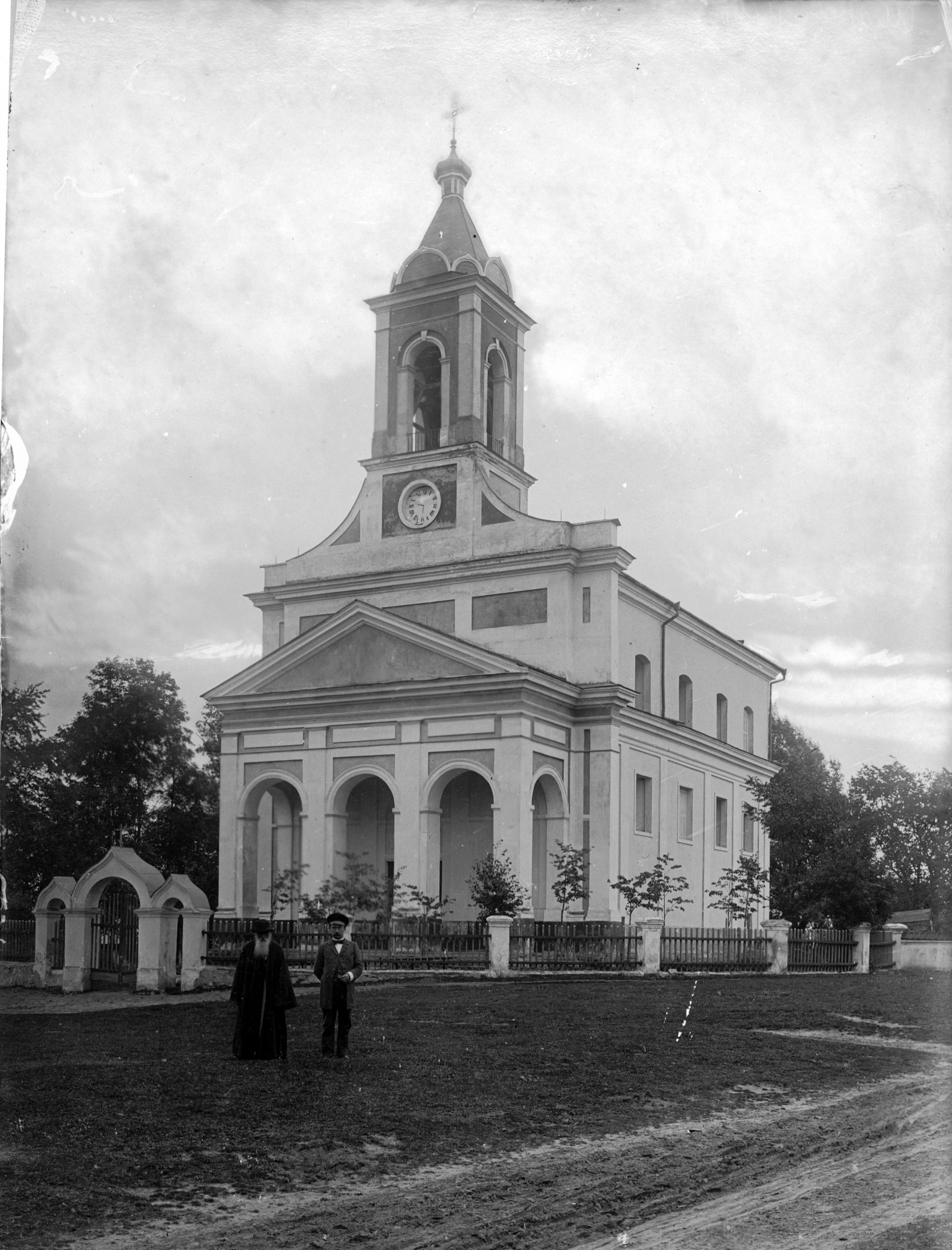
Костёл в Щорсах в начале XX века
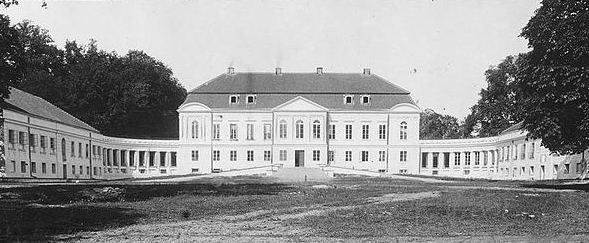
Святский дворец (1933)
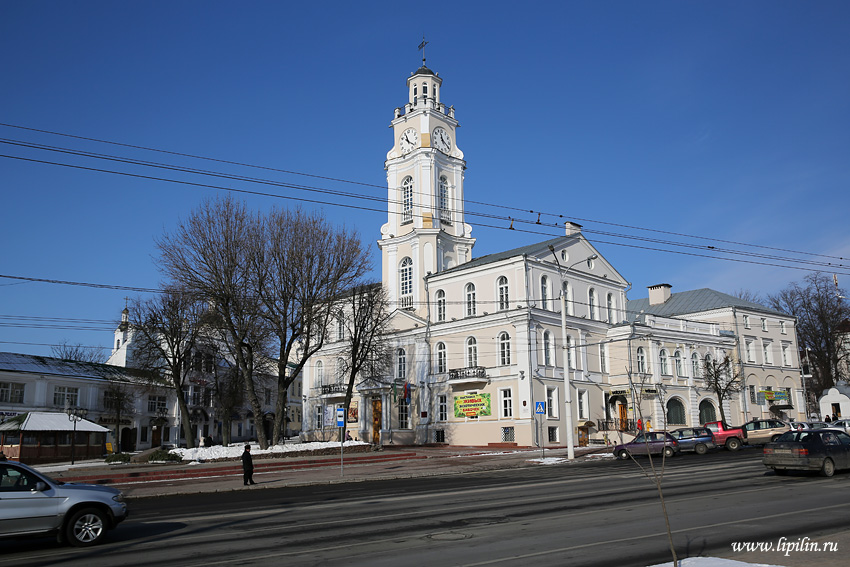
Современный вид Витебской ратуши. Третий ярус надстроен позднее

С 1780-х годов под влиянием вильнюсской архитектуры благодаря творчеству К. Спампани и Я. Падчашынскага являются построения строгого стиля: усадебные дома в Семково, Беницы, Кухтичах, Радзивилимонтах, Гродно, костел в Жырмунах.

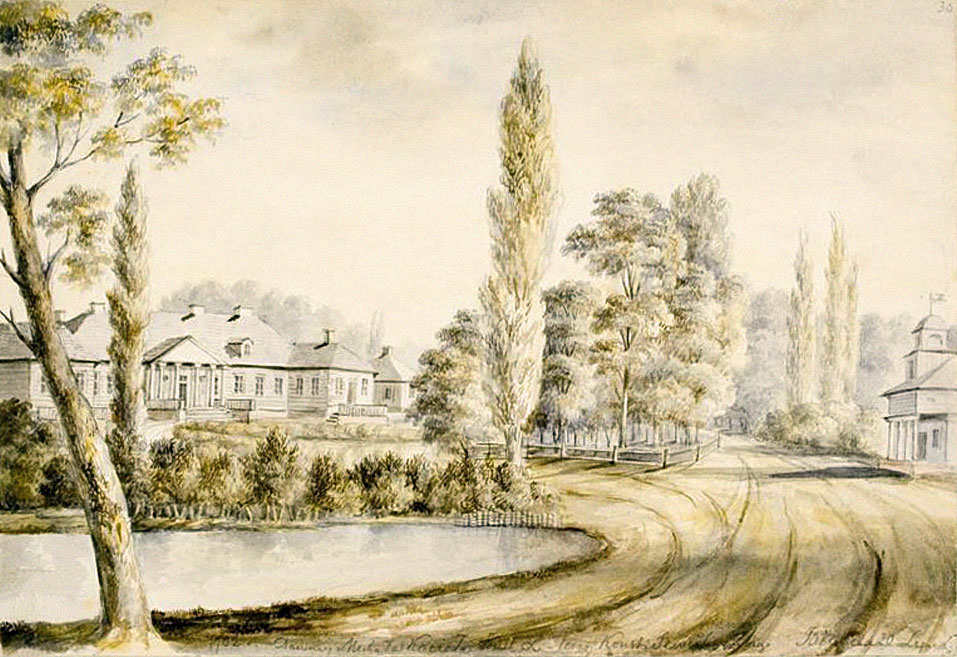
Усадебно-парковый комплекс Коцеллов в Бенице (Н. Орда)
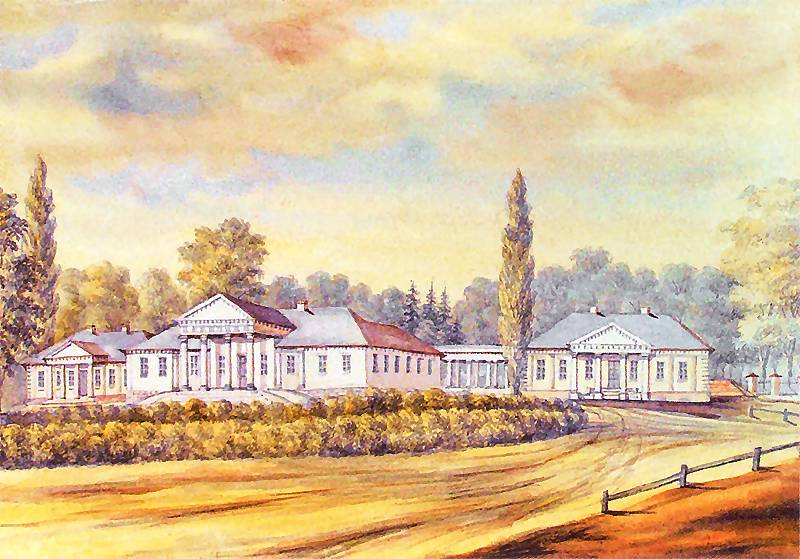
Усадебно-парковый комплекс Завишей в Кухтичах (Н. Орда)
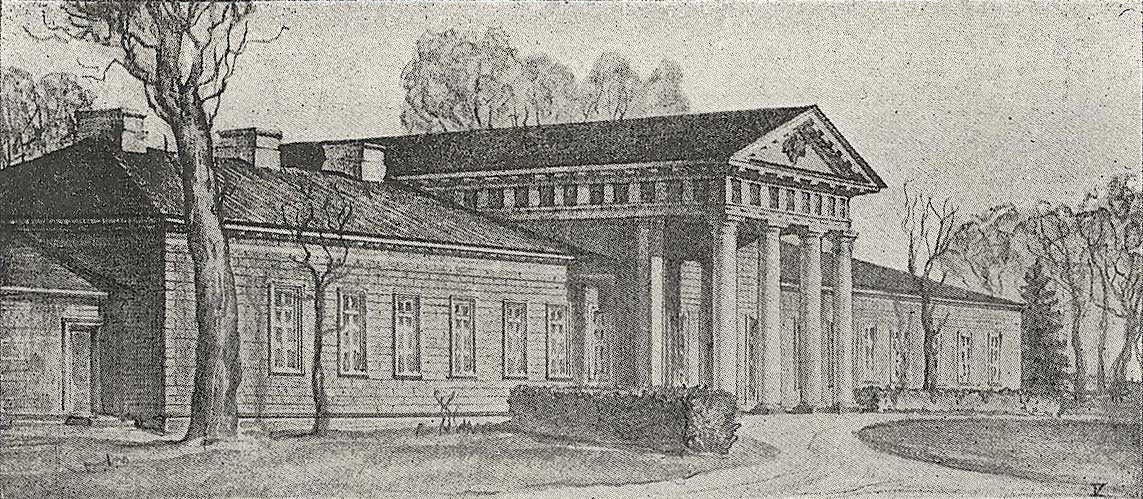
Дворец Радзивиллов в Радзивилимонтах (рисунок начала XX века)
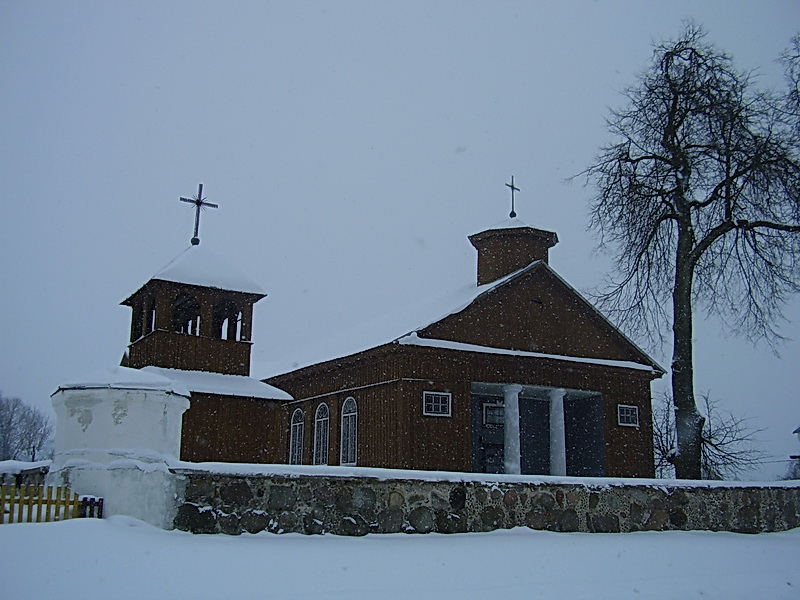
Костёл Обретения Святого Креста в Жирмунах

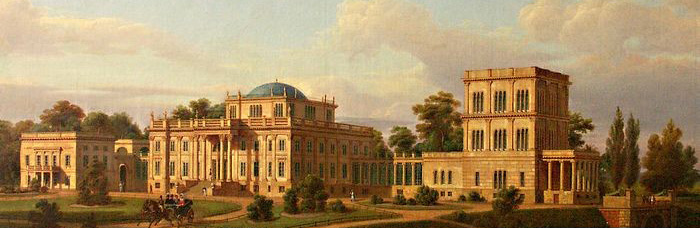
Дворец П. А. Румянцева на картине М. Залеского (XIX век)

На восточных землях Беларуси, которые входили в состав Российской империи, основой развития классицизма стало переустройство белорусских городов согласно планам, утверждённым в Петербурге в 1778 году. Города приобретали преимущественно прямоугольную сетку кварталов, прямые улицы, площади приобрели четкие геометрические очертания. Многие уездные города (Климовичи, Белица, Бабиновичи, Городок, Велиж и другие) создавались с использованием «идеальных» симметричных планировочных схем прямоугольного или квадратного очертания. В их центре, часто по проектам архитекторов И. Зигфридана и И. Зейделя, в стиле барочного классицизма возводили здания новой администрации: губернские и уездные государственные учреждения, дома губернаторов и вице-губернаторов, врачебные управления, суды.
Постройки строгого стиля создавались с 1780-х годов по указу Екатерины II (Иосифский собор и здание семинарии в Могилеве, архитектор М. Львов; корпус келий и церкви Богоявленского монастыря в Полоцке, архитектор Дж. Кваренги) и для российских вельмож (церковь и три церкви в Чечерске, церковь в Пропойске, дворцы П. А. Румянцева в Гомеле, Р. А. Потемкина в Кричеве, оба архитектор И. Е. Старов) в их новых белорусских имениях.

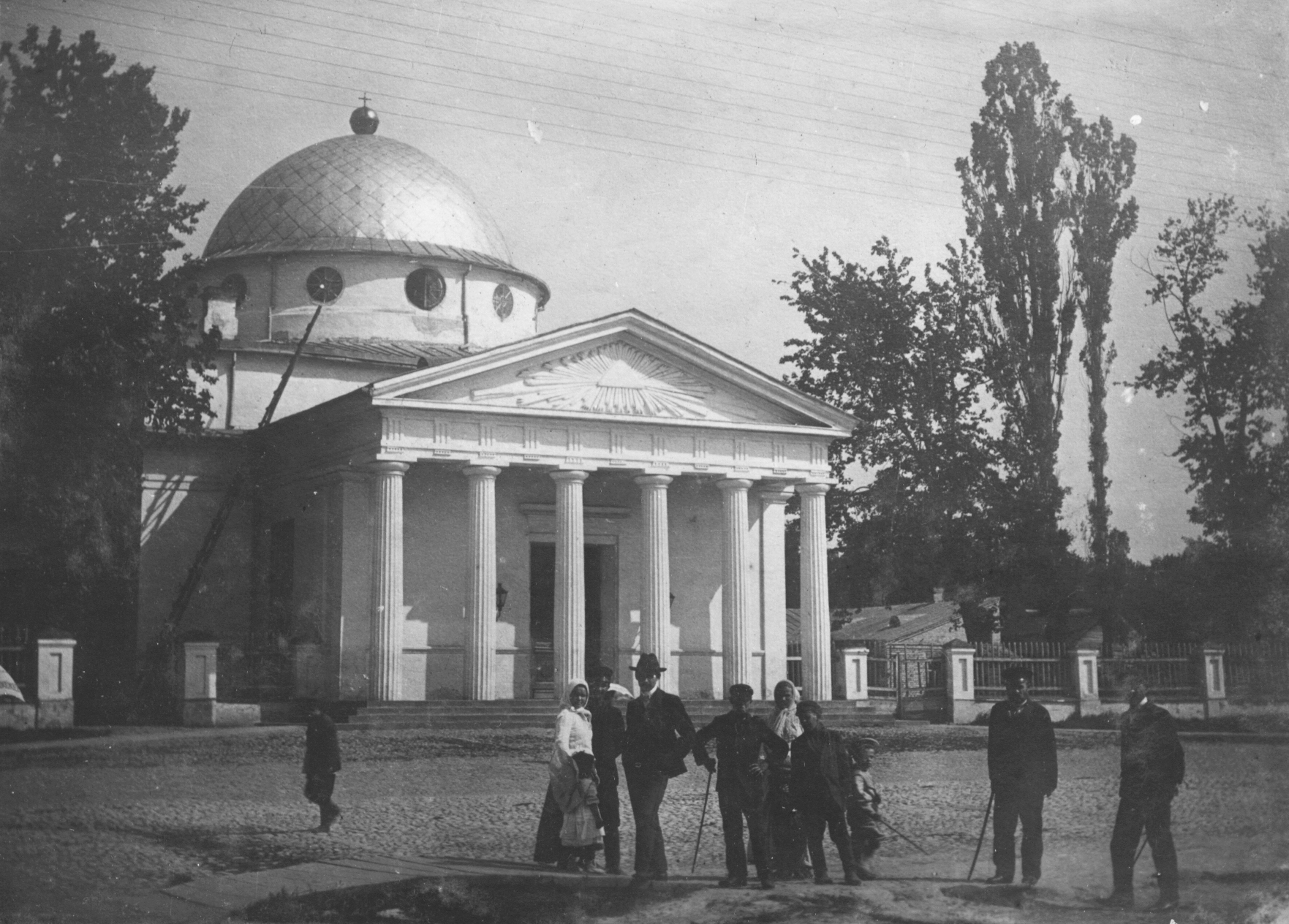
Иосифовский собор в Могилеве
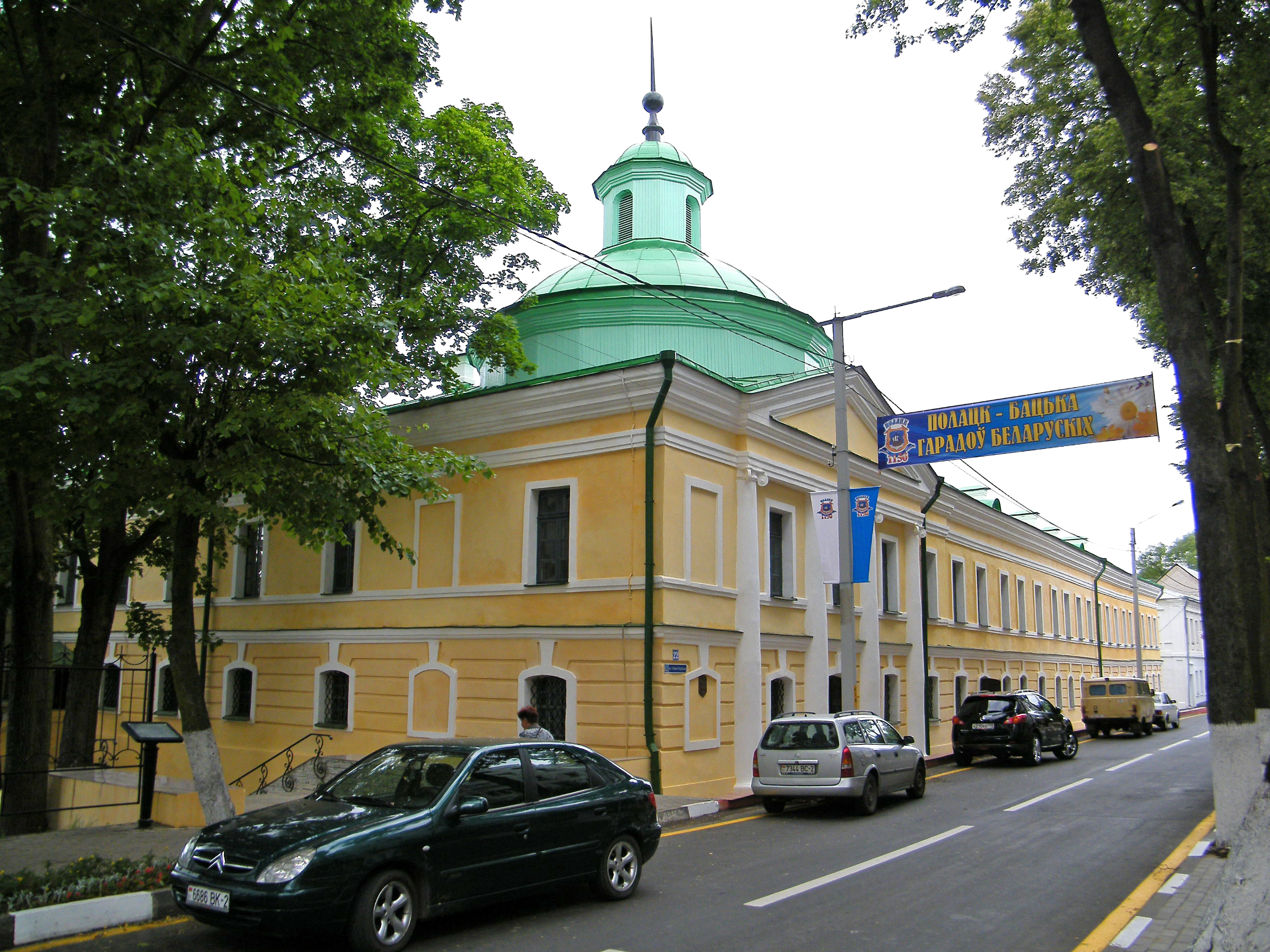
Богоявленский монастырь в Полоцке
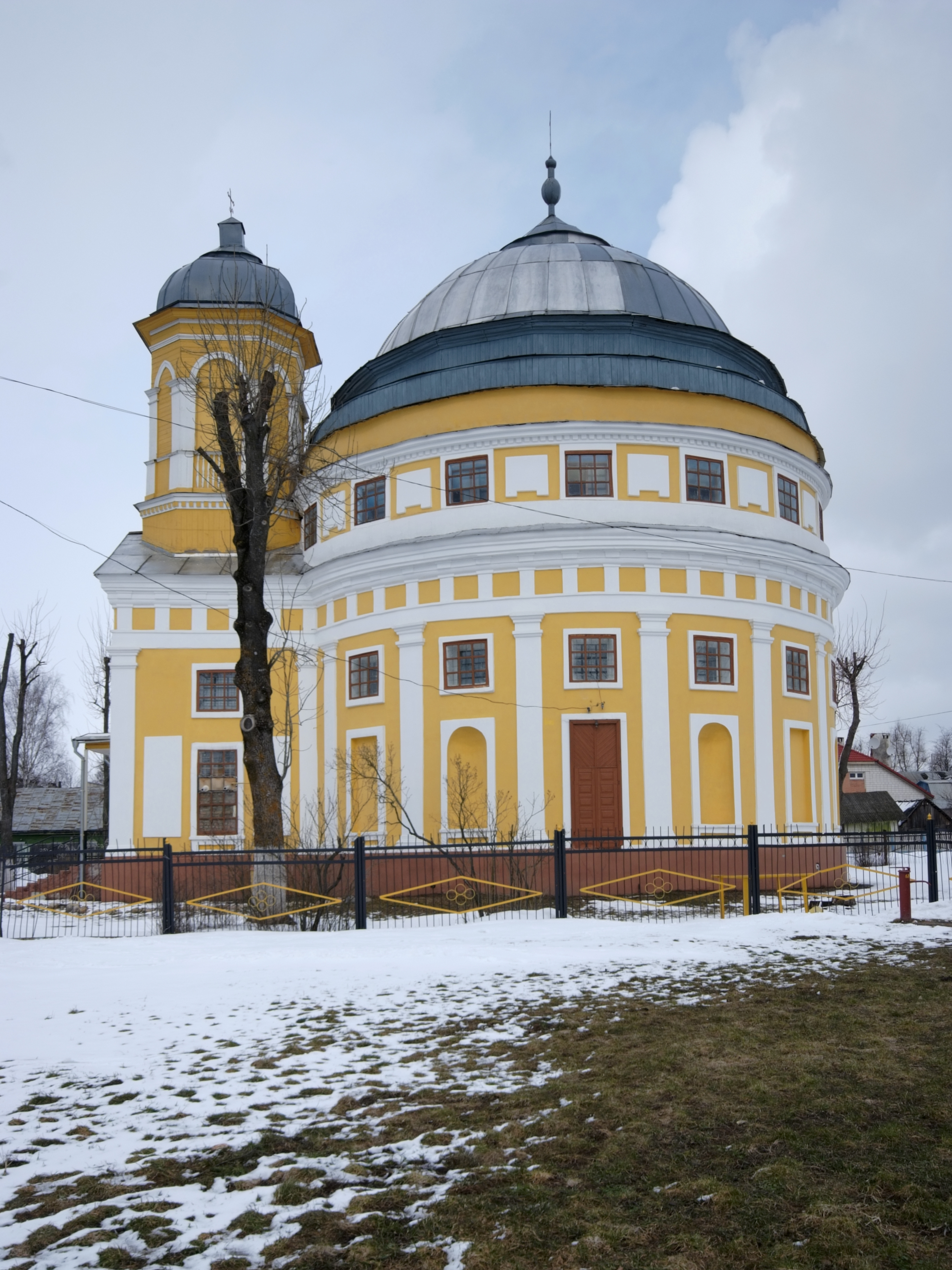
Спасо-Преображенская церковь в Чечерске
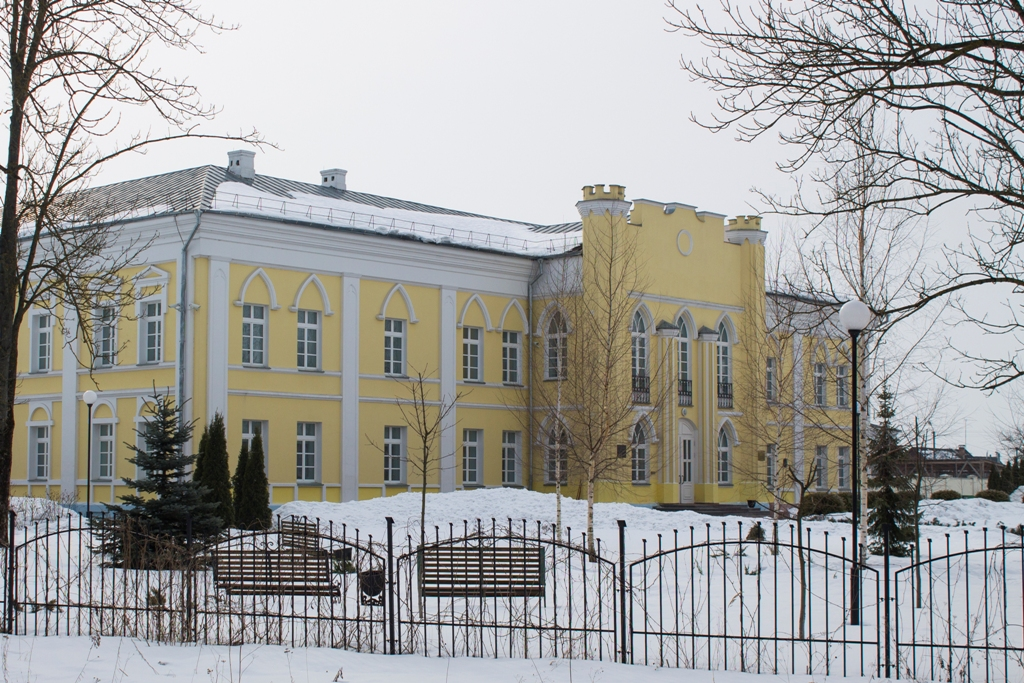
Дворец Потемкина в Кричеве

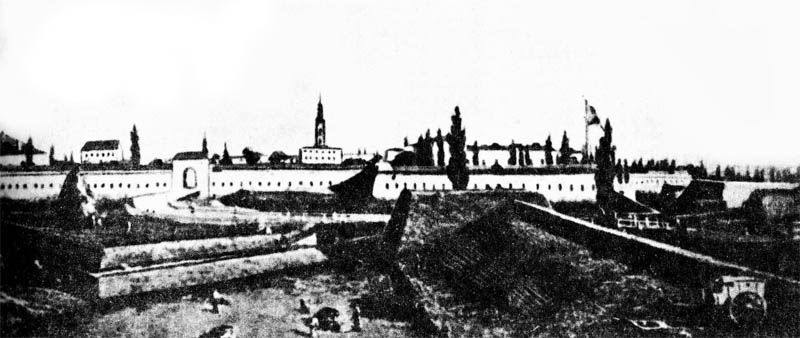
Бобруйская крепость (XIX век)

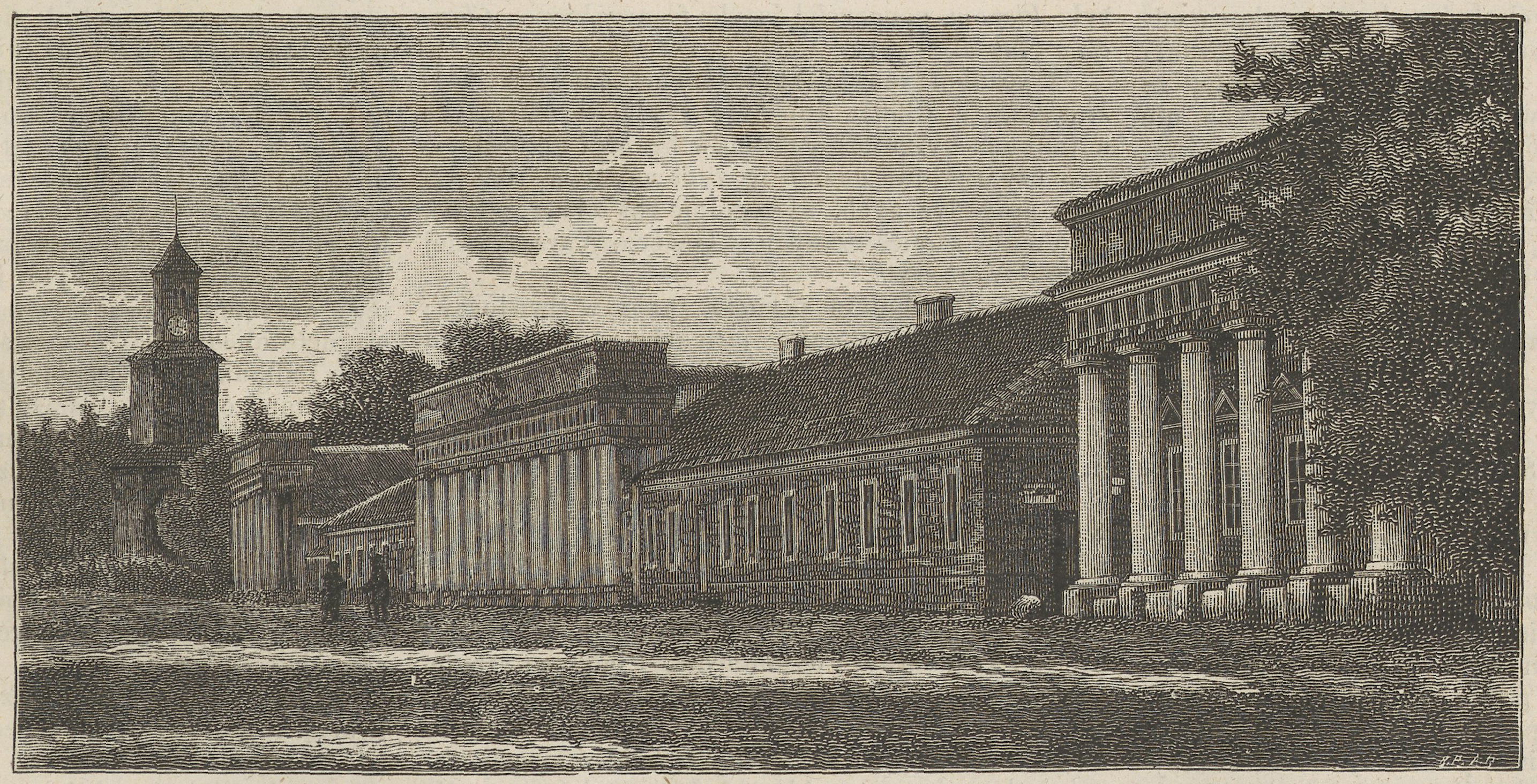
Здание Свислочской гимназии (1880)

Период высшего уровня классицизма охватывает 1800—1820 годы и характеризуется проникновением стиля во все сферы зодчества и стилистическим развитием от строгого стиля до ампира. Города центральных и западных земель Беларуси приобрели регулярную планировку, в большей степени подчиняясь условиям местности (планы Минска, Слуцка, Борисова, Пинска, Новогрудка). В центре ставили здание ратуши (Минск, Гродно, Гомель). По проекту К. Подчашинского возведены гимназия в Свислочи, уездное училище в Бресте. Архитектор военного ведомства А. Штауберт создал ансамбль Бобруйской крепости. Строгий стиль в дворцово-усадебной архитектуре характеризовался простыми прямоугольными очертаниями планов зданий с портиками дорического ордера на главном фасаде (дворцы И. Тышкевича в Воложине, М. К. Огинского в Залесье Сморгонского районов).

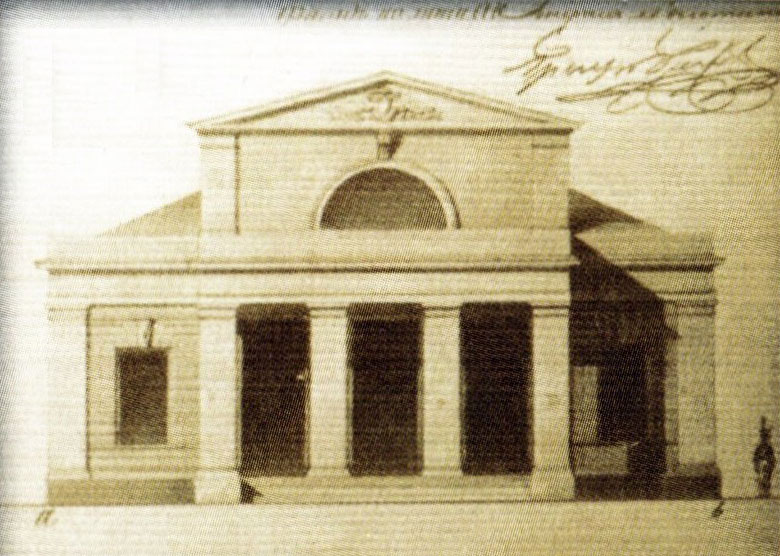
Гомельская ратуша
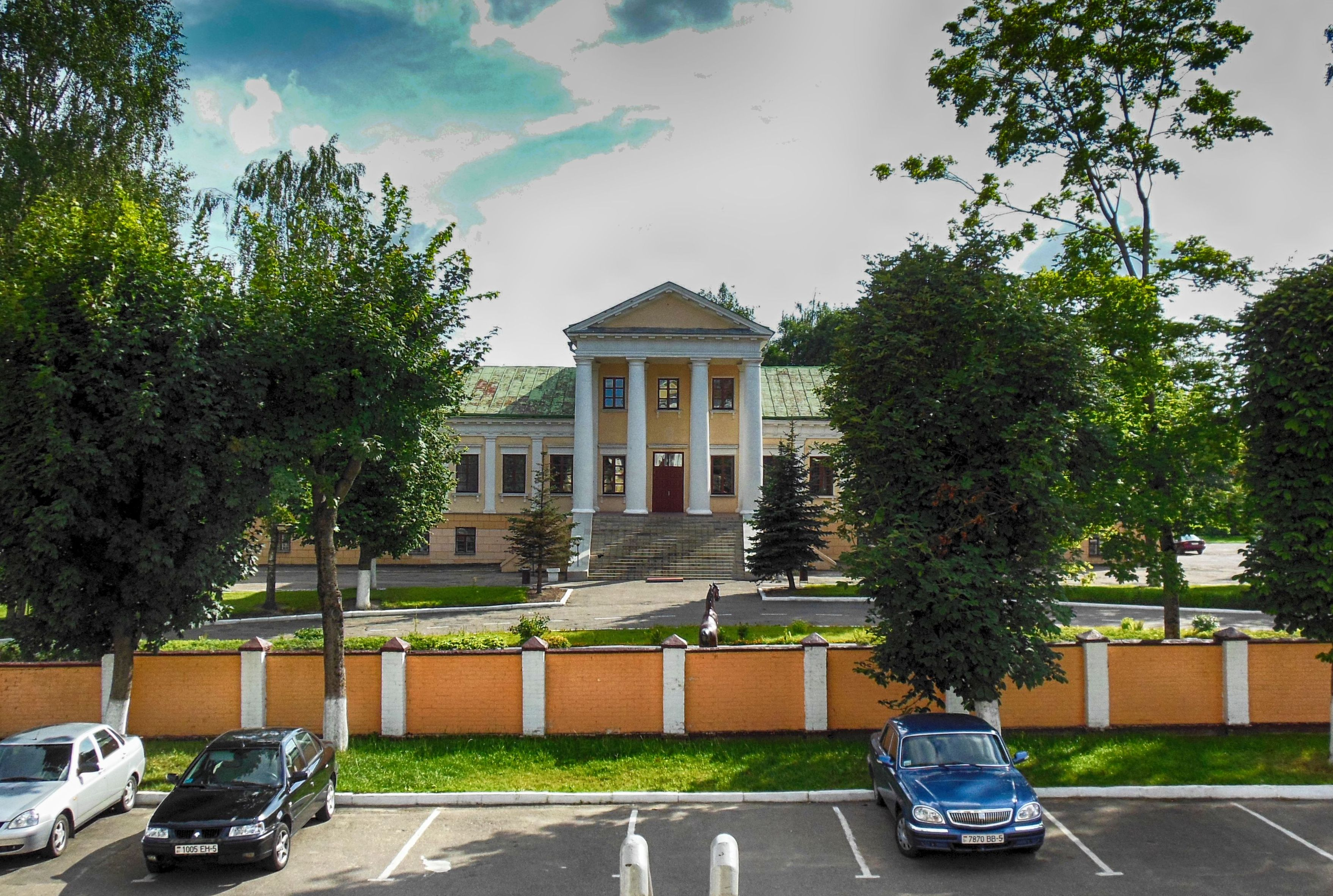
Дворец Тышкевичей в Воложине
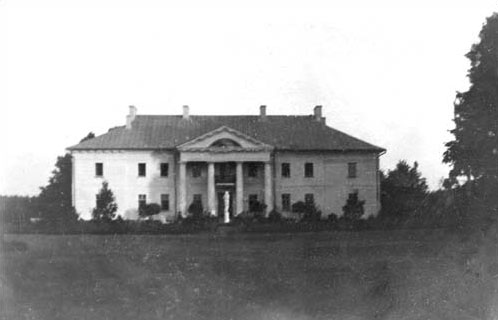
Обальский усадебно-парковый комплекс
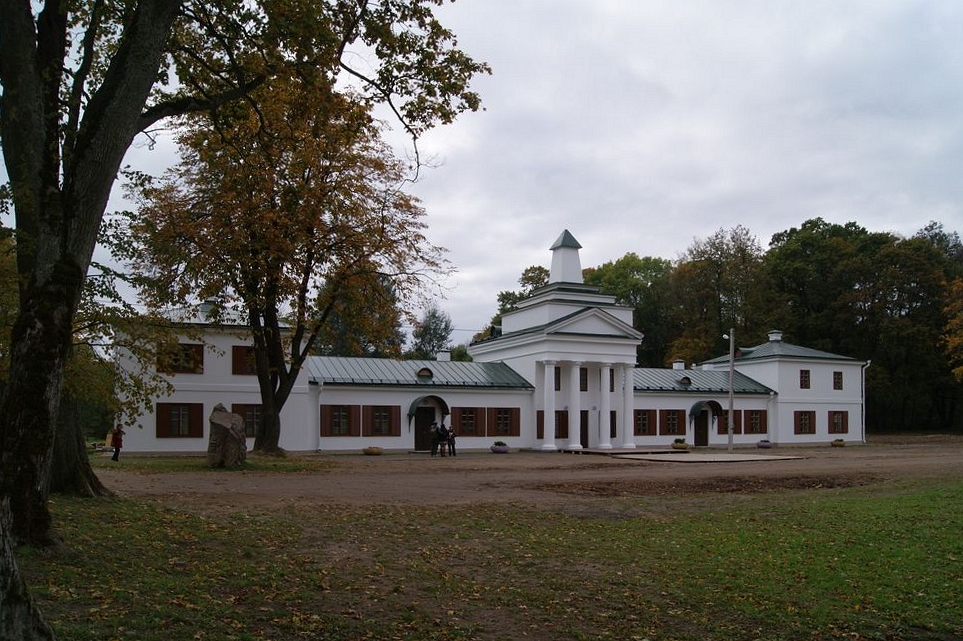
Усадьба Огинских в Залесье

Культовое строительство ориентировалось преимущественно на повторение объемной композиции знаменитых памятников прошлого (Пантеона в Риме, Парфенона в Афинах и других). Развитие строгого стиля связано с творчеством зодчих вильнюсской школы (костёлы в Свислочи, 1802, архитектор М. Шульц; Воложине, 1816, архитектор А. Косаковский; часовня в Залесье, архитектор М. Шульц), а также петербургской и московской школ — ампир (проект церкви в Мстиславле, 1811, архитектор В. Стасов; церкви в Бобруйской крепости, 1823, архитектор А. Штауберт; Троицкая в Гомеле, 1824).

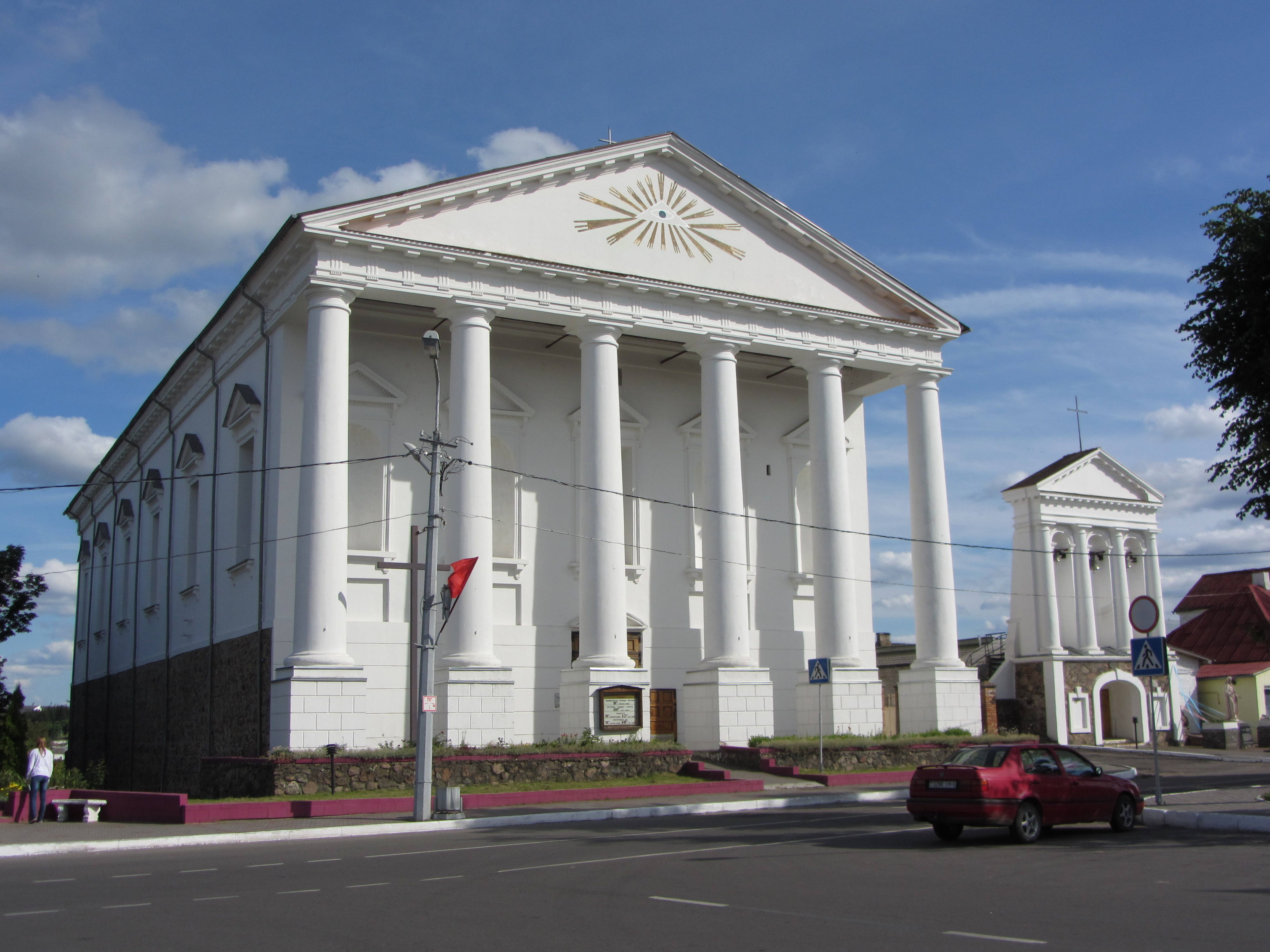
Костёл Святого Иосифа в Воложине
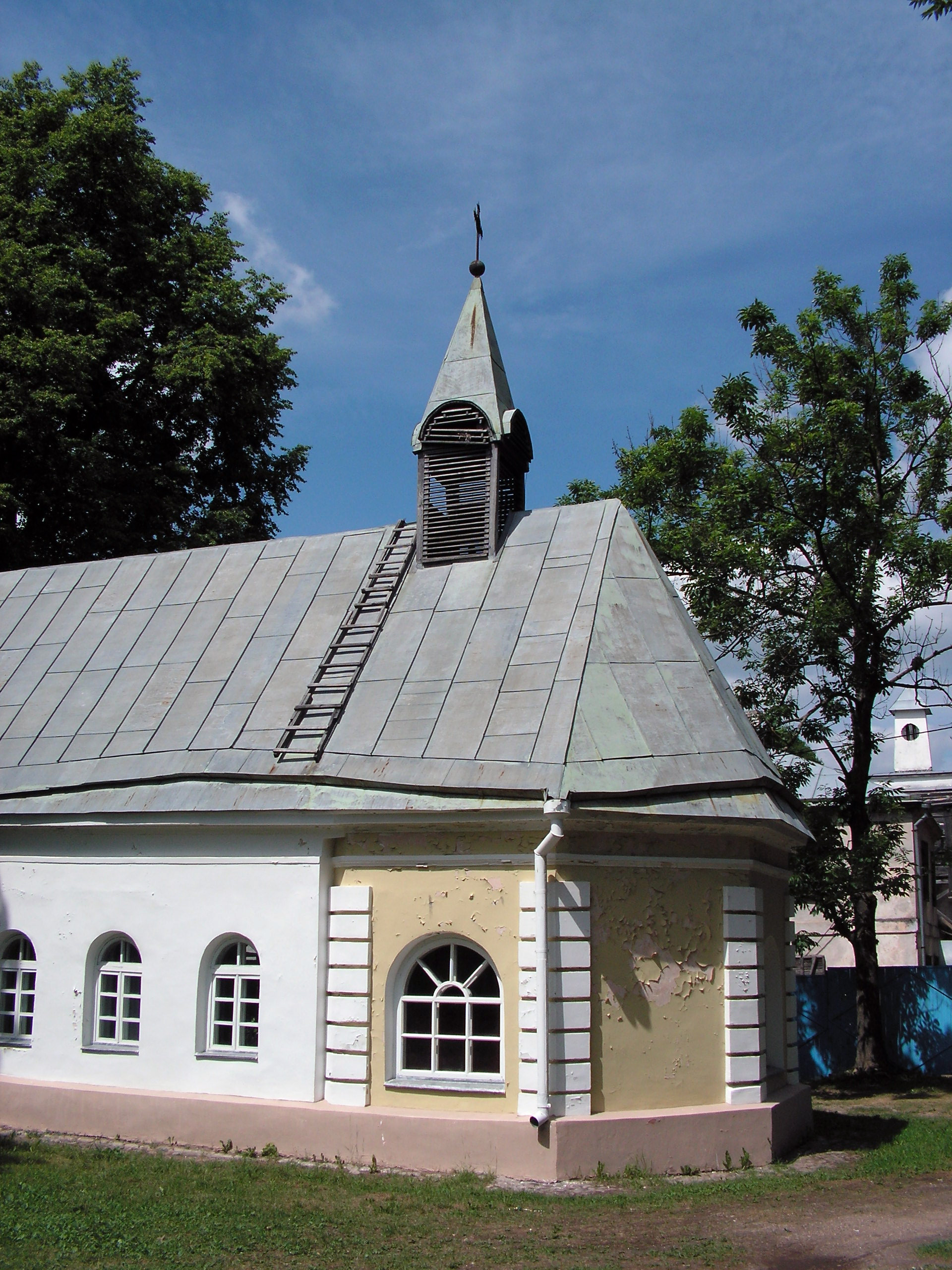
Часовня в Залесье. Объём слева пристроены позже
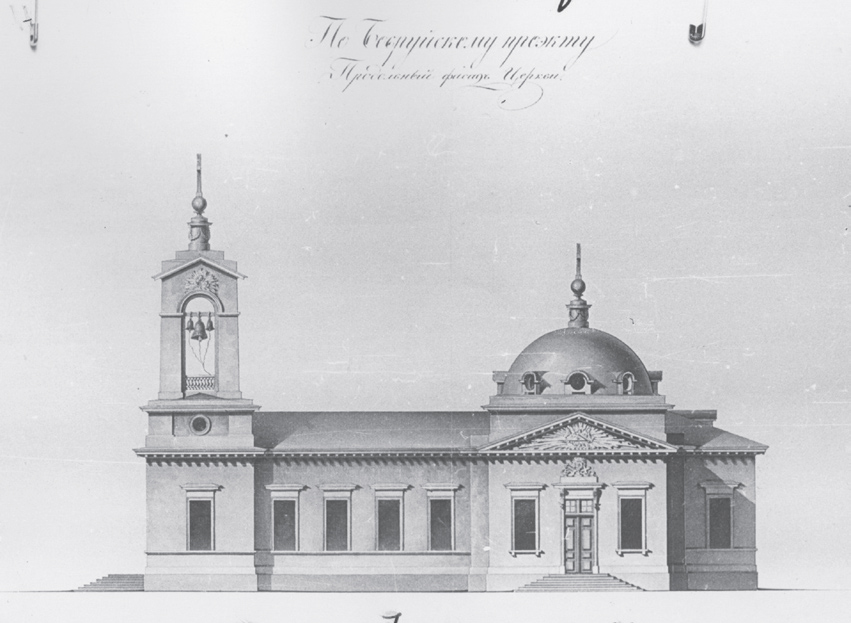
Проект Александро-Невского собора в Бобруйске (1823)
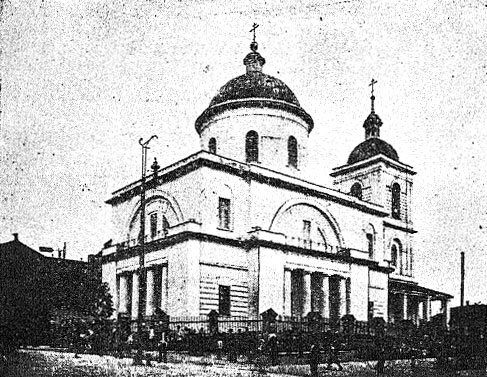
Троицкая церковь в Гомеле (1911)

Период угасания стиля приходится на 1830—1850 годы и примечателен распространением так называемых «образцовых проектов» в сфере государственного строительства и его полной регламентацией, развитием стилистики от ампира до рационального направления. Практически все проекты в сфере государственного строительства рассматривались, корректировались или выполнялись в Комиссии проектов и смет в Петербурге. В застройку городов включали крупные комплексы административных, лечебных и торговых зданий. Основное внимание обращалось на функциональное обустройство и технические вопросы, а не на декорирована фасадов (губернские государственные учреждения в Минске, 1839—1840-е, архитектор К. Хрщанович; больница, 1848, архитектор В. Морган, и госпиталь, 1849, архитектор Бернштейн, в Могилеве; гостиный двор в Полоцке, 1836). В связи с развитием дорожного строительства по «образцовым проектам» 1831 и 1843 возводились почтовые станции по дорогам Петербург—Киев, Москва—Варшава, Могилев—Бобруйск.

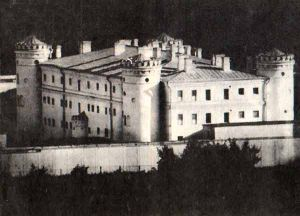
Пищаловский замок в Минске
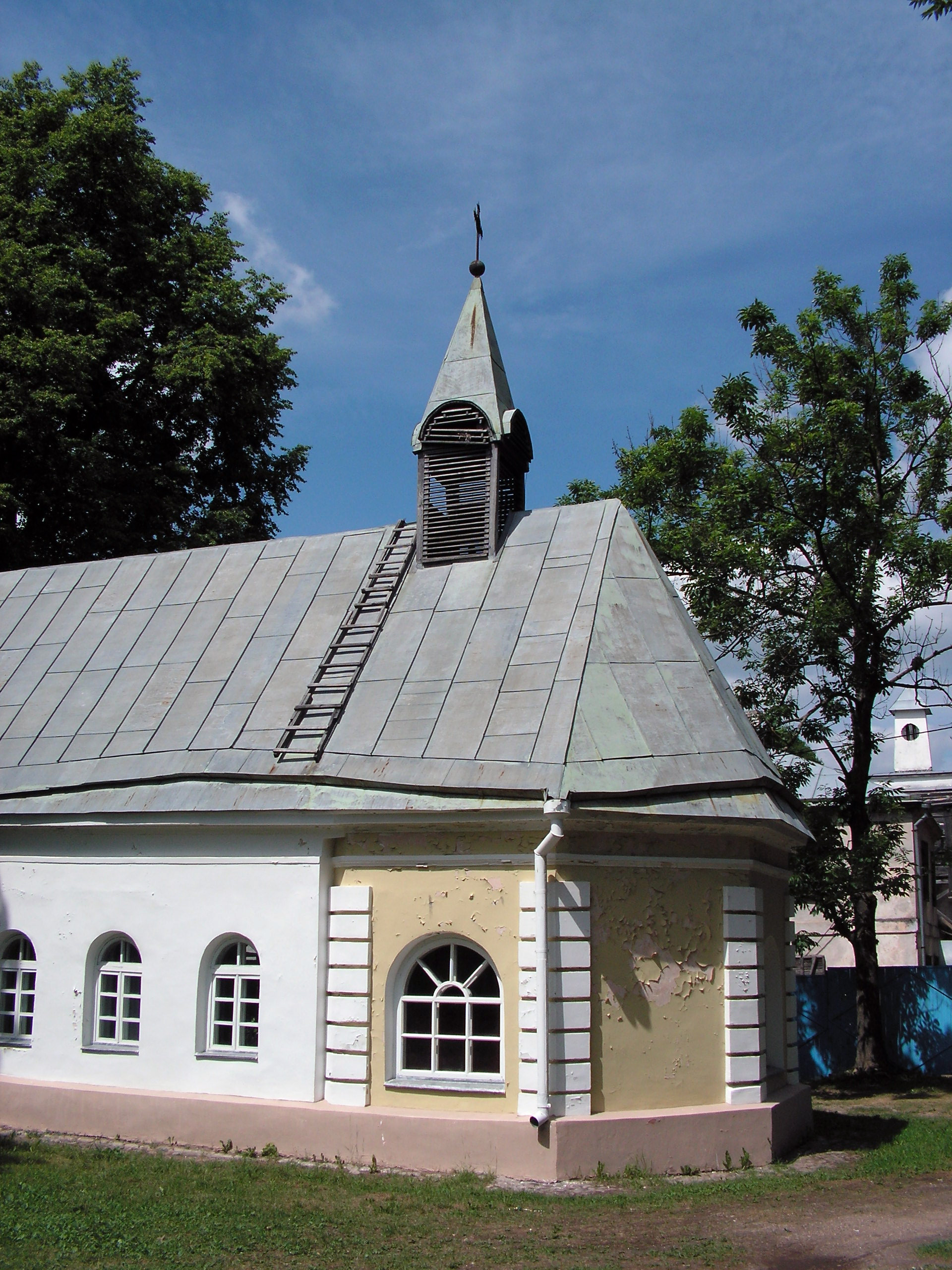
Часовня в Залесье. Объём слева пристроен позднее

В композиции православных храмов использовалась преимущественно выработанная в русском зодчестве XVII века схема с последовательным размещением на продольной оси колокольни, трапезной, основного объёма и апсиды (церкви в Мазалове около Витебска, 1827, и Речице, 1835, архитектор А. Мельников; Горках, 1839, архитектор А. Порта). Униатские и католические храмы перестраивались в православные; у них ликвидировались высокие башни на фасаде, фронтоны, появлялись купола, в интерьерах — иконостасы. Для перестройки избирался рациональный вариант классицизма (Успенский собор в Жировичах, костёл монастыря бернардинцев в Мозыре, Воскресенская униатская церковь в Витебске).

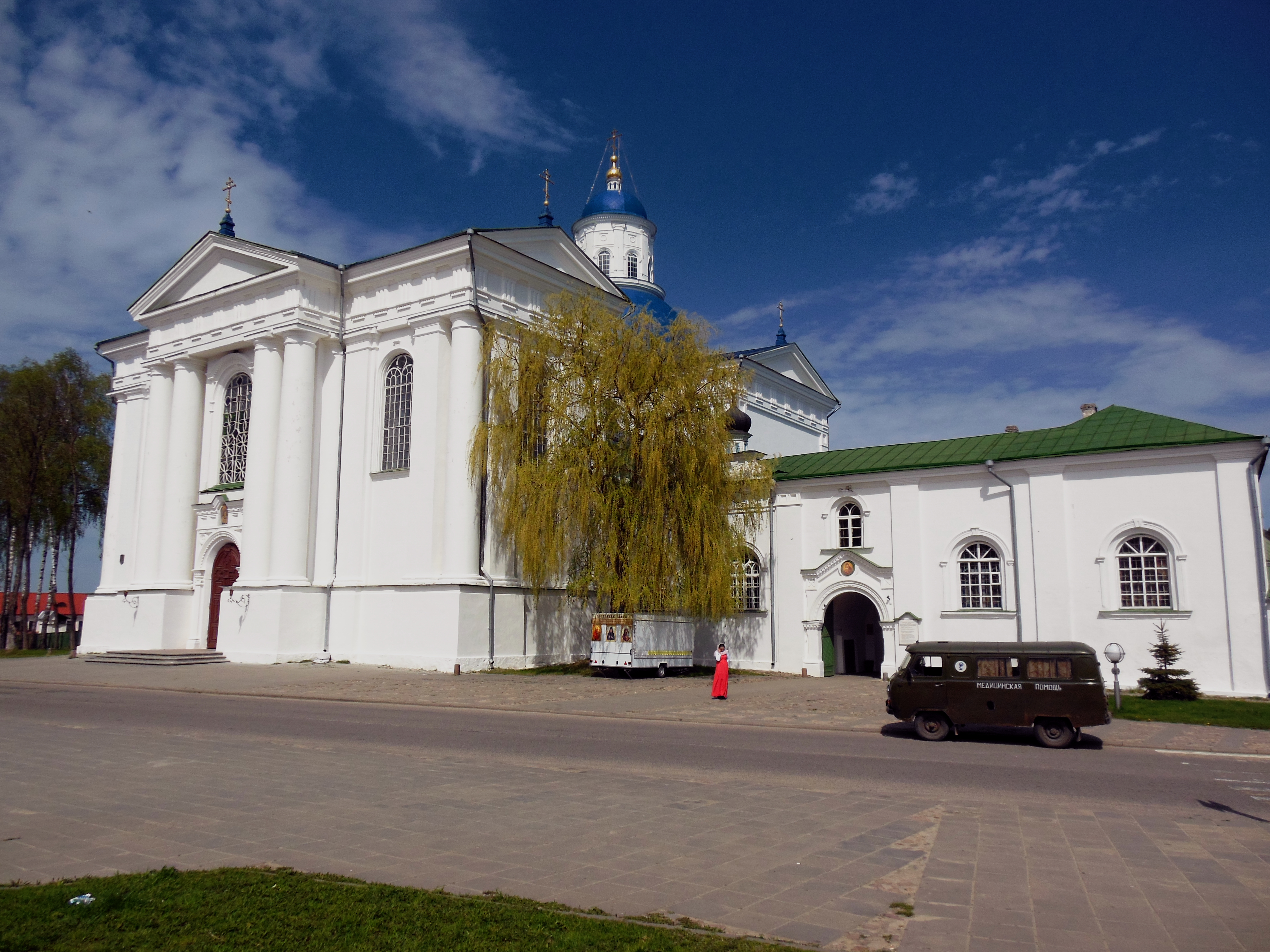
Успенский собор в Жировичах
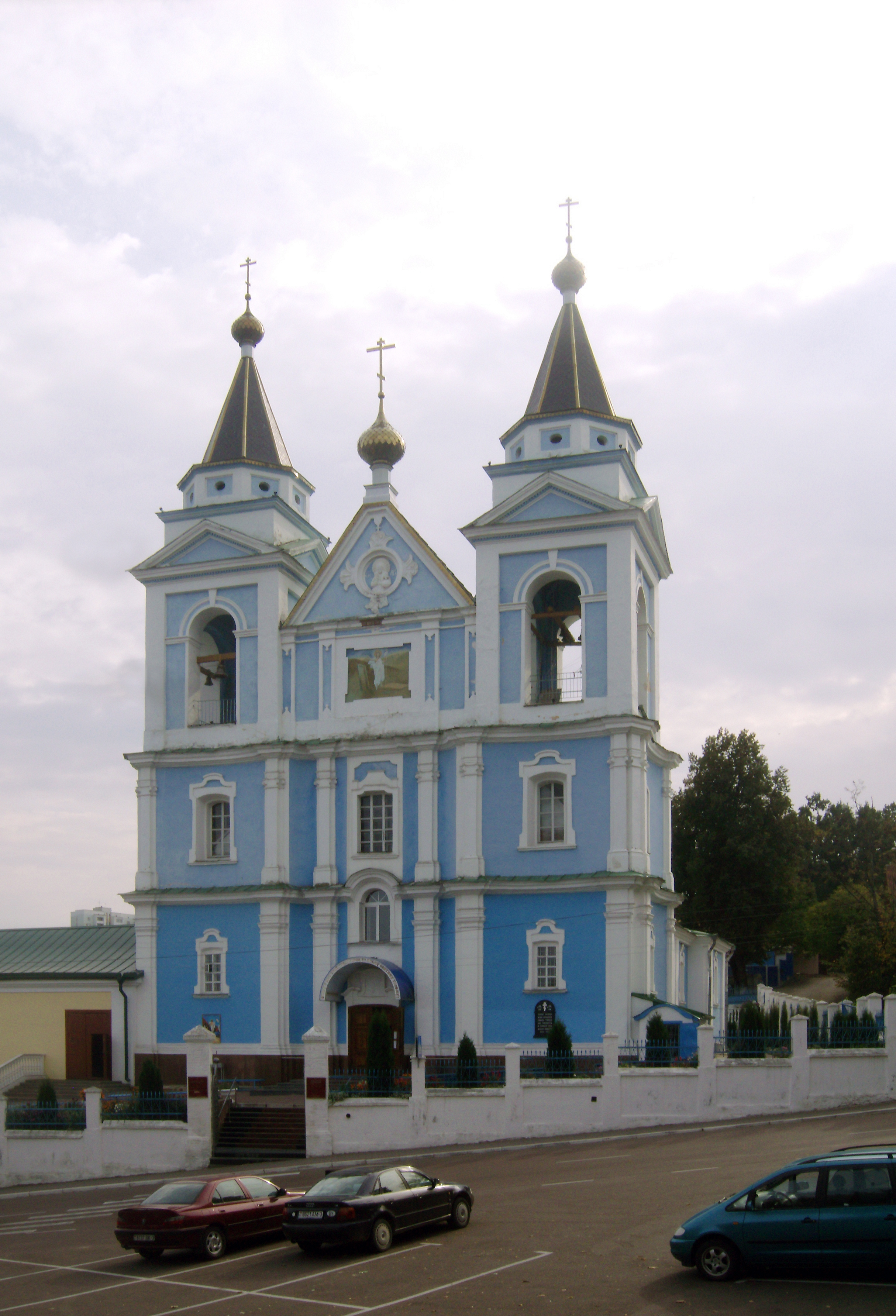
Свято-Михайловский кафедральный собор в Мозыре после перестройки
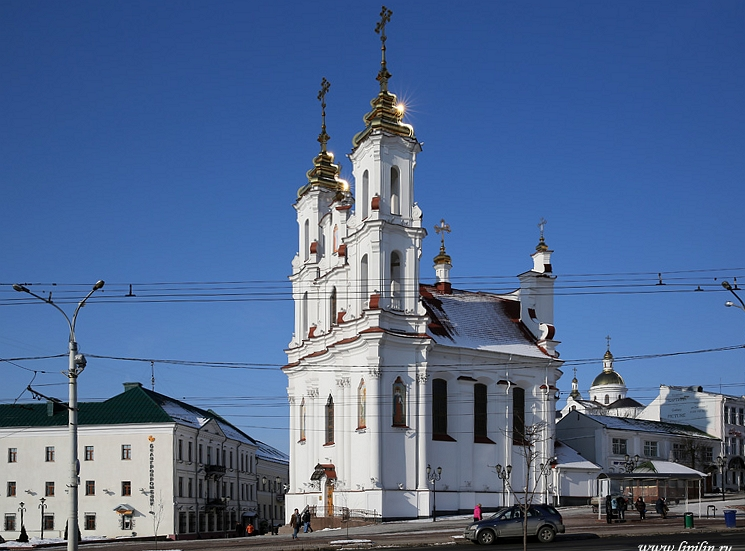
Восстановленная в первоначальном барочном облике Свято-Воскресенская (Рыночная) церковь в Витебске
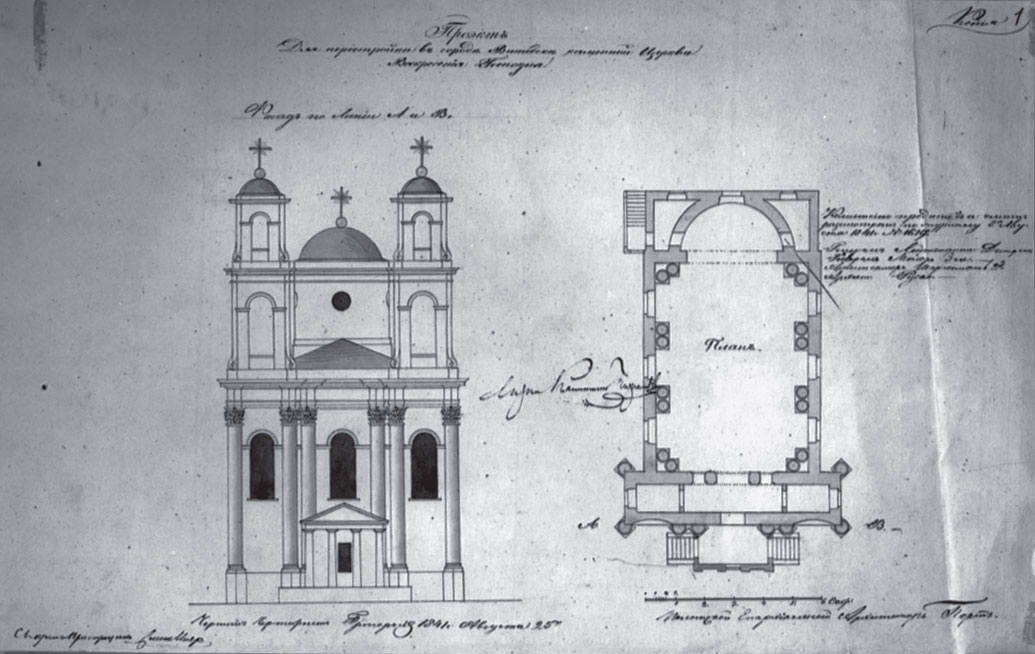
Проект перестройки Свято-Воскресенской (Рыночной) церкви в Витебске

В строительстве дворцов и усадеб развивалась широкая типология зданий от роскошных дворцовых комплексов до небольших домов с портиком на фасаде и разнообразная стилистика — строгий стиль, ампир, палладианство, рациональное направление, поиски местного колорита и неоренессанс. Их создатели — зодчие виленского и варшавского архитектурных школ А. Идзковский, А. Галонский, К. Подчашинский, Ф. Ящолд и другие. Ампирная стилистика применялась для демонстрации амбиций и богатства родового дворянства (дворцы Булгаков в Жиличах Кировского района, Паскевичей в Гомеле, Обуховичей в Своятичах). Влияние неоренессанса выражается в создании нового типа дворцов-вилл (П. Янчиного в Вистычах Брестского района, 1840, архитектор Ф. Ящолд; В. Пусловского в Альбертине под Слонимом, 1833). Рациональное направление развивалось под влиянием берлинской школы и творчества К. Подчашинского, оно проявлялось в отказе от портиков и колоннад, использовании плоских элементов оформления фасадов, оконных проемов с полукруглым завершением (Дворцово-парковый ансамбль Вагнеров в Больших Солечниках (Шальчининкай), усадебный дом Тарасевича в Гнезно Волковысского района, 1840-е годы, архитектор А. Гродецкий).

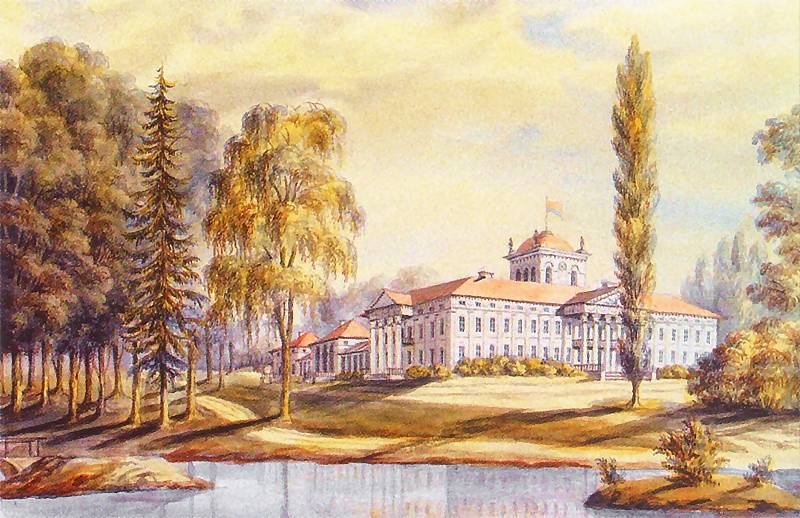
Дворцово-парковый комплекс Булгаков в Жиличах
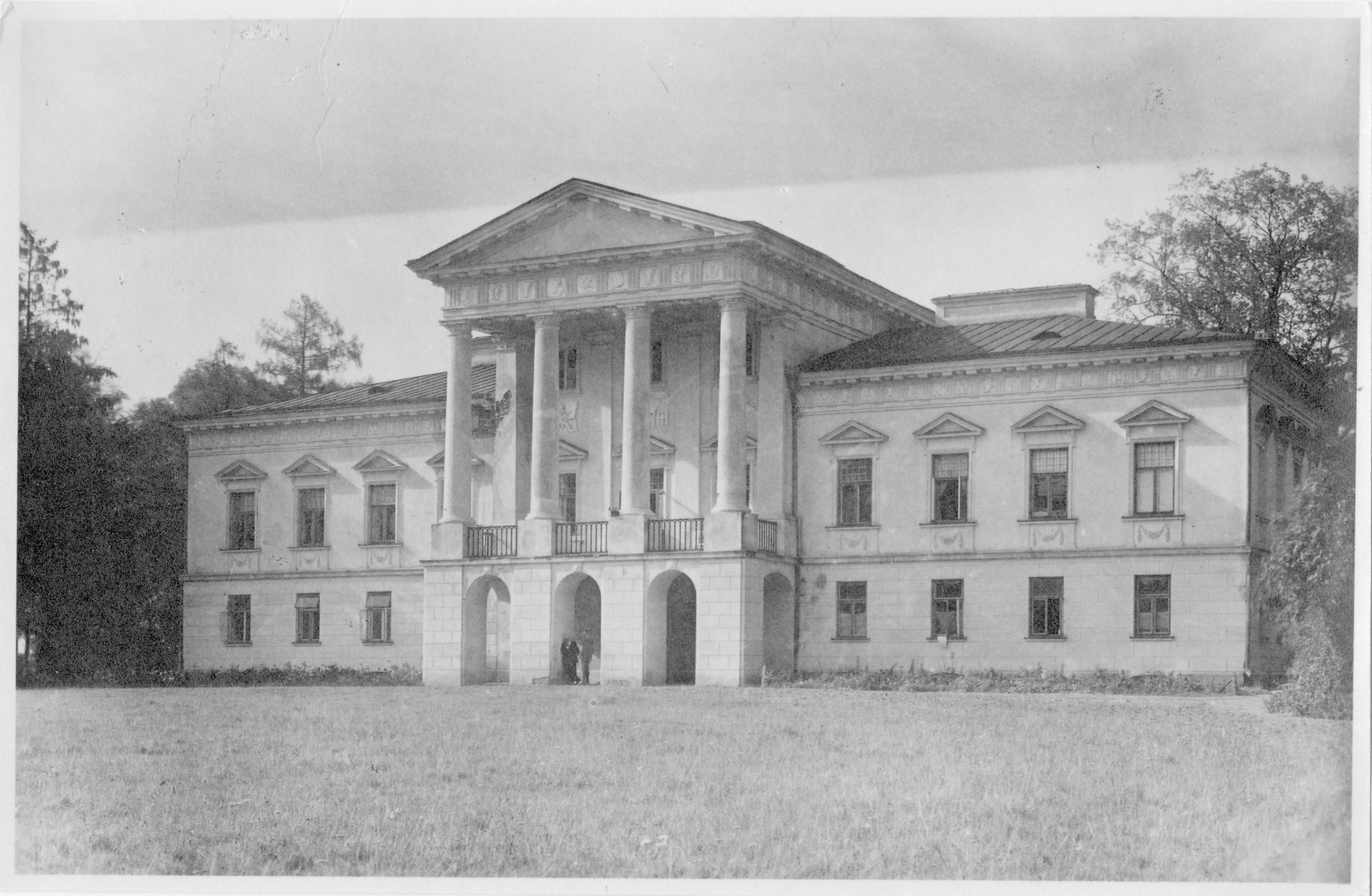
Дворец Обуховичей в Своятичах
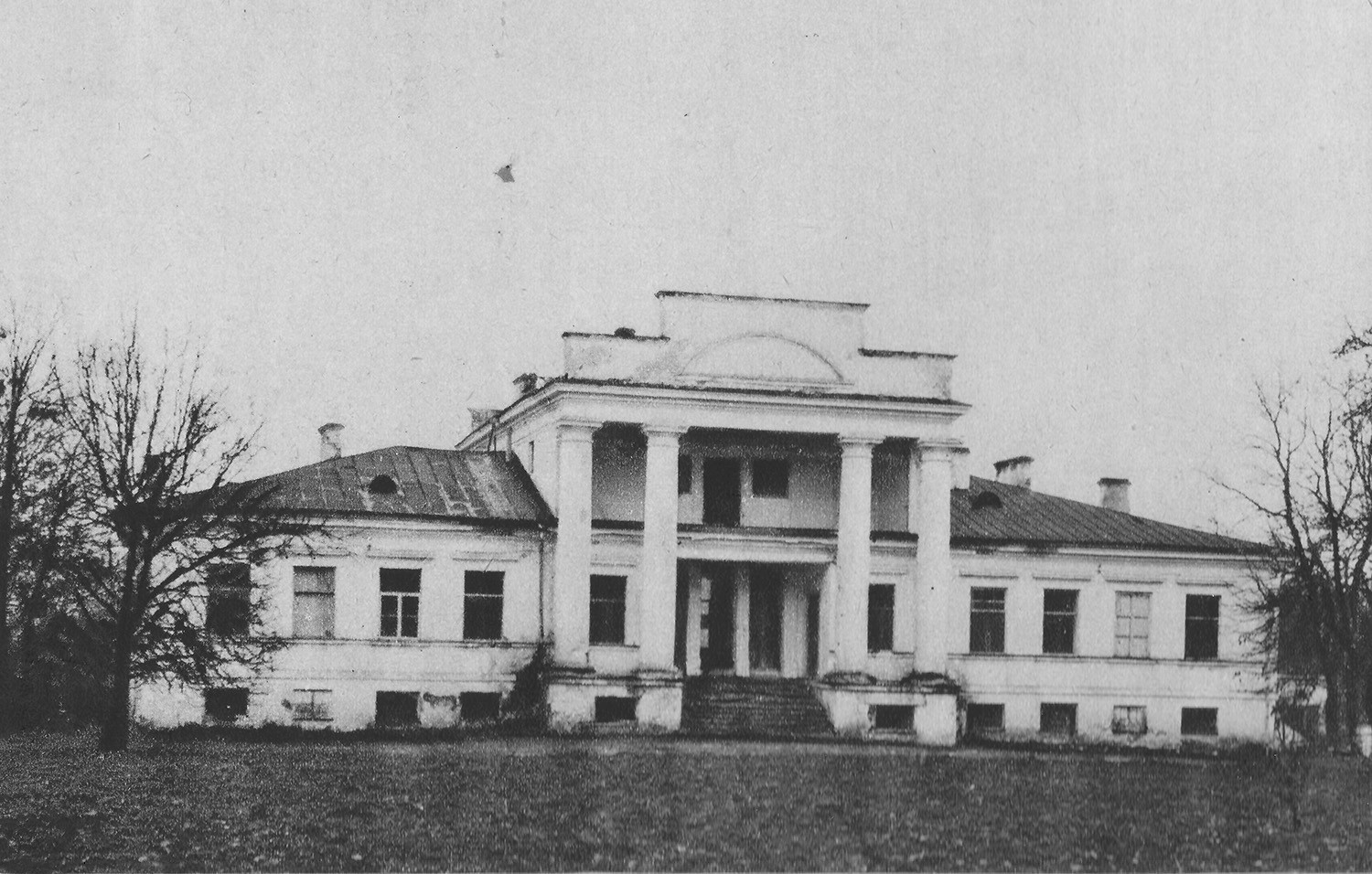
Усадьба Ягминов в Вистычах
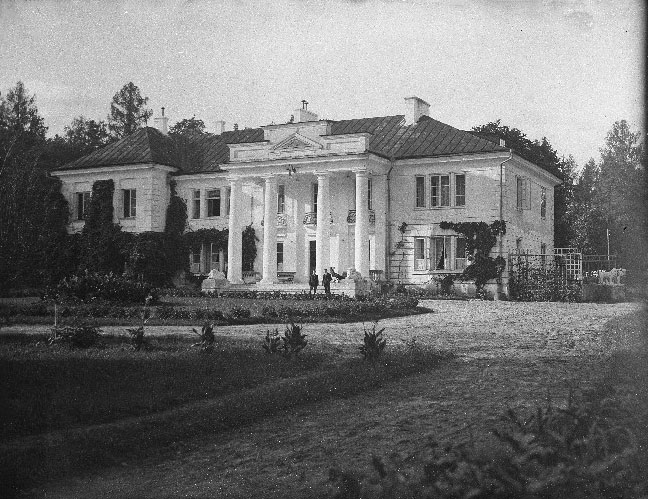
Дворцово-парковый ансамбль Пусловских в Альбертине
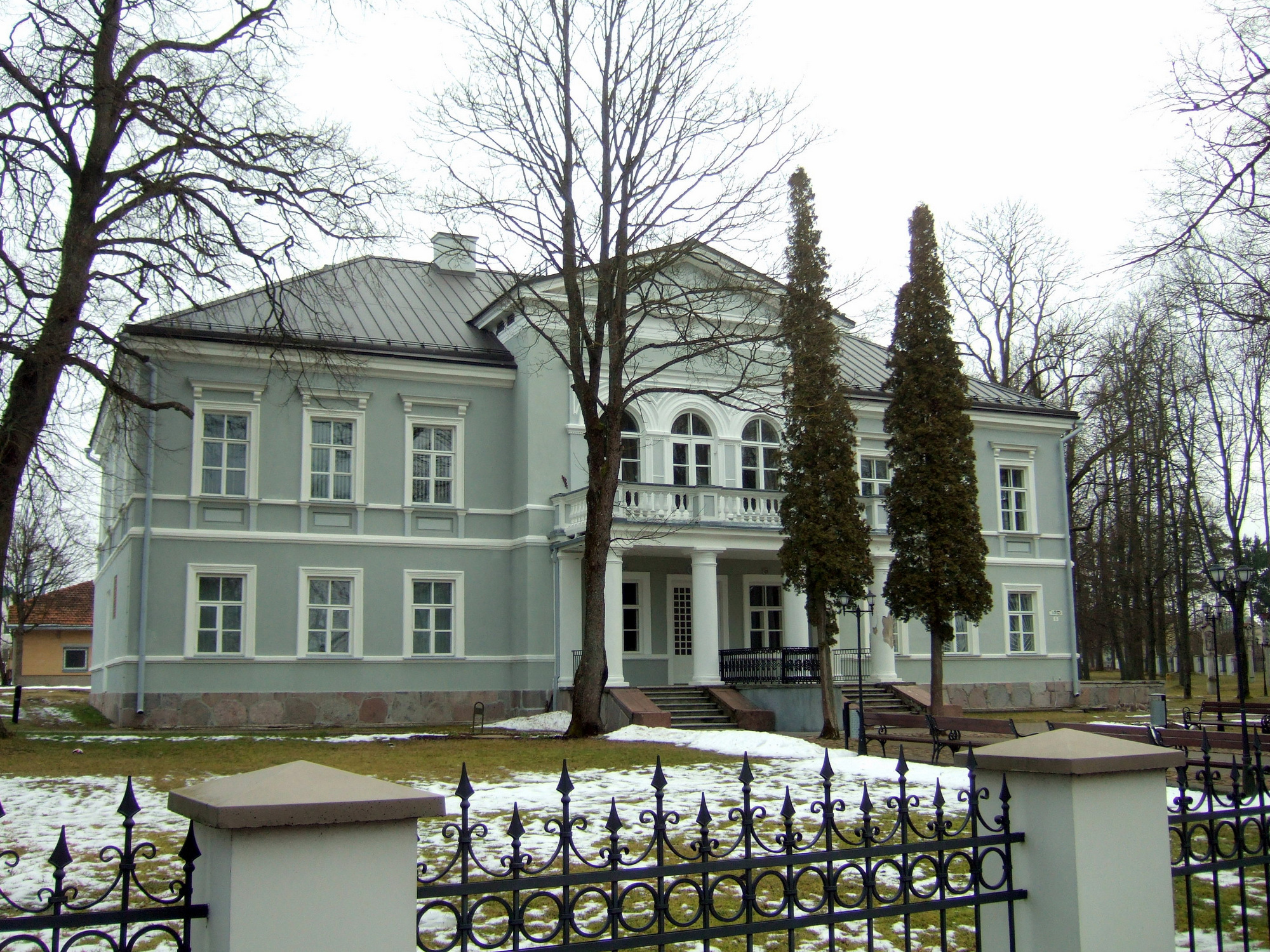
Дворцово-парковый ансамбль Вагнеров в Больших Солечниках
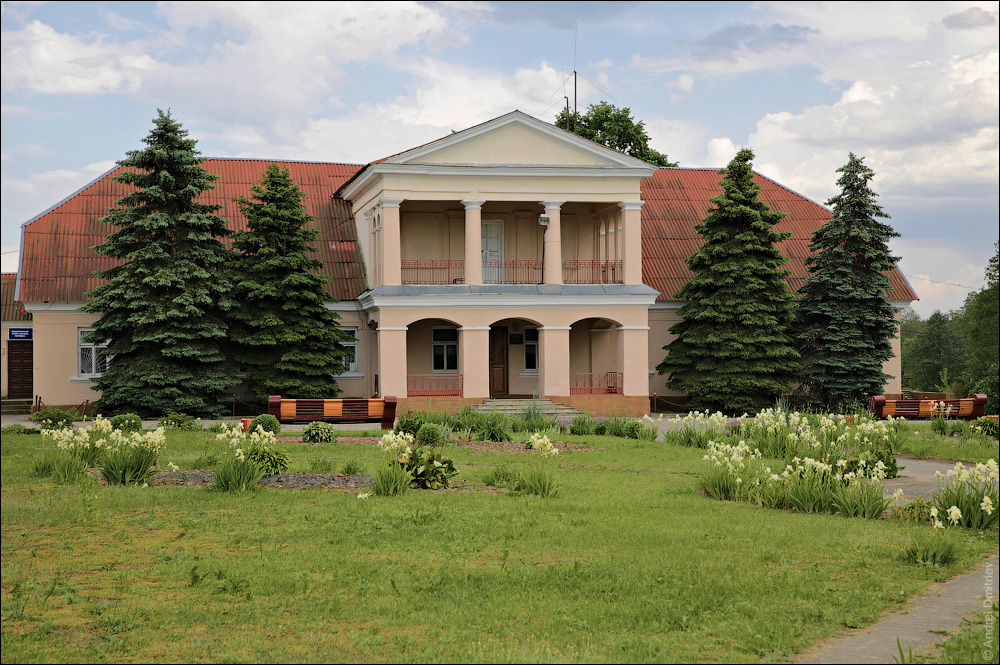
Усадебный дом Тарасевича в Гнезно

## Архитектура второй половины XIX — начала XX века
Новые архитектурно-художественные взгляды, которые охватили Западную Европу, в Беларуси приобрели свою специфику. Переход от классицизма к новым направлениям в архитектуре был длительным и сложным. Для 1860—1890-х годов характерна эклектика с широким использованием историзма — подражанием историческим стилям прошлого (архитекторы И. Бельтраши, А. Рандивид, М. Чехович, К. Хрщанович и другие). Готические формы, а иногда и конструкции, воплотились в проектах загородных усадеб, культовых построек: дворец в Коссово (архитекторы Ф. Ящолд, В. Маркони), костёлы Троицкий Золотогорский (святого Роха) в Минске, в деревнях Раубичи Минского района, Сарья Верхнедвинского районов.

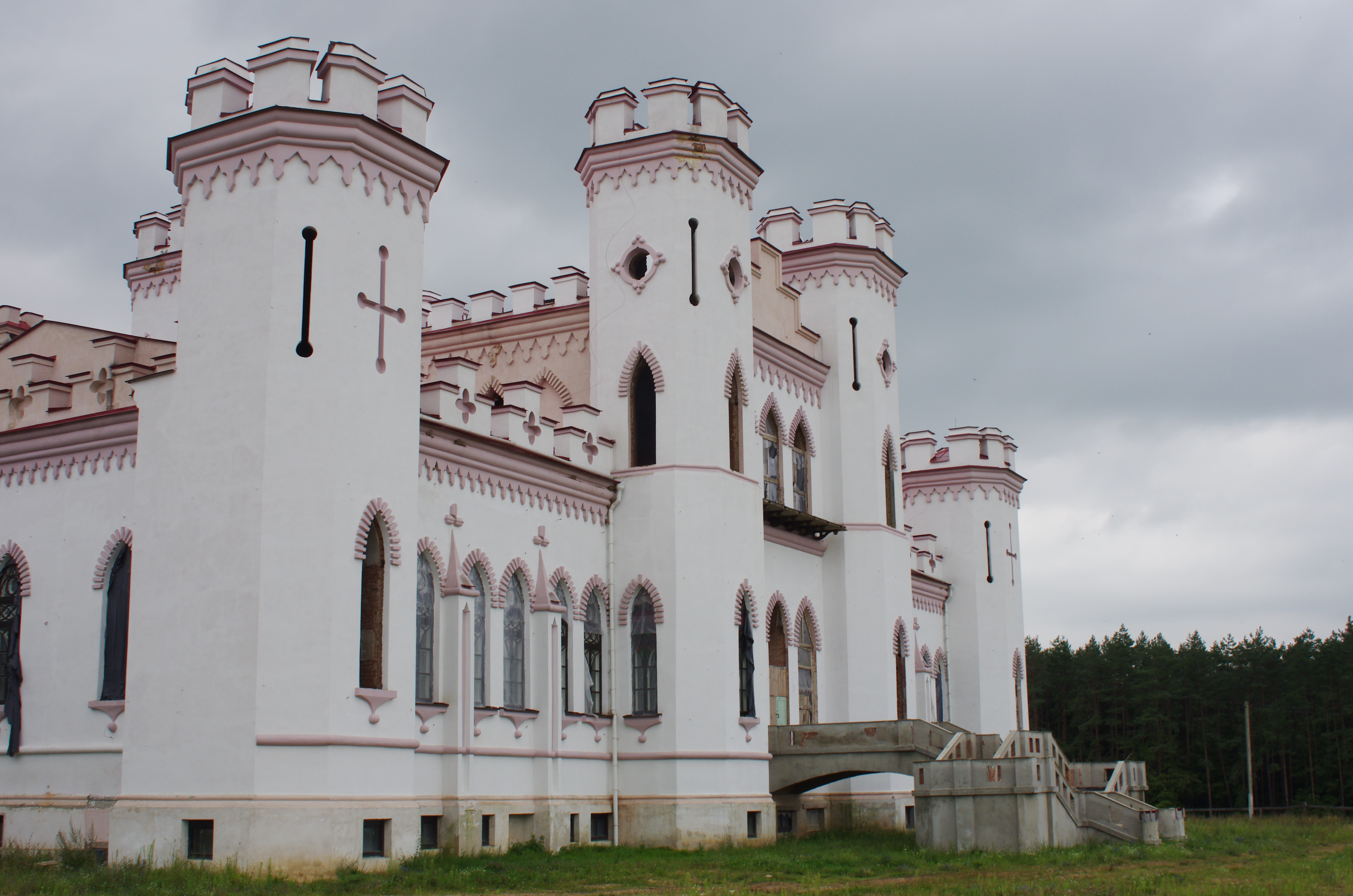
Коссовский дворец
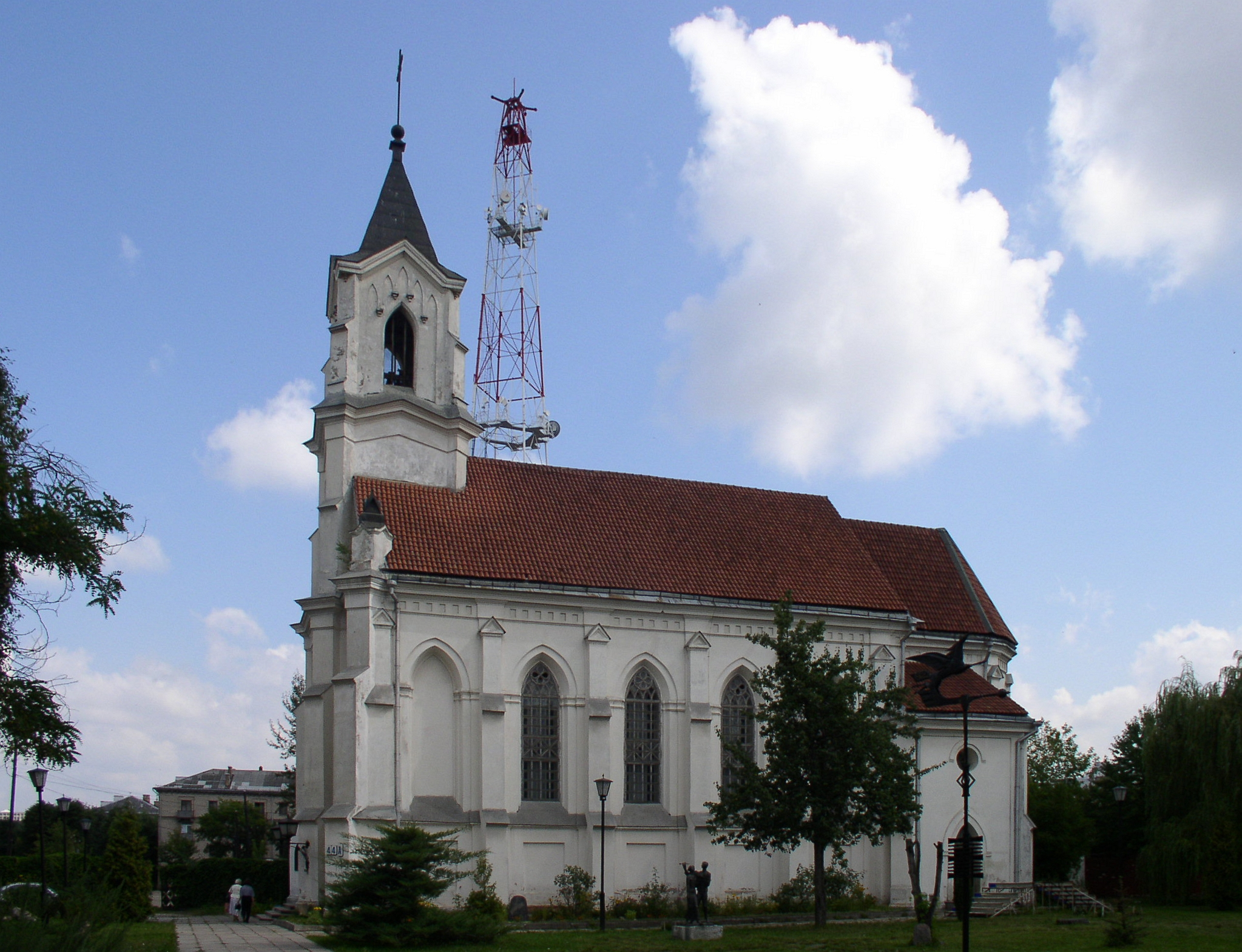
Золотогорский костёл Пресвятой Троицы в Минске
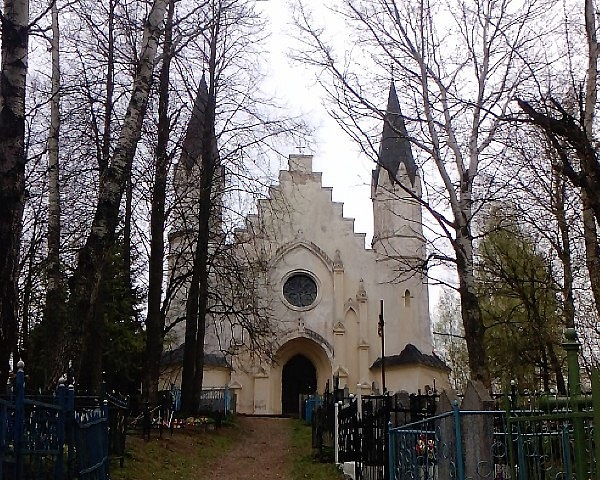
Костел Святого Матвея Апостола в Раубичах
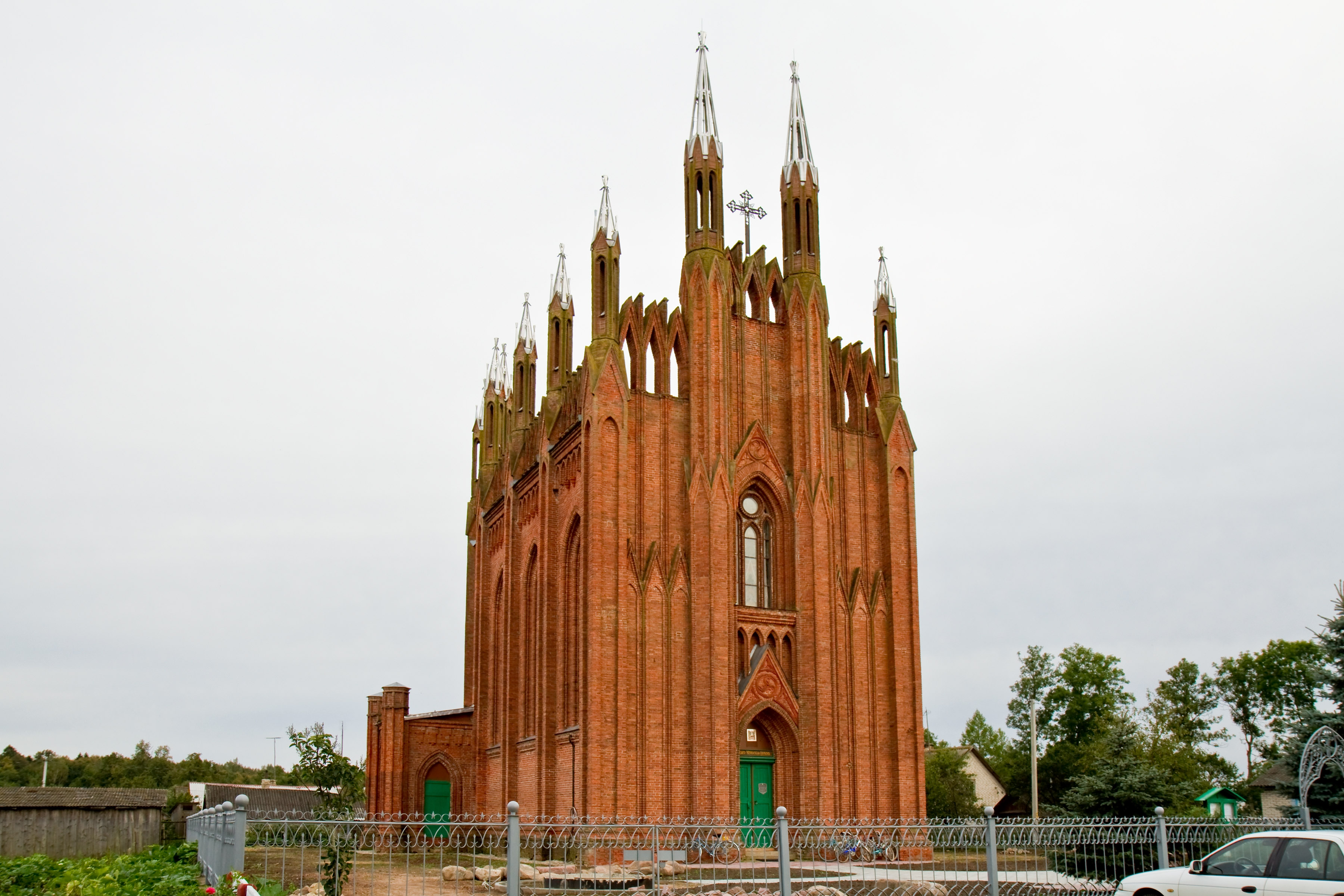
Сарьянский храм

Наибольшее распространение эклектика получила в малых городах и периферийных районах средних и крупных городов. Её представители ориентировались преимущественно на древнерусскую архитектуру (могилевские архитекторы В. Мильяновский, И. Вотчин, П. Камбуров, М. Мироненко, В. Сазонов, Е. Торлин). Стилизации на темы русского классицизма характерны для творчества витебских архитекторов А. Полонского, А. Ракова, А. Клементьева.
С середины XIX века распространился русско-византийский стиль, который был социальным заказом российских властей, освященный авторитетом православной церкви. Среди его примеров: церкви Казанской Божьей Матери в Минске, Александра Невского в Гродно, Николаевская в Петрикове, Ильинская в Бешенковичах, Крестовоздвиженский собор в Полоцке, церковь в деревне Мильковщина Гродненского района. Стиль наиболее проявился в работах архитекторов Д. Грима, В. Коршикова, М. Прозорова.

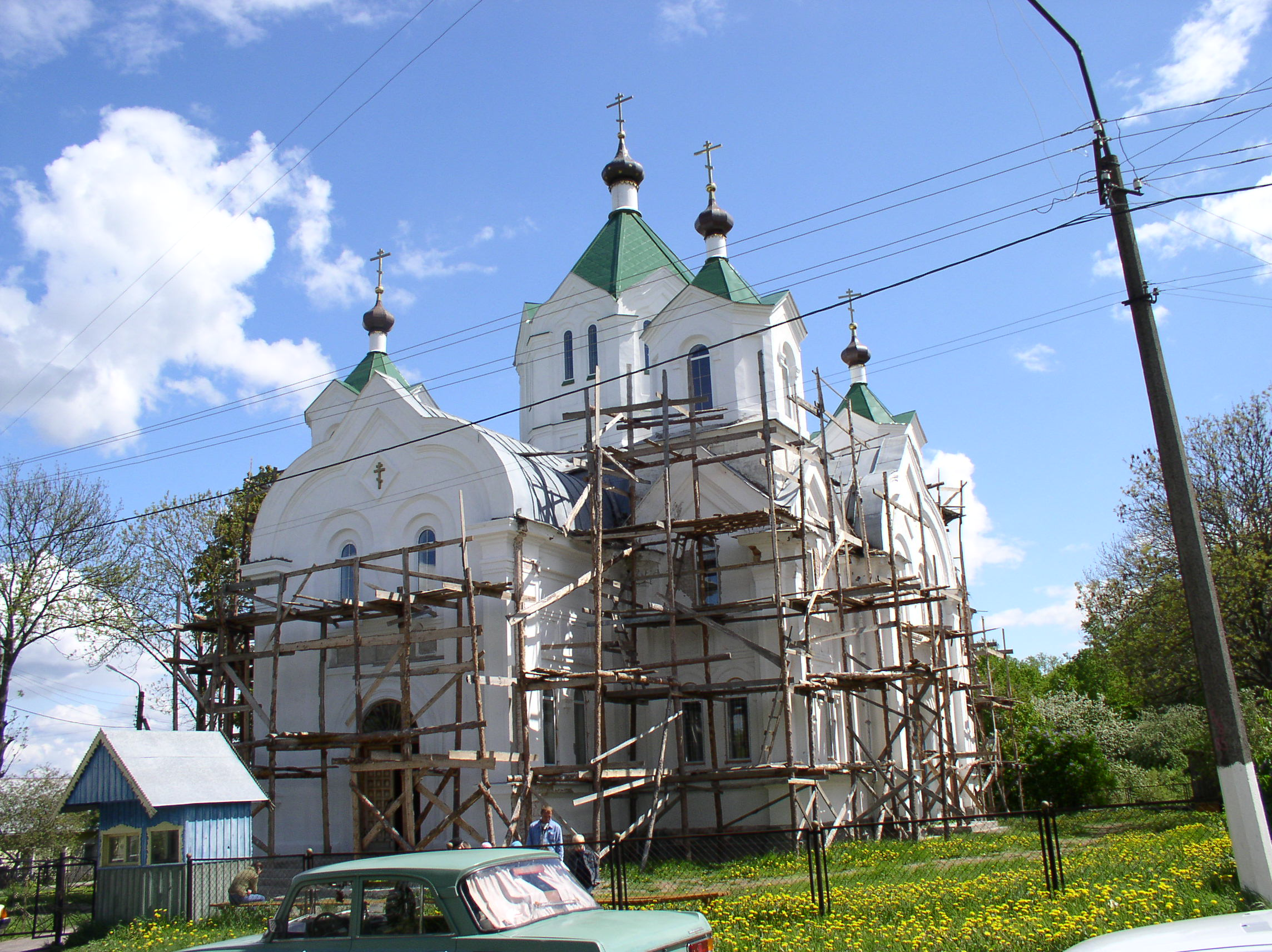
Свято-Ильинская церковь в Бешенковичах
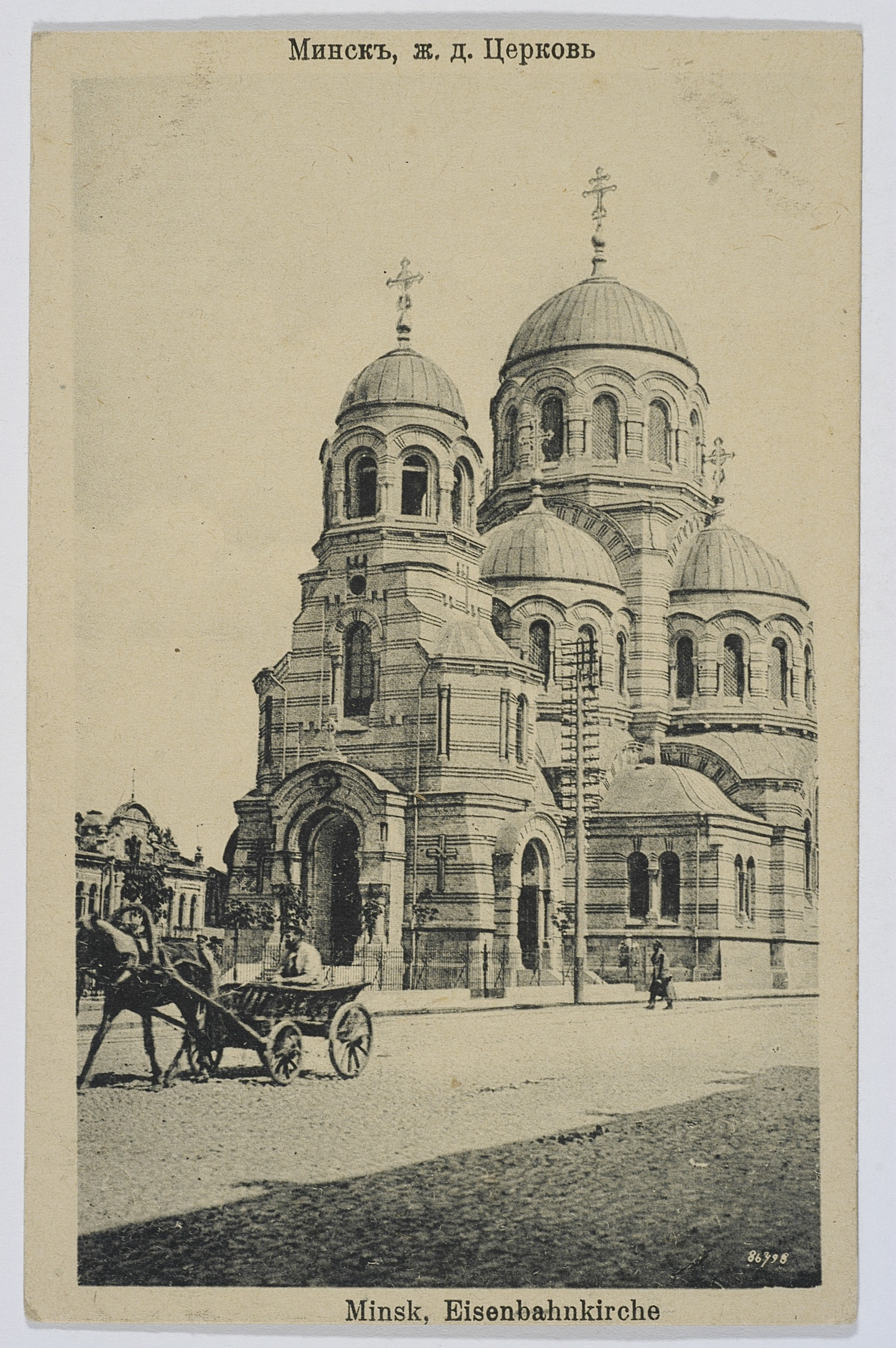
Церковь Казанской Божьей Матери (железнодорожная) в Минске
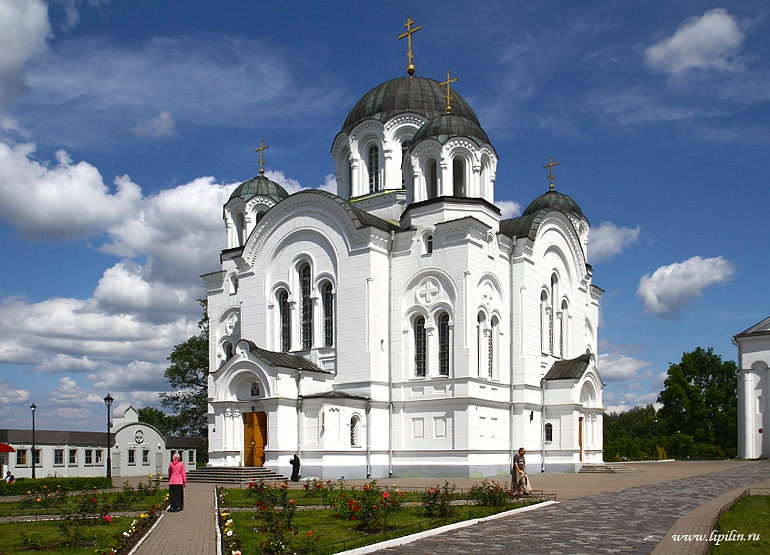
Крестовоздвиженский собор в Полоцке

На рубеже XIX и XX века развивались неоготика, неоклассицизм, неорусский стиль. Подавляющее большинство костёлов с 1890-х годов строилось в стиле неоготики (в деревнях Гервяты Островецкого, посёлке Видзы Браславского районов, посёлке Логишин Пинского района, городах Миоры, Поставы и других). Постройки в неоклассицизме отличались высокими эстетическими достоинствами: ряд банковских учреждений в Гомеле, Барановичах, Бресте, доходные дома в Минске (архитекторы С. Гайдукевич, Т. Гай). В духе необарокко построен дворец в посёлке Желудок Щучинского района (1908), Андреевский костел в посёлке Лынтупы Поставского района (1908—1814).

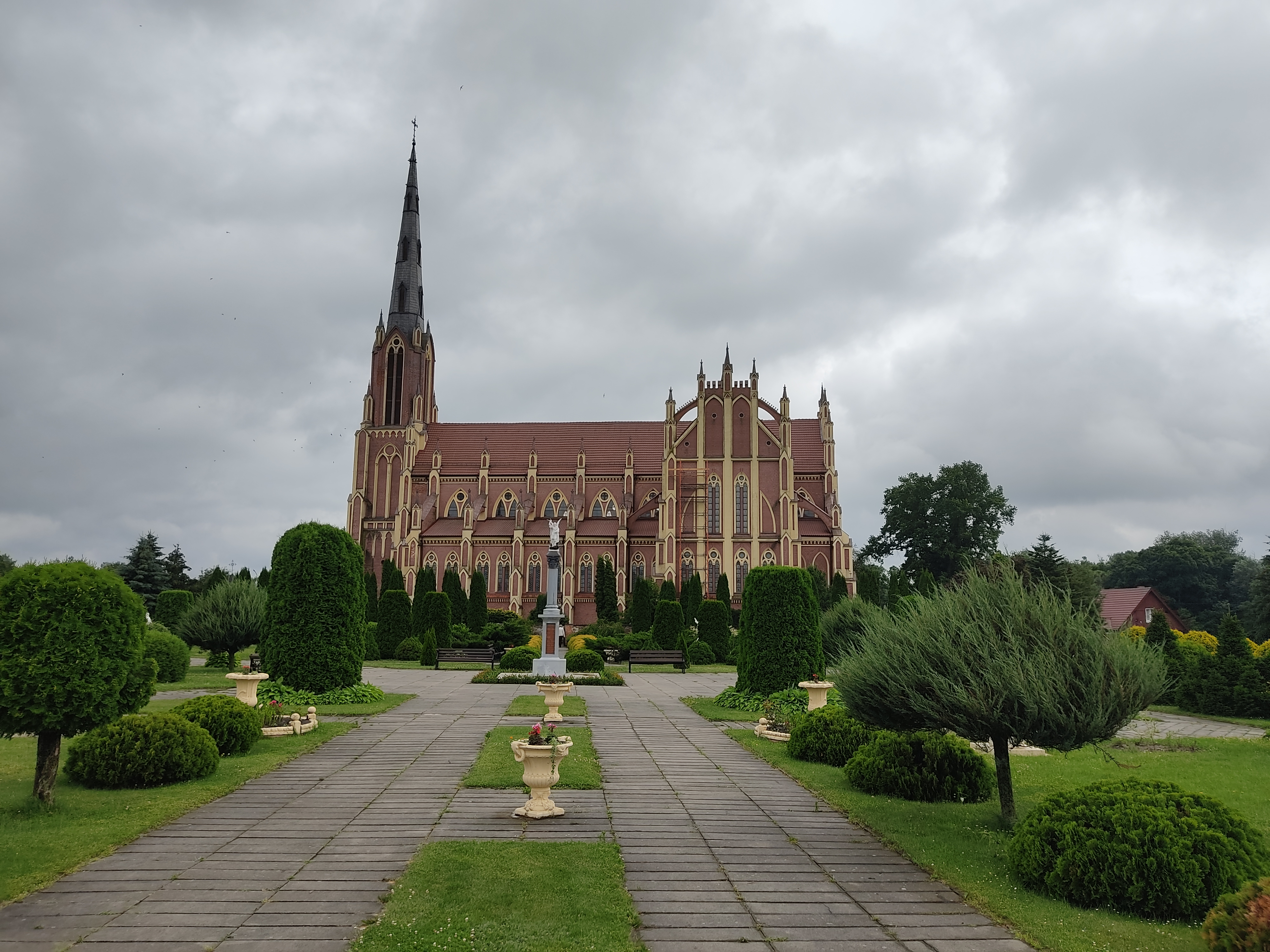
Церковь Святой Троицы в Гервятах
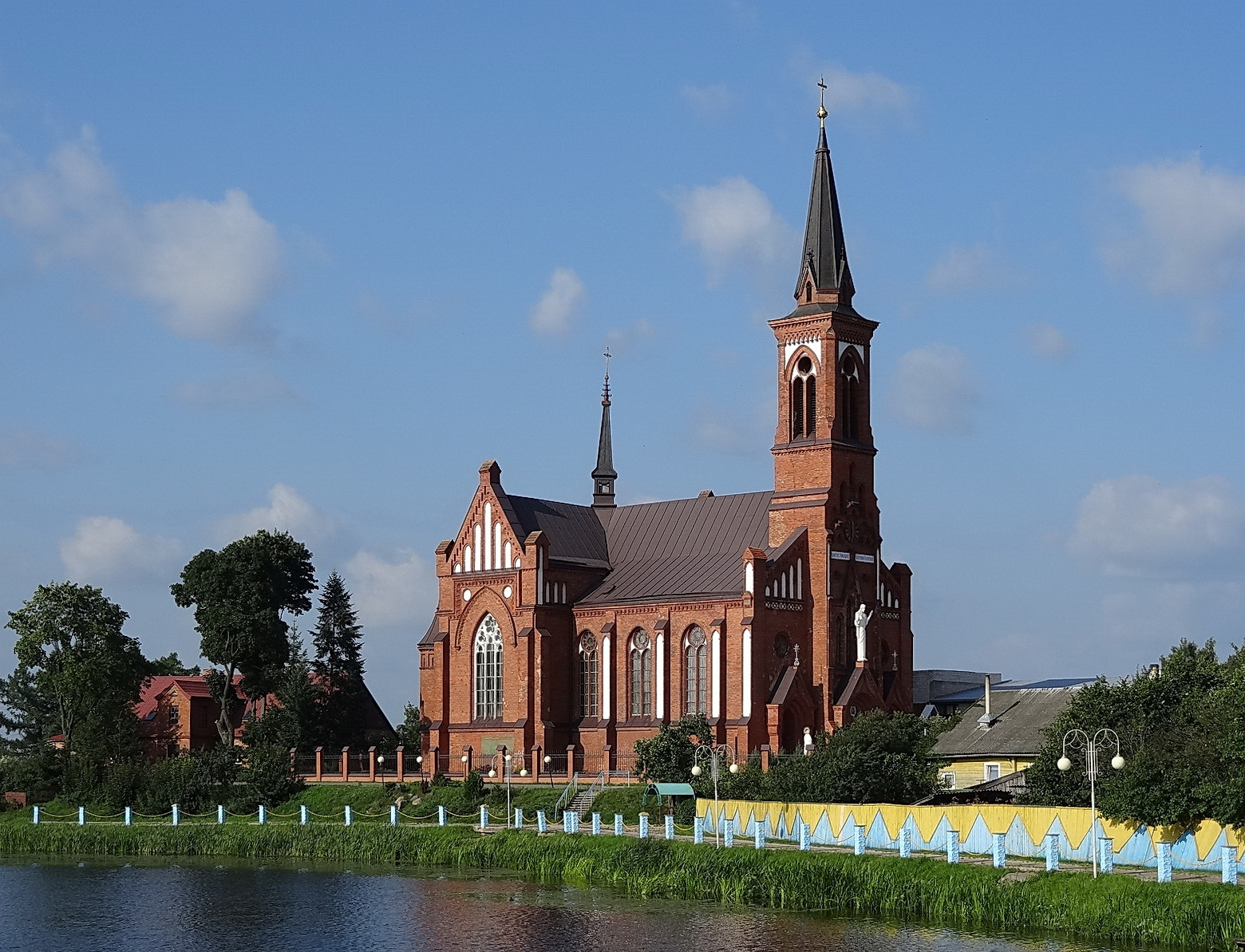
Костёл Святого Антония Падуанского в Поставах
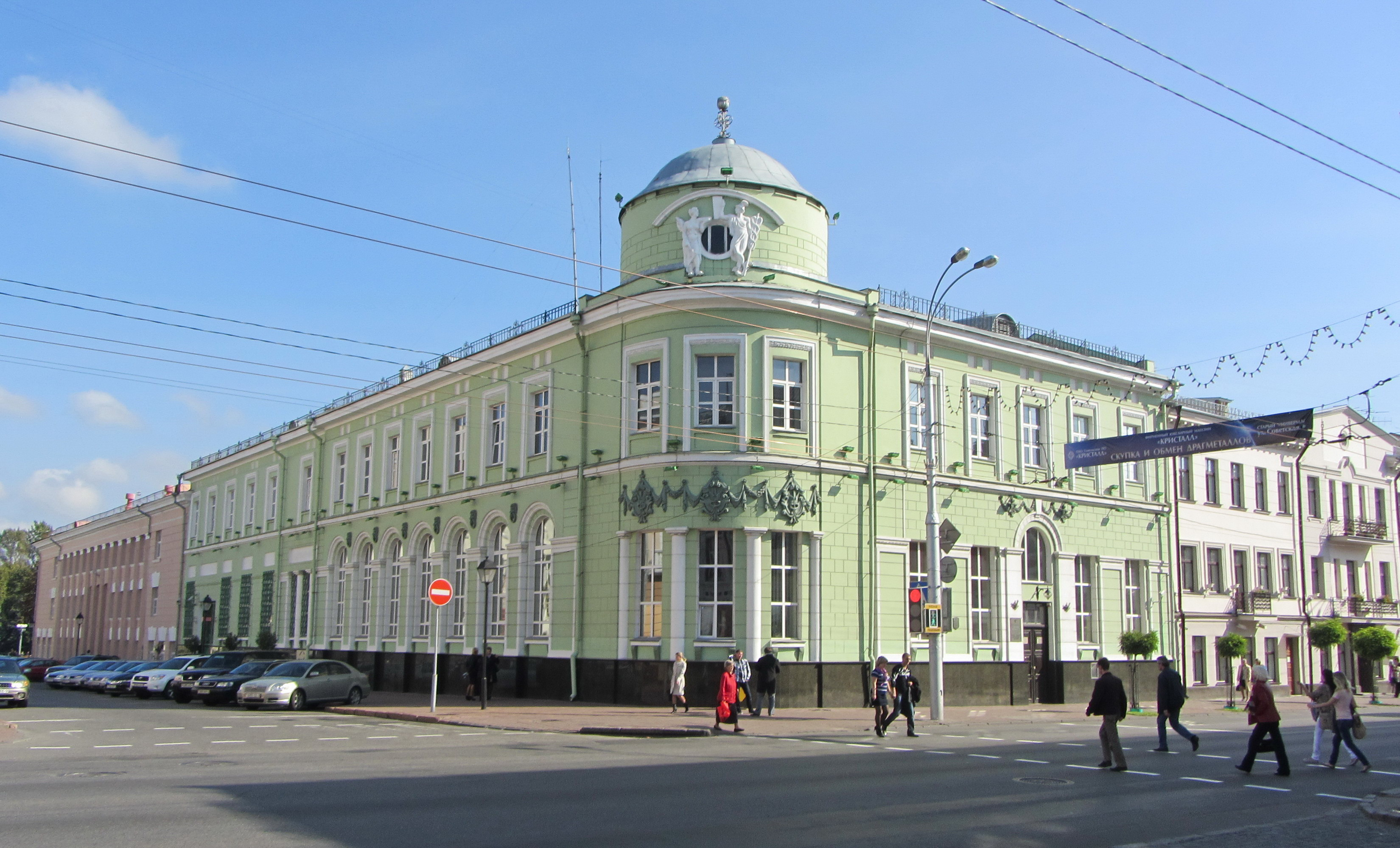
Здание Русско-Азиатского банка в Гомеле
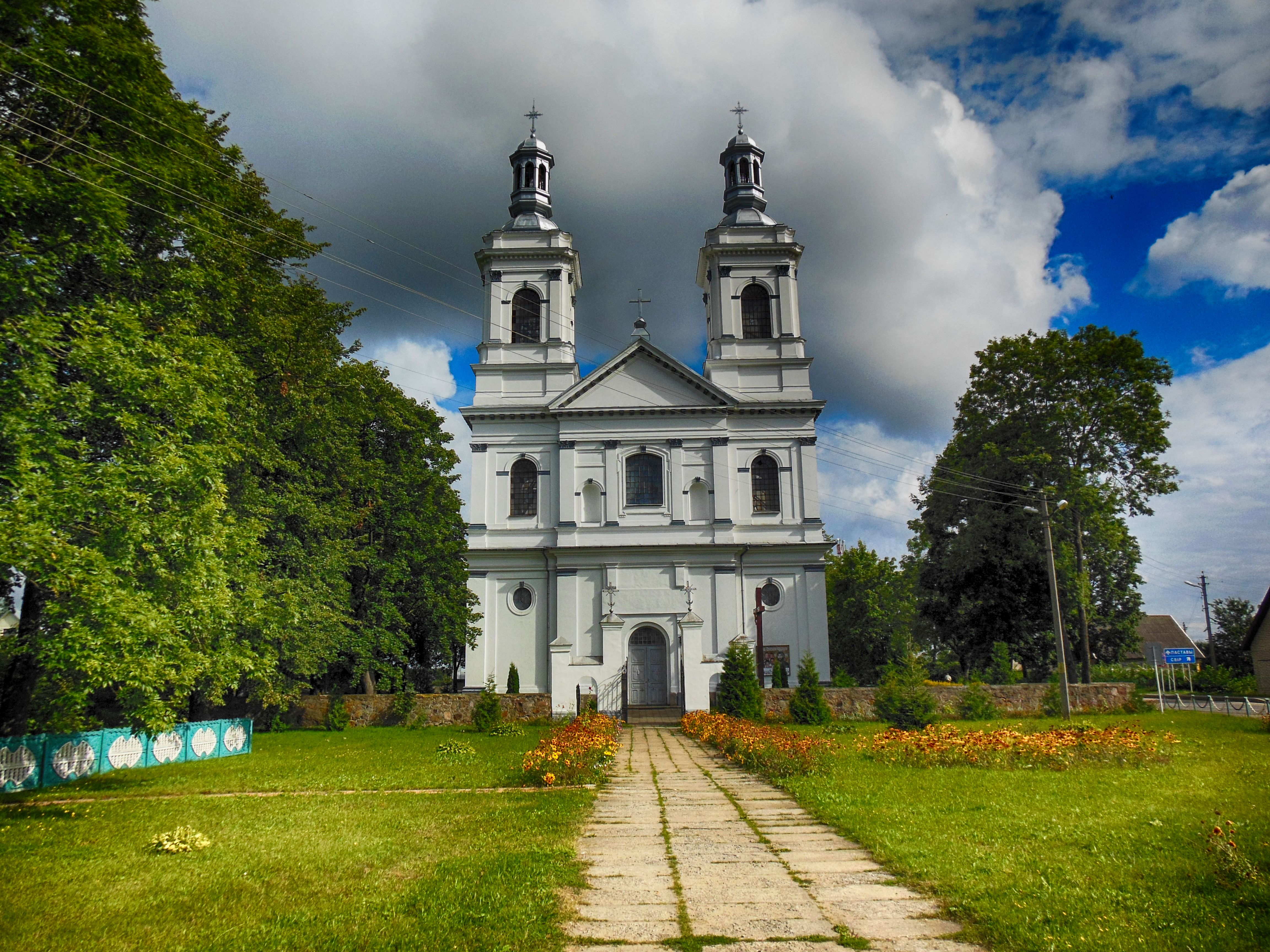
Костёл святого Андрея в Лынтупах

В 1910-е годы во всех регионах Беларуси распространился стиль модерн, который затрагивал преимущественно внешние атрибуты определённого стиля, что не влияло на общую объемно-пространственную структуру здания (творчество В. Вукалова, С. Гейдукевича, В. Коршикова, Ц. Кибарзина, М. Прозорова и других). Приверженцы модерна отрицали эклектизм и стилизацию. Ведущая роль в развитии стиля принадлежала О. Краснопольскому. Его программой стало установление четкой связи между формой и функцией (дом Костровицкой, на первом этаже — управление Либаво-Роменской железной дороги). В творчестве некоторых архитекторов преобладало чисто декоративное начало (банк в Могилеве, архитектор А. Друкер, П. Кальнин; гостиница «Савой» в Гомеле, архитектор С. Шабуневский).

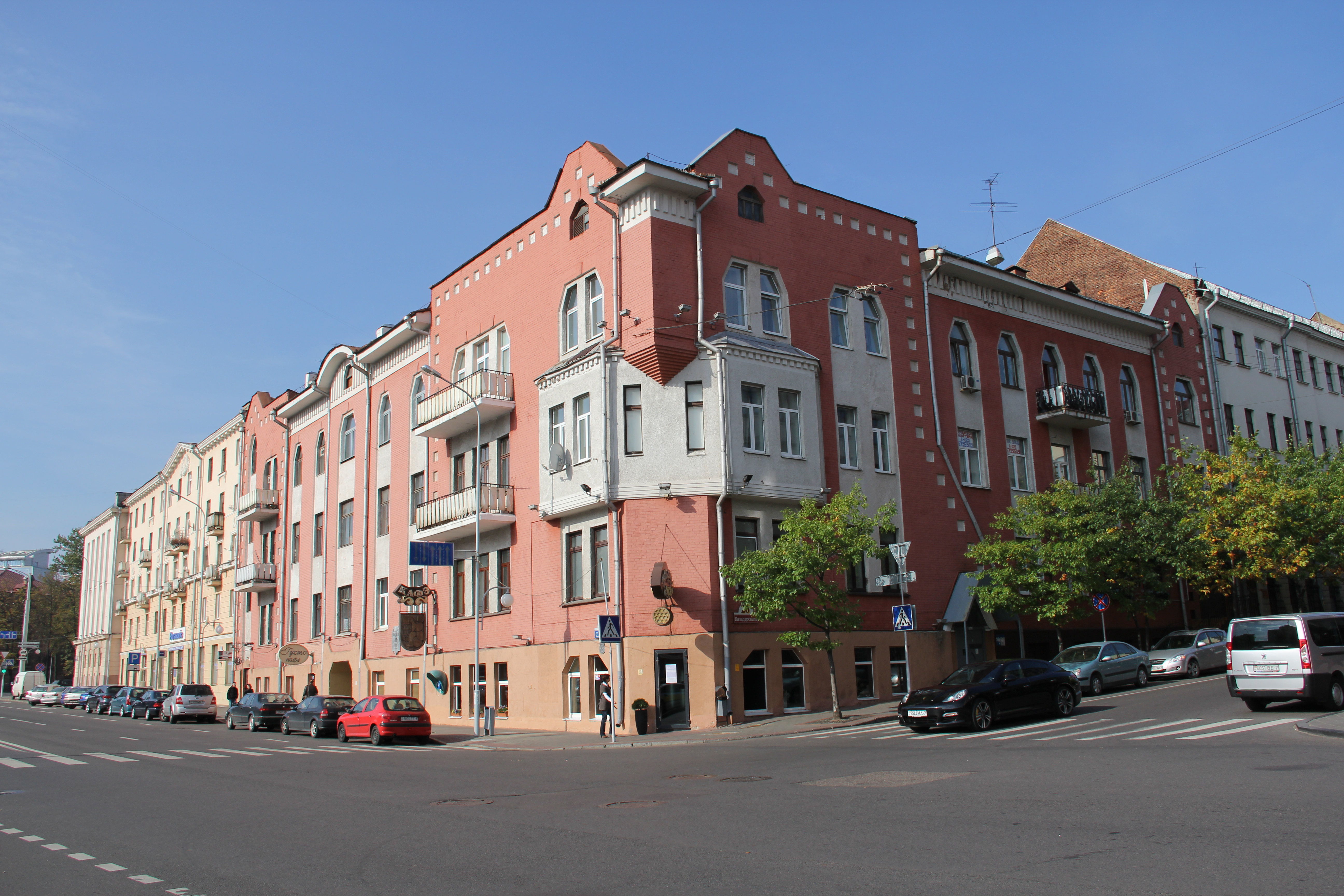
Дом Костровицкой в Минске
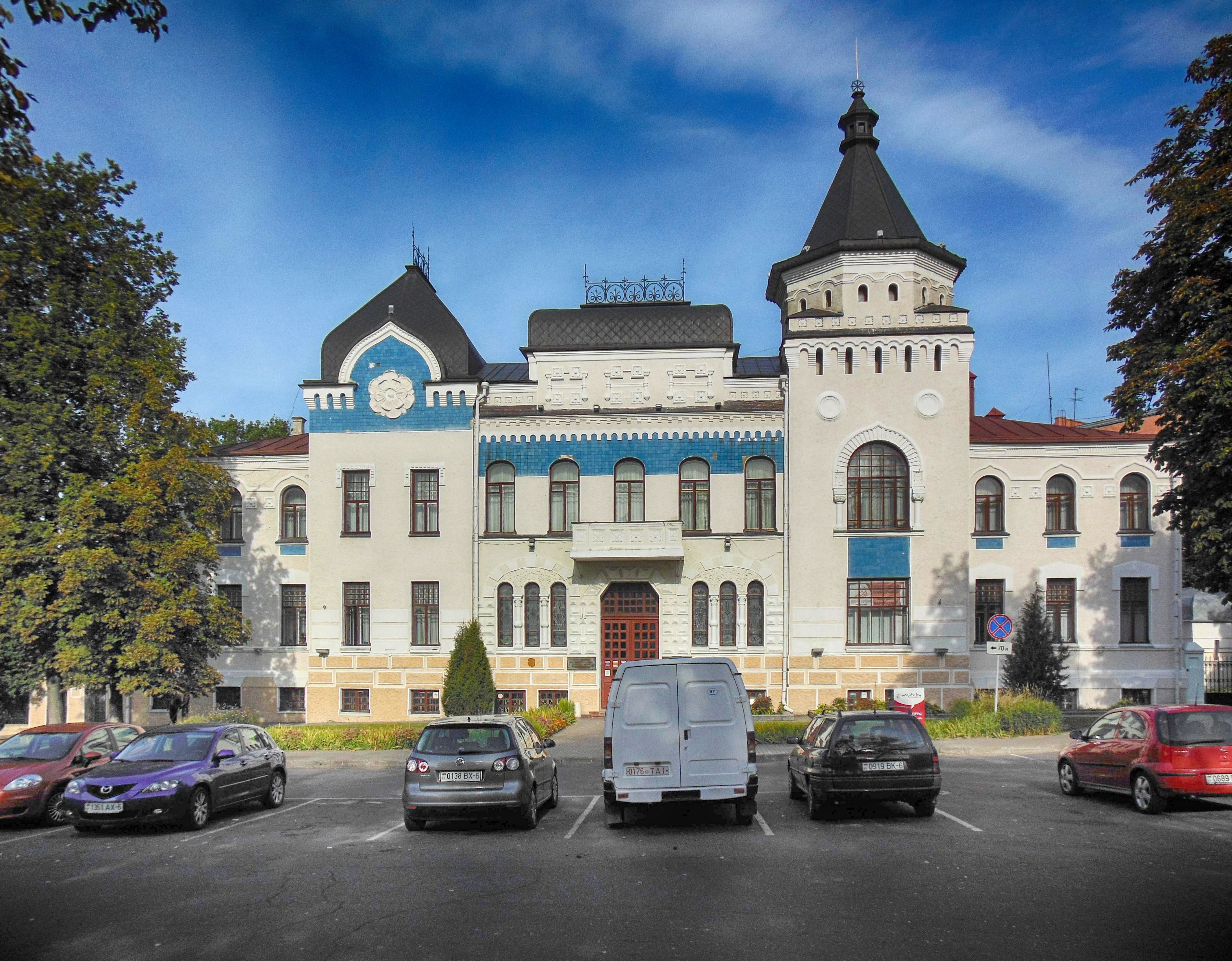
Здание Поземельно-крестьянского банка в Могилеве
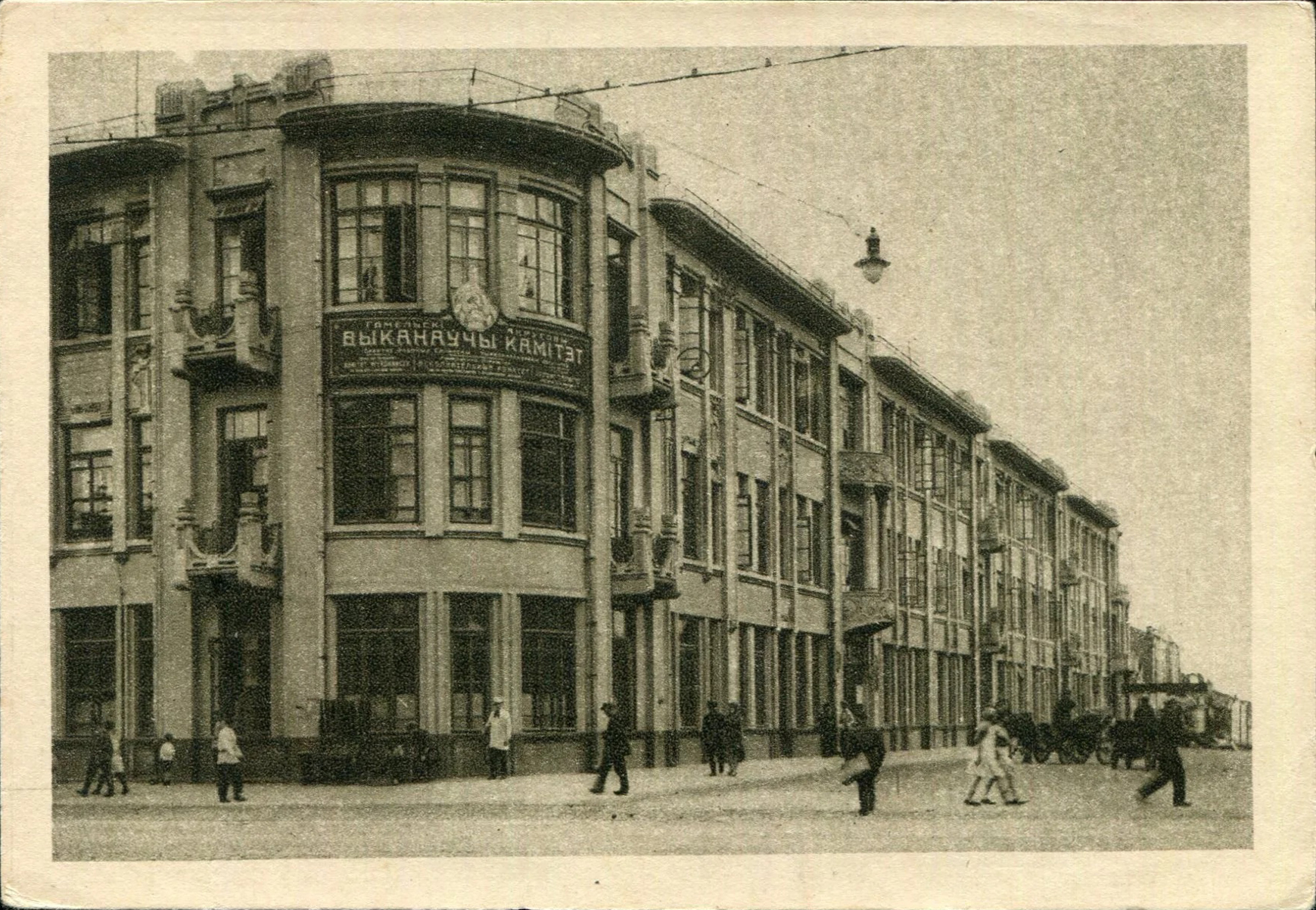
Гостиница «Савой» в Гомеле

Выделялись два пути конструктивности модерна: через освоение архитектурного наследия готики (усадьба в деревне Красный Берег Жлобинского района, архитектор К. Шретер) и раннего русского средневековья (Поземельно-крестьянский банк в Витебске, инженер К. Тарасов; мемориальная часовня в деревне Лесная Славгородского района, архитектор А. Гоген).

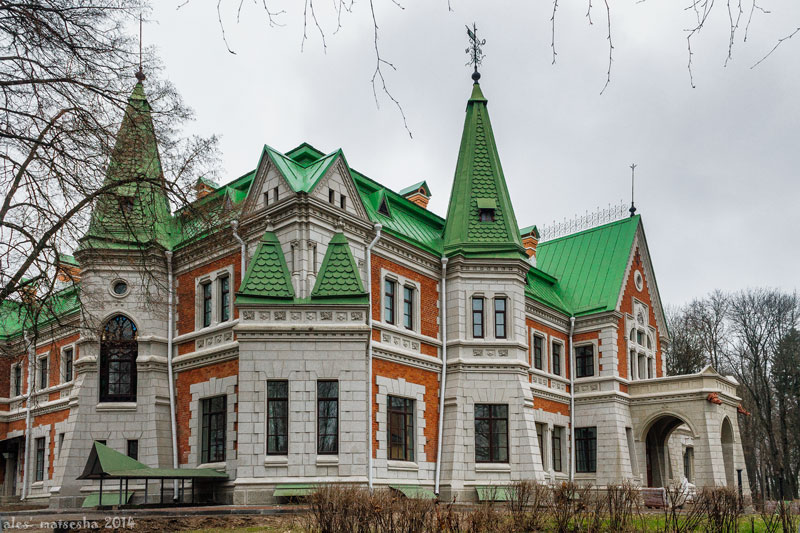
Дворцово-парковый комплекс Козел-Поклевских в Красном Береге
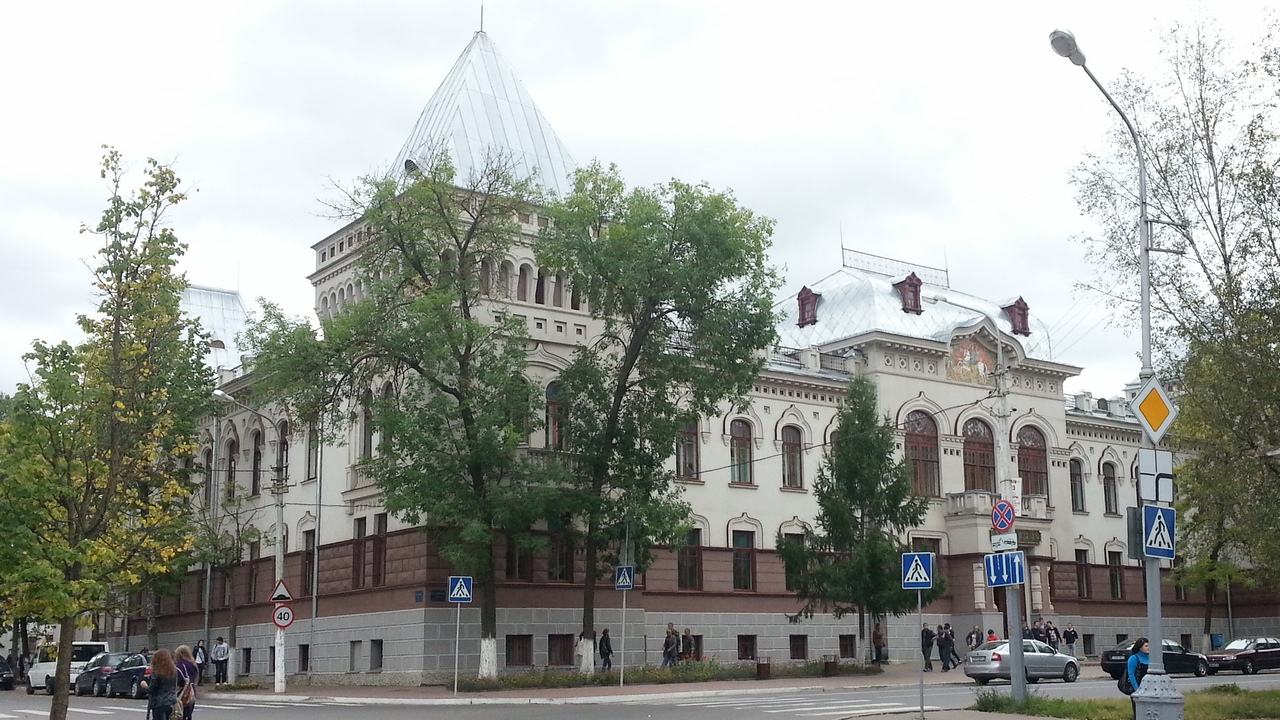
Здание Поземельно-крестьянского банка в Витебске
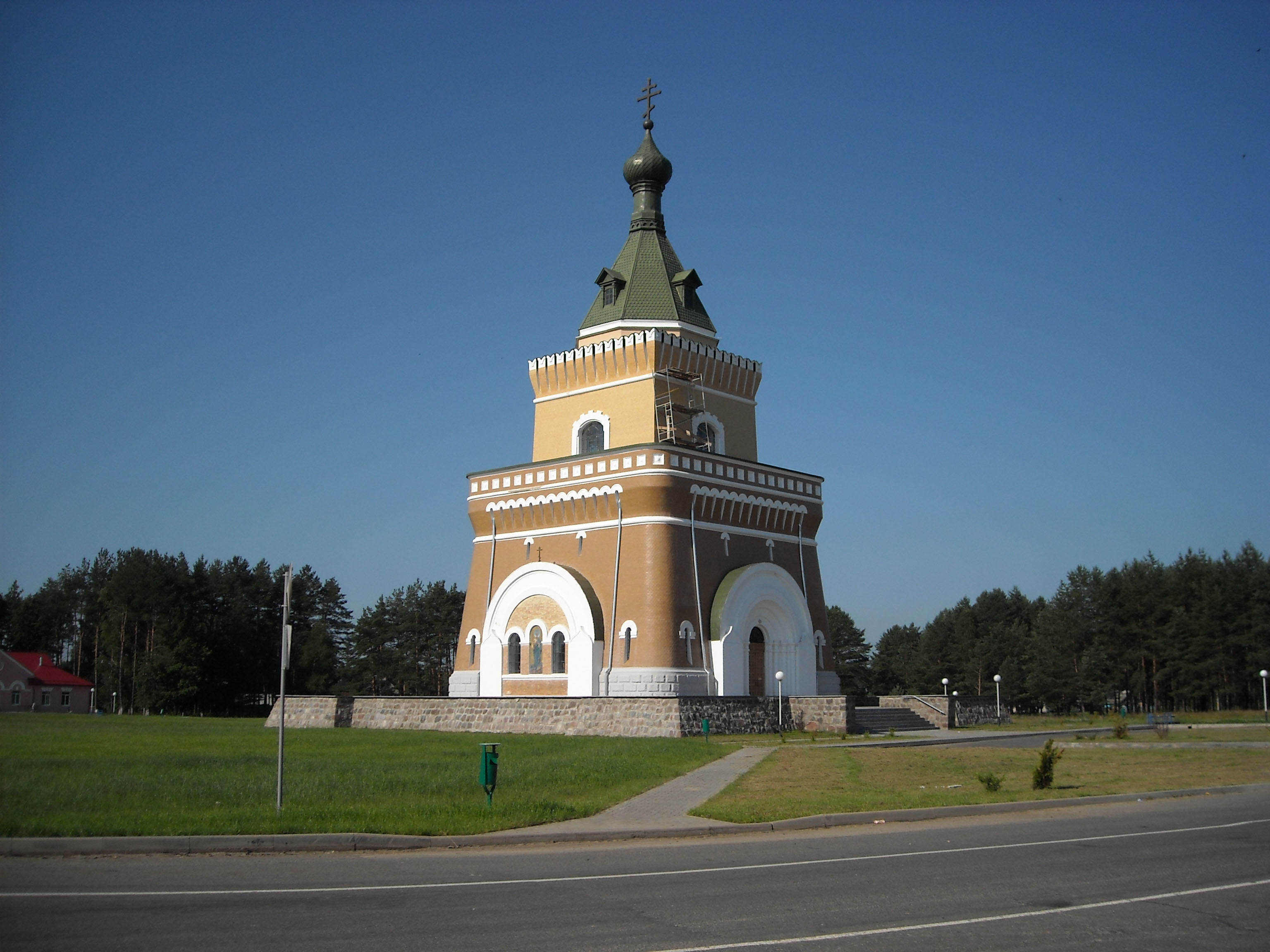
Петропавловская часовня в Лесной

Ранний модерн (1890—1907) отличался демонстративным отказом от механического копирования исторических архитектурных форм. В этот период значительные сдвиги произошли в области синтеза архитектуры и других видов пластических искусств (часовни-усыпальницы Паскевичей в Гомеле, Святополк-Мирских в Мире), который способствовал возникновению творческих тандемов архитекторов и скульпторов С. Шабуневского и П. Яцыны, Г. Гая и Я. Тишинскога и других. На этом этапе ощутимо влияние эклектики с её склонностью к декоративным деталям, самовыражением формы, плоскости, линии (Поземельно-крестьянский банк и дома купца Косовского в Гродно, Грошикова в Гомеле). Декор был тесно связан с конструкцией (дверные и оконные обрамлении, металлические решетки балконов, лестничных клеток, козырьков входов), в виде рельефного орнамента, мозаики или живописного панно (жилой дом Чалакаева в Гродно, доходный дом в Могилеве, коммерческий банк в Слониме).

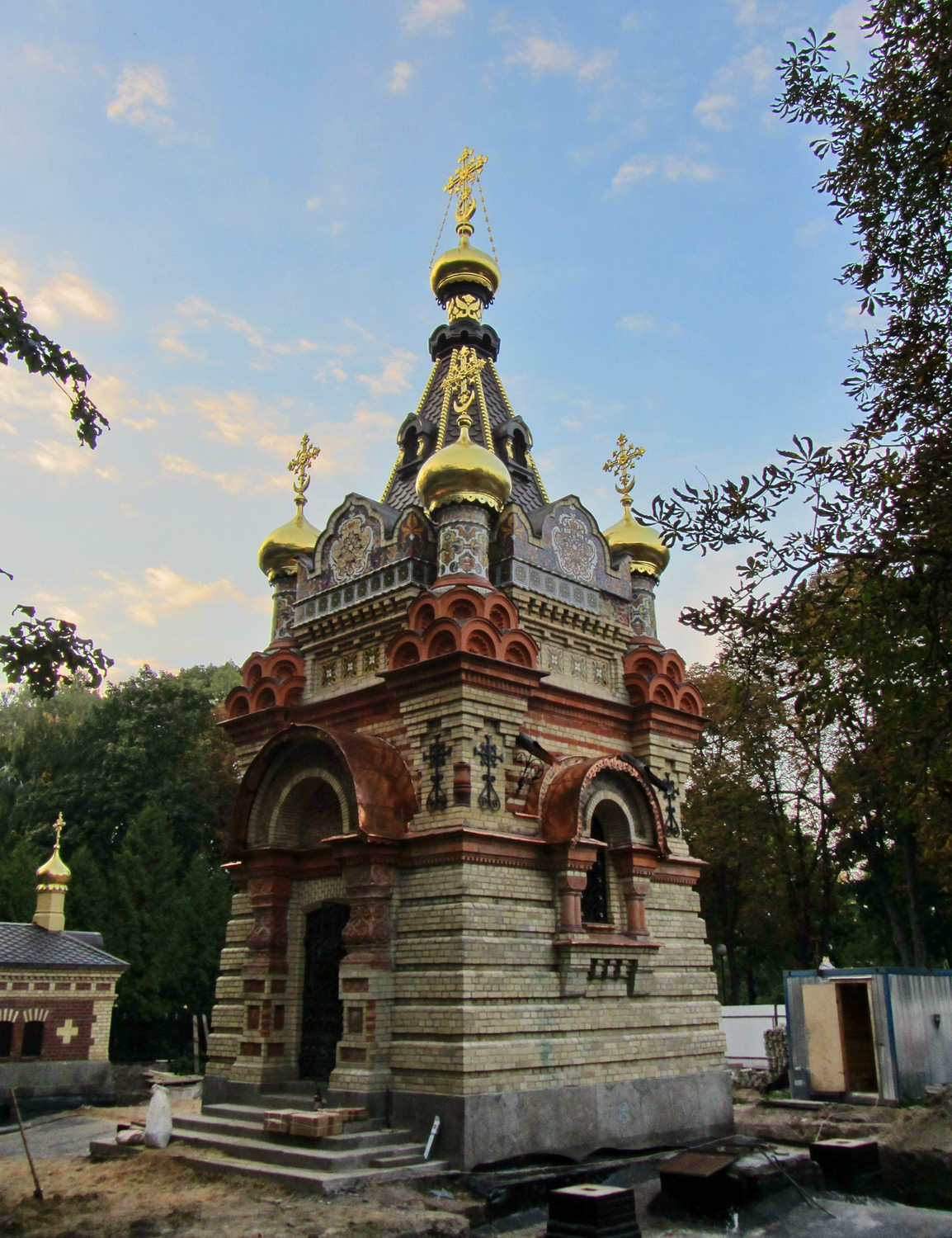
Часовня-усыпальница Паскевичей в Гомеле
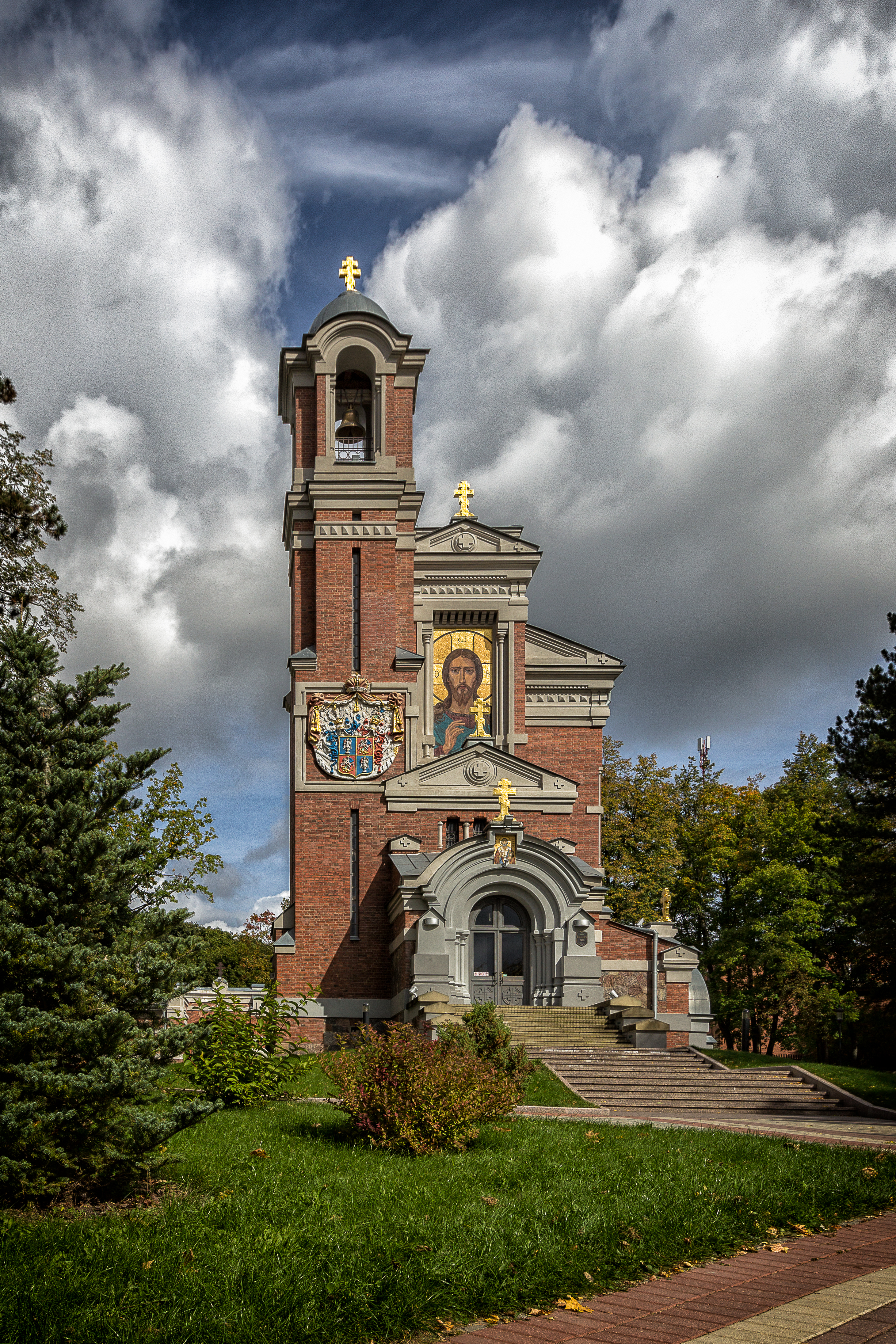
Часовня-усыпальница Святополк-Мирских в Мире
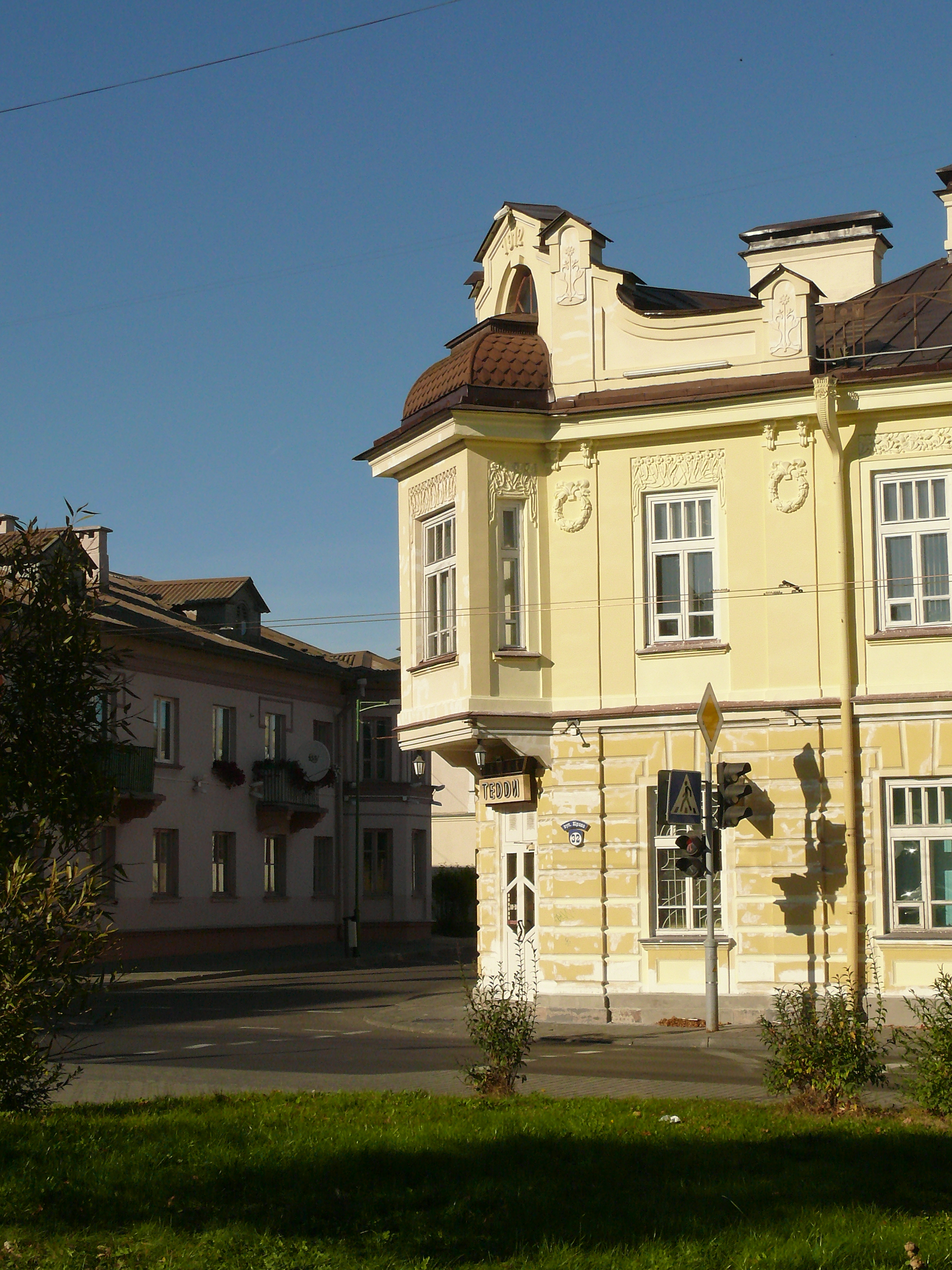
Дом купца Косовского в Гродно
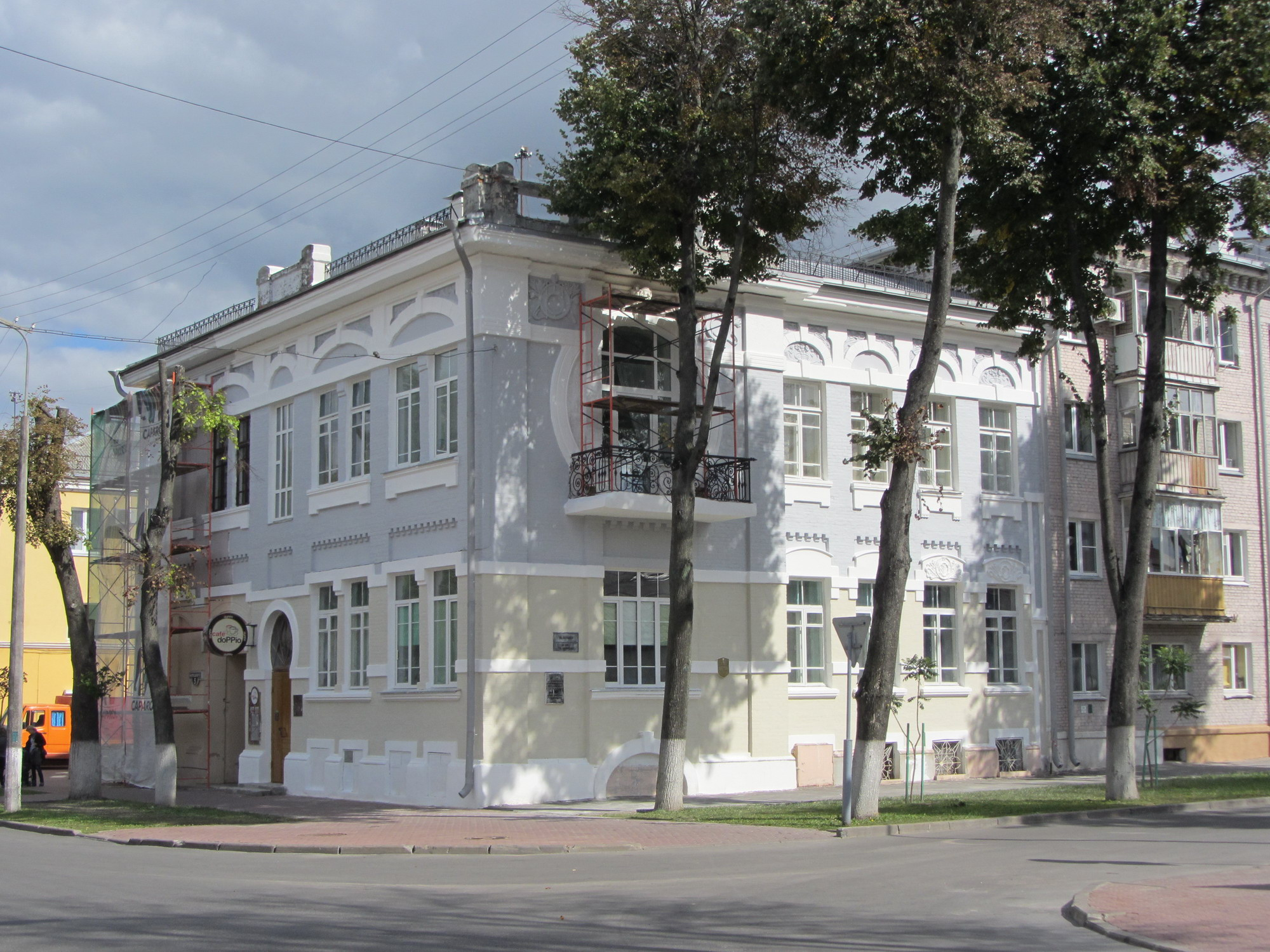
Дом купца Грошыкава в Гомеле

На втором этапе (1907—1917) происходило дальнейшее развитие модерна. В 1910-е годы под влиянием западно-европейской (польской) художественной культуры распространились тенденции рационалистического направления. В северо-восточных районах, например, в городах Витебской губернии, архитектурные традиции сохраняли приверженность классицизму, ввиду того, что большинство губернских, городских и епархиальных архитекторов были выпускниками Петербургской академии художеств (В. Вукалов, К. Творец, Ц. Кибардин, Ф. Фурман). Освоение национальной архитектуры происходило менее выражено. Идейно-художественная и мировоззренческая концепция прошлого в развитии архитектуры была предложена В. Струевым, который в 1898—1914 годах был главным архитектором Минской епархии. Среди его работ: церкви Троицкая в деревне Белоуша Столинского (1905), деревне Хотово Столбцовского (1908) районов, Петропавловская в городе Узда, на железнодорожной станции Городея (обе 1910), Рождества Богородицы в деревне Поречье Пинского района (1912), Народный дом в Минске (1912). Одним из региональных проявлений в архитектуре было использование камня-валуна (костёлы в деревнях Слободка Браславского района, 1903; Липнишки Ивьевского района, 1908). Позже целые камни в строительной практике заменяли колотыми, промежутки-швы между камнями заполняли мелким щебнем или галькой. Такую технику часто сочетали с кирпичной кладкой, гладкой или фактурной штукатуркой, достигая этим фактурного разнообразия. Этапы художественных веяний в белорусском зодчестве от эклектики (исторического романтизма) через модерн к рационализму и конструктивизму прослеживаются в творчестве С. Шабуневского (здания Общества сельско-хозяйственного страхования в Минске, женской гинекологической больницы в Гомеле).

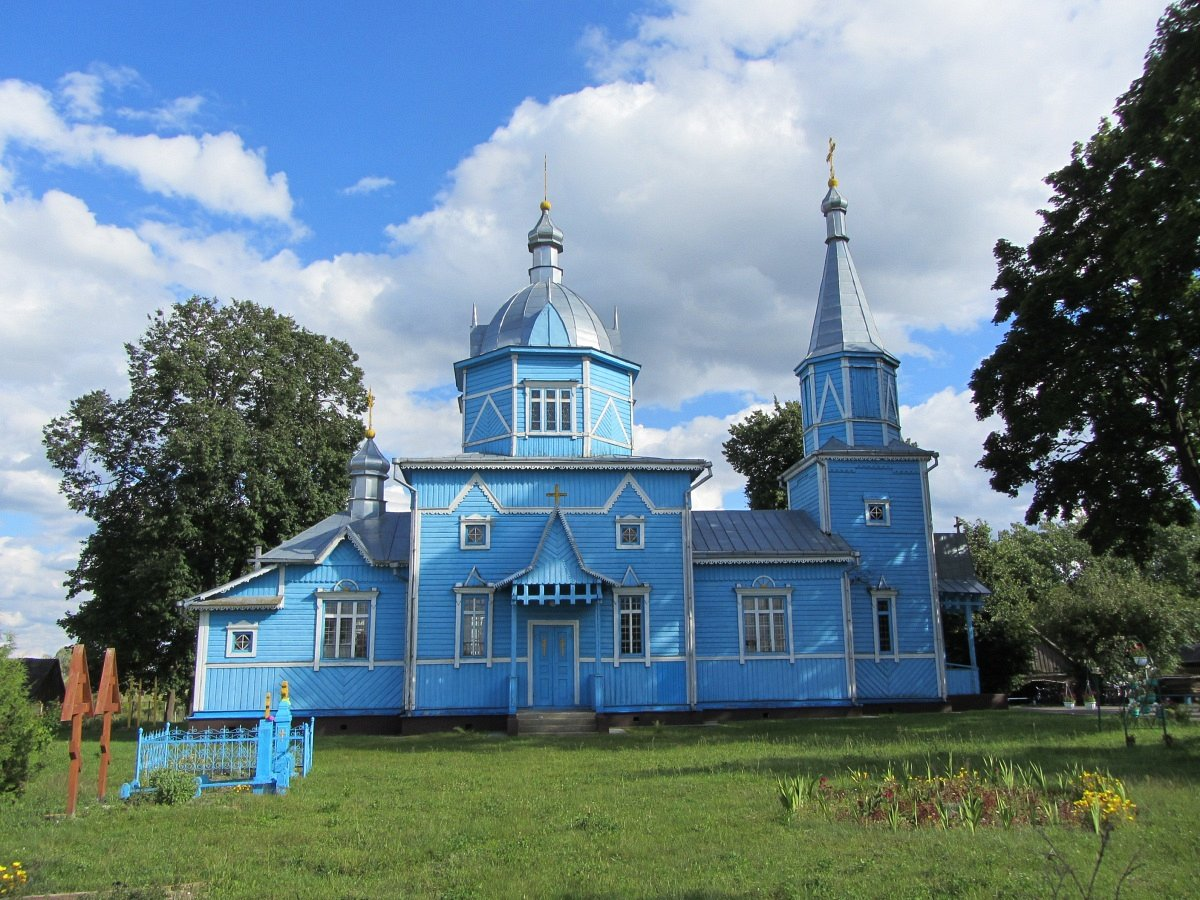
Троицкая церковь в Белоуше
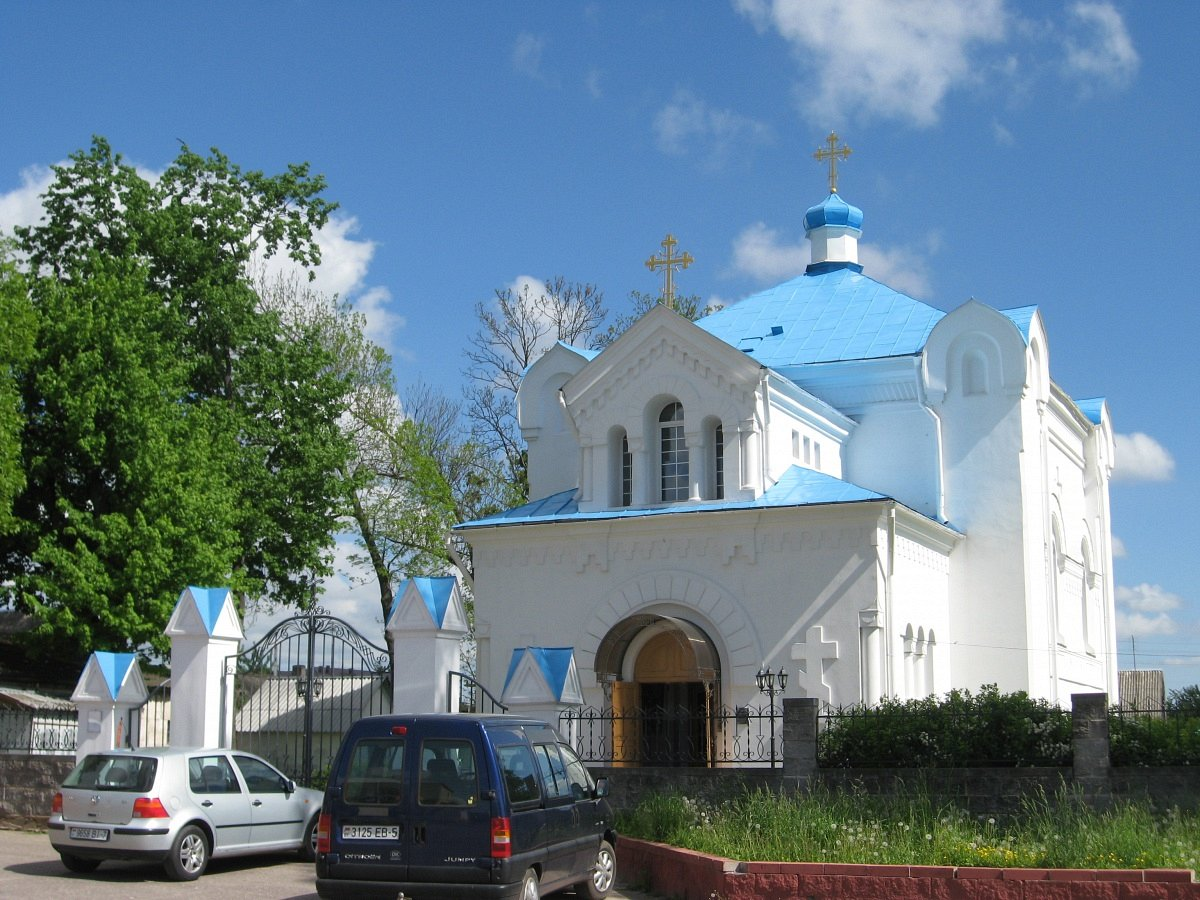
Петропавловская церковь в Узде
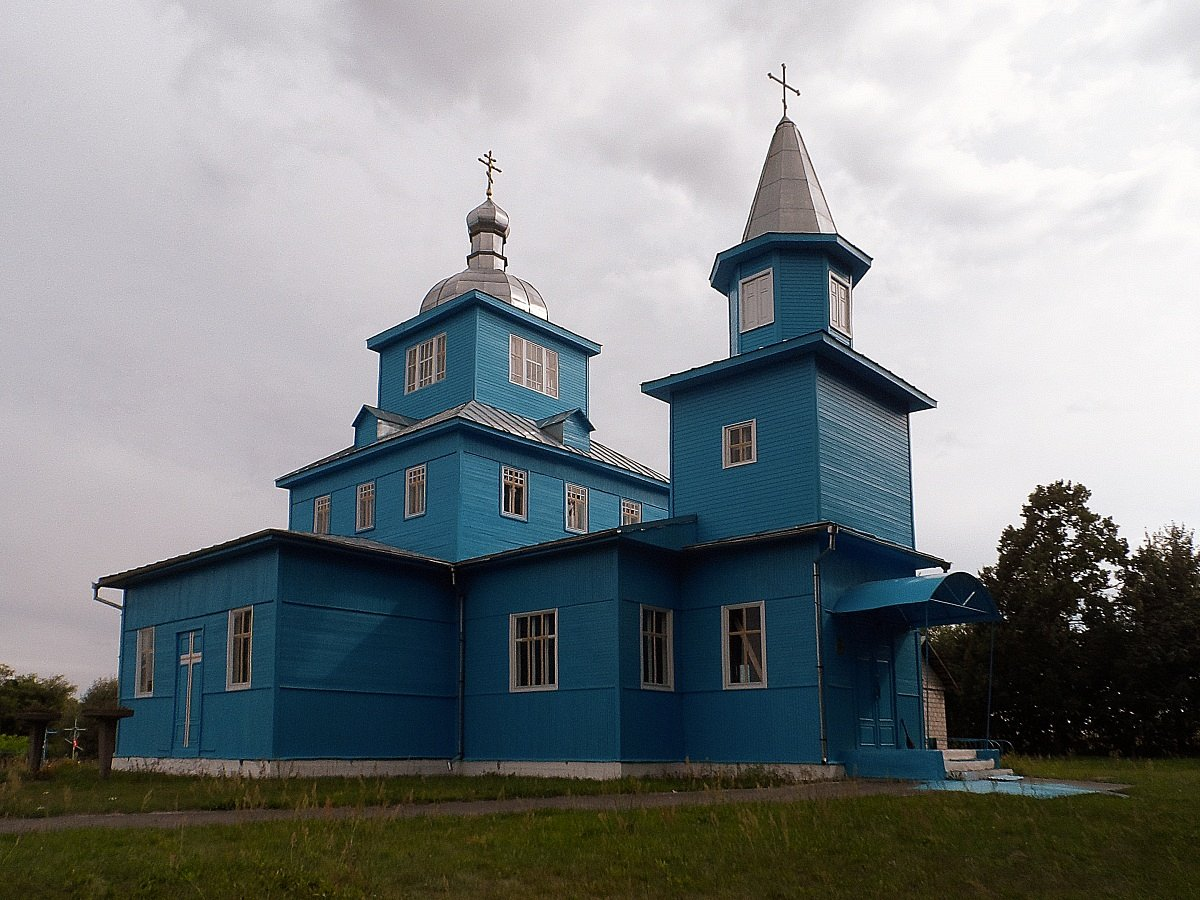
Церковь Рождества Богородицы в Поречье
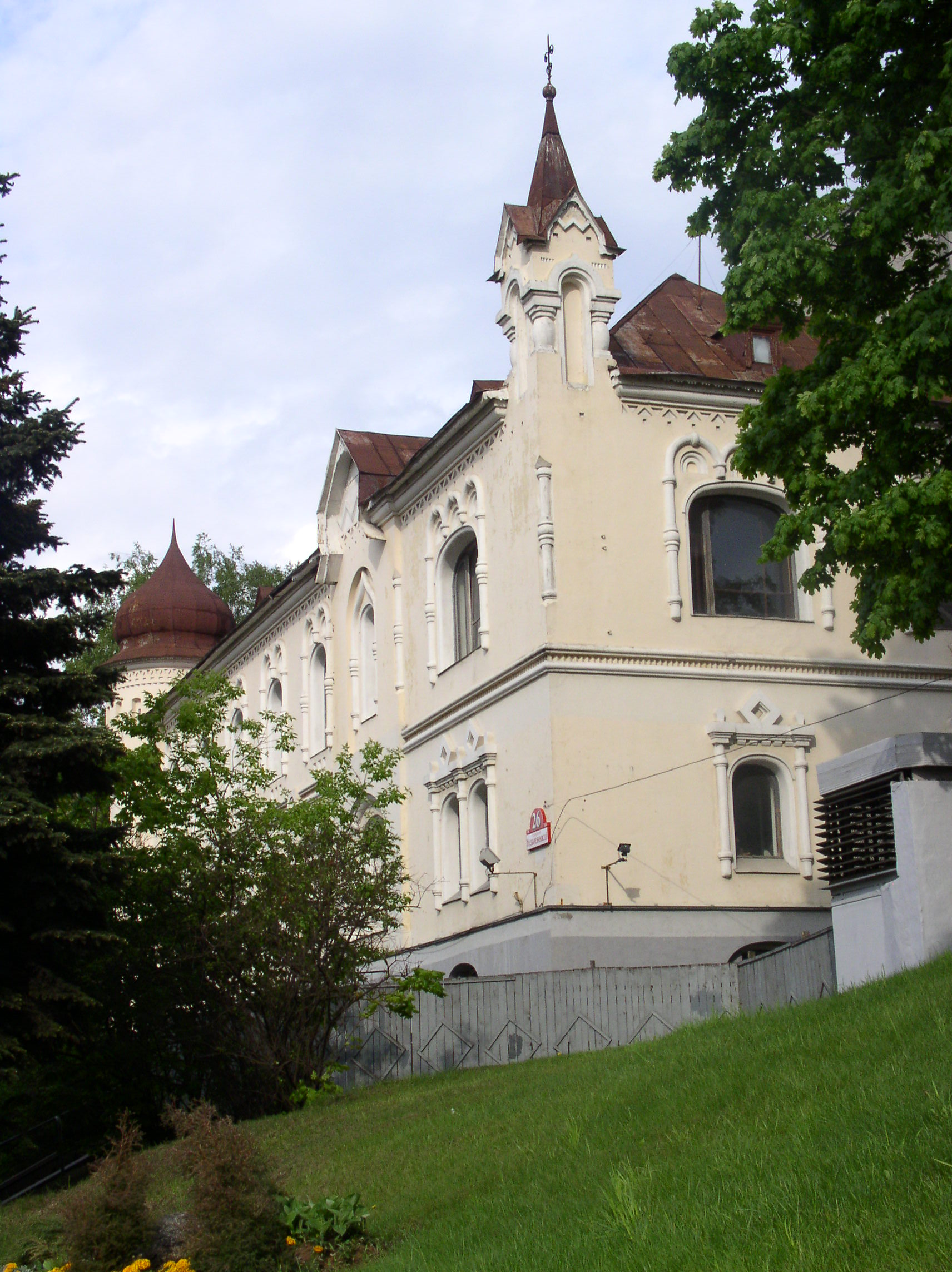
Юбилейный дом в Минске
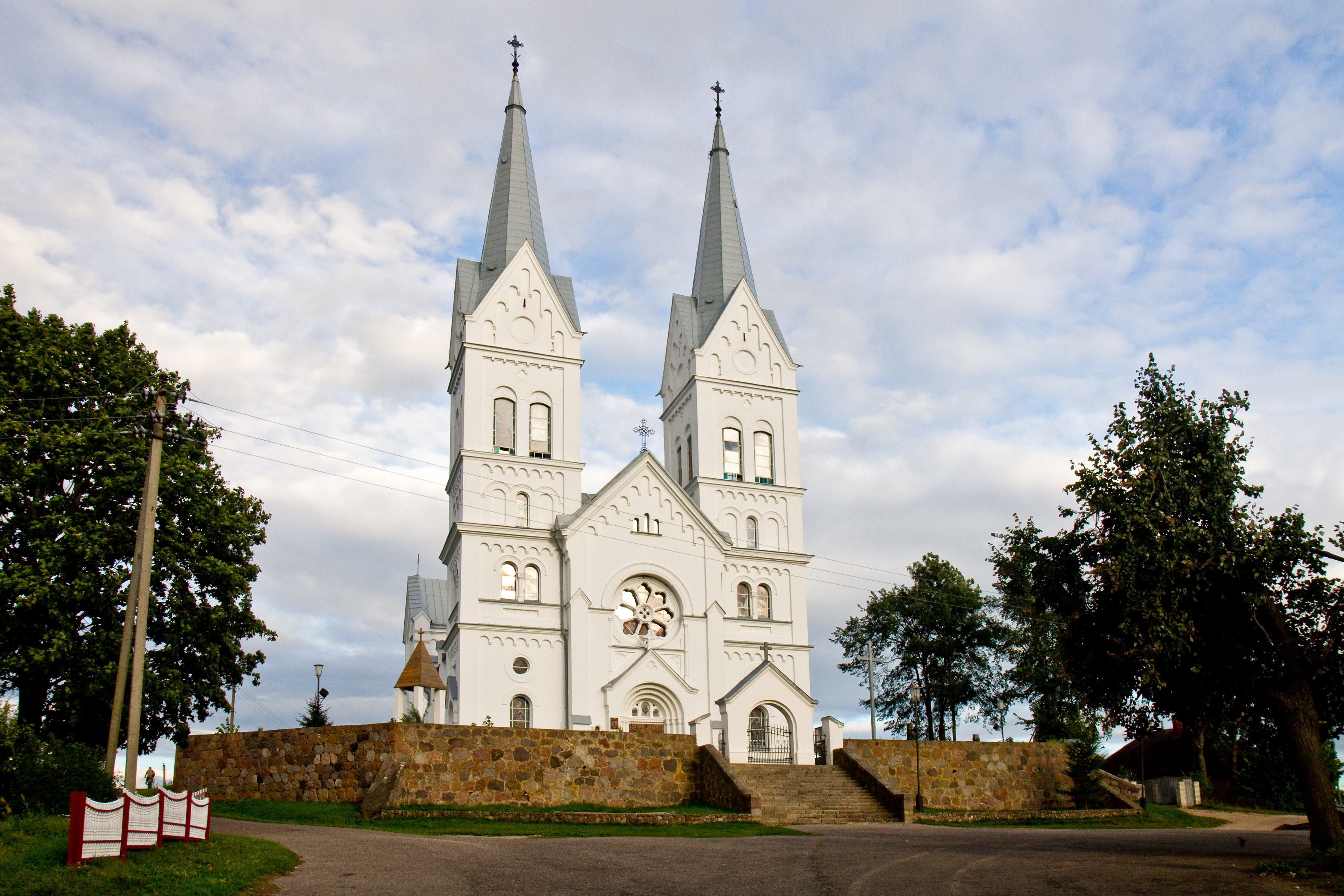
Костёл Сердца Иисуса в Слободке
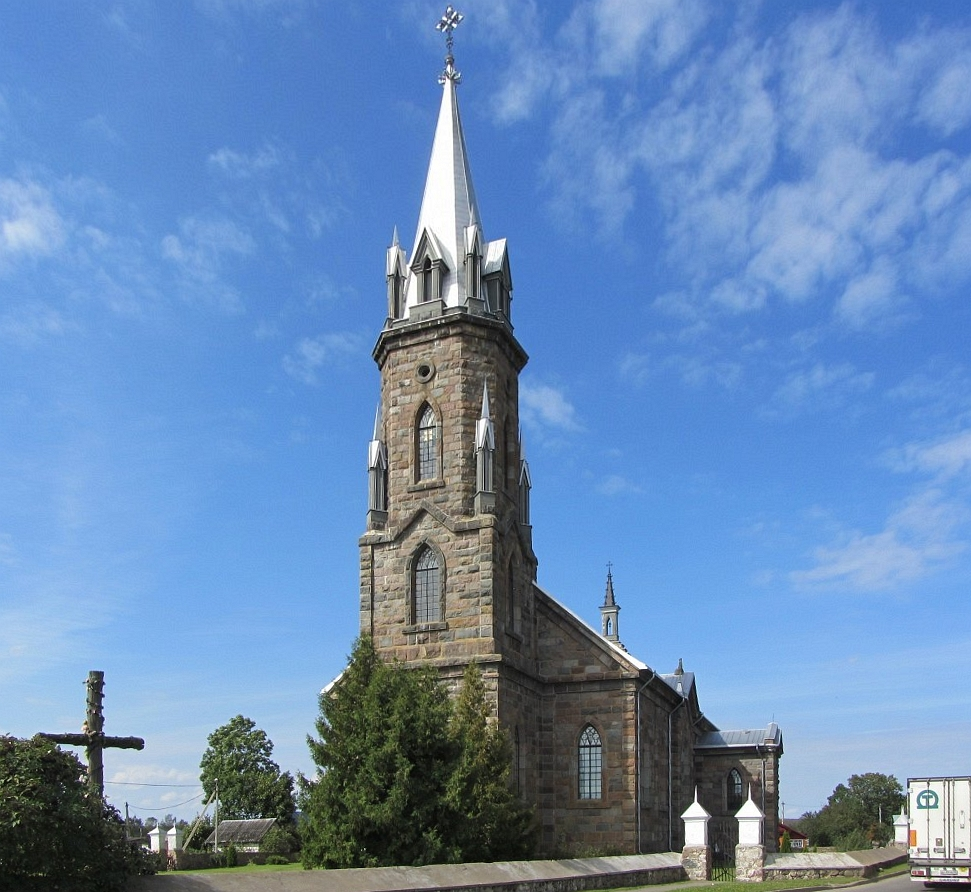
Костёл Святого Казимира в Липнишках
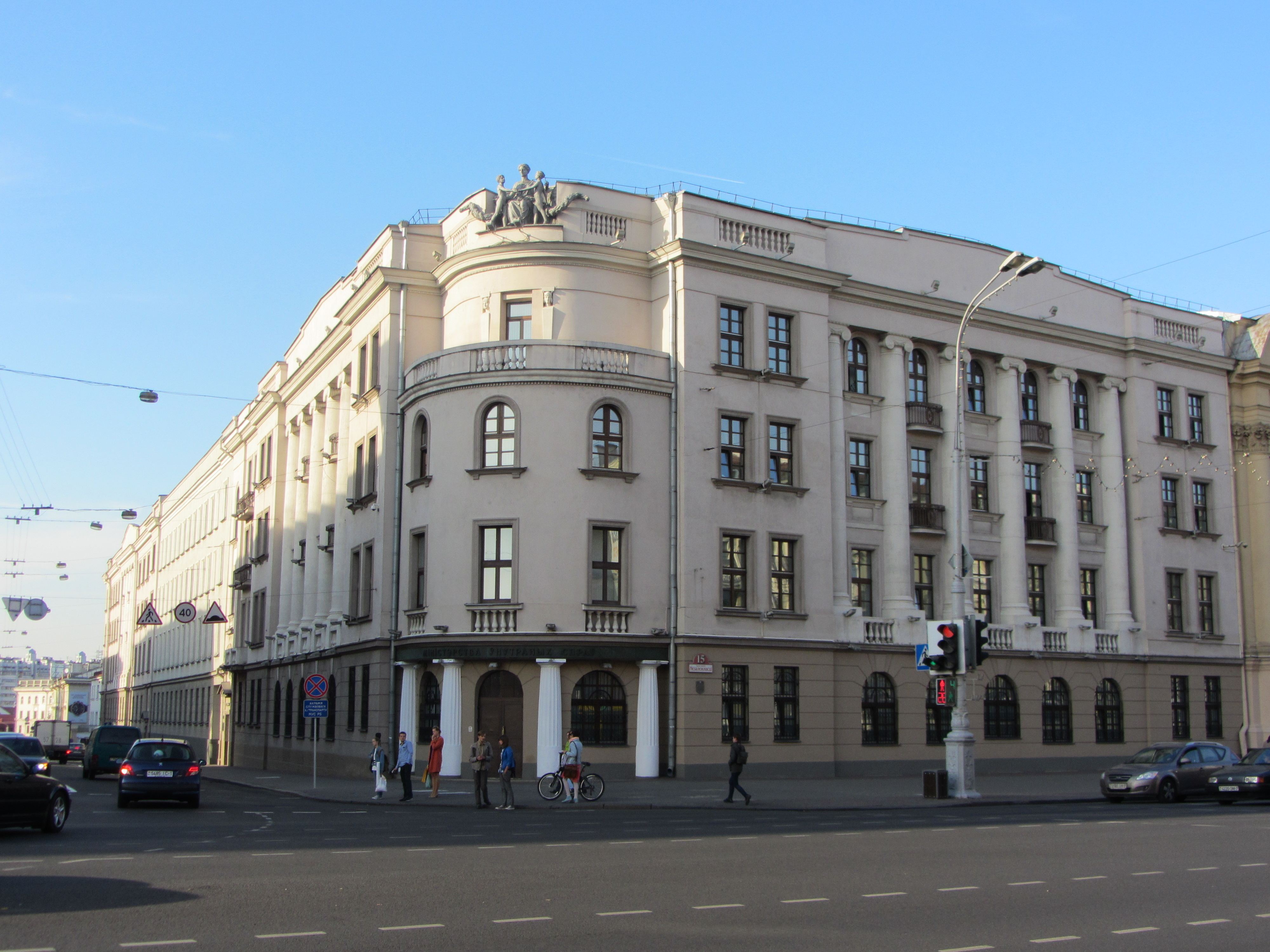
Дом Минского общества взаимного сельскохозяйственного страхования
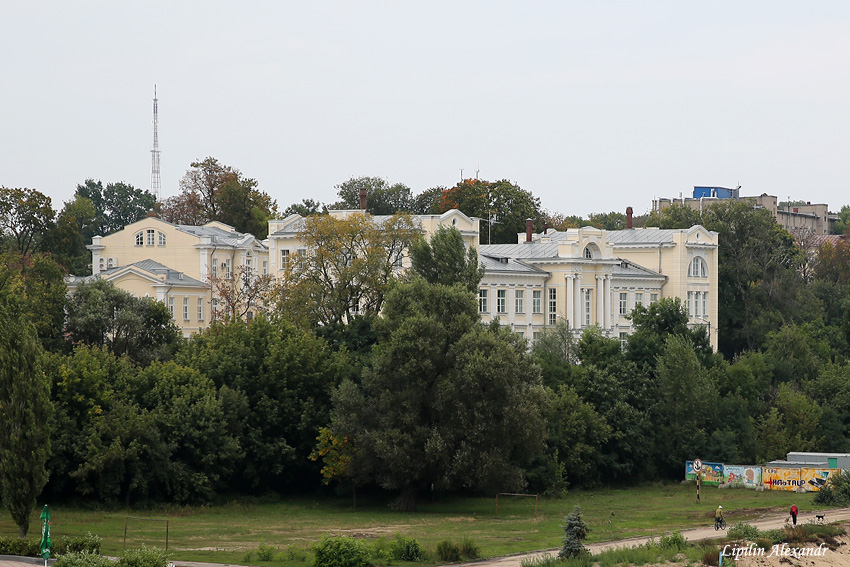
Городская больница в Гомеле

## Архитектура 1930—1941 годов
Белорусская архитектура 1930—1941 годов развивалась в общесоюзном русле. Это было время поиска новых форм, который сопровождался противоборством между старой творческой интеллигенцией и новой — пролетарской. Новая архитектура потеряла национальный колорит и развивалась как часть многонациональной советской архитектуры. Минск как столица республики стал центром архитектурной жизни, концентрации большого художественного и интеллектуального потенциала. Рост экономики БССР активизировал строительную деятельность, стимулировал развитие культуры. В 1933 году создан первый в Беларуси крупный проектный институт республиканского масштаба «Белгоспроект» (директор А. П. Воинов), в 1936 — «Белпромпроект». В «Белгоспроекте» разработаны генпланы Могилева (архитекторы М. Андросов, Н. Трахтенберг), Орши и Мозыря (архитектор П. Кириенко), Полоцка (архитектор И. Рапопорт), Слуцка и Речицы (архитектор Г. Парсаданов). В 1941 году была завершена разработка проекта генеральной схемы планировки реконструкции Минска до 1955 (архитекторы В. Муравьев, И. Трудов, Г. Якушка, инженер Д. Яскевич); согласно схеме планировалось капитальное строительство на основных магистралях города.
При возведении Дома Правительства (1930—1934, архитектор И. Лангбард) наметился отход от конструктивизма. На пути поиска новых форм работал И. Лангбард, он использовал трёхчетвертные колонны, ритмический строй которых придавал зданием мощную выразительность и композиционную завершенность (Дом Красной Армии, комплекс Академии наук, здание театра оперы и балета, все в Минске). В направлении художественной перестройки и критического освоения классики выделялись работы В. Батаева, И. Володько, В. Вараксина, А. Воинова, Н. Гилярова, В. Гусева, А. Крылова, А. Брегмана, Р. Столлер, М. Томаха, Г. Якушки и других (в Минске — здания ЦК КПБ, партийных курсов, Дворец пионеров, Институт физкультуры, средняя школа № 4, гостиницы Белорусского военного округа и «Беларусь», 122-квартирный жилой дом на Круглой площади, жилой дом горсовета на улице Советской; Дом горсовета в Гомеле). Стилистические изменения чаще отражались в декоративном убранстве, а в объемно-композиционных решениях сохранялись принципы конструктивистской архитектуры. Застройка 1930-х годов характеризовалась масштабной целостностью и ансамблевостью, формировало новое архитектурно-пространственное и художественное окружение (застройка Круглой площади, университетского городка, 1-й Клинической больницы, политехнического института, все в Минске). Большую роль в формировании теоретической проблематики 1930-х годов сыграли 1-й (1935) и 2-й (1941) Всебелорусские съезды Союза архитекторов, а также 1-й съезд Союза архитекторов СССР (1937). В этот период происходило становление архитектуры социалистического реализма. В архитектурную жизнь активно входят проблемы критического освоения классического наследия. Практические вопросы, которые обсуждались на съездах Союза архитекторов, сформировали целые блоки теоретической проблематики. В этих условиях изучение вопросов национального своеобразия белорусской архитектуры было искусственно приостановлено.

## Архитектура 1944—1950-х годов
В годы после Второй мировой войны архитектура Беларуси развивалась в русле сталинского классицизма, позже в упрощенном стиле функционализма.
1944—1950-е годы были принципиально важными для развития градостроительства и архитектуры. Этот период связан с формированием комплекса разноуровневых проблем, идей и концепций, которые зависели от политических, социально-экономических, идейно-художественных и технических условий. В это время активно велось послевоенное восстановление городов и деревень.
При разработке новых генеральных планов (Минска и других городов) наметился подход к определению главной градостроительной концепции — воплощению всеми возможными средствами пафоса великой Победы, возвеличиванию совершённого народом подвига. В русле этой эстетики проектировалась и застраивалась первая очередь главной магистрали Минска — улицы Советской (современный проспект Независимости). Архитектурно-художественный облик этого ансамбля демонстрирует торжественную монументальность, парадность, мажорную приподнятости всей застройки, где каждое здание является памятником архитектуры. Площади, бульвары, курдонёры и разрывы между зданиями создают разнообразие, ритмический строй и смену впечатлений.
В августе 1944 года в Минске работала специальная комиссия комитета по делам архитектуры при СНК СССР, которая разработала схему новой планировки города («Эскиз планировки Минска», архитекторы А. Щусев, М. Коли, А. Мордвинов, В. Семенов, Б. Рубаненко, И. Лангбард); среди разработчиков «Эскиза» был и белорусский архитектор Н. Трахтенберг. Были внесены принципиальные идеи-предложения по созданию радиально-кольцевой планировочной структуры города, где главное место отводилось центральной городской магистрали — улице Советской (направление восток—запад) и перпендикулярно ей — улице Ленина (направление север—юг) — второму диаметру города. В юго-восточной части города предусматривалось размещение промышленной зоны (её формирование началось перед войной), где располагались крупные предприятия. Вдоль реки Свислочь планировалось создать сплошной зелёный массив, образующий парковую и рекреационную зоны — резервуар чистого воздуха.
Дальнейшие проекты генпланов Минска и других городов стремились сохранить преемственность предыдущих. Роль градостроительства в преобразовании городов стало наиболее важным завоеванием советской архитектуры. Проблема ансамблевости рассматривалась как средство создания принципиально нового облика города. Градостроительные идеи ансамблевости включали в художественное единство не только общественные здания, но и жилые формирования. Среди разработчиков генплана Минска (редакция 1946) — белорусские проектировщики М. Андросов, Н. Трахтенберг, инженеры К. Иванов, Р. Образцов, В. Толмачёв. В результате многочисленных конкурсных соревнований архитекторов в 1948 принят к реализации проект планировки и застройки центрального района города (авторы: архитектор Г. Баданов, В. Король, Н. Осмоловский, Н. Парусников). Проектирование и строительство улицы Советской — яркая страница советского градостроительства.
Большое внимание обращалось на художественно-образную сторону архитектуры, в большинстве случаев её рассматривали с позиции искусства. Тенденция поиска архитектурно-художественной образности постепенно приобретало противоречивый характер (когда архитектуру улучшали архитектурой). Стремление достичь художественного уровня за счет «классики» привело к неадекватности формы, функции, содержания и тектоники сооружений. На этом этапе начала преобладать изобразительность в архитектуре, а художественная форма в целом формы была направлена на идейно-эмоциональное моделирование социальной среды. Наибольшее расширение получил аллокативный тип архитектуры (с конструктивно пассивной изобразительной формой), например, «приставка» классического портика как декоративно-знакового дополнения, а также сочетание классического ордера с использованием декора, заимствованного из народно-прикладного искусства (орнаментика растительных мотивов из знаменитых слуцких поясов). Архитекторы сотрудничали с художниками (художник-керамист Н. Михолап и другие).
Среди значимых зданий общественного назначения: в Минске — главный почтамт (архитекторы А. Духан, В. Король), административное здание и государственный банк (архитектор М. Парусников), Дворец профсоюзов (архитектор В. Ершов), Центральный телеграф (архитекторы А. Духан, В. Король); ансамбль застройки улицы Кирова в Витебске (архитекторы В. Гусев, В. и А. Даниловы), драматический театр в Гомеле (архитектор А. Тарасенко). Архитектура этих зданий основана на принципах использования классических форм и композиций. К середине 1950-х годов исторические формы вступили в противоречие с нарастающими темпами и увеличением объёмов строительства. Осмысление этой проблемы привело к отказу от приоритетных главных фасадов зданий, выходящих на магистрали; началась коренная перестройка архитектурно-проектного дела, архитектура вступила в новую стадию своего развития.

## Архитектура 1960 — начала 1990-х годов
После 1960 года в архитектуре Беларуси наибольшее развитие получило типовое проектирование, которое осуществлялось в рамках господствующего направления функционализма. Вторым направлением стало обращение к национальному наследию и достижениям мирового зодчества. Закреплению новаторских черт способствовало техника, с помощью которой вырабатывались новые архитектурно-строительные приёмы. Одной из характерных черт архитектуры 1960—1970-х годов стала её направленность на комплексное ансамблевое строительство. Художественная выразительность новых архитектурных композиций обеспечивалась соответствующим расположением общественных зданий, которые акцентировали градостроительное значение конкретного района, стилистическим единством и объёмно-пространственным решением ансамблей, благоустройством главных площадей, магистралей и других городских узлов. Начался отход от традиционных градостроительных решений, в основе которых лежало противопоставление центров окраинам.
При проектировании и строительстве архитекторы начали обращаться к национальным традициям, что обогатило образную выразительность построек. Народные традиции с наибольшей полнотой сохранились в сельской архитектуре. Небольшие размеры сельских населённых пунктов, удалённость от городов стали условием сохранения и развития народных особенностей зодчества. Этому способствовали культурно-бытовые традиции и специфика жизнедеятельности населения. Близость к природе как специфическая особенность белорусского села повлияла на решение объёмно-пространственных композиций построек, более органичной стала связь с окрестностями. Поднимались проблемы связи архитектуры и природно-ландшафтного окружения, благоустройства и озеленения территорий. В результате основным подходом к организации градостроительных комплексов стало ансамблевое строительство, которое осуществлялось разнообразными архитектурными методами: гибкостью и динамичностью композиций, синтезом архитектурной и природной среды, связью со зданиями исторического центра, контрастом форм и композиций построек, разнообразием типов зданий и так далее.
Одним из факторов формирования архитектурно-художественного образа стал цвет и связанный с ним художественный синтез, а в качестве средств организации архитектурно-художественных композиций — масштаб, пропорции и ритм. В ряде случаев роль структурных единиц, формирующих архитектурно-художественный облик, взяли на себя функциональные и конструкционные элементы: балконы, лоджии, галереи, эркеры и тому подобное. Всё указанное во взаимодействии способствовало становлению специфического художественного облика архитектуры 1960 — начала 1990-х годов.
В градостроительстве 1960—1970-х годов особое внимание обращалось на систему развития общественных центров. В больших городах формировалась полицентричным линейно-осевая композиция со звёздчатой структурой, которая складывалась на основе планировки радиально-кольцевой (Минск, Витебск, Гомель) или веерной, которая развивалась на базе существующей асимметричной композиции центра (Брест, Пинск). В 1980-е годы в крупных городах складывалась разветвленная многоузловая полицентричная структура общественных центров. Например, в Витебске центр развивался за счёт освоения пешеходных прибрежных территорий Западной Двины, центр Могилева формировался вдоль второго композиционного диаметра — проспекта Мира.
Общественный центр являлся ядром в формировании композиций белорусских посёлков и в концентрированном виде отражал архитектурную специфику населенного пункта. Облик сельского общественного центра основан на творческом развитии традиций народного зодчества в сочетании с новаторскими поисками. Композиция общественного центра, которая обычно состояла из нескольких элементов, располагалась на озеленённых территории или у водоема, решалась многофасадно и стилистически продолжалось в застройке прилегающих территорий общественными и жилыми зданиями (деревни Октябрьская Витебского района, Вертелишки Гродненского района, Заширье Ельского района, Новый Двор Щучинского района и другие).
В исторических районах городов формировались пешеходные зоны. Впервые пешеходная зона создана в Лиде, позже — в Гродно и Бресте; в Минске такая зона сформирована вдоль проспекта Машерова. Внимание при организации таких зон отдавалось при развитии общегородских центров в Барановичах, Борисове, Бобруйске, Молодечно, Мозыре, Орше. Художественная выразительность достигалась в результате благоустройства и озеленения территории с включением архитектуры малых форм и декоративных скульптурных композиций.
Планировочная структура городов укрупнялась путем формирования новых районов, продолжалась застройка и микрорайонами. Новые районы формировались около водно-зелёных зон или крупных городских магистралей. Композиционным диаметром стали водно-зелёные зоны в отдельных районах Минска (Серебрянка, Чижовка), Гомеля (Волотова), Могилева, Витебска, Гродно, Бреста. В рамках крупных городских магистралей создавались районы Восток, Серебрянка, Чижовка, Запад в Минске. Застройка новых районов велась с максимальным использованием рельефа и окружающих лесных массивов. Их художественная и декоративная выразительность достигается при помощи зданий различного типа (прямоугольных и криволинейных в плане, высотных башенного типа и так далее), которые контрастируют между собой и образуют ритмичное чередование, динамические ансамблевые композиции.
Разные конструкционные решения получили жилые дома. Застройка велась с использованием монолитных, крупнопанельных, кирпичных и объёмно-блочных зданий. В 1980 — начале 1990-х годов города развивались за счёт освоения прилегающих территорий. На принципах строительства сказался учёт природно-ландшафтного фактора. Холмистый рельеф с перепадами отводили под высотное строительство, территории с равнинным рельефом застраивали горизонтально вытянутыми домами. Новые районы городской застройки нередко формировались вдоль крупных магистральных улиц с учётом транспортных связей.
Постепенно укрупнялся масштаб застройки. В разных районах Минска возводили жилые дома на 9—20 этажей: в жилых районах Восток I (архитекторы Г. Сысоев, И. Журавлёв, И. Попова), Восток II (архитекторы Г. Сысоев, А. Белоконь, Н. Грачёва), общежитие РТИ по улице Первомайской (архитекторы А. Березовский, Ю. Григорьев), дома с магазинами «Трикотаж» по улице Первомайской (архитекторы Э. Светлова), «Нестерка» по ул. М. Богдановича (архитекторы Л. Москалевич, Г. Ласковая), в микрорайоне Серова I (архитекторы К. Соколова, Л. Мартынов, В. Кривошеев, А. Соболевский и другие).
Иногда они представляют собой каскады объёмов различных высот: комплекс жилых зданий в микрорайоне Восток III в Бресте (архитекторы В. Арсеньев, В. Гапиенка, А. Ляшук). Жилые дома со встроенным выставочным залом по проспекту Ленина в Гомеле (архитектор С. Певный), по улице Первомайской в Могилеве (архитекторы Е. Брянцев, Ю. Ивжанка), 300-квартирный дом в Борисове (архитекторы А. Никитин, А. Федоренков) и другие.
Значительное расширение получили классическая прямоугольная в плане композиция, строгость, симметрия в объемно-пространственном решении (здания обкомов КПБ в Могилеве, Бресте, Гомеле; горкома КПБ, Дворца культуры железнодорожников в Минске, Театра драмы и комедии в Бобруйске, жилые дома по улице Ленина в Витебске, по улице Первомайской в Могилеве).
В отдельных случаях используется пирамидальная или сложная асимметричная композиция: корпус № 15 БПИ (архитекторы И. Есьман, В. Аникин), институт мелиорации и водного хозяйства по улице М. Богдановича (архитектор П. Крахалёв) в Минске; жилые дома по бульвару Космонавтов в Бресте (архитекторы А. Казюки, Г. Будько, И. Карват, Р. Шилай); комплекс жилых домов на набережной Западной Двины в Новополоцке (архитектор Л. Кравчиня).
Строительство культурно-просветительских учреждений велось преимущественно по типовым проектам. Художественная выразительность зданий достигалась за счёт отделки фасадов. При возведении общественных построек часто использовались классицистические порталы: Дворец культуры Минпромстроя Беларуси (архитекторы А. Тен, С. Невмывакин, С. Кожар), Дворец Республики (руководитель проекта М. Пирогов, архитекторы В. Даклов, Л. Зданевич, А. Шабалин, конструкторы Е. Власов, А. Ершова) в Минске. Использовались также скульптурные композиции (Областной драматический театр в Гродно, архитектор Г. Мачульский), декоративные ниши (информационно-вычислительный центр Минжилкомхоза в Могилёве, архитектор М. Янчик), орнаментальные декоративные пояса (столовая завода «Калибр» в Минске, архитектор А. Круговая), различные виды отделки стеклом с рельефной и гладкой поверхностью (школа по обучению иностранных специалистов в Минске, архитектор А. Зензин).
Однако в большинстве случаев художественно-эстетический акцент делается на средства объёмно-пространственной композиции и конструкционных особенностях. Блокировка объёмов различных высот, отсутствие чисто декоративных элементов в отделке, правильные геометрические формы свидетельствуют о наличии черт конструктивизма в гражданском зодчестве: здание концертного зала «Минск» (архитекторы Л. Потапов, Ю. Кустов, Л. Кустова, А. Чадович), Республиканский дом технического творчества (архитекторы В. Даниленко, A. Зензин, М. Наумов) в Минске, гостиницы «Гродно» в Гродно (архитекторы Ю. Потапов, В. Попов, В. Евдокимов, Ю. Романов) и «Молодечно» в Молодечно (архитектор В. Кривошеев) и другие.
В торговых, гостиничных и спортивных сооружениях художественная выразительность достигалась конструкционным решением: в Минске — Дворец тенниса (архитекторы С. Ботковский, Л. Гельфанд), крытый каток в детском парке имени М. Горького (архитекторы Ю. Григорьев, В. Бабашкин, В. Грезцов), гостиница «Турист» (архитектор Л. Погорелов), выставочный центр «БелЭкспо» на проспекте Машерова (архитекторы Л. Москалевич, Г. Ласковая, Г. Федосенко , В. Копылов), крытый рынок «Комаровский» (архитекторы В. Аладов, А. Жалдак, М. Ткачук, В. Кривошеев), универсамы «Рига» (архитекторы Е. Дятлов, А. Жалдак), «Таллин» (архитекторы А. Жалдак, Р. Явменов, Ф. Пархимович), комплекс автовокзала «Восточный» (архитекторы Л. Погорелов, Л. Кустова, В. Ягодники); комплекс международного молодёжного центра «Юность» на Заславском водохранилище (архитекторы Ю. Шпит, Э. Вишневская), аэровокзалы в Гродно (архитекторы В. Евдокимов, Л. Москалевич, М. Кунявская, В. Василюк, В. Чубич) и Бресте (архитекторы B. Арсеньев, А. Ляшук, В. Кескевич, Р. Шило, В. Гапиенка).
В жилищном строительстве индивидуальное решение приобрели отдельные архитектурные элементы: балконы, лоджии, парапеты, а также отделка панелей (комплекс Дома быта и института «Белбыттехпроект» в Минске, жилые дома по улице Мичурина в Бресте, улице Первомайской в Могилеве). Архитектурная выразительность достигалась за счёт включения произведений монументального и декоративного характера (мозаичные композиции в торцовых частях высотных зданий в жилом районе Восток I в Минске, декоративные композиции монументальной живописи на жилых домах на набережной Западной Двины в Новополоцке). В отделке использовались также витражи (Театр драмы и комедии в Бобруйске).
В жилищном строительстве распространение получил цвет в оформлении торцов, элементов балконов, лоджий (общежитие РТИ по улице Я. Коласа, жилые дома в микрорайоне Серова I в Минске, на бульваре Космонавтов в Бресте). На процесс формы стилеобразования повлиял исторический фактор. Переосмысление исторических и народных традиций выразилось в застройке новых городских районов. Современную интерпретацию получили формы и принципы функционализма и конструктивизма.
В начале 1990-х годов архитектура находилась под влиянием постмодернизма; распространилась пирамидальная или асимметричная планировка объёмов, использование в конструкциях зданий общественного и жилищного назначения башенных форм, отсутствие чисто декоративной отделки фасадов.
Национальные черты воплотились преимущественно в сельской архитектуре. Облик сельских построек во многом определили традиционные строительные материалы (дерево, природный камень, кирпич): комплекс предприятия бытового обслуживания в деревне Блонь Пуховичского района, одноквартирные жилые дома в посёлке Жемчужный Барановичского района, деревня Сухари Могилевского района. Разнообразие типов и конструкций построек позволило создать индивидуальный художественный облик архитектуры поселков. Поддержанию единой стилистической линии при сохранении национального колорита способствовала декоративная отделка фасадов с использованием традиционного орнамента (жилые дома по улице Юбилейной в деревне Вертелишки Гродненского района, блокированные с квартирами в двух уровнях в деревне Снов Несвижского района, усадьбы мансардного типа в деревне Невеличи Дзержинского района). Преобладание народных и национальных традиций над новаторскими поисками стало характерной особенностью сельского строительства.

## Архитектура 1990 — начала 2000-х годов
Сильное воздействие на архитектуру рубежа XX—XXI веков оказал постмодернизм, в котором нашло воплощение сочетание реалистического и авангардного направлений. Первый связан с развитием национальных традиций, основа другого — ретроспективизм. Новые объекты приобрели более выразительные силуэтные композиции. Как средство художественной выразительности важную роль играют цвет и свет. Ускоренными темпами шло формирование общегородских центров. Полицентричную структуру приобрели Пинск, Полоцк и Новополоцк. Их развитие предусматривает выход к водно-зелёным зонам и лесным массивам. В больших городах больше внимание уделяется сохранению исторической застройки. В ряде случаев исторические центры преобразованы в пешеходные зоны (Пинск, Лида). При этом новые транспортные линии формируются в обход городского ядра.
В 1990-е годы начала меняться градостроительная концепция. Если предыдущие генеральные планы городов ориентировались на высокоплотную многоэтажную застройку жилых районов, то новая стратегия предусматривает и индивидуальное малоэтажное строительство (Минск). Получила развитие идея сохранения природно-ландшафтных зон, особенно возле водных зон или систем (Лошицкая и Слепянская системы, зелёные зоны вокруг рек Свислочь, Вяча, Волма, Птичь и других).
Дальнейшее развитие городов требовало создания новых транспортно-коммуникационных осей и узлов, которые ставили целью объединение центральных и периферийных районов города планировочным каркасом. Изменился характер застройки жилых районов. Если в 1970—1980-е годы здания были четко скоординированы с магистральными улицами (располагались вдоль них или строго перпендикулярно), то в 1990-е годы строительство ведётся под разным углом относительно улиц.
Распространение получили спортивные сооружения, банковские комплексы, художественная выразительность которых достигается и конструкцией, и использованием современных материалов. В таких постройках подчеркивается структура несущих элементов, наружные стены имеют частичное и сплошное остекление: автовокзал «Московский» (архитектор М. Наумов, инженер Л. Волчецкий), новый железнодорожный вокзал (В. Крамаренко, М. Виноградов, И. Виноградов) в Минске; ледовые дворцы в Минске (архитекторы Ю. Потапов, И. Бовт, А. Шафранович), Витебске (архитекторы И. Бовт, А. Шафранович), Гродно (архитекторы М. Жучко, В. Евдокимов, А. Пархута, А . Тараненко), Гомеле (архитекторы И. Бовт, С. Митько с участием Л. Смольского, Н. Шамелавай, А. Грачева); здания МинскКомплексБанка, Масбизнесбанка в Минске (оба архитектор А. Воробьёв), банки по улице Мицкевича в Гродно (архитекторы Н. Чуйко, М. Жучко, А. Тараненко), в Щучине (архитекторы А. Штен, Э. Мартинчик, С. Мужейко, Т. Чёрная).
Тенденции постмодернизма ярко отразились на общественной и жилищной архитектуре. Осложнилось объёмно-пространственная композиция, которая чаще всего основывается на принципе блокировки объёмов различных масштабов и форм: поликлиника по проспекту Машерова (архитектор В. Крусь), реконструированное здание ЦУМа (архитектор С. Невмывакин, В. Счислёнок, И. Белещанко), жилые дома на пересечении улиц М. Богдановича и Некрасова (архитектор Э. Левина), по улице Грибоедова (архитекторы Д. Соколов, А. Чадович) в Минске; по улице Кирова в Бресте (архитекторы В. Чайковский, А. Чайковская).
Получили распространение башенные формы: ЗАГС Октябрьского района (архитектор А. Цейтлин, A. Трусов), жилые дома на пересечении улиц Л. Беды и Некрасова (архитектор Л. Москалевич), по улице Варвашени (архитекторы B. Галковский, Т. Лабинск) в Минске; детский парк по улице З. Космодемьянской в Пинске (архитектор А. Василенко), коттеджи в Боровлянах, Городище под Минском.
Для усиления художественно-эстетической выразительности в новых постройках используются историко-архитектурные элементы, рассчитанные на декоративный эффект: зубчатые или криволинейные завершении стен (иностранный торговый дом «Континенталь» в Бресте, архитекторы В. Кескевич, Ю. Прудялюк), полуциркульные ниши и оконные проемы, треугольные или фигурные фронтоны с мотивами барокко, арочные галереи, декторативные колонны, ризалиты и так далее. В современной архитектуре имеют место мотивы модерна (криволинейные формы в сочетании с двускатными крышами, мансардных надстройки): проект таверны для музейно-производственного комплекса «Дудутки» (в Пуховичском районе; архитекторы А. Базевич, С. Сергачёв), индивидуальный четырёхкомнатный жилой дом (архитектор В. Кескевич), жилые дома по ул. Леваневского (архитектор А. Янушко) в Бресте, на Логойском тракте в Минске (архитекторы П. Кракалёв, Л. Карначык).
Наиболее ярко ретроспективная тенденция в современной архитектуре проявилась в культовом зодчестве. О распространении в сакральном зодчестве готических мотивов свидетельствуют крупномасштабные формы базиликальных храмов со скромным использованием декоративных элементов: щипцовые крыши, узкие вытянутые окна стрельчатых очертаний, контрфорсы (костёл и православная церковь в Мостах, костел Воздвижения Святого Креста в Светлогорске). В православной церковной архитектуре нашли отражение византийские и русско-византийские мотивы. Компактные крестокупольные в плане постройки имеют характерное перекрытие: сферический, шлемовидной или луковичный купол на высоком цилиндрическом барабане с рядом узких оконных проемов (храмы Успения Пресвятой Богородицы в Молодечно, во имя Преподобной Ефросинии княжны Полоцкой в Минске; церкви Серафима Саровского в Белоозёрске, Святого Мученика Валентина в селе Новоспасск Сморгонского района и другие). Иногда для отделки использовались кокошники (часовня по улице Карастояновой в Минске).
На основе переосмысления традиций зодчества в новых постройках нашло отражение взаимодействие исторического и современного (восстановление здания ратуши в Минске, 2002). Одной из существенных закономерностей архитектуры стала ретроспективная тенденция, что была результатом влияния постмодернизма. Однако определённой стилистической направленности 1990 — начало 2000-х годов не принесли. Для архитектуры этого периода характерно возрождение исторических и национальных традиций. Результатом поисков выразительности стала своеобразная многостилевость архитектуры.

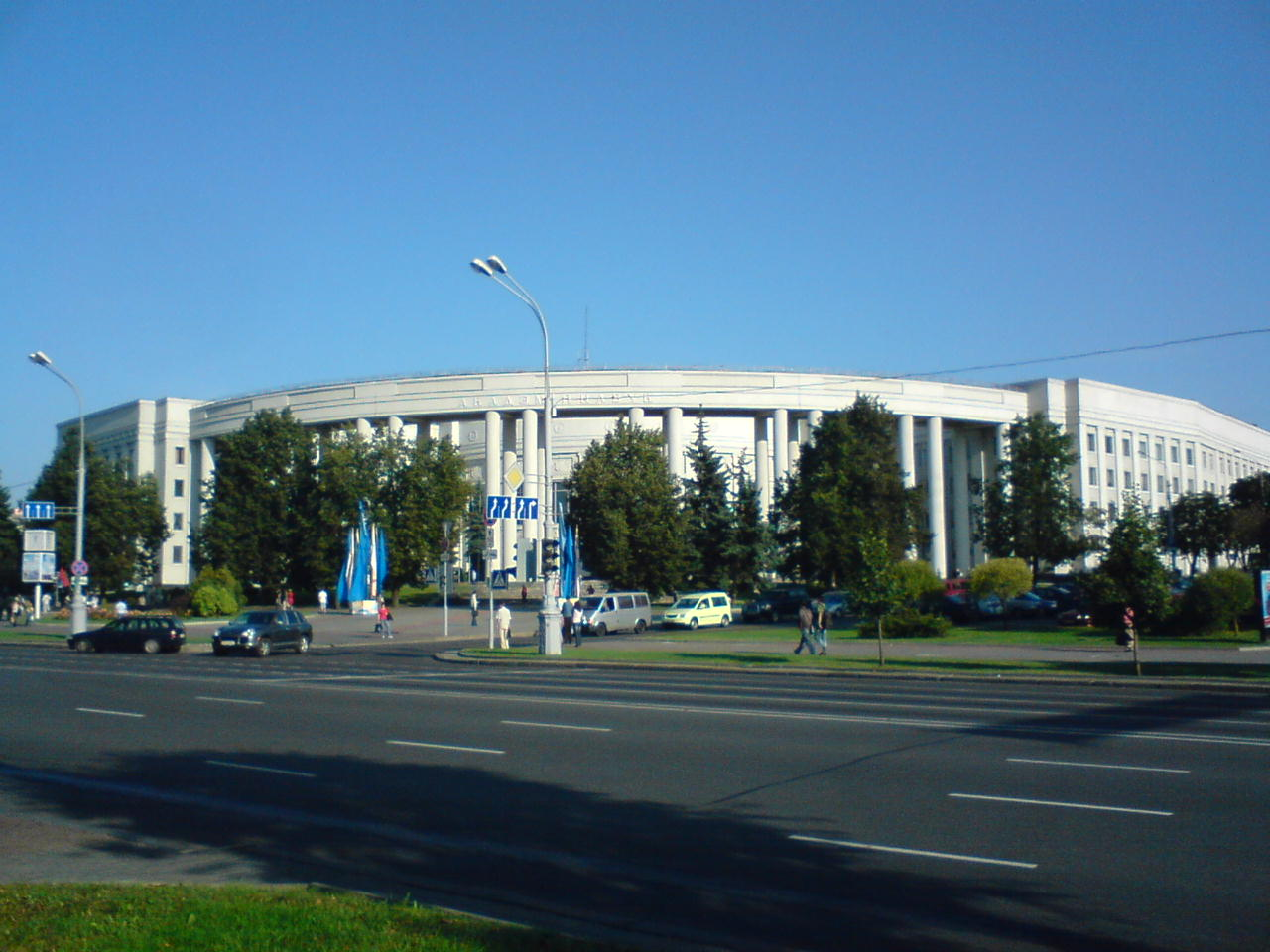
Академия наук Беларуси, Минск
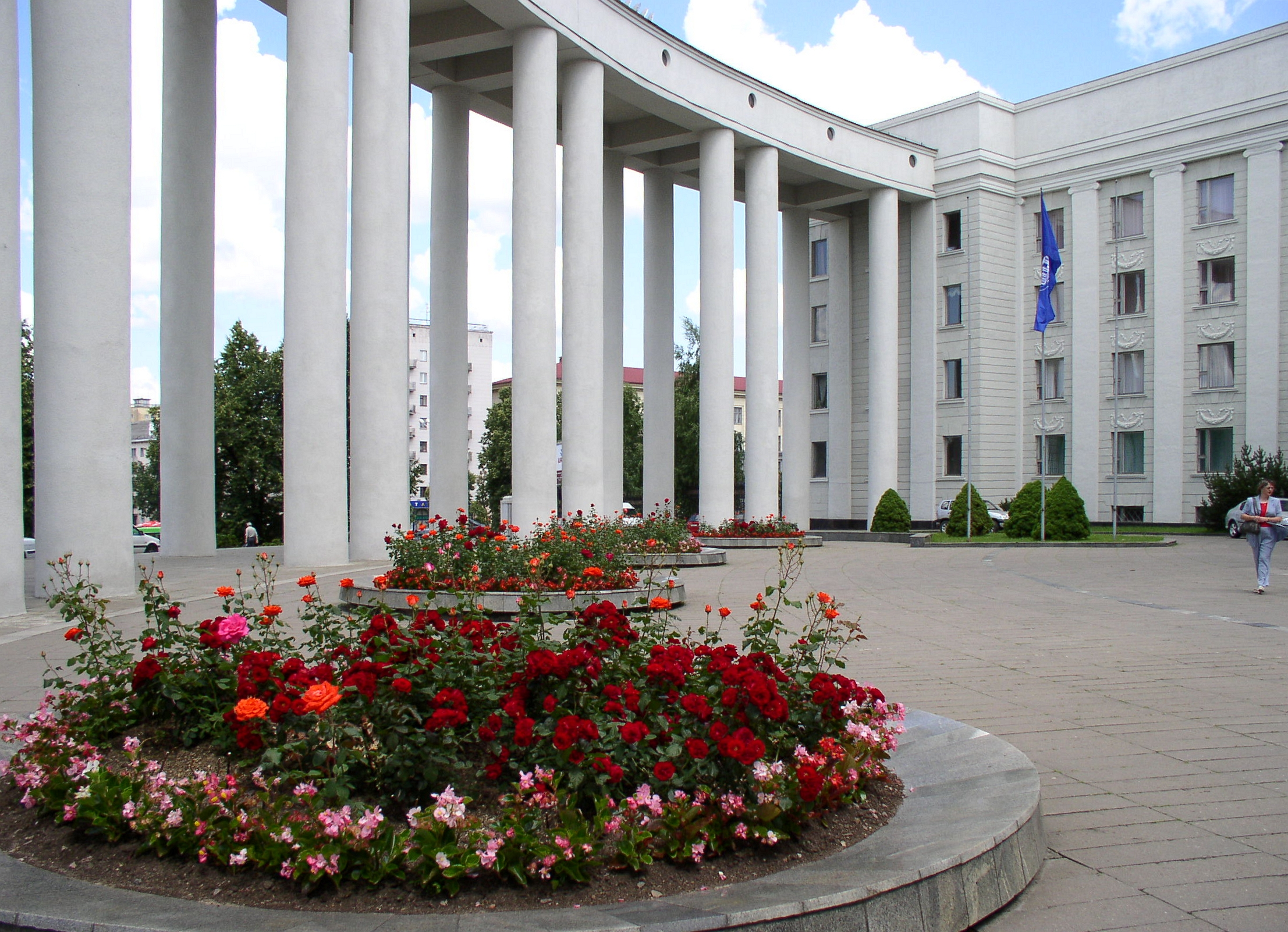
Дворик Академии наук Беларуси
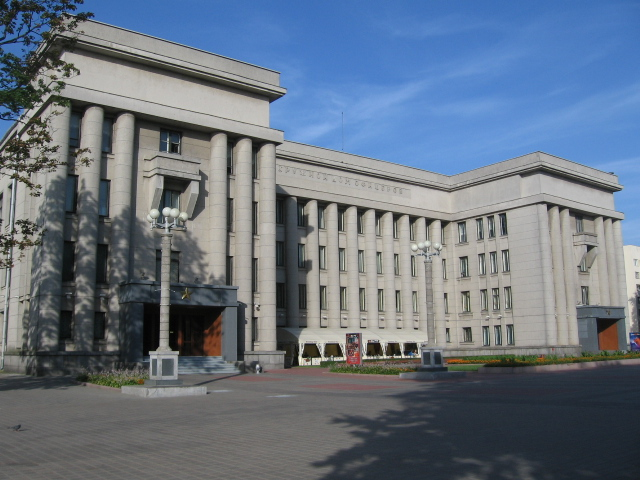
Дом офицеров, Минск
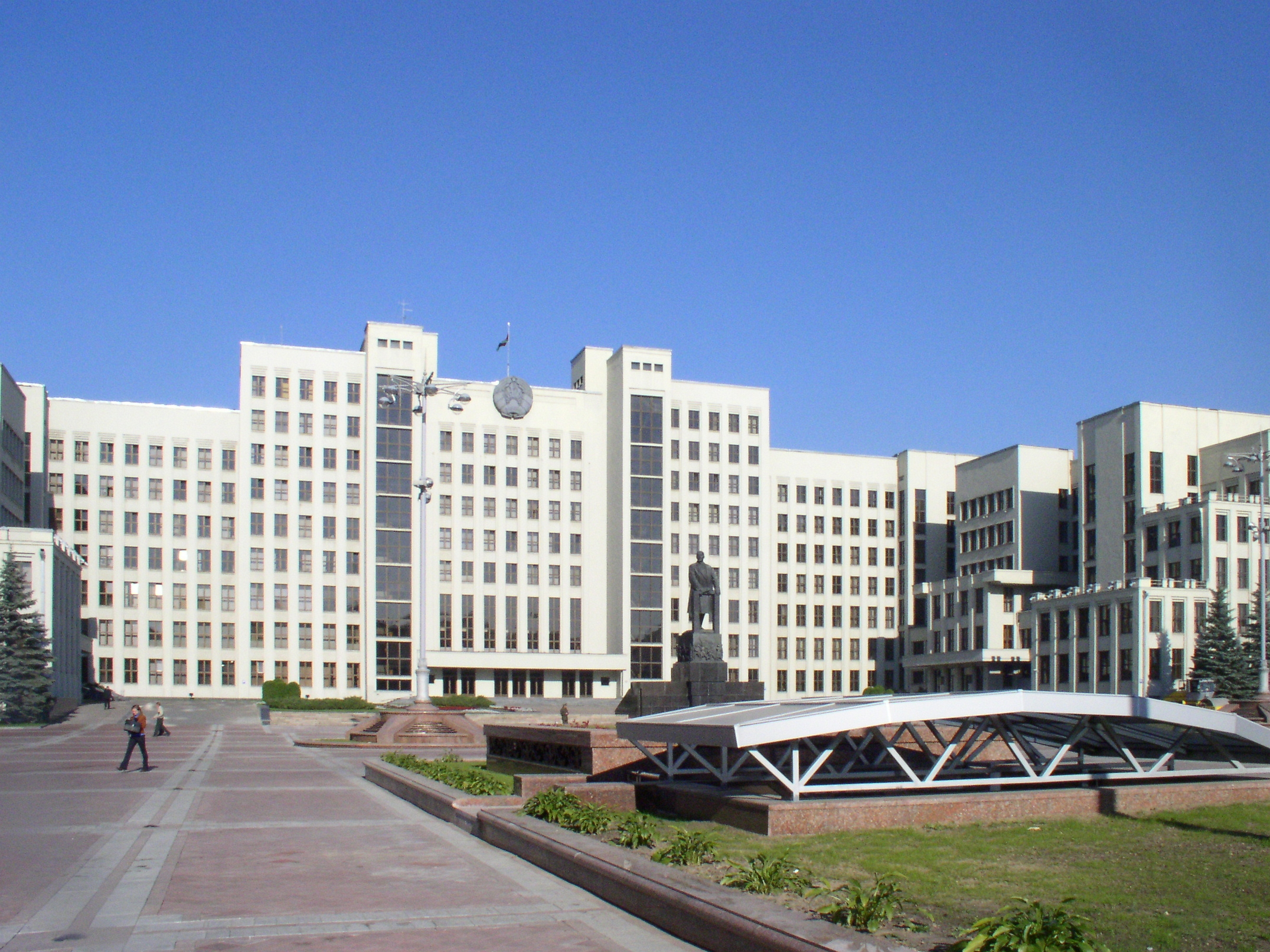
Площадь Независимости, Минск
Театр оперы и балета, Минск
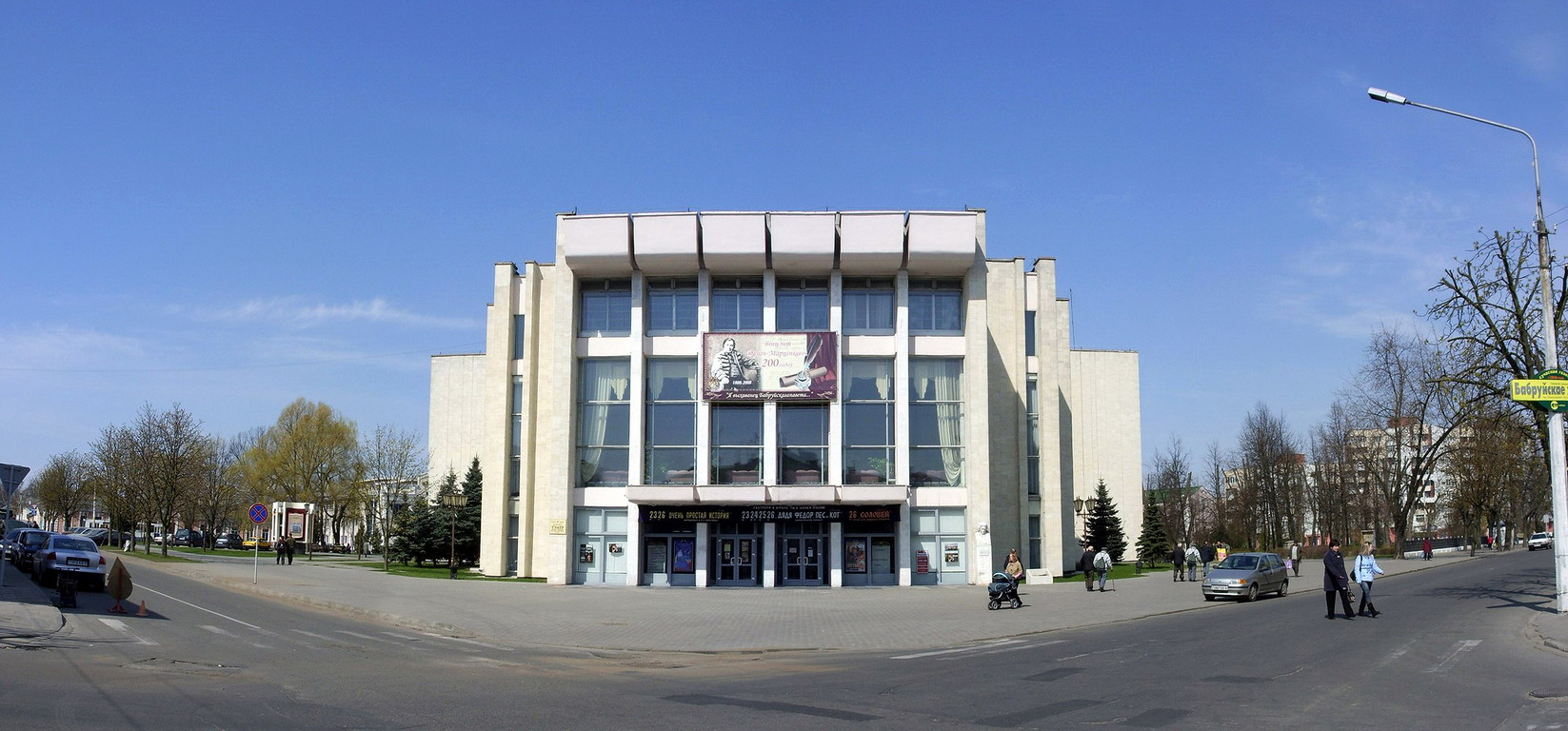
Театр драмы и комедии в Бобруйске

## XXI век

### Культовая архитектура
Восстановленное культовое зодчество Беларуси конца ХХ — начала XXI века в значительной степени опирается на архитектурно-художественные разработки прошлых веков, разнообразные стили и направления.
Для современного приходского храмостроения Белорусской православной церкви характерно игнорирование традиций стилей готики и барокко, в которых белорусское православное зодчество достигло высокого уровня архитектурно-художественных решений и национальной самобытности; немногочисленное и фрагментарное использование наследия народной архитектуры; приоритетная ориентация на ретроспективно-русский стиль, который развивает архитектурные традиции, не характерные для белорусского культового зодчества.

### Рекомендуемая литература
- Воинов А. А. История архитектуры Белоруссии. В 2-х томах. Том 2 (Советский период). — Минск: Вышэйшая школа, 1987. — 293 с., ил.
- Всеобщая история архитектуры в 12 томах / Государственный комитет по гражданскому строительству и архитектуре при Госстрое СССР, Научно-исследовательский институт теории, истории и перспективных проблем советской архитектуры. — Ленинград; Москва: Издательство литературы по строительству, 1966—1977.
  - Том 6: Архитектура России, Украины и Белоруссии. XIV — первая половина XIX вв. / Под редакцией П. Н. Максимова (ответственный редактор), А. И. Власюка, А. А. Кипарисовой, Ю. А. Нельговского, М. И. Рзянина, А. Г. Чинякова. — 1968. — 568 с., ил.
- Егоров Ю. А. Градостроительство Белоруссии. — Москва: Государственное издательство литературы по строительству и архитектуре, 1954. — 282 с.
- Егоров Ю. А., Воинов А. П. (ред.) Архитектура и градостроительство Советской Белоруссии. — Минск: Издательство Академии наук БССР, 1957. — 195 с.
- Чантурия В. А. Архитектура Беларуси конца XVIII — начала XIX века. — Минск: Издательство Министерства высшего, среднего специального и профессионального образования БССР, 1962. — 167 [1] с.
- Шамрук А. С. Архитектура Беларуси XX — начала XXI века. Эволюция стилей и художественных концепций. — Минск: Белорусская наука, 2007. — 335 с. — ISBN 978-985-08-0868-4.
- Локотко А. И. Белорусское народное зодчество: середина ХІХ-ХХ в.. — Минск: Навука і тэхніка, 1991. — 287 с. — 3900 экз. — ISBN 5-343-00156-4.